# Histoire de l'agriculture

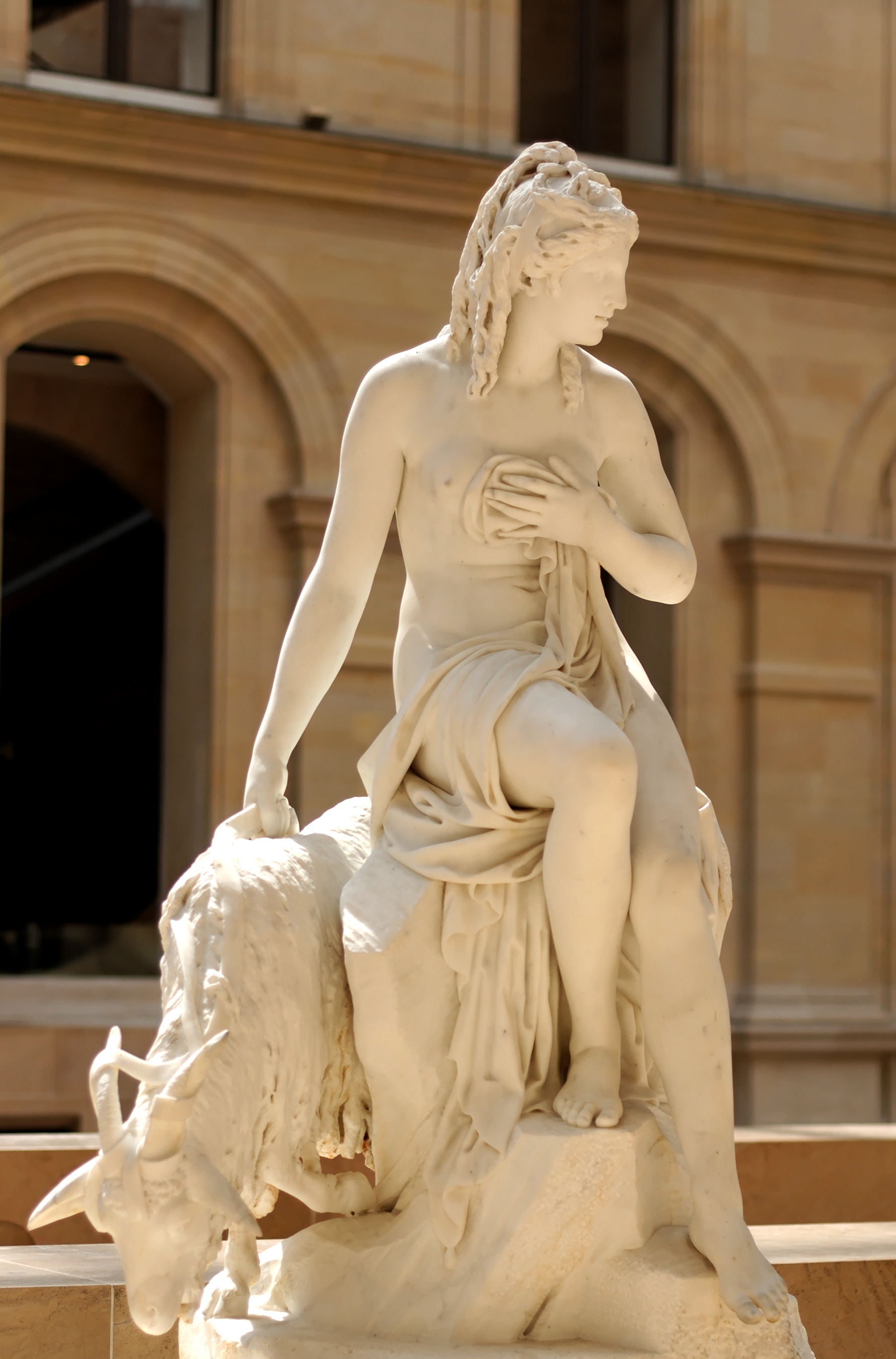
La chèvre Amalthée (plus tard transformée en nymphe comme le suggère cette représentation) et des abeilles nourrirent Jupiter enfant. Statue offerte par la Reine de France Marie-Antoinette à la laiterie royale de Rambouillet en 1787. La chèvre figure parmi les toutes premières espèces domestiquées pour la production.

L’histoire de l'agriculture est l'histoire de la domestication des plantes, des animaux et du développement, par les êtres humains, des techniques nécessaires pour les cultiver ou les élever, puis de la modification des écosystèmes cultivés, transformés en agroécosystèmes. L'agriculture est apparue indépendamment dans différentes parties du monde lors de la révolution néolithique, il y a parfois plus de dix mille ans. On peut supposer que cela a débuté par une agriculture de subsistance. Puis, peu à peu, s'est créée une agriculture de production et de négoce.
Aujourd’hui, les informations concernant les marchés et leur organisation, les techniques et le savoir-faire bénéficiant des progrès de l'agronomie, les produits, instruments et méthodes de haute technologie élaborés par les industries de l'agro-fourniture, sont à la disposition de l'agriculteur pour obtenir des niveaux de production jamais atteints dans l'Histoire de l'humanité. Les marges réalisées par les entreprises agricoles dans les pays développés restent cependant très variables, dépendant de prix de vente fluctuants et d'aides apportées ou non par les États, tandis que, dans les autres pays, la situation de nombreux paysans reste précaire.
En contrepartie, ces développements récents de type industriel conduisent une partie des consommateurs des pays riches à des inquiétudes et des remises en question concernant la qualité des aliments, leur innocuité et les conséquences des méthodes modernes sur l'environnement.

## L'agriculture: comment et pourquoi?

Les foyers de l'agriculture

Pendant des centaines de milliers d'années, les humains assurent leur subsistance avec la chasse, la pêche et la cueillette. Les chasseurs-cueilleurs contrôlent déjà leur environnement afin de favoriser le développement des espèces végétales et animales qu'ils consomment.
À partir de - 400000 cela passe par l'utilisation du feu qui permet de créer des prairies pour les herbivores, la conservation de certaines plantes ou l'élimination du sous-bois des forêts pour faciliter la chasse,.
La sélection des individus à prélever ou à laisser en place pour assurer le renouvellement ou améliorer la qualité des populations de plantes ou d'animaux, sont des formes de gestion qui ont pu affecter l'histoire évolutive des espèces exploitées, dans une direction favorable aux humains.
Lors du passage à l'agriculture, les humains accumulent les connaissances sur les cycles biologiques des plantes et des animaux, développent les techniques qui permettent de les exploiter et apprennent à modifier à leur profit les cycles naturels (par exemple la reproduction et la sélection des espèces).
De manière générale, cette transition suppose plusieurs millénaires de proto-élevage et de proto-agriculture. Elle apparaît suffisamment radicale pour qu'on lui donne le nom de révolution néolithique, bien qu'elle soit très progressive.

### Conditions matérielles de l'apparition de l'agriculture

Température globale moyenne au cours des 540 derniers millions d'années.

Selon Bettinger et al., l'agriculture ne pouvait apparaître avant la fin du Pléistocène, vers 9 700 av. J.-C., à cause de la faible productivité végétale due à la faible teneur en CO2 de l'atmosphère terrestre. Ce phénomène aurait été aggravé par l'augmentation de la conductivité stomatique, mise en place en réponse, mais qui augmente les besoins en eau, dans un contexte d'aridité glaciaire. Cette théorie est également soutenue par Ronald Wright. Il faudrait cependant prouver que cette faible teneur constitue bien un facteur limitant dans un contexte de très faibles rendements. D'autre part, des espèces présentant un mode de fixation du carbone en C4 étaient apparues, leur proportion devenant significative il y a environ cinq millions d'années. Ces espèces qui comprennent notamment les ancêtres du maïs, du sorgho, de la canne à sucre et du millet allient à une voie de synthèse particulière des sucres, un système de concentration du gaz carbonique (anneau cellulaire de type kranz), une pousse d'été et une utilisation très efficace de l'eau. Leur culture n'est cependant pas considérée comme économe car leurs besoins maximum se situent, dans les régions de grandes cultures actuelles, souvent à une saison où l'eau est rare, et elles ont pu nécessiter l'usage de l'irrigation dès le Néolithique.

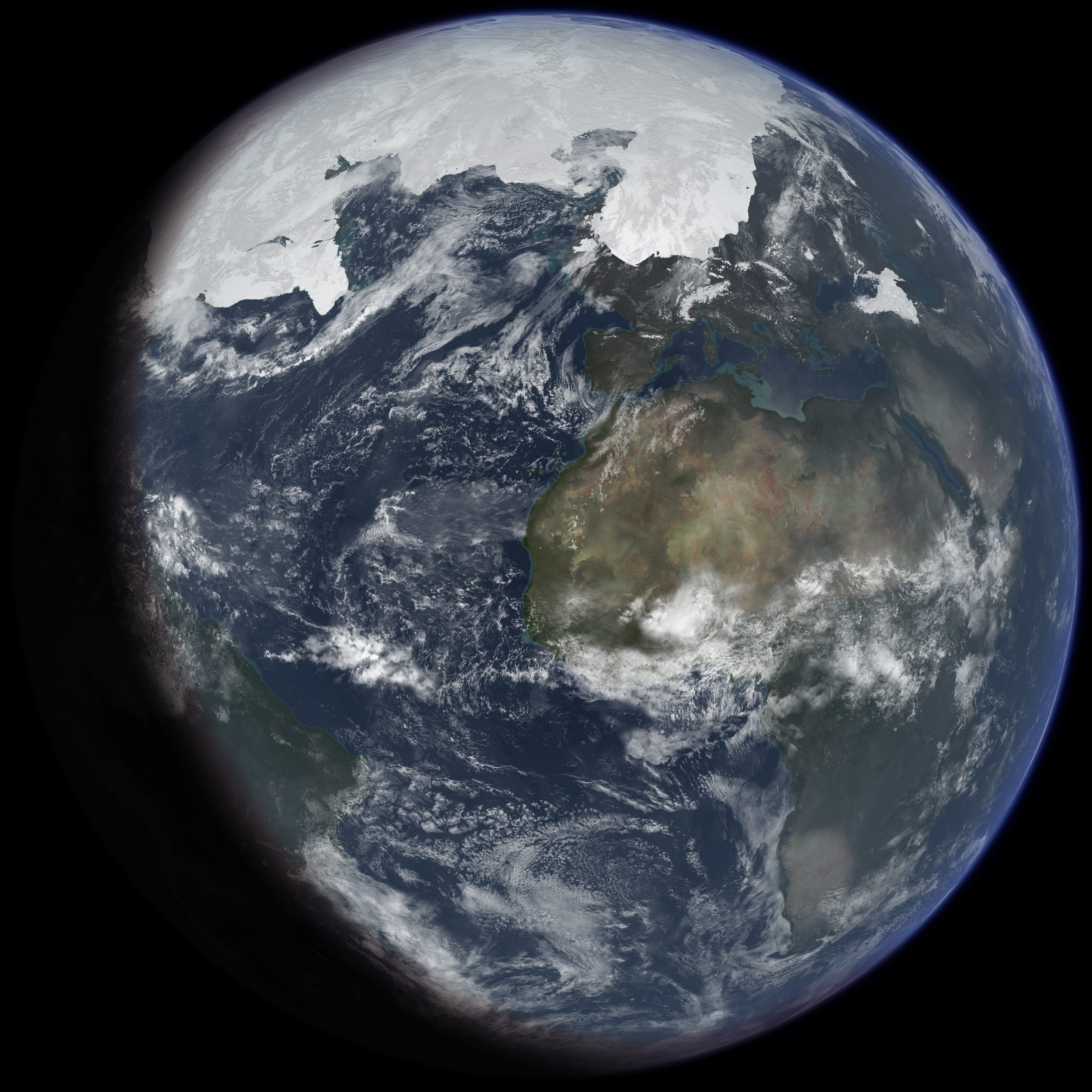
Extension maximale des glaciers lors de la dernière période glaciaire.

D'une façon globale, si on regarde l'évolution de l'atmosphère sur le très long terme, la teneur en CO2 a graduellement baissé depuis l'optimum climatique de l'Éocène, il y a environ 50 millions d'années, passant d'une valeur estimée entre 500 et 1 000 ppm à un minimum de 150 à 200 ppm, il y a environ 20 000 ans ; cette valeur remonte ensuite à 240 ppm, il y a environ 10 000 ans pour atteindre 280 ppm au début de l'ère industrielle et 400 ppm aujourd'hui.
On peut tracer une courbe à peu près parallèle pour les températures moyennes de l'atmosphère. Les températures commencent à augmenter, il y a environ 18 000 ans, pour se stabiliser, il y a environ 11 700 ans. À ce point qui marque le début de l'Holocène, la déglaciation est enclenchée. Les températures moyennes vont rester à peu près stables jusqu'au début de l'ère industrielle.
La Mégafaune du Pléistocène finit de disparaître en Amérique, en Europe, à Madagascar, mais pas en Afrique continentale et seulement partiellement en Asie, lorsque le Néolithique commence. Cette disparition peut être le fait de l'Homme, directement par la chasse ou indirectement par l'utilisation de techniques comme le feu, ou être liée au changement climatique. Une faune abondante de mammifères géants (rhinocéros laineux, mammouths, cerf mégaceros, bison des steppes...) aurait pu empêcher toute forme d'agriculture.
Cette hypothèse se complique : la disparition de la mégafaune, dans les régions humides où l'utilisation du feu n'est pas toujours concluante, aurait pu favoriser la réapparition de taillis, et à terme de forêts à la place des savanes. Les mammifères géants étaient, à proprement parler, autant des mangeurs de broussailles que des brouteurs d'herbe. C'étaient aussi de grands pourvoyeurs de méthane atmosphérique (à cause de la fermentation des végétaux ingérés (Hindgut fermentation (en) et rumination). Appliquée sur les immenses espaces d'Amérique du Nord et d'Eurasie, cette situation aurait entraîné une baisse significative des gaz à effet de serre (à cause de la diminution du taux de méthane et du taux de CO2 par restockage du carbone dans les écosystèmes forestiers) et ainsi aurait pu contribuer à l'épisode froid du Dryas récent, il y a 14000 à 11 700 ans, faisant avorter ou retardant les premières tentatives d'agriculture.

### Nouvelles représentations mentales et répartition des tâches
Une fois les conditions climatiques adéquates pour l'agriculture, il fallait encore, pour les chasseurs-cueilleurs, surmonter les contraintes et les freins liés à leur organisation sociale, et au besoin développer de nouvelles formes d'organisation adaptées à la gestion d'une activité agricole. En effet, l'agriculture nécessite au moins un début de sédentarisation pour le suivi des ressources disponibles ; cette condition est acquise au Proche-Orient dès le Natoufien.
T. Watkins (Université d'Édimbourg) pense que la néolithisation a nécessité une évolution cognitive et culturelle de grande ampleur chez les humains qui passe par l'élaboration de représentations symboliques nouvelles qui facilitent la vie en villages et l'acceptation du travail. On pense au langage, aux représentations de « Vénus fécondes » et aux ensembles architecturaux monumentaux comme Göbekli Tepe qui précèdent immédiatement le Néolithique précéramique A (abrégé PPNA).
Il faut fournir aux paysans des outils d'une qualité suffisante pour défricher et travailler le sol. La rusticité de ces outils fait que l'on rencontre souvent les premiers villages de paysans à proximité de zones aux sols meubles, c'est-à-dire présentant une structure à dominante sableuse ou sablo-limoneuse. On rencontre ces sols, avec la disponibilité de l'eau, dans les oasis, les grandes vallées ou au bord des lacs. En plus d'être faciles à travailler, ces sols permettent d'enfoncer facilement des pieux nécessaires à la confection de clôtures de protection pour les récoltes, d'enclos pour les animaux, de tuteurs pour les jeunes arbres ou de greniers pour les réserves.
Protéger les cultures obligeait à tenir à distance les grands animaux, les oiseaux et les rongeurs susceptibles de les détruire. En plus de la confection de clôtures, cela pouvait obliger à une entente avec les chasseurs éventuellement aidés de chiens, domestiqués au Paléolithique.

Par exemple, chez les Amérindiens d'Amérique du Nord, les hommes sont restés chasseurs tandis que les femmes cultivaient de petites parcelles auprès des campements. Les immenses troupeaux de bisons ou les nuées de pigeons migrateurs (tourte voyageuse, ectopistes migratorius) n'auraient pas permis la culture de parcelles importantes ou éloignées. Les colons le comprendront si bien que ce pigeon est aujourd'hui une espèce éteinte, le bison échappant de peu au même sort. 

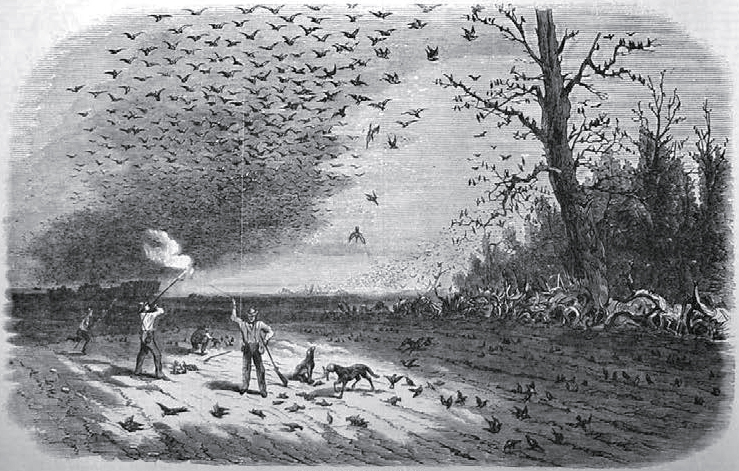
Tir au pigeon migrateur en Iowa (États-Unis) pour éviter la destruction totale des cultures, fin XIXe

De même, la pratique de l'irrigation, indispensable dans les zones subdésertiques, ne peut se faire sans une organisation sociale élaborée.
Dès que les grains constituent une part importante de la ration alimentaire, il faut la corriger avec un apport de sel (voir histoire du sel). Sur le site d'Aşıklı Höyük en Cappadoce, une population sédentarisée pratiquait à la fois chasse, cueillette et agriculture sur des niveaux datés de 11 500 à 7 000 ans environ. On y a relevé les premières traces d'un commerce du sel et quelques-unes des premières perles en cuivre natif, ce qui laisse supposer des échanges actifs.
Il semble également que l'apparition de l'agriculture ait entraîné une aggravation des inégalités hommes-femmes, en particulier dans les zones pratiquant la culture des céréales, peut-être du fait de la nécessité d'organiser la défense des greniers, ce qui semble apparaître dans les plus anciens sites néolithiques, Tell Qaramel ou Tell es-Sultan où des tours défensives ont pu être associées à des stockages. La croissance des inégalités semble moins forte chez les populations pratiquant une agriculture basée sur les légumes-racines et caractérisées par une différence de dimorphisme sexuel moins marquée. Les travaux des archéologues et anthropologues féministes depuis la fin du XXe siècle considèrent que la division sexuelle du travail, source d'inégalités, était moins présente avant le développement de l'agriculture, proposant même le modèle de la « femme collectrice » pour le substituer à celui de « l'homme chasseur ». Selon l'hypothèse de l'archéologue Jacques Cauvin sur le rôle prépondérant des femmes, ce sont elles qui auraient assuré une continuité entre la cueillette au Paléolithique (activité supposée féminine), et la domestication des plantes à partir des graines tombées et germées accidentellement. « Avec le développement de l'élevage et la maîtrise de nouvelles techniques, les hommes auraient progressivement remplacé les femmes dans les travaux liés à l'agriculture. L'exploitation des animaux pour la laine ou le lait aurait entraîné un cantonnement accru des femmes dans l'espace domestique ». Le développement des sociétés patriarcales et la généralisation de la patrilocalité auraient accentué ces inégalités.

### Le passage à l'agriculture est-il un choix de société?
Les raisons du passage du mode de vie chasseur-cueilleur au mode de vie agricole sont encore discutées et font l'objet de plusieurs hypothèses.
Au XIXe siècle, 20 % de l'humanité vivait encore de la chasse, de la pêche et de la cueillette, y compris dans des zones parfaitement adaptées à l'agriculture (Californie, Argentine, Grand Bassin des États-Unis) illustrant l'importance des choix de société dans le passage à l'agriculture. Selon Bettinger et al., les chasseurs-cueilleurs qui développent des stratégies de maximisation de la quantité d'aliments récoltés, y employant tout leur temps disponible, sont plus susceptibles de passer à l'agriculture que les groupes de chasseurs-cueilleurs qui cherchent à minimiser le temps passé à obtenir leur alimentation, se limitant à répondre aux besoins alimentaires de base. Néanmoins, tous les groupes maximisant la quantité récoltée ne se sont pas convertis à l’agriculture et certains se sont maintenus jusqu'à l'époque moderne.
La théorie démographique proposée par Carl Sauer, adaptée ensuite par Sally Binford, Lewis Binford et Kent Flannery postule une population de plus en plus sédentaire qui augmenta jusqu'à dépasser les capacités de l'environnement local et qui nécessitait plus de nourriture qu'elle ne pouvait en recueillir.
Par ailleurs, les populations vivant principalement de la chasse et de la cueillette ont pu pratiquer une activité agricole à petite échelle, comme dans le cas des Amérindiens du Nord-Ouest des États-Unis. Cette situation a pu conduire à remettre en cause le concept de chasseur-cueilleur. De nombreux cas sont également attestés, par exemple au Proche-Orient ou dans la vallée du Nil, d'expériences locales d'agriculture qui sont ensuite abandonnées.
Cela rejoindrait les théories de Marshall Sahlins selon lequel les sociétés de chasseurs étaient des sociétés d'abondance et qu'être chasseur-cueilleur demandait beaucoup moins d'effort qu'être agriculteur. On peut objecter à ces idées, qu'à partir du moment où l'agriculture était possible, les chasseurs, qui possédaient des armes, pouvaient obliger une autre partie de la population à cultiver, ne serait-ce d'ailleurs que par le poids des habitudes culturelles, comme cela semble avoir été le cas chez les Amérindiens ou chez les Badjoué (peuple) du Sud-Cameroun.

### Domestication végétale et animale

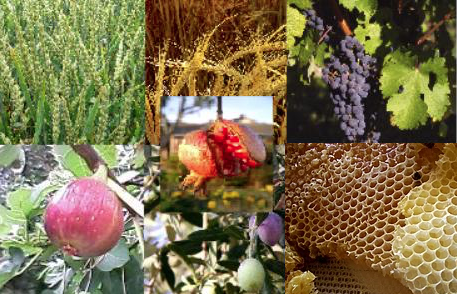
Les sept produits de la Terre Promise : le pays qui porte blé, orge, vignes, figuiers, grenadiers, oliviers, une terre d'huile et de miel où le pain ne vous est pas mesuré. Deutéronome 8:8-9

Sur une période comprise entre 9 000 et 5000 av. J.-C., l'agriculture apparaît de manière indépendante dans au moins cinq foyers :
- le Proche-Orient (Croissant fertile) ;
- Chine et Corée ;
- la Nouvelle-Guinée ;
- l'Amérique du Nord (dans l'est des États-Unis actuels) ;
- l'Amérique Centrale et la partie nord de l'Amérique du Sud (Andes et Amazonie)

Encore actuellement, seul le foyer proche-oriental est bien connu. Certaines espèces ou sous-espèces semblent avoir été domestiquées indépendamment, et parfois simultanément, dans plusieurs foyers.
La domestication a consisté à sélectionner et à mettre en culture les espèces présentant le plus d'intérêt. Elle est caractérisée par des modifications génétiques particulières que l'on regroupe sous le nom de syndrome de domestication. Par exemple les céréales donnent de plus gros grains et davantage de grains par épi. L'évolution spectaculaire des blés depuis les espèces sauvages et leur classification constituent encore aujourd'hui un problème de génétique ardu (Taxonomie du blé).
La figue serait le plus ancien fruit sucré domestiqué connu, après la découverte en 2006, sur le site de Gilgal I, dans la vallée du Jourdain (Israël actuel) de neuf figues parthénocarpiques, c'est-à-dire ne produisant pas de graines ; cette découverte est cependant restée isolée. Pour l'orge et le blé, la domestication a commencé entre 9 500 et 9 000 av. J.-C. dans le Croissant fertile.
Vers 9 000 av. J.-C., débute l'élevage avec les chèvres, les moutons et les bovins… mais le premier animal domestiqué est le chien entre - 20000 et - 40000.

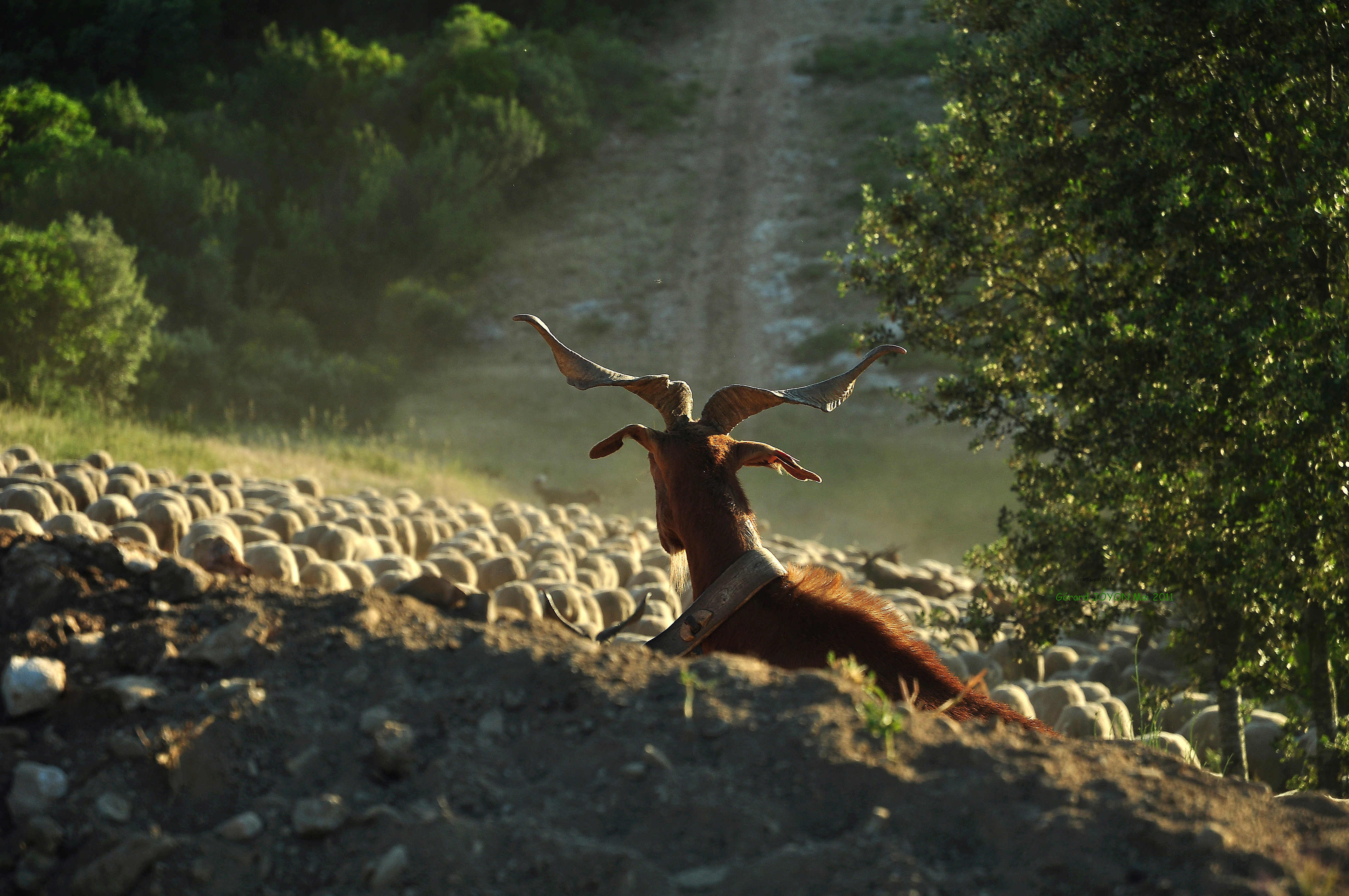
Bouc du Rove (race caprine) et moutons. La chèvre et le mouton sont les deux premières espèces élevées pour l'alimentation humaine (lait, viande) puis la laine.

L'histoire de la domestication des plantes et de leur diffusion peut être très complexe, une même plante pouvant être domestiquée simultanément dans plusieurs endroits, être introduite plusieurs fois dans un territoire après sa domestication, être redomestiquée après avoir été introduite puis être retournée à l'état sauvage... C'est par exemple le cas du bananier, domestiqué en Asie, introduit deux fois en Afrique, où il a été redomestiqué, puis introduit deux fois en Amérique, à chaque fois à plusieurs millénaires d'écart. Le cochon a lui été domestiqué plusieurs fois de manière indépendante dans diverses parties de l'Europe, du Proche-Orient et de l'Extrême-Orient.
Selon Jared Diamond il est significatif que seules quelques plantes cultivées (riz, orge, maïs, blé, sorgho) soient présentes sur la majorité des terres agricoles exploitées, et que ces plantes aient toutes été domestiquées à la préhistoire ; Il explique ceci par le fait que seulement un petit nombre de plantes sont effectivement domesticables (il faut entre autres qu'elles aient un cycle de vie annuel, et que seulement quelques mutations soient nécessaires pour obtenir une variété avantageuse).

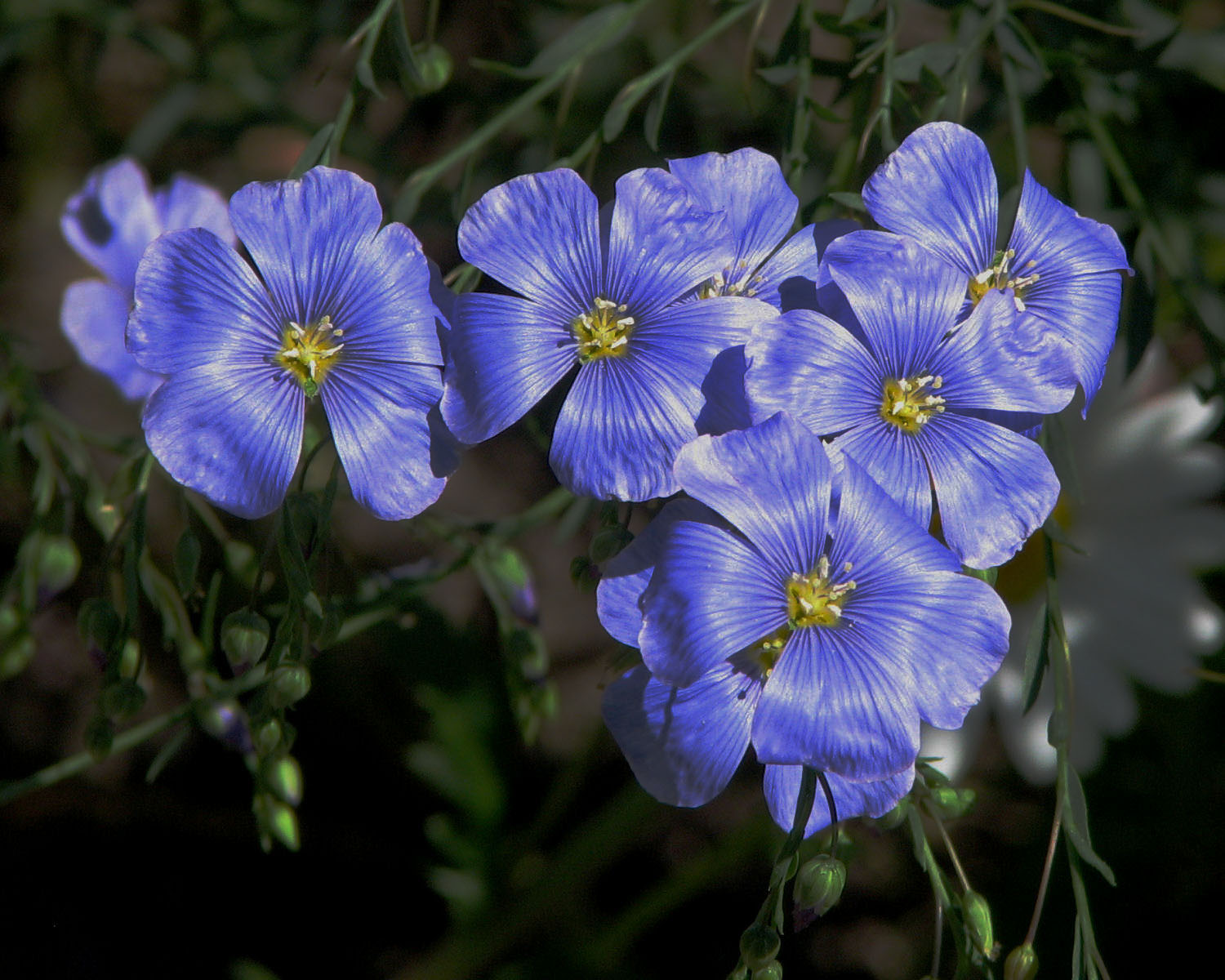
Fleurs de lin cultivé, première plante textile domestiquée avec le chanvre

Généralement, dans chaque foyer d'apparition de l'agriculture sont domestiquées simultanément au moins une plante riche en glucides (en général une céréale), une plante riche en protéines (généralement une légumineuse) et parfois une plante oléagineuse, afin de garantir l'équilibre nutritionnel de l’alimentation. Fréquemment, on y ajoute une plante textile (lin, chanvre).
La domestication est un processus quasi automatique à partir du moment où les espèces sont cultivées ou élevées pendant plusieurs générations, même sans intervention consciente des agriculteurs. Le cas des céréales est bien connu. À partir du moment où les céréales récoltées une année sont ressemées l'année suivante, les lignées dont les graines présentent une dormance (liée à des glumes et glumelles épaisses, et à des substances inhibitrices) sont rapidement éliminées. La compétition au champ entre les plantules favorise les plantes issues de gros grains, riches en amidon qui donnent des plantes plus vigoureuses. La moisson, si elle est effectuée en un temps restreint, défavorise les lignées produisant de nombreuses inflorescence à maturité échelonnée. C'est aussi le cas des plantes dont les graines se détachent facilement, tombent au sol et échappent à la récolte. Tous ces caractères inadaptés aux conditions de l'agriculture étaient des caractères favorables dans les conditions naturelles. En conséquence, les céréales domestiquées présentent un syndrome de domestication caractérisé par l'absence de dormance, des enveloppes de taille réduite, de gros grains riches en amidon, une grande taille, des tiges et des tigelles solides et un égrenage difficile.
De même, chez les légumineuses, le syndrome de domestication comprend l'absence de dormance, des gousses qui ne s'ouvrent pas à maturité, des inflorescences moins nombreuses, une plus grande taille, des grains plus nombreux dans chaque gousse et une maturation moins échelonnée des gousses.
Chez ces deux familles de plantes, l'apparition du syndrome de domestication est facilitée par l'importance de l'autofécondation, qui limite les flux de gènes avec les plantes sauvages. Il faut noter que pour que le syndrome de domestication apparaisse, il fallait que les graines semées soient majoritairement issues de plantes cultivées (et non sauvages), et ce pendant plusieurs générations. Une fois que des syndromes de domestication suffisamment marqués apparaissent, les agriculteurs peuvent alors choisir visuellement les plantes qu'ils souhaitent favoriser ou éliminer, et enclencher une phase de sélection active des caractères.
Le cas des plantes pérennes est plus compliqué en raison de la durée de leur vie et du fait qu'elles se reproduisent parfois par voie végétative (cas du figuier, du bananier...). Certaines plantes pérennes ont aussi été épargnées lors des défrichements car considérées comme utiles (baobab, palmier à huile, karité) voire volontairement propagées par les humains sans subir de processus de domestication (Acacia albida),.
L'horticulture peut donc se révéler complexe. Cependant bouturage et marcottage peuvent être d'apprentissage aisé si l'on observe et utilise des populations drageonnantes. Il en existe pour le figuier, la vigne, le merisier, le pommier, le noisetier, le goyavier, le manioc, les bambous… Ainsi la culture du manioc en Mésoamérique remonterait à - 8000 et la domestication du bananier et de l'arbre à pain probablement en Nouvelle-Guinée serait aussi très ancienne.
Dans le cas des animaux, les plus craintifs qui refusent de s'alimenter ou de se reproduire en captivité sont éliminés, tout comme les plus agressifs qui sont tués par les éleveurs. Les animaux d'élevage sont alors devenus peu craintifs et peu agressifs. Ils sont aussi plus petits et moins vigoureux que les animaux sauvages. Cela s'explique par la préférence des éleveurs d'abattre les animaux les plus gros, par le fait que les animaux les plus petits et plus faibles sont aussi protégés des prédateurs, qu'ils résistent mieux aux carences et aux disettes qui frappent fréquemment les animaux d'élevage et que le contrôle de la reproduction par les humains autorise l'accès à la reproduction de mâles plus faibles, qui en auraient été exclus par la lutte pour la reproduction en conditions sauvages.

### Nouvelles interrogations sur la nature de l'agriculture et le néolithique
Il semblait établi que l'agriculture commençait avec la domestication et le néolithique avec l'agriculture (Vere Gordon Childe, The dawn of European civilization, 1925) mais l'approfondissement des connaissances sur certaines cultures jusque-là considérées comme antérieures au néolithique entraîne des questionnements.
Les natoufiens, entre 14 000 et 10 000 av. J.-C., sont parfois considérés comme la première population d'agriculteurs du Croissant fertile avant celles du PPNA (néolithique précéramique A). Les natoufiens récoltent de grandes quantités de graines de céréales et de légumineuses et disposent d'un matériel diversifié composé de faucilles, de mortiers et de meules et de molettes pour broyer les graines. Les natoufiens au Levant et, à un degré moindre, les zarziens, dans ce qui est aujourd'hui le Kurdistan iraquien et iranien, sont probablement des chasseurs-cueilleurs sédentarisés s'essayant à l'agriculture mais aucun lieu de stockage de la nourriture n'a encore été retrouvé. Des expériences de mise en culture et de domestication ponctuelles ont peut-être lieu à cette époque, servant de tests avant l'adoption réelle de l'agriculture.
Au Japon, les peuples de la culture Jomon sont des chasseurs-pêcheurs-cueilleurs sédentarisés dont l'abondante production alimentaire interroge également.
Dans le Zagros, l'abondance des céréales et des espèces fruitières sauvages, ancêtres des nôtres, ainsi que la proximité de lieux d'épanouissement des deux grandes premières civilisations (Sumer et l'Élam) entraînent des questions sur la possibilité d'une proto-agriculture.
Il est difficile d'établir les critères d'un syndrome de domestication pour les arbres fruitiers, les caractéristiques des fruits résultant probablement d'un long processus de coévolution entre les angiospermes et les animaux frugivores dont les hominidés. On recense cependant de plus en plus de preuves de l'implication de l'homme dans la modification radicale et ancienne des biotopes forestiers, outre au Japon, en Amazonie et en Australie. Les méthodes aborigènes pré-néolithiques sont d'ailleurs qualifiées d'agriculture par les préhistoriens australiens (Fire-stick farming (en)).
Des scientifiques comme Augustin Holl de l'Université du Michigan affirment que dans les zones tropicales, comme en Afrique, des plantes ont pu être cultivées sans être domestiquées et que donc la domestication n'est pas nécessairement concomitante de la naissance de l'agriculture. De même pour Sylvain Ozainne (Université de Genève), en Afrique de l'Ouest, l'agriculture commence vers - 10000, l'élevage d'animaux domestiques vers - 6000 et la domestication réelle de plantes vers - 3500.
Il faudrait donc considérer, dans certains cas, une période intermédiaire où l'on cultive ou élève majoritairement des espèces sauvages. Cette phase est appelée proto-agriculture, cueillette intensive (Intensive gathering (en)) ou agriculture pré-domestique.

### Les résultats des recherches archéologiques entraînent-ils un biais cognitif?
Les graines sèches des graminées et légumineuses sont produites en grandes quantités et se conservent relativement bien sur de longues périodes. Il en est de même pour les noyaux et coques dures de fruits et les fibres végétales. Les climats arides et à un moindre degré les tourbières ont pu faciliter la conservation de restes alimentaires. La mouture des céréales nécessite des meules en pierre facilement identifiables. Ainsi le néolithique du Proche-Orient bénéficie aujourd'hui d'une description précise alors que celle du néolithique de l'Amazone en est à ses débuts.

La conservation de restes de champignons, légumes racines ou légumes-feuilles est problématique sur le temps long. Des archéologues comme Philippe Marinval, ont émis l'hypothèse que l'agriculture n'a pas commencé partout par la céréaliculture mais a pu le faire encore avec des formes de jardinage autour des habitations comprenant aussi bien légumes, fruits que légumineuses ; des légumes ou salades très faciles à reproduire et cultiver comme les mauves ou le pourpier (aujourd'hui plutôt délaissés) auraient été impliqués. Ainsi le tableau actuel des cultures fondatrices et de leur lieu d'origine peut être incomplet.

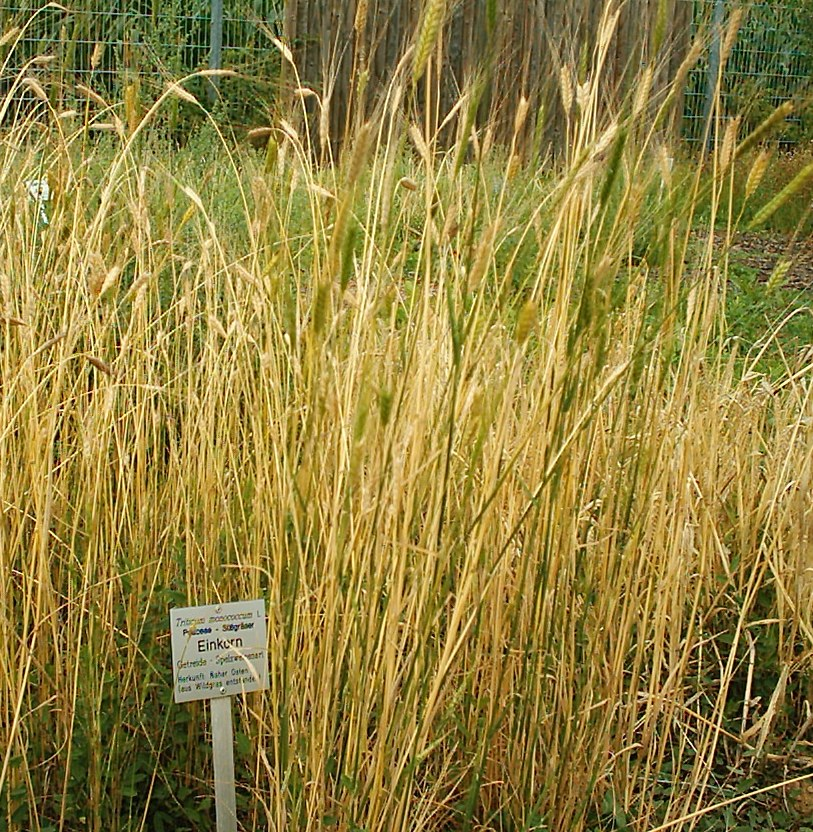
Engrain (Triticum monococcum), la première céréale cultivée. Souvent commercialisé sous le nom dépeautre (erroné) ou petit épeautre.

### Diffusion de l'agriculture
À partir d'un foyer d'apparition, l'agriculture diffuse vers les régions adjacentes. Plusieurs modèles peuvent rendre compte de cette diffusion : adoption progressive de proche en proche par les populations de chasseurs-cueilleurs ; arrivée d'agriculteurs migrants qui apportent leurs techniques, et remplacent les populations locales. Ce dernier mode étant actuellement privilégié par les chercheurs en paléogénomique,. Les archéologues distinguent :
- des zones de diffusion, où l'agriculture se propage rapidement et les populations d'agriculteurs conservent leurs caractéristiques culturelle initiales. Dans ces zones l'agriculture peut se diffuser à une vitesse de plusieurs kilomètres par an.
- des zones de friction, où la densité de chasseurs-cueilleurs est suffisamment élevée pour freiner la propagation de l'agriculture et favoriser des mélanges génétiques et culturels entre agriculteurs et chasseurs-cueilleurs (cas de l'Europe du Nord-Ouest), ou dans le cas de rencontre avec une tradition agricole originaire d'un autre foyer (cas de la Nouvelle-Guinée).
- des zones de dépassement (overshoot), où les populations d'agriculteur retournent à un mode de vie chasseur-cueilleur, en raison de l'inadaptation du milieu à l'agriculture ou à la suite de dégradations environnementales ou de changements climatiques (cas des Maoris, des Punan, des peuples de langues numiques).

Des exemples d'adoption de l'agriculture par les chasseurs-cueilleurs au contact des agriculteurs, sans mélanges importants de populations existent aussi. Cette situation est susceptible de se produire lors qu’existe une frontière stable entre groupes d'agriculteurs et de chasseurs-cueilleurs. C'est par exemple le cas l'adoption de l'agriculture par les Navajos ou les Khoisans, et probablement du sud de la Scandinavie, où cette frontière a existé pendant plusieurs siècles.
Des indices archéologiques laissent penser que des populations de chasseurs-cueilleurs ont localement pu coexister longtemps avec les premiers agriculteurs.
Ainsi des analyses d'ADN faites sur le site de Bouldnor Cliff (en) montrent que des chasseurs-cueilleurs des actuelles îles britanniques semblent avoir importé des blés domestiqués Moyen-Orient, vers 6 000 av. J.-C.. Une étude publiée en 2013 a conclu que vers 4 000 av. J.-C. environ, des agriculteurs ont commencé à enterrer leurs morts dans la même grotte que celle utilisée par des chasseurs-cueilleurs et qu'« ils ont continué à le faire pendant 800 ans, ce qui suggère que les deux groupes étaient en contact étroit ». Une autre étude, plus controversée amène à conclure que « il y a environ 6500 ans, des chasseurs-cueilleurs d'Allemagne et de Scandinavie pourraient avoir acquis des porcs domestiqués d'agriculteurs vivant à proximité ».
L'agriculture se diffuse d'autant plus rapidement qu'il n'y a pas de grandes différences climatiques et de longueur d'ensoleillement entre les nouveaux territoires et le foyer d'origine. En conséquence l'agriculture se diffuse plus vite sur un axe est-ouest que sur un axe nord-sud. Les différences de climat et durée du jour obligent les agriculteurs à sélectionner de nouvelles variétés et races de plantes et d'animaux.
Les succès des grands foyers d'origine sont inégaux. En particulier, le foyer nord-américain se trouve vite submergé par l'agriculture centre-américaine et contribue peu au développement agricole des autres régions. Le foyer néo-guinéen est aussi englobé dans la zone de diffusion de l'agriculture chinoise (culture de Dapenkeng).
Cette théorie diffusionniste est aujourd'hui parfois critiquée car élaborée à partir du modèle de diffusion de l'agriculture du Croissant fertile vers l'Europe.

## Conséquences sociales et environnementales du passage à l'agriculture

### Thèse de Jared Diamond

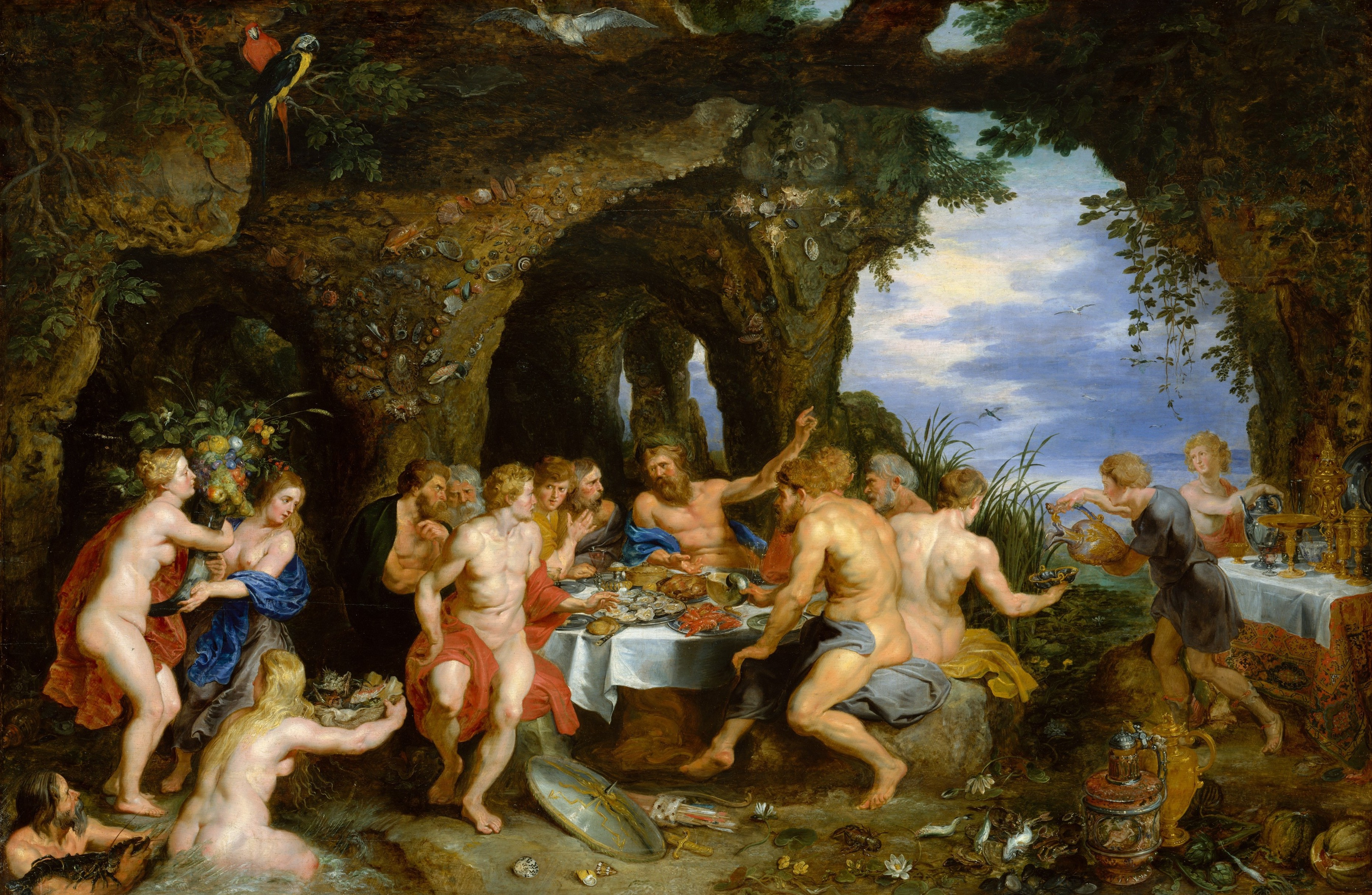
Amalthée perdit une de ses cornes qui fut retrouvée par Achélôos et dont des naïades firent la corne d'abondance (à gauche sur le tableau), représentation mythologique d'une agriculture facile et généreuse. Achélôos dut la céder à Héraclès. Le banquet d'Achélôos, Pierre Paul Rubens, vers 1615.

Le développement de l'agriculture a provoqué une dégradation de l'état de santé des populations qui la pratiquaient dans un premier temps, attestée par les études de paléopathologie :
- augmentation significative du nombre de caries ;
- développement des signes de sous-alimentation et de malnutrition ;
- développement de maladies infectieuses, de la tuberculose et de la syphilis ;
- généralisation de l'arthrose et des maladies dégénératives ;
- hausse de la mortalité infantile, baisse de l'espérance de vie ;
- baisse de la taille moyenne pouvant atteindre jusqu'à 10 % (à cause de la sous-nutrition) ;
- en Asie, le développement de la culture du riz a permis la production de grandes quantités d'alcool, conduisant probablement à un développement important de l'alcoolisme. Ce phénomène pourrait être responsable de la plus grande fréquence de l'intolérance à l'alcool en Asie, les ancêtres de ces individus ayant été moins touchés par l'alcoolisme[59].

L'agriculture demande en effet un temps de travail quotidien supérieur à la chasse et à la cueillette, et fournit une alimentation moins variée. Le passage d'un régime alimentaire diversifié à un régime alimentaire basé sur un petit nombre de végétaux riches en glucides et pauvres en protéines s'est traduit par une baisse de la diversité alimentaire, favorisant la malnutrition et l'augmentation du nombre de caries. De plus, le fait de dépendre de seulement quelques espèces cultivées augmente le risque de famine, si une des cultures échoue. Cependant, la place prise dans la ration par les produits issus de cultures n'a augmenté que très progressivement, les agriculteurs ont continué à pêcher, chasser et cueillir, dans la plupart des cas.
L'agriculture est également liée à une augmentation de la densité de population et du commerce, ce qui augmente les risques de contamination, propagation des maladies et de survenue des épidémies (diarrhées à coronavirus et rotavirus, choléra, tuberculose, lèpre puis, dans de plus grandes agglomérations, variole, peste bubonique et rougeole). Le développement de l'élevage est une source de zoonoses. Enfin, le passage à l'agriculture a eu pour effet de développer la stratification sociale, au détriment des plus vulnérables.

#### Critique
Néanmoins, dans les principaux centres d'apparition de l'agriculture, sont cultivés des graminées qui apportent des glucides, des légumineuses qui apportent des protéines, et des oléagineux qui apportent les lipides, contribuant à l'équilibre de l'alimentation comme, d'ailleurs, les produits laitiers. Mehmet Ödoğan, le fouilleur de Çayönü note aussi que « les habitants pouvaient vivre dans la prospérité, tout en chassant » mais ce site est privilégié car relativement arrosé et parce que c'est l'habitat naturel des ancêtres des premières espèces domestiquées.
L'argument portant sur la quantité de travail nécessaire à l'agriculture est à relativiser. Il est en effet basé sur la culture des céréales et légumineuses qui est gourmande en temps mais qui a l'avantage de fournir des produits faciles à conserver (Sahlins). Mais ce sont aussi ceux que l'on retrouve le plus facilement lors des fouilles archéologiques, ce qui peut entraîner un biais. Or il n'est pas certain que la culture des plantes pérennes (figuier, dattier, bananier, vigne) ou faciles à multiplier et à gros rendement comme le taro demande toujours plus de travail que la simple cueillette exigeante en temps de déplacement. Le même argument peut être repris pour l'élevage pastoral par rapport à la chasse. Les fruits secs (noix, amandes, pistaches, glands doux), issus de plantes pérennes et faciles à conserver constituent sans doute une solution intermédiaire.
La consommation de lait après le sevrage chez l'homme a entraîné la sélection de mutations concernant la tolérance au lactose à l'âge adulte (Intolérance au lactose). 95 % des Européens du Nord portent aujourd'hui cette mutation qui y était absente il y a 6 000 ans, avant le néolithique. L'égouttage des fromages permet aussi d'éliminer une bonne partie du lactose. Une préparation simple comme la caillebotte ou le fromage frais accessible aux premiers éleveurs, en élimine aussi une partie et améliore la digestibilité du lait; « la fermentation transforme en effet le lactose en acide lactique, qui peut être assimilé sans lactase ». Réciproquement, le succès de cette mutation montre que la consommation de lait après le sevrage a été un facteur important de survie dans cette population. Ainsi Shevan Wilkin et al. ont montré que l'utilisation généralisée de produits laitiers dans l'alimentation coïncide avec le début de l'importante expansion des peuples Yanma des Pays scandinaves aux steppes de Mongolie.
De même la consommation de céréales a privilégié des lignées d'individus produisant plus d'amylase salivaire et digérant mieux l'amidon.
L'agriculture a permis d'augmenter fortement la taille de la population (de 2 à 8 fois, en Europe). La population humaine passe probablement de 5 millions à 50 millions de personnes entre - 8000 et - 3000 puis à 100 millions en - 1000. Elle a aussi entraîné, environ 1 000 ans après le passage à l'agriculture, le passage à un nouveau régime démographique caractérisé par une forte natalité et une forte mortalité (nommé Transition Démographique Néolithique). L'augmentation de la fertilité est expliquée par l'augmentation de la productivité agricole à l'hectare et par la production d'aliments à plus forte teneur en énergie, comparativement au régime alimentaire des chasseurs-cueilleurs. Ce régime s'accompagne également d'une forte instabilité de la taille de la population, avec des épisodes d'effondrement démographique, où la taille de la population peut chuter de 20 à 30 %. L'augmentation de la mortalité s'explique par la dégradation de l'état de santé expliquée ci-dessus (famines, épidémies), auquel s'ajoute une augmentation de la mortalité infantile liée à une moindre disponibilité du lait maternel pour les enfants, lorsque la fréquence des grossesses augmente. Ce régime se maintiendra jusqu'au XIXe – XXe siècle, dans la plupart des zones cultivées, jusqu'à la transition démographique contemporaine.

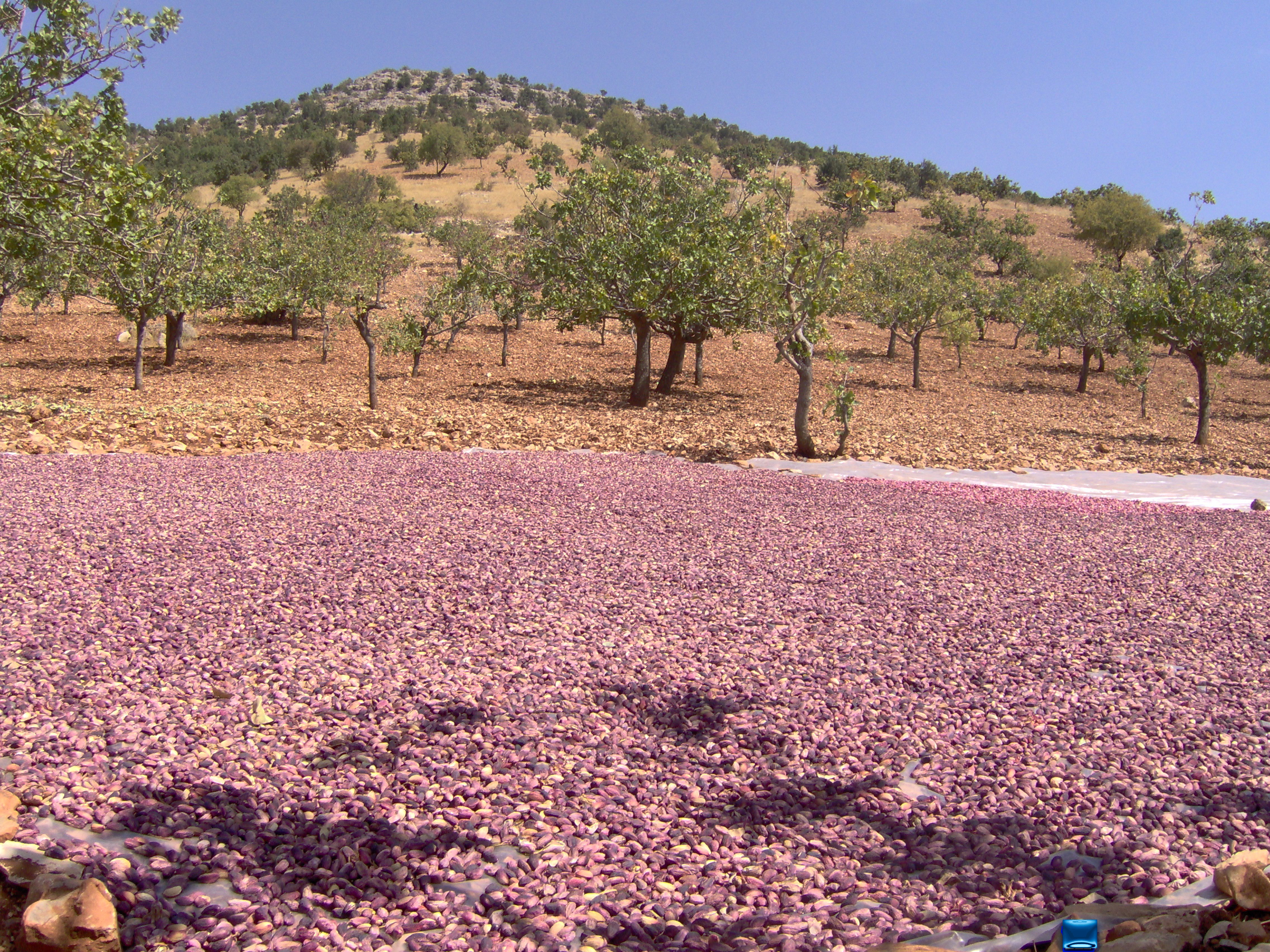
Verger de pistachiers et pistaches en cours de séchage, Turquie. L'utilisation de fruits secs dont la pistache sauvage, attestée à Çayönü, il y a 10000 ans, est un bon moyen de diversifier la ration et de constituer des réserves.

| Année    | Population mondiale    |
| -------- | ---------------------- |
| -100 000 | 0,5 million            |
| -10 000  | 1 à 10 millions        |
| -6 500   | 5 à 10 millions        |
| -5 000   | 5 à 20 millions        |
| 400      | 190 à 206 millions     |
| 1000     | 254 à 345 millions     |
| 1250     | 400 à 416 millions     |
| 1500     | 425 à 540 millions     |
| 1700     | 600 à 679 millions     |
| 1750     | 629 à 691 millions     |
| 1800     | 0,813 à 1,125 milliard |
| 1850     | 1,128 à 1,402 milliard |
| 1900     | 1,550 à 1,762 milliard |
| 1910     | 1,750 milliard         |
| 1920     | 1,860 milliard         |
| 1930     | 2,07 milliards         |
| 1940     | 2,3 milliards          |
| 1950     | 2,5 milliards          |

### Changements sociétaux

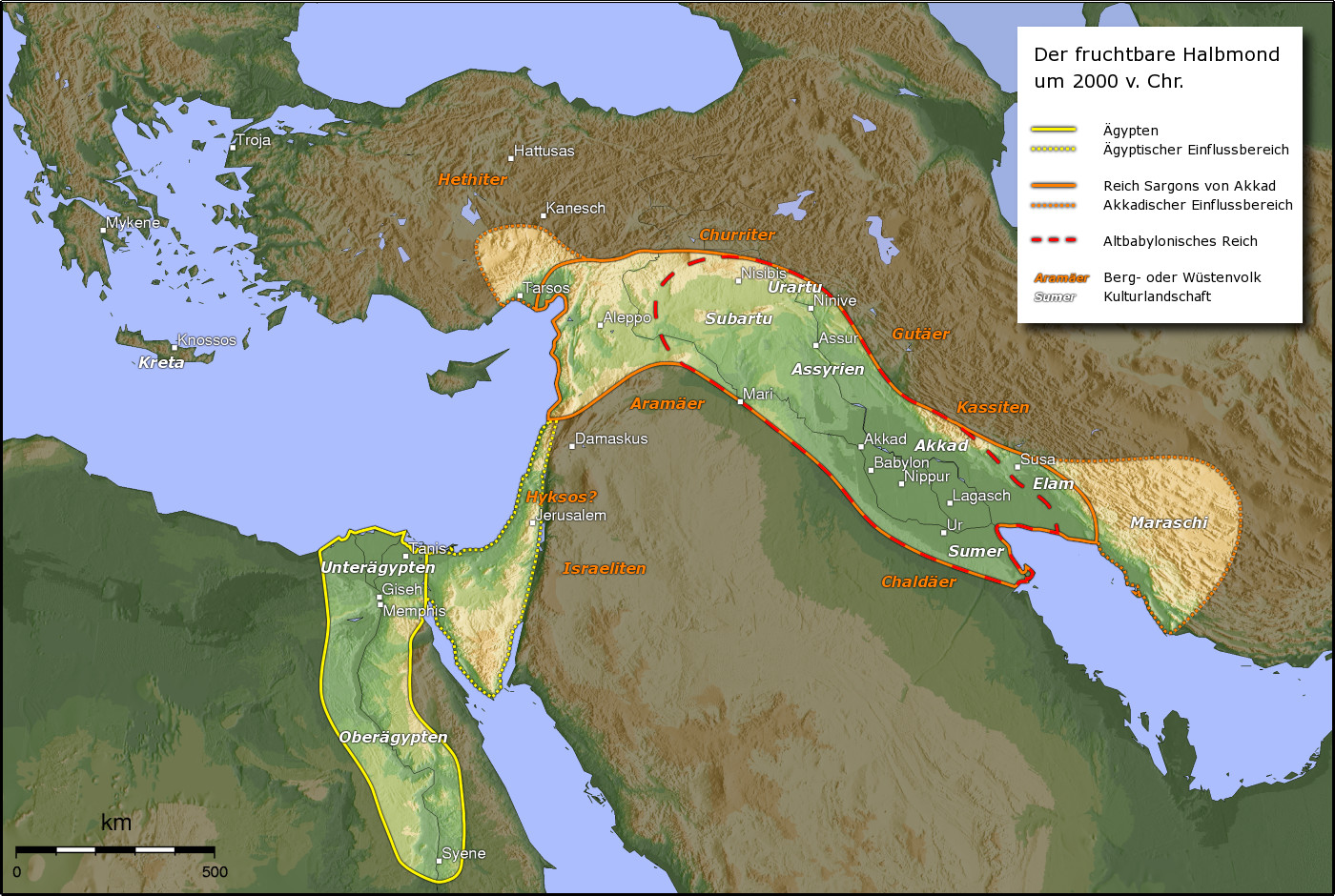
Les premiers empires au Proche-Orient, il y a 4000 ans. À ce stade, la vie sociale est codifiée et des systèmes agraires complexes semblent être déjà bien établis.

L'apparition de l'agriculture s'accompagne de changements de société importants. En augmentant la quantité de nourriture produite par unité de surface, elle a permis la production de surplus alimentaires qu'il était possible de stocker (surtout pour les systèmes agraires basés sur la culture de plantes à graines), et a permis à une partie de cette population de se consacrer à des activités autres que la production d'aliments. L'accroissement des richesses (champ ou pâturage, bétail, réserves alimentaires) a aussi permis l'apparition de villes et de groupes sociaux de guerriers, d'artisans ou de commerçants. En conséquence, l'apparition de l'agriculture est souvent considérée comment étant liée à l'apparition d'une hiérarchie sociale, d'inégalités sociales et d'une société de classes. Néanmoins, ce phénomène n'est pas systématique. Les sociétés néo-guinéennes ont par exemple gardé des caractéristiques égalitaires après l'apparition de l'agriculture.
Au moins dans certaines régions, les populations d'agriculteurs ont éliminé et remplacé les populations de chasseurs-cueilleurs. Le rapport de force favorable aux paysans peut s'expliquer par leur nombre (« Dix paysans mal nourris sont néanmoins plus forts qu'un seul chasseur en bonne santé »), par la présence d'une stratification sociale et donc d'armées ou de classes de guerriers professionnels chez les agriculteurs, par la transmission de maladies des agriculteurs aux chasseurs-cueilleurs (les agriculteurs sont confrontées à de nombreuses maladies, pour lesquelles ils ont acquis une immunité). C'est par exemple le cas de l'expansion des cultures du cardial et du rubané en Europe. Les peuples agriculteurs ont pu propager leurs langues, comme dans les cas de l'expansion bantoue, de l'expansion austronésienne ou de l'expansion des langues uto-aztèques. Une hypothèse de diffusion conjointe des langues et de l'agriculture est proposée par la « théorie de la dispersion agriculture/langue ». Pour certains (Louis Hjelmslev, Colin Renfrew...), les langues indo-européennes, les langues afro-asiatiques voire les langues nilotiques seraient toutes issues des langues des premiers agriculteurs du Proche-Orient (Hypothèse anatolienne). Ces idées ont aussi été développées par Jared Diamond dans son ouvrage De l'inégalité parmi les sociétés.

### Changements environnementaux
Sur le plan environnemental, la mise en culture de nouveaux écosystèmes s'accompagne de la déforestation, d'une modification du régime des feux et du développement du pâturage. Cela conduit à une modification de la biodiversité et à la création de nouveaux habitats. La surface des forêts diminue, celle des prairies, des savanes et des landes augmente.
La théorie de l'anthropocène précoce développée par William Ruddiman suppose que la déforestation, l'élevage et la riziculture ont augmenté la teneur en gaz à effet de serre de l'atmosphère dès 6 000 av. J.-C., évitant l'entrée dans une nouvelle période glaciaire. Cette théorie reste controversée en particulier parce que l'agriculture ne représentait qu'une part minime des sols à ces époques.

## Naissance et expansion de l'agriculture par régions

### Foyer proche-oriental

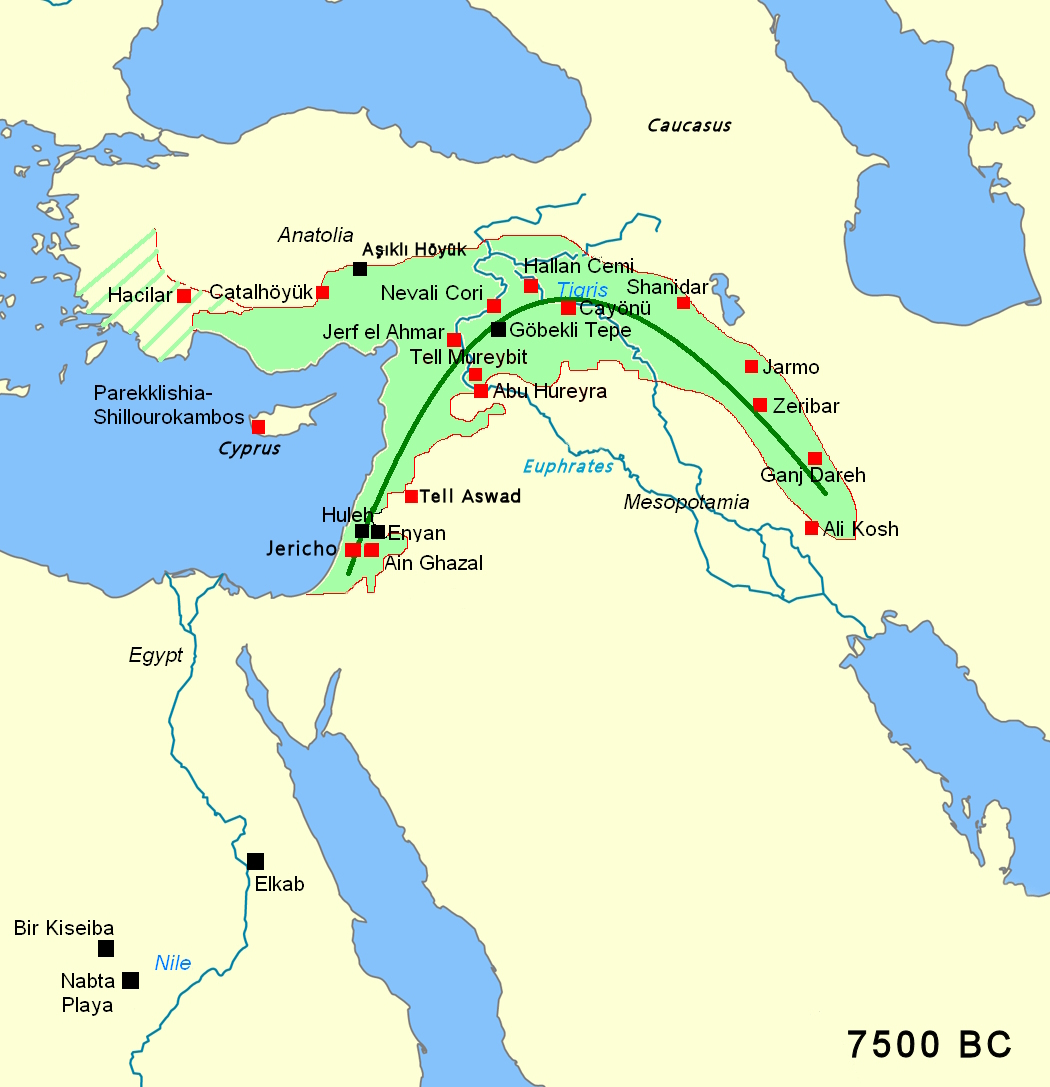
Régions du Croissant fertile pratiquant l'agriculture, il y a 9500 ans (PPNB). Ni l'Égypte ni la Mésopotamie proprement dite ne sont vraiment concernées. Carrés rouges: sites agricoles. Carrés noirs: sites pré-agricoles.

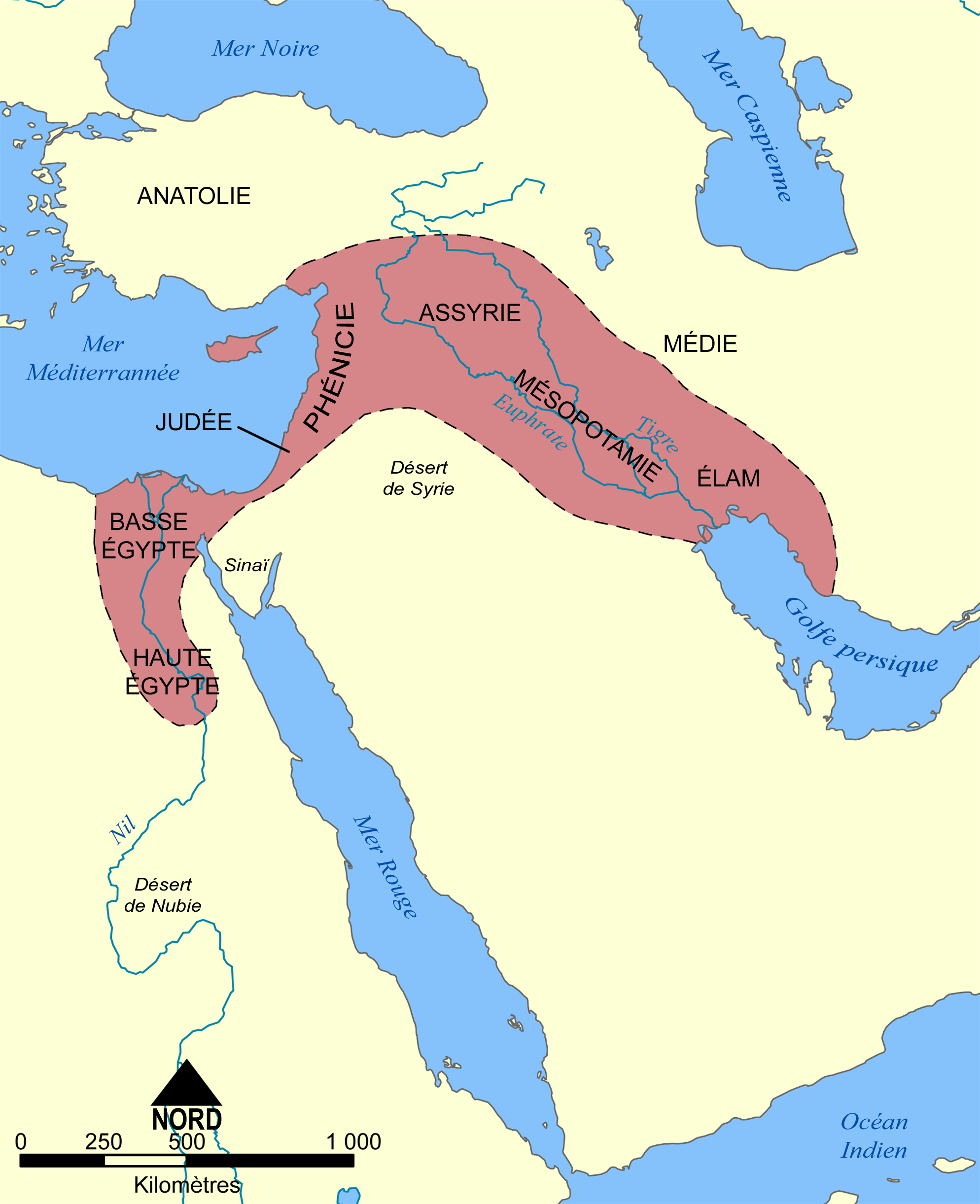
Une définition du Croissant fertile incluant le Zagros, l'Élam, le Sud-Est de l'Anatolie et Chypre, il y a environ 8000 ans.

Le Proche-Orient, plus précisément le Croissant fertile, est probablement la région où l'agriculture fait ses premiers essais, il y a environ 11 000 ans, en particulier dans la vallée du Jourdain, la région de Damas, le sud-est de la Turquie, et les Monts Zagros en Iran. Les Natoufiens y utilisent des céréales dont on récolte les graines annuellement : le blé (engrain, amidonnier), l'orge et des légumes secs comme les pois chiches, les pois et les lentilles.
Pour Jean-Denis Vigne (CNRS) « Le théâtre de cette première naissance de l'agriculture des céréales et des légumineuses se situe non pas, comme on a coutume de le dire, au centre du Croissant fertile entre le Tigre et l'Euphrate, mais en périphérie sur les piémonts du Zagros, du Taurus et du Mont-Liban. »

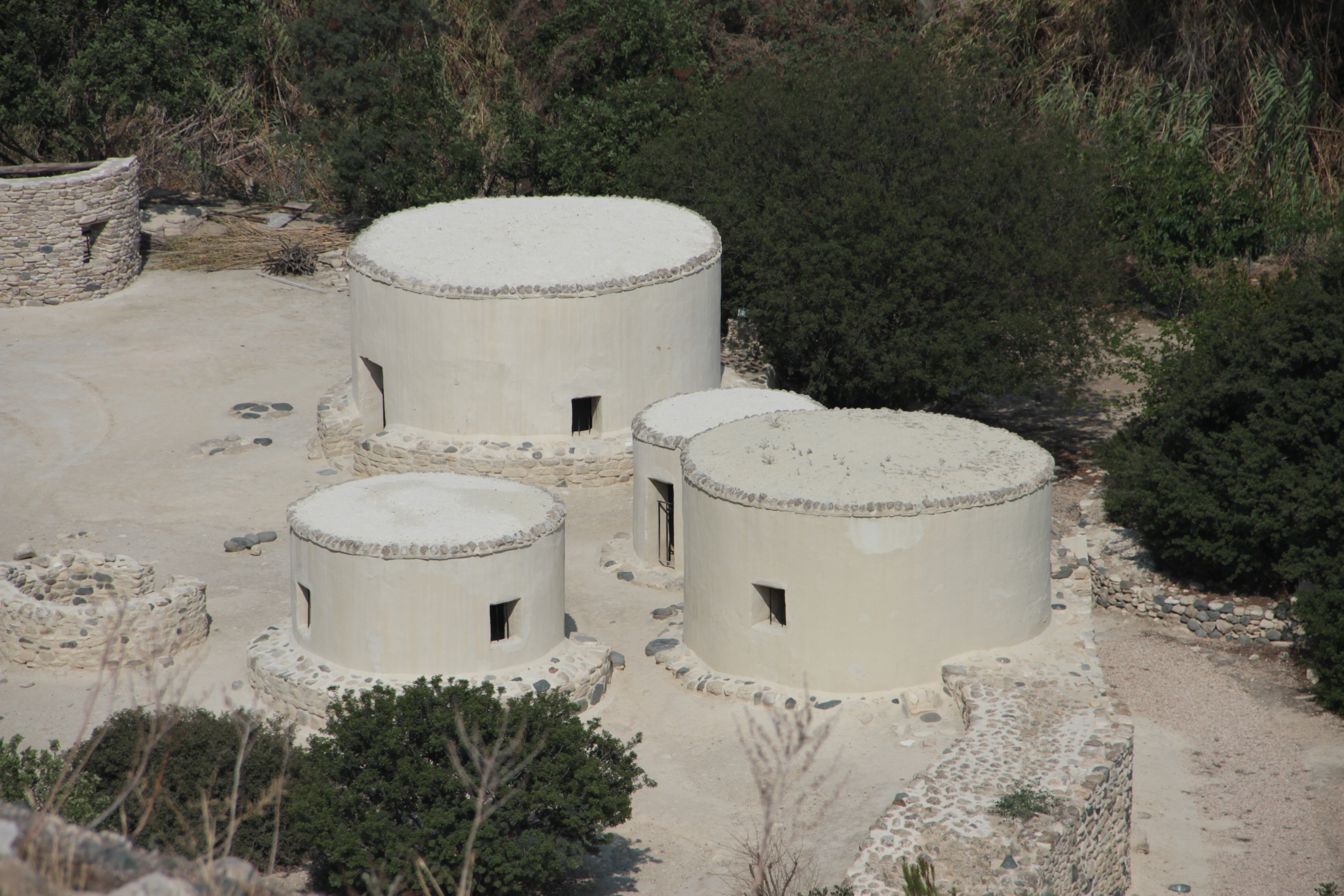
Maisons de Choirokoitia (Chypre), en briques crues, reconstruites selon les données archéologiques du Néolithique précéramique B local.

Le passage à l'agriculture proprement dite, au PPNA ou néolithique précéramique A (de 9500 à 8500 av. J.-C. environ), pourrait être lié à l'augmentation de la densité de population, dans une zone peuplée de chasseurs-cueilleurs sédentaires. En effet, à mesure que la densité de population augmente, le temps et la distance à parcourir pour parvenir à rassembler suffisamment de nourriture augmentent si bien que cultiver sur place devient plus avantageux.
Tout le matériel (et probablement les connaissances) nécessaires à l'agriculture étaient déjà connus des Natoufiens. Ceci expliquerait qu'on ne trouve aucune trace de crise alimentaire majeure au moment du passage à l'agriculture.
La culture du PPNA utilise certaines plantes sauvages, en cours de domestication (les cultures fondatrices du néolithique) : engrain, amidonnier sauvage, orge, lin, légumineuses diverses. À Chypre, on a pu prouver la présence de chats (Felis sylvestris lybica) sur les premiers sites néolithiques (Klimonas), il y a 10 800 ans. Ces chats ont probablement été importés pour lutter contre les souris et rats car on n'a jamais trouvé des restes de chats antérieurs au néolithique sur l'île.
On peut déjà parler d'agriculture, étant donné les quantités récoltées; le figuier montre des indices de domestication comme cela apparaît à Gilgal I (Cisjordanie). Les cochons, les moutons, les chèvres et les bovins sont domestiqués au-cours du IXe millénaire av. J.-C. La domestication des ruminants était probablement plus motivée par la consommation du lait que par celle de la viande qui reste fournie principalement par la chasse car les populations du PPNA continuent de pratiquer la chasse, la pêche et la cueillette.

Les Monts Zagros (en Iran, aujourd'hui) sont probablement le lieu où l'élevage a commencé avec celui de la chèvre. L'élevage a pu y être favorisé par la présence de nombreux dépôts géologiques affleurants de sel, nécessaire aux animaux parqués et encore plus aux animaux laitiers (Histoire du sel). Pêchers, pistachiers, caroubiers, pruniers, abricotiers, amandiers, grenadiers et noyers pourraient aussi avoir leur origine dans cette région. Un très ancien village néolithique y a été découvert à Saneh (Kermanshah) avec des représentations de chèvres.

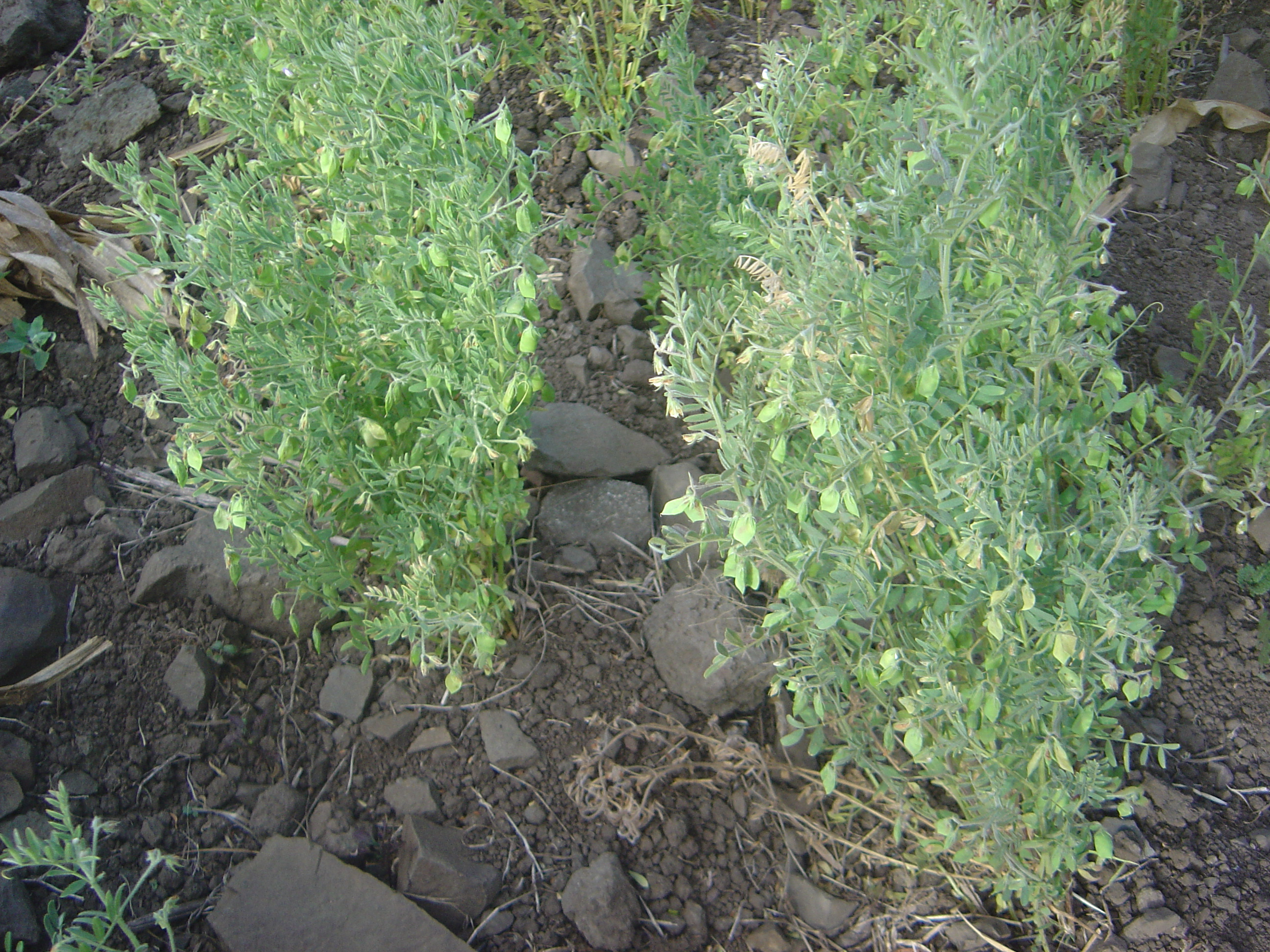
La lentille, première légumineuse cultivée

Les villages sont environ dix fois plus peuplés que ceux des Natoufiens, probablement en raison de l'augmentation de la production alimentaire due à l'agriculture.
On cite souvent Jéricho comme étant la première des villes ; c'est à Jéricho et dans ses alentours que la notion de Néolithique précéramique (PPNA puis PPNB) a été forgée, principalement par Kathleen Kenyon.
Pendant la culture du néolithique précéramique B (v. 8500 à 7000 av. J.-C.), la part de la cueillette dans l’alimentation diminue et le nombre d'espèces domestiquées augmente. La liste des céréales s'enrichit de l'épeautre et du blé dur (une espèce de blé nu), les légumineuses de la gesse (Lathyrus sativus), du pois chiche (Cicer arietinum) et de la vesce (vicia ervilia ou ers); les graines de ces deux plantes nécessitent plusieurs cuissons à l'eau avant d'être consommables. Le câprier, le lin cultivé oléagineux et textile apparaissent aussi, ce dernier est la première plante textile à avoir été domestiquée comme le montrent les fouilles de Tell Ramad (en) en Syrie. Les techniques semblent s'améliorer : emploi de la faucille courbe, de la houe, vannage. La proportion de plantes adventices augmente fortement, signe d'une probable intensification.
Les populations élèvent des bovins, des chèvres, des porcs et des moutons, ainsi que des chiens (déjà domestiqués mais rares jusque-là) et des chats indispensables à la préservation des stocks de grains. L'abeille (Apis mellifera) semble avoir été domestiquée à cette époque.
La période d'Obeïd à partir de 6500 av. J.-C. est concernée par l'adaptation de l’agriculture aux climats secs et aux zones plus sèches du sud de la Mésopotamie. L'irrigation (Choga Mami, culture de Samarra) et l'élevage pastoral se développent.
La culture du blé tendre ou froment apparaît vers 6000 av. J.-C. au Proche-Orient. Elle permettra la fabrication des pains de froment levés à Sumer et en Égypte.
Sumer est la première grande civilisation, du moins la mieux connue, à partir de 3200 av. J.-C. Outre les céréales, légumineuses et fruitiers cités, on y cultivait l'oignon, l'ail, la laitue, la moutarde, le poireau, le pommier, le pavot et le melon.
Les anciens Égyptiens auraient domestiqué le papyrus, la fève, le trèfle d'Alexandrie (bersim), une espèce de dattier (Balanites aegyptiaca, dattier du désert) et des millets, l'oie (3500 av. J.-C.) et la pintade de Numidie (500 av. J.-C.).

#### Diffusion vers l'Europe

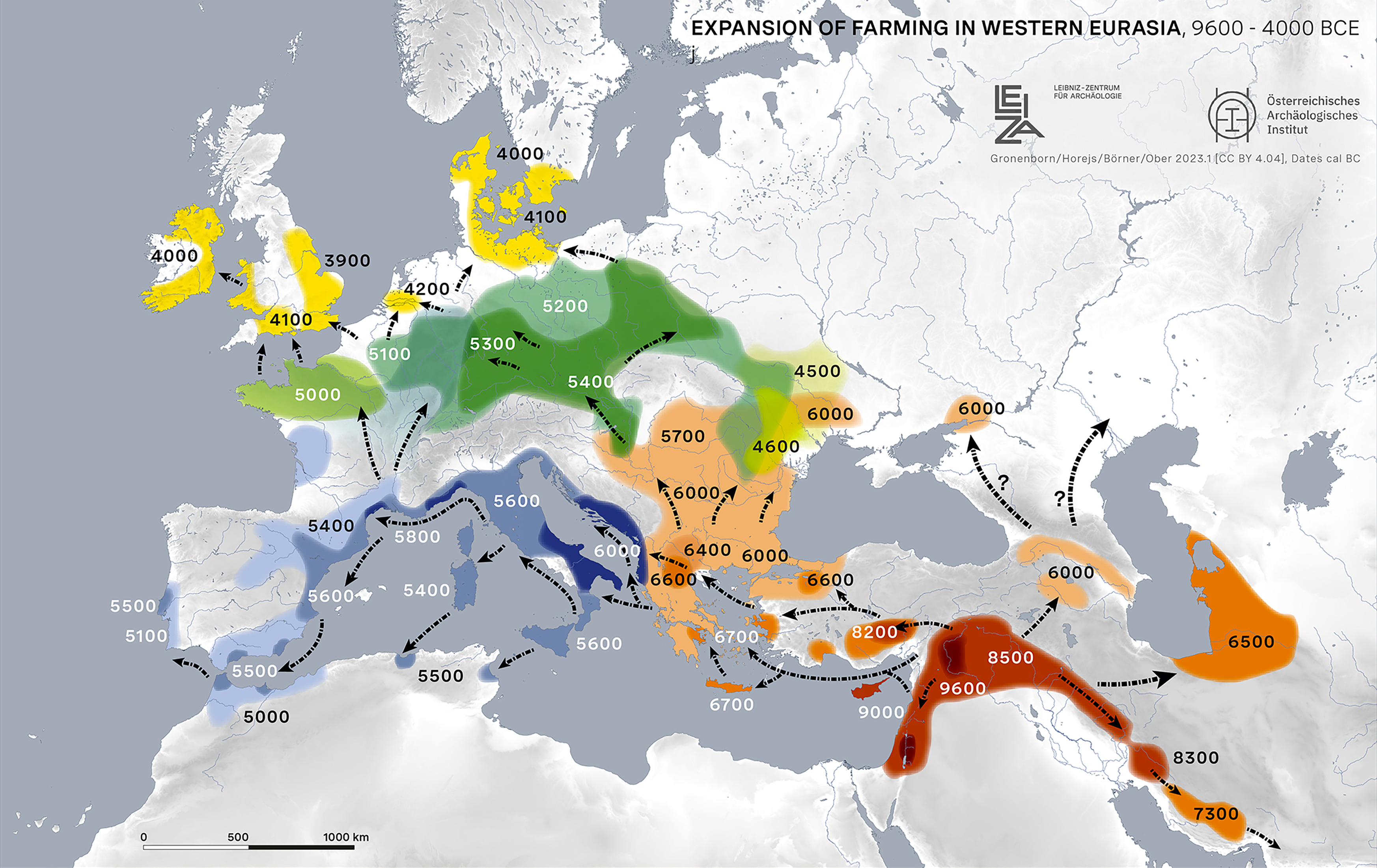
Voies de diffusion de l'agriculture néolithique en Europe

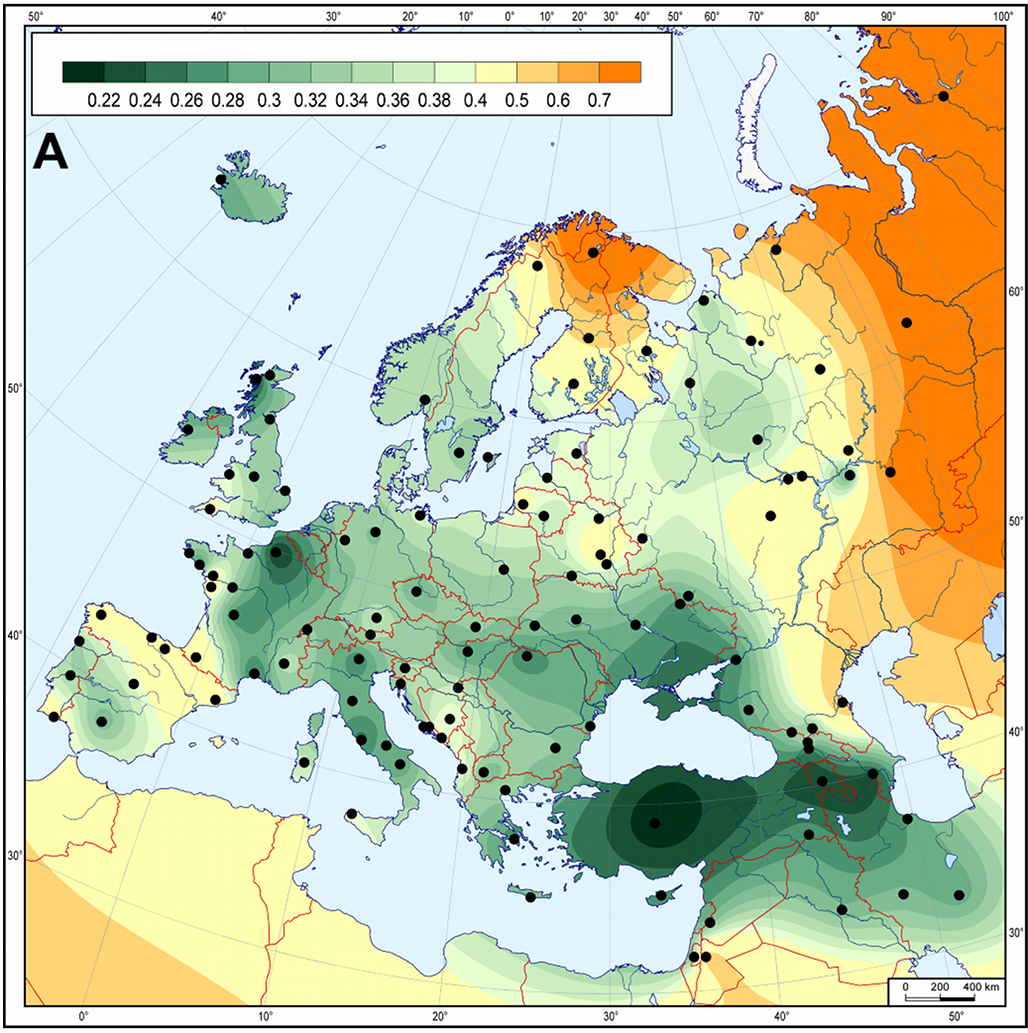
Distances génétiques matrilinéaires entre les populations de la Culture rubanée (-5500 à -4900) et les populations eurasiatiques occidentales modernes. Vert : proche, Brun : éloigné.

L’agriculture proche-orientale commence à se diffuser vers d'autres régions à partir de - 7000, soit de 1 500 à 2 000 ans après son apparition. Les phénomènes à l'origine de son expansion sont mal compris, mais le début de la diffusion vers l'ouest de l'Anatolie puis vers l'Europe pourrait être lié à l'apparition de nouvelles sous-espèces domestiques plus adaptées au climat (blé tendre, orge nue, pavot, porc, bovins), de nouvelles pratiques agricoles et d'élevage (meilleure complémentarité culture-élevage-horticulture, par exemple), à des modifications climatiques (évènement climatique de 8200 BP) ou à des modifications sociales (fragmentation des gros villages en hameaux).

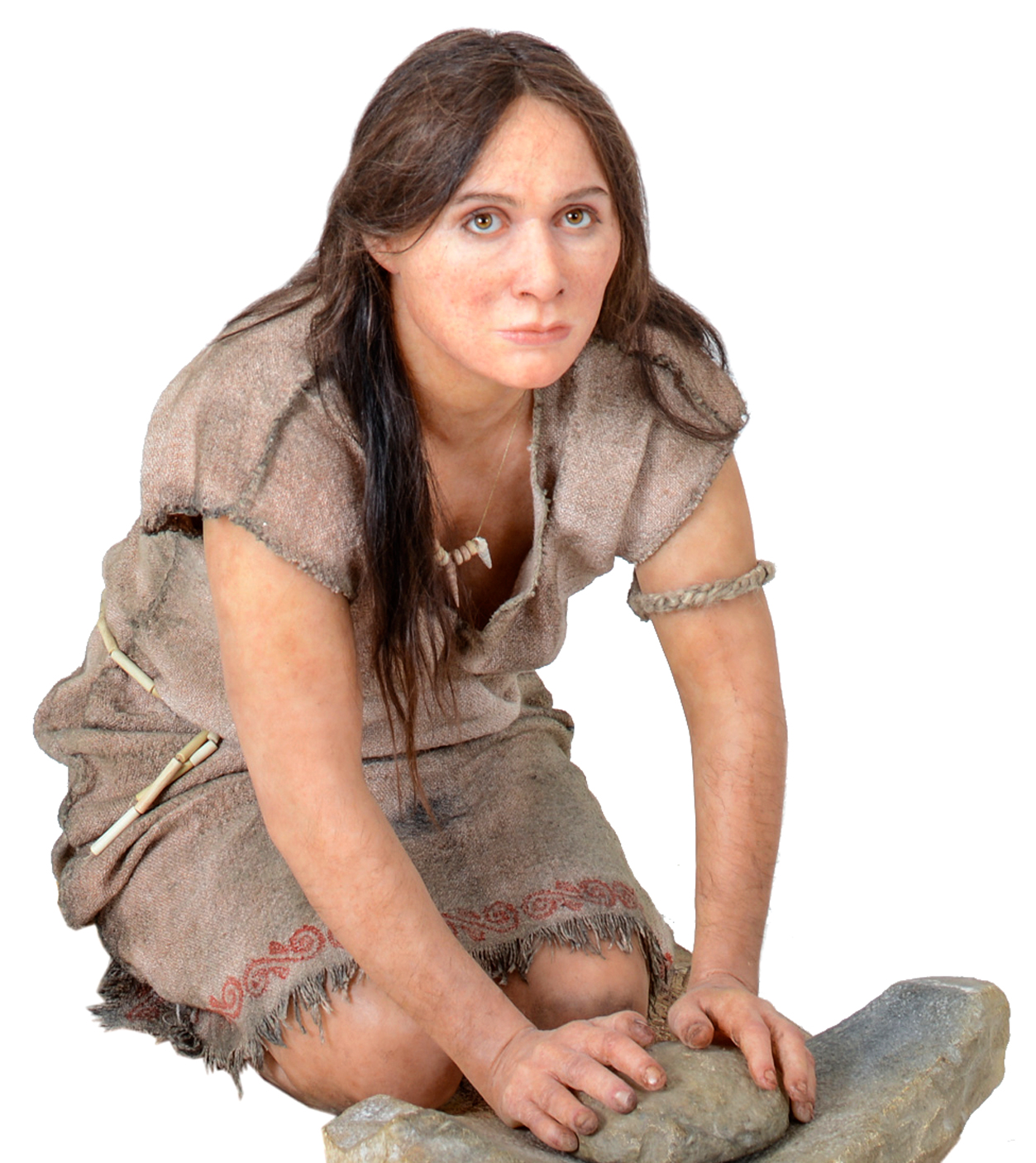
Paysanne de la Culture rubanée. Reconstruction au Musée de la science de Trente.

L'agriculture apparaît en Europe dès -7000. Le plus ancien site néolithique repéré est la Grotte Franchthi en Argolide (Grèce). On y a retrouvé des restes d'orge à deux rangs, d'amidonnier, de chèvres et de moutons domestiqués en rupture radicale avec la période précédente où l'on utilise que des espèces sauvages. L'agriculture progresse d'abord en Europe du Sud à partir de - 6500 puis en Europe centrale vers - 5000 et en Europe du Nord vers - 4000, à partir d'un foyer balkanique, où les agriculteurs arrivés du Proche-Orient se sont mélangés avec les chasseurs-cueilleurs locaux. Deux courants partent ensuite en direction de l'ouest. Un premier courant longe la côte méditerranéenne, en progressant à saute-mouton (leapfrog colonization), c'est-à-dire par la formation de villages isolés d'agriculteurs, enclaves au sein d'une zone peuplée par les chasseurs-cueilleurs. Ce courant est lié à la diffusion des cultures de la céramique imprimée et de la céramique cardiale. Un autre courant, lié à la culture de la céramique rubanée, remonte la vallée du Danube puis continue vers l'ouest, traversant le nord de l'actuelle France. Dans cette zone, la progression de l'agriculture est liée à l'avancée (demic diffusion) de petits groupes d'agriculteurs au sein des zones de chasseurs-cueilleurs. Les agriculteurs ont peu à peu éliminé et supplanté les chasseurs-cueilleurs sauf une minorité d'entre-eux qui a été assimilée.
Cette colonisation partielle de l'Europe à partir de L'Anatolie semble confirmée par des études génétiques récentes portant sur les populations humaines.
L'Europe du Nord-Ouest et la Scandinavie ont constitué des zones de friction, où les chasseurs-cueilleurs se sont maintenus plus longtemps et la diffusion de l'agriculture a été lente.
Les échantillons d'ADN de blé domestique retrouvés à Bouldnor Cliff, en Grande-Bretagne, suggèrent que l'agriculture avait déjà atteint l'extrémité occidentale de l'Europe vers 6 000 av. J.-C., soit « 2000 ans plus tôt que la date à laquelle on pensait que l'agriculture s'était développée en Grande-Bretagne ». Ces résultats sont contestés,, une autre hypothèse est que ce blé pourrait avoir été importé de l'est de l'Europe, ce qui impliquerait des routes commerciales plus anciennes que ce qu'on imaginait. L'élevage et la consommation de produits laitiers y sont tout de suite attestés.

#### Vers le Nord et les steppes
L'agriculture proche-orientale atteint le Caucase vers - 7000. Engrain, amidonnier, orge, lentille, pois, pois chiche, lin et pour la première fois, la vigne cultivée (vitis vinifera subsp. vinifera) et le vin y sont attestés en Géorgie à partir de - 6200 (culture de Shulaveri-Shomu) ̣̪. Cette agriculture se développe en Asie centrale, dans la taïga russe et atteint l'ouest de la Chine vers - 2500. À Djeitun (Turkménistan) où l'on a découvert le plus ancien néolithique d'Asie centrale, on utilise les mêmes espèces qu'au Proche-Orient. À Botaï (Nord du Kazakhstan vers -5000), des chevaux (ancêtres présumés du cheval de Przewalski) sont domestiqués pour la première fois.

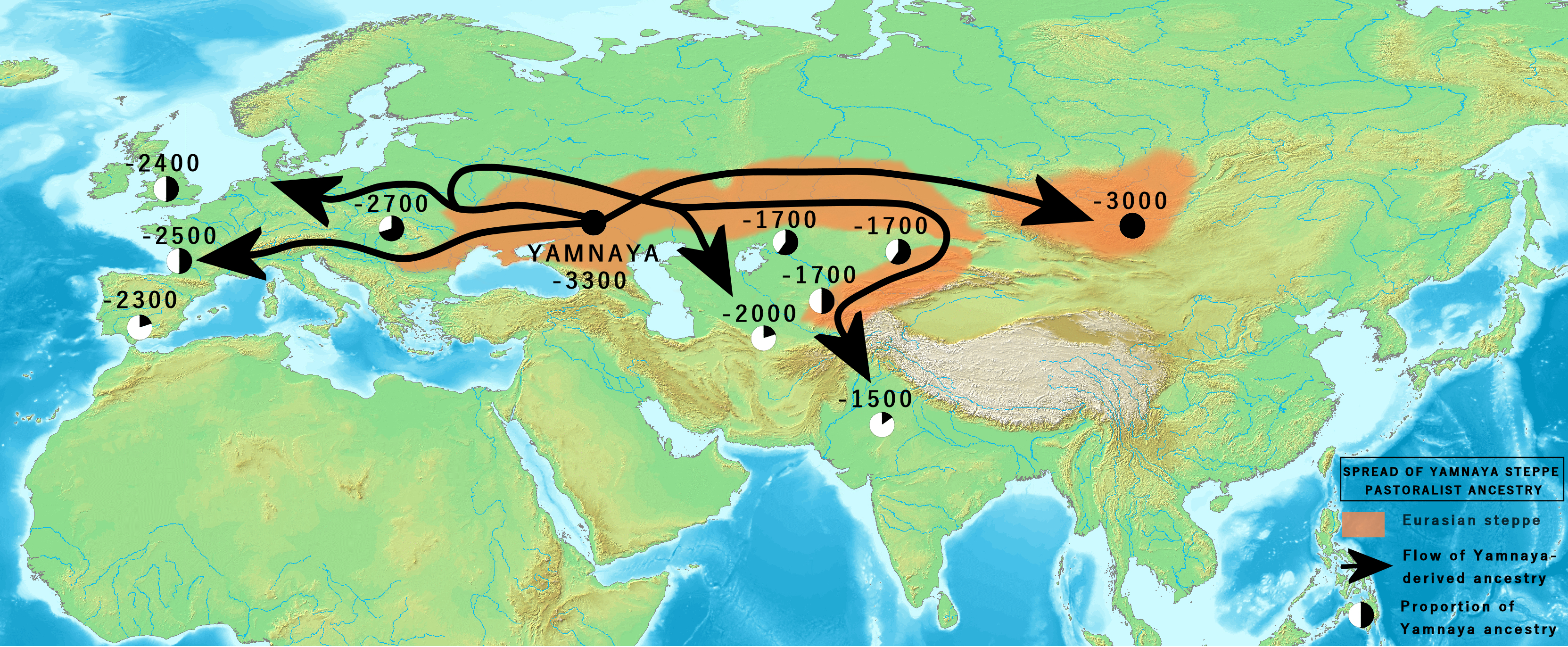
Expansion des peuples Yamna, des langues indo-européennes (et de l'élevage du cheval) : Céramique cordée à l'Ouest, pasteurs des steppes à l'Est ; selon le linguiste Anthony.

Au nord de la mer Noire et de la Caspienne les espèces du Proche-Orient sont aussi adoptées. Le chanvre y serait utilisé depuis - 9000 environ, à la fois comme textile, oléagineux et peut-être psychotrope. Le myrobolan (Prunus cerasifera) et le cheval (vers - 4000) y sont probablement domestiqués. D'étonnantes villes y sont bâties comme Talianki (en) (culture de Cucuteni-Trypillia au nord-Ouest de la mer Noire, - 5000 à  - 800). À la même époque à l'est de la mer Noire domine la culture de Maïkop où la roue, la culture attelée, les cultures en terrasses et les espèces domestiques du Proche-Orient sont utilisées.

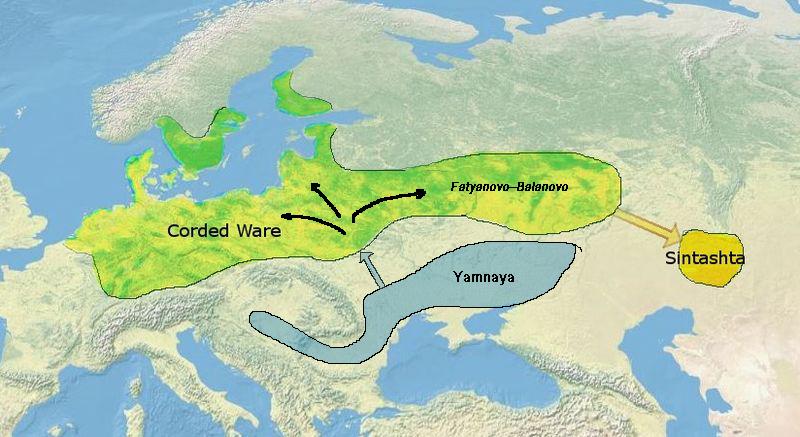
Extension de la culture de la céramique cordée en Europe et de la culture Sintashta-Arkaïm, d'où est à son tour issue la culture des Scythes, selon Allentoft

Ces deux cultures semblent avoir influencé des populations de chasseurs-cueilleurs du nord de la mer Noire pour former la culture Yamna à partir de - 3300. Celle-ci est basée sur le pastoralisme nomade facilité par l'utilisation du cheval qui est monté (invention du mors) puis de charriots à roues à rayons à la fin de la période et l'alimentation repose sur la consommation de viande et surtout de produits laitiers,. On y parlerait une forme d'Indo-Européen (hypothèse kourgane) ; en expansion rapide (-2200 à -2000) grâce à la maîtrise du cheval, elle serait à l'origine aussi bien des cultures ultérieures nomades des steppes comme la Culture d'Afanasievo, que de la Culture de la céramique cordée qui va submerger l'Europe déjà néolithisée, ainsi que de l'arrivée des Indo-Ariens en Inde. Les populations de chevaux domestiques remplacent « en quelques siècles à peine toutes les populations de chevaux sauvages de l'Atlantique à la Mongolie ». Ces hypothèses ont été confirmées par des études portant sur des marqueurs génétiques,.

#### Vers l'Arabie et l'Afrique

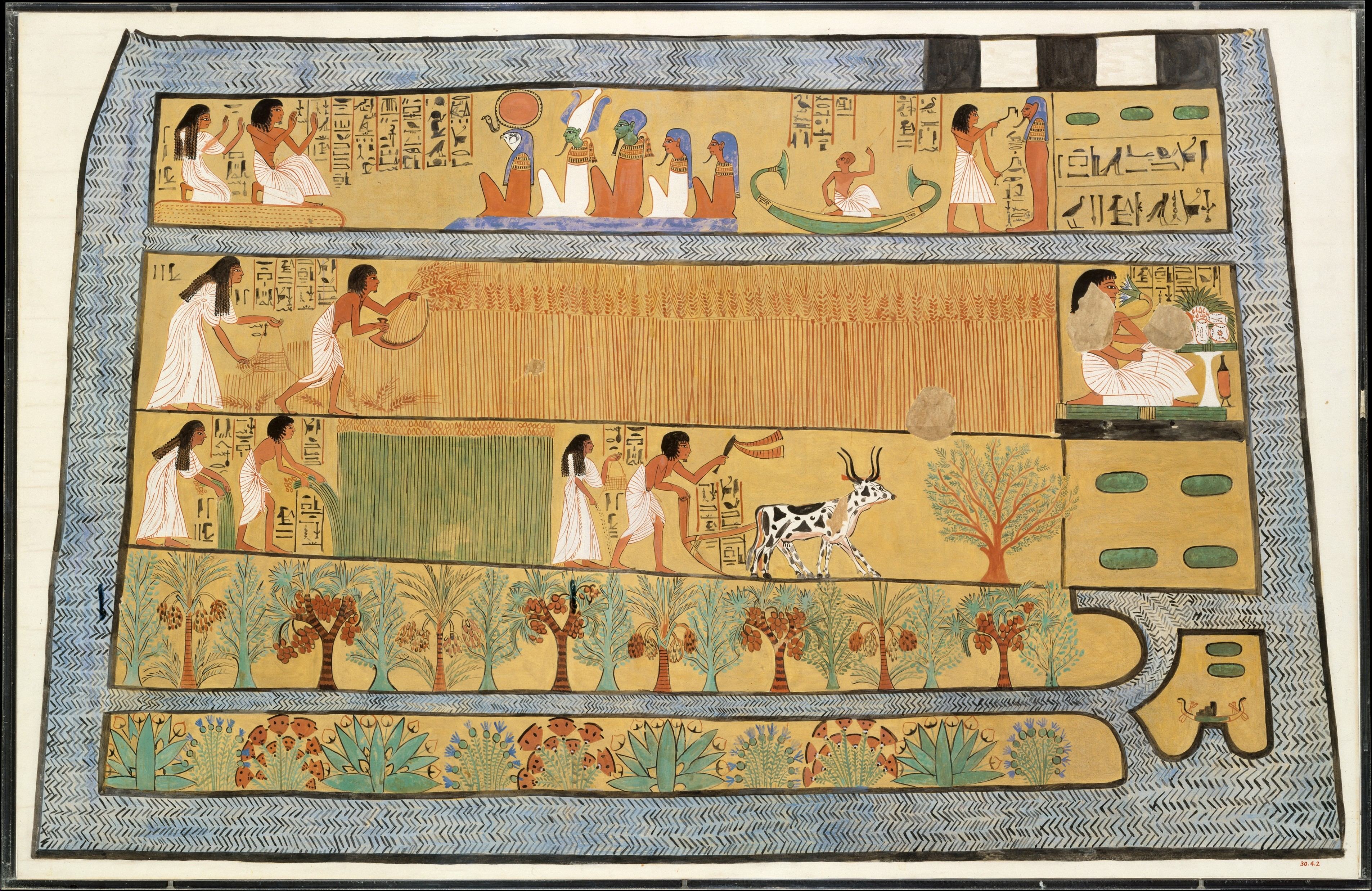
Une fresque de la tombe de Sennedjem illustrant l'agriculture dans l'Égypte antique dans les champs d'Ialou : au-dessus d'un canal bordé de palmiers à dattes, scènes de récolte à la faucille de l'orge et du lin, de semailles et de labourage avec une araire.

L'Arabie est touchée par la culture présumérienne d'Obeïd, vers - 4000. Le dromadaire y est domestiqué vers - 3000.

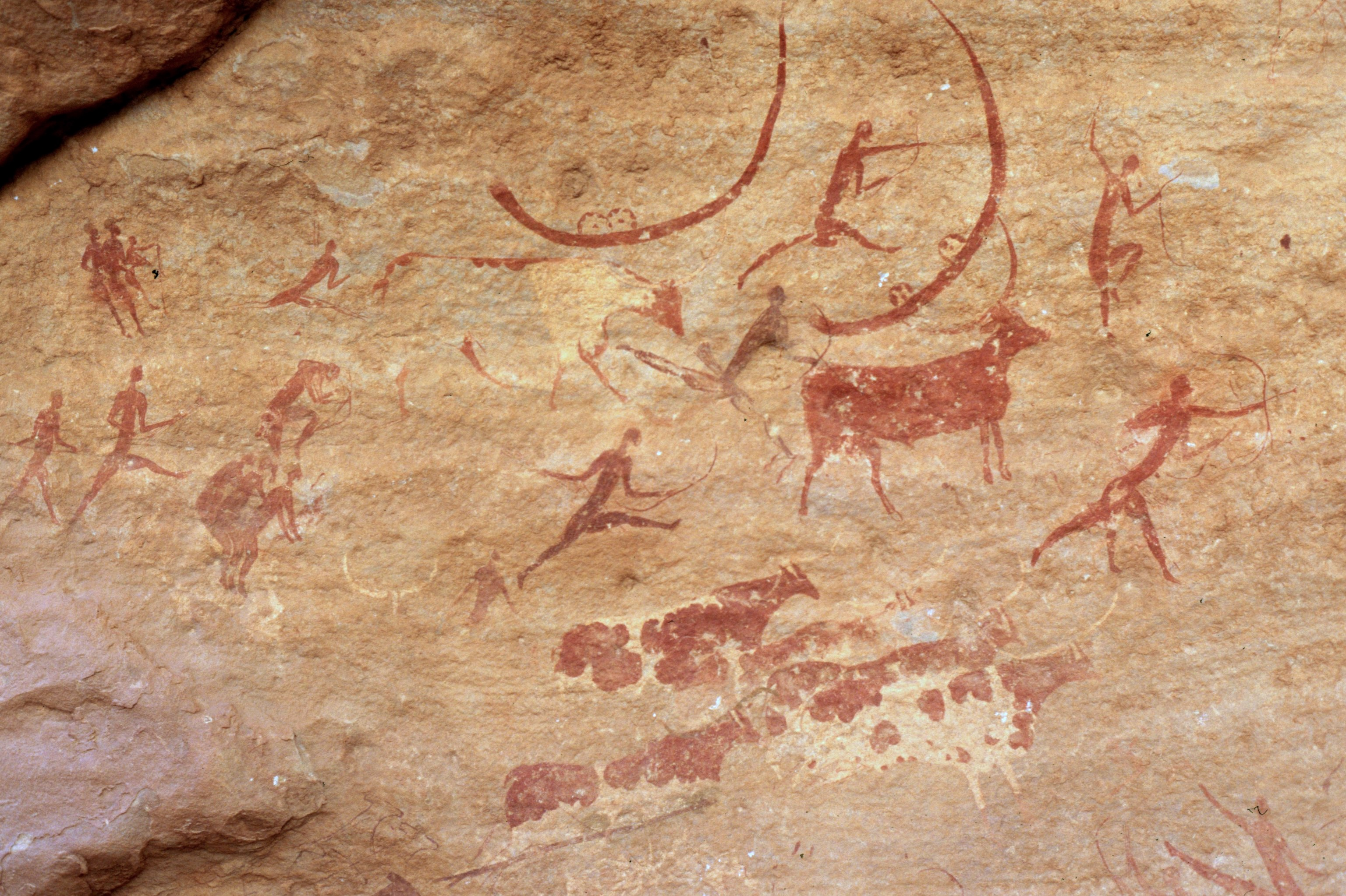
Pasteurs armés d'arc défendant leur troupeau, Gravures rupestres de l'Oued Djerat, Tassili n'Ajjer, Algérie, vers - 5000

L'agriculture se diffuse en Afrique suivant deux routes. L'une longe la rive sud de la Méditerranée, avant -7 000, puis s'étend vers le Sahara et l'Afrique de l'Ouest. C'est le Néolithique de tradition Capsienne lié à l'extension du domaine du Tamazight (Langue berbère). L'autre emprunte la vallée du Nil puis l'Éthiopie ou la voie du Yémen et traverse l'Afrique de l'Est (Néolithique pastoral de savane) en direction du sud. Des analyses génétiques effectuées sur du matériel provenant du site de Luxmanda en Tanzanie attestent de la venue de populations liées au PPNA du Proche-Orient et correspondant aux locuteurs des langues couchitiques. L'agriculture atteint le golfe de Guinée et le bassin du Congo entre - 5000 et - 2000 et l'extrémité sud de l'Afrique après - 500.

#### Vers le plateau iranien et le subcontinent indien
L'agriculture proche-orientale atteint ces régions dès - 7000. Blé, orge, jujubier, amandier, pêcher, bovins, moutons et chèvres apparaissent dès cette époque. Le palmier-dattier (- 7500), la luzerne, le chameau (- 500), le trèfle de Perse, la tulipe, l'épinard sont probablement domestiqués sur le plateau iranien. Encore aujourd'hui, l'agriculture iranienne est reconnue pour ses variétés tolérantes à la sécheresse et au sel (céréales, trèfle, pistachiers…).

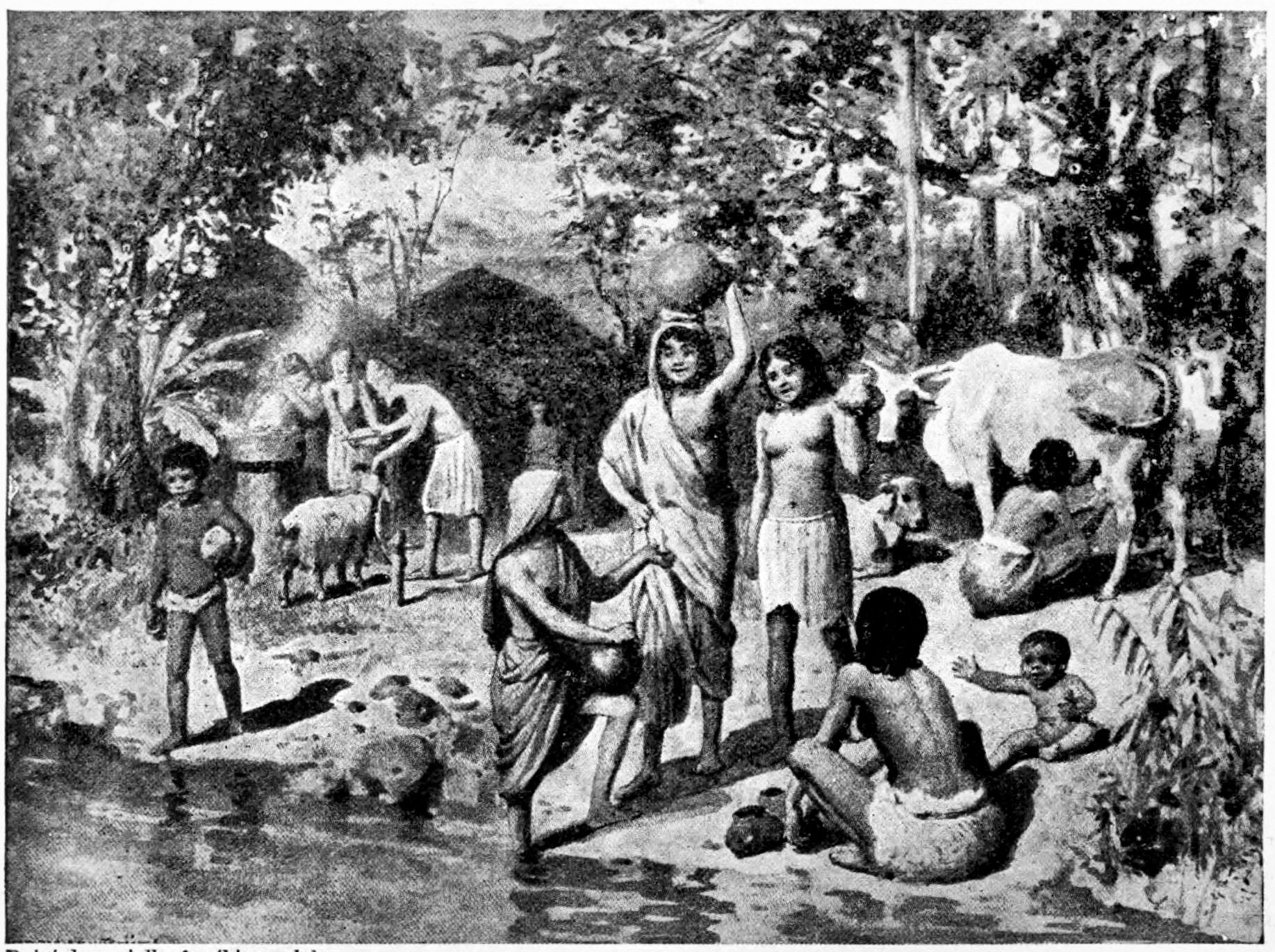
Les Indo-Ariens s'installant en Inde avec leurs élevages. Dessin dans lHistoire des Nations de Hutchinson, 1940.

L'Éléphant d'Asie, le sésame, plante annuelle à usage oléagineux et le buffle sont domestiqués dans la vallée de l'Indus et la culture attelée y est présente depuis - 2600.
Jean-François Jarrige a cependant avancé l'hypothèse d'une apparition autonome de l'agriculture dans cette région d'après les fouilles de Mehrgarh autour de - 7000 (palmier-dattier ?). Les archéologues indiens privilégient l'hypothèse d'une diffusion de l'agriculture à partir de l'ouest ou du nord-ouest et liée à des migrations. Des variétés de céréales (blé dur, millets, riz), de légumineuses (haricot mungo, pois d'Angole, de nombreuses espèces de lentilles), de melon et de jute auraient leur origine dans le subcontinent indien.
Le coton est domestiqué au Cachemire, le zébu (un bovin) au Baloutchistan vers -6000 et probablement le jacquier (artocarpus heterophyllus), le manguier (- 2000), une espèce de canne à sucre (saccharum barberi) dans la vallée du Gange. La vallée du Gange est aussi influencée par le néolithique chinois (Cemetery H culture (en)). Le riz y devient la culture principale vers - 1900.
Des études menées par le Cnrs et Le Museum national d'histoire naturelle « montrent clairement que le génome des habitants du Zagros iranien représente l'ancêtre de celui des populations de l'Asie du Sud-Est (Afghanistan, Pakistan, Inde) et que le Zagros serait le foyer de l'expansion néolithique vers l'est », ces populations étant par ailleurs génétiquement distinctes de celles de l'Anatolie du Sud qui ont colonisé l'Europe.

### Chine et Corée

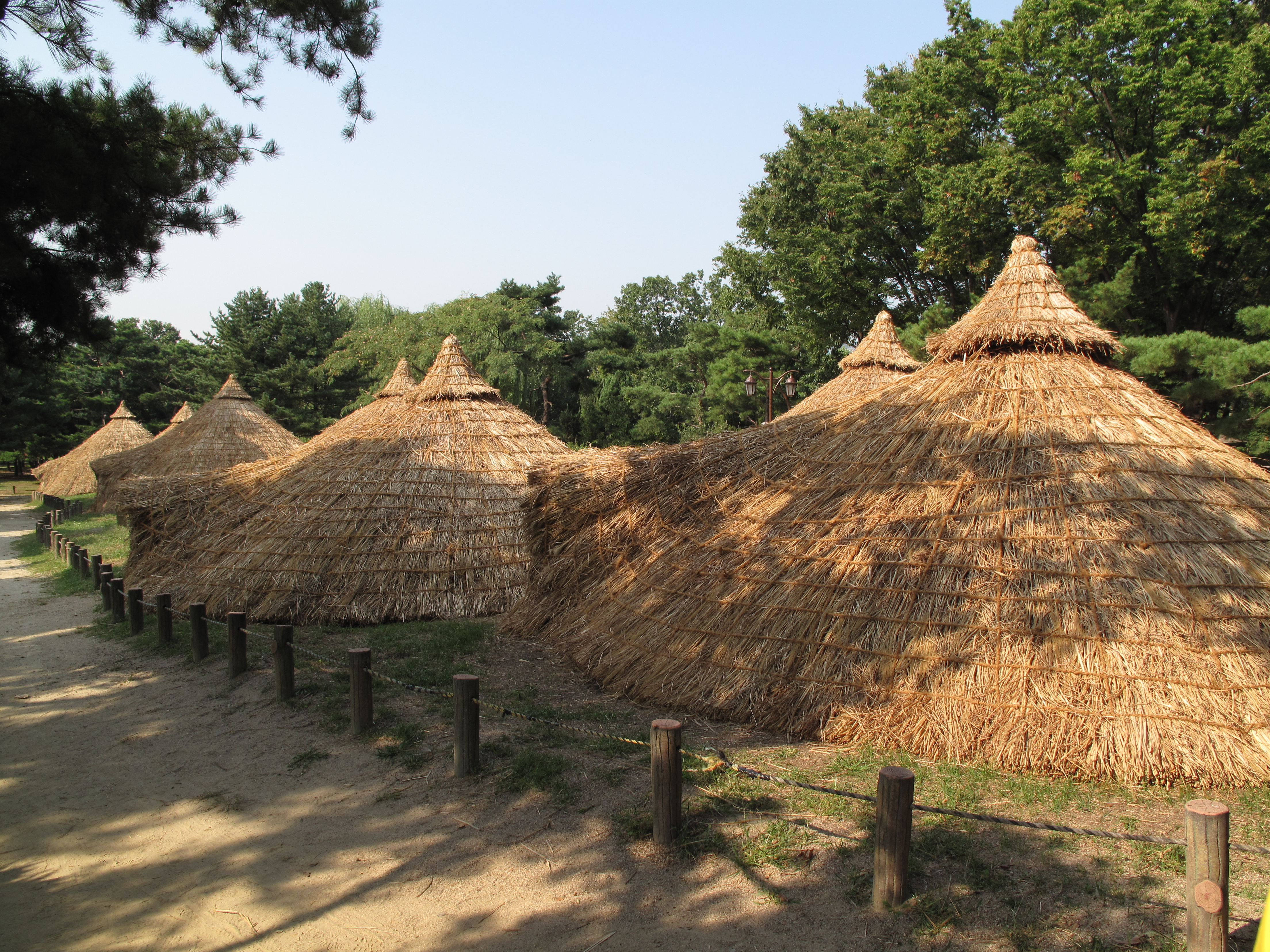
Reconstitution d'un village néolithique du Jeulmun à Amsa-dong en Corée.

Les premiers néolithiques connus de Chine sont datés de - 9000, - 6000 pour la culture de Shangshan au sud de Shanghaï avec des indices de la culture de riz sauvage,  de - 8500, - 7700 à Nanzhuangtou, Hebei (près de Pékin) avec culture du millet et fabrication de poteries ; la poterie y est présente dés la fin du paléolithique. Des études génétiques placent la première domestication de cannabis sativa vers - 10000 (période de la poterie à impression de corde à Taïwan et en Chine du Sud), avec des variétés textiles et d'autres psychotropes. Les dernières datations de Cishan, dans le Hebei, font remonter la culture du millet à - 8500 dans ce site; des poteries et une forte consommation de noix et noisettes y sont attestées.

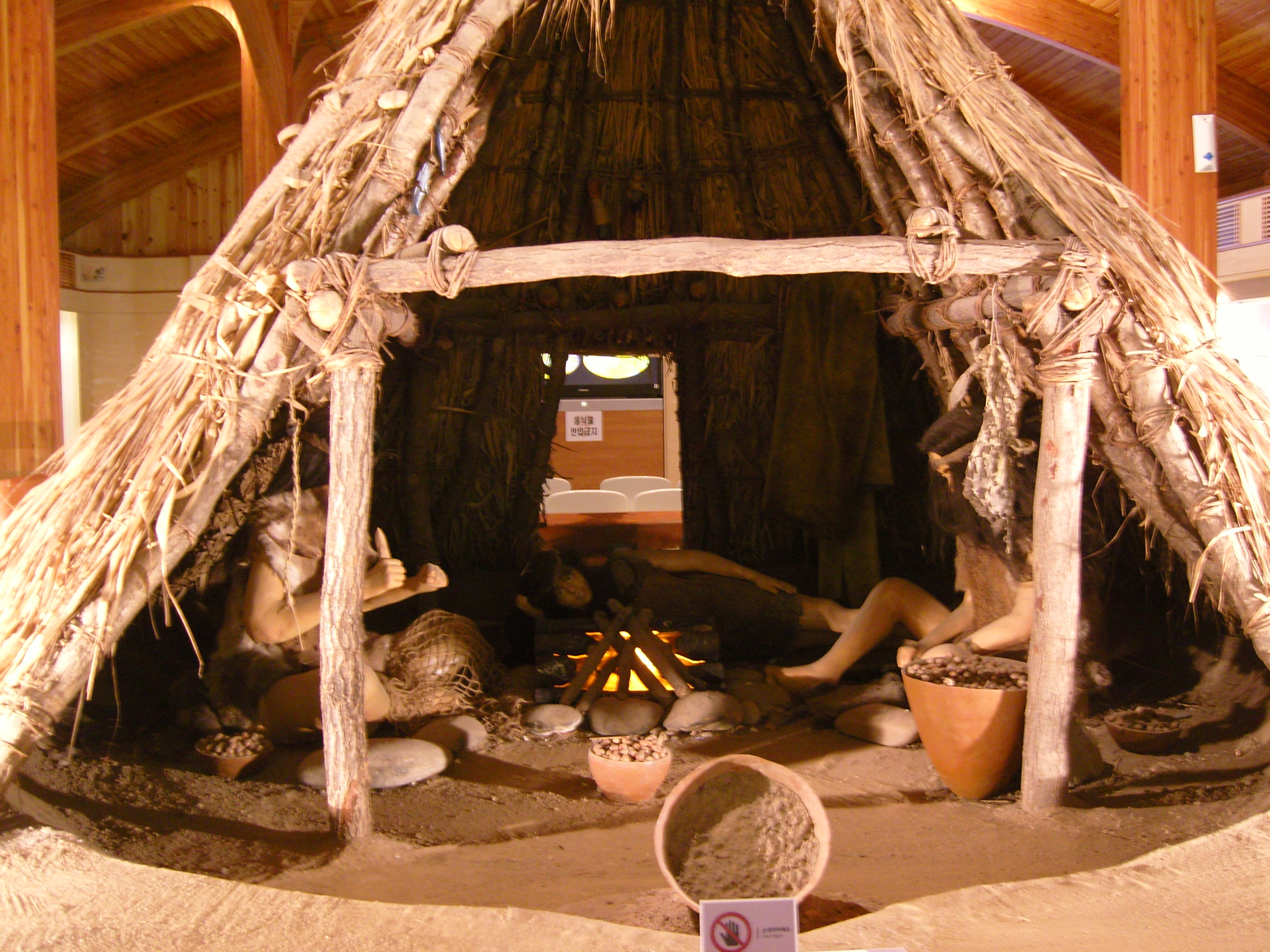
Intérieur d'une maison semi-enterrée d'Amsa-dong.

La culture de Xinglongwa (Mongolie-Intérieure, Liaoning, - 6200) montre des indices de culture du millet et d'élevage du porc. Le porc a ainsi été domestiqué pour la première fois dans le Nord de la Chine (Jiahu, - 7000) et l'oie à Tianluoshan (culture de Hemudu, delta du Yangtzé vers - 7000). Ce seraient les seuls animaux domestiques avec le chien jusqu'à la domestication du buffle (- 5500 ?).

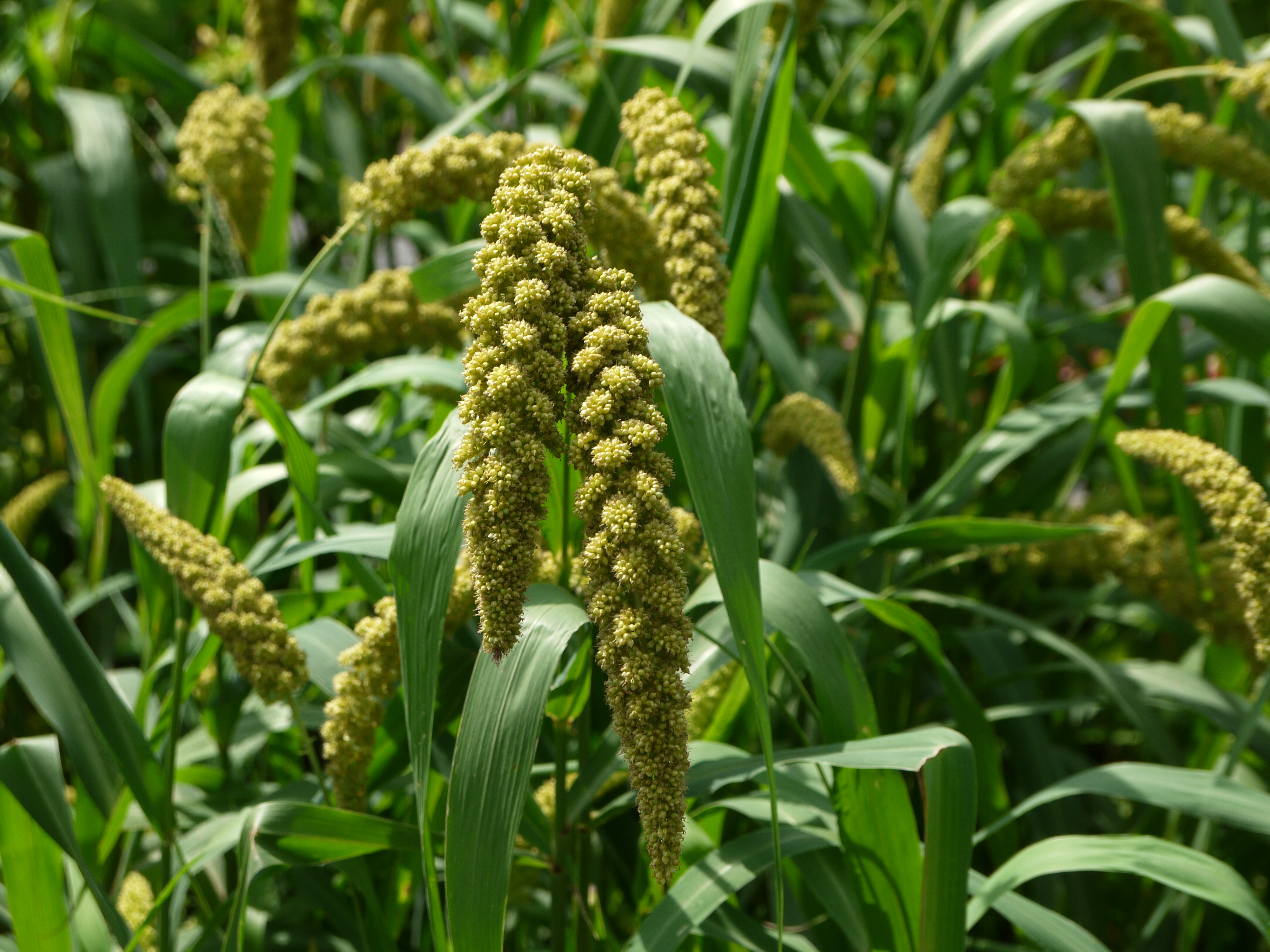
Le millet des oiseaux (setaria italica) est la première céréale cultivée à grande échelle en Extrême-Orient, souvent avant le riz.

L'agriculture continue dans le centre (Henan). Vers -6 000, des systèmes agricoles basés sur le soja et surtout les millets : principalement Setaria italica et de manière secondaire Panicum miliaceum, sont présents dans le bassin du fleuve Jaune (culture de Yangshao, Hebei), poteries et bambou y sont utilisés.
Millet et soja sont domestiqués au même moment en Corée (Période de la céramique Jeulmun).
Des systèmes basés sur le riz apparaissent sur le cours médian du Yangzi Jiang et à Hemudu (baie de Hangzhou). Les autres espèces domestiquées ou utilisées dans ce foyer sont le chou, le navet, la ramie, le mûrier, l'oie, le chien, le porc et le buffle.
Les fouilles de Hemudu révèlent un village daté entre - 5500 et - 4900, où l'on cultive le riz avec des rendements estimés à environ 9 quintaux/hectare. La chasse, la cueillette (riz sauvage, glands, jujubes, châtaignes d'eau (Trapa natans), noix, herbe à chapelets (Coix lacryma-jobi) et la pêche y occupent une place importante.

Le bambou, « plante à tout faire » de l'Extrême-Orient. Forêt de bambous, Taiwan

La culture du blé tendre attestée dans le bas bassin du Fleuve jaune (- 2600) et l'élevage des moutons, chèvres et chevaux auraient été transmis par les nomades des steppes à partir de souches proches-orientales. Dès lors le blé dispute au riz la place de première céréale en Chine.
Il existe des preuves de la pratique de la greffe des arbres datées de - 2500.
L'ensemble de ces innovations diffusent ensuite vers la Mongolie (culture du millet et élevage de bovins à Tamsagbulag, - 5000) le Shanxi, le Gansu (- 4500), le Hebei (- 4000), le Tibet où est domestiqué le Yak il y a 2 000 ans, la Mandchourie et le Japon (- 4000), et jusque dans l'actuel Extrême-Orient russe (Sakhaline, bassin de l'Amour), avant - 500,.

#### Expansion austronésienne
En Chine Centrale, les premiers agriculteurs appartenaient probablement à des cultures austronésiennes (Culture de Dapenkeng, Nord de Taïwan) aujourd'hui présentes en Asie du Sud-Est et en Océanie.

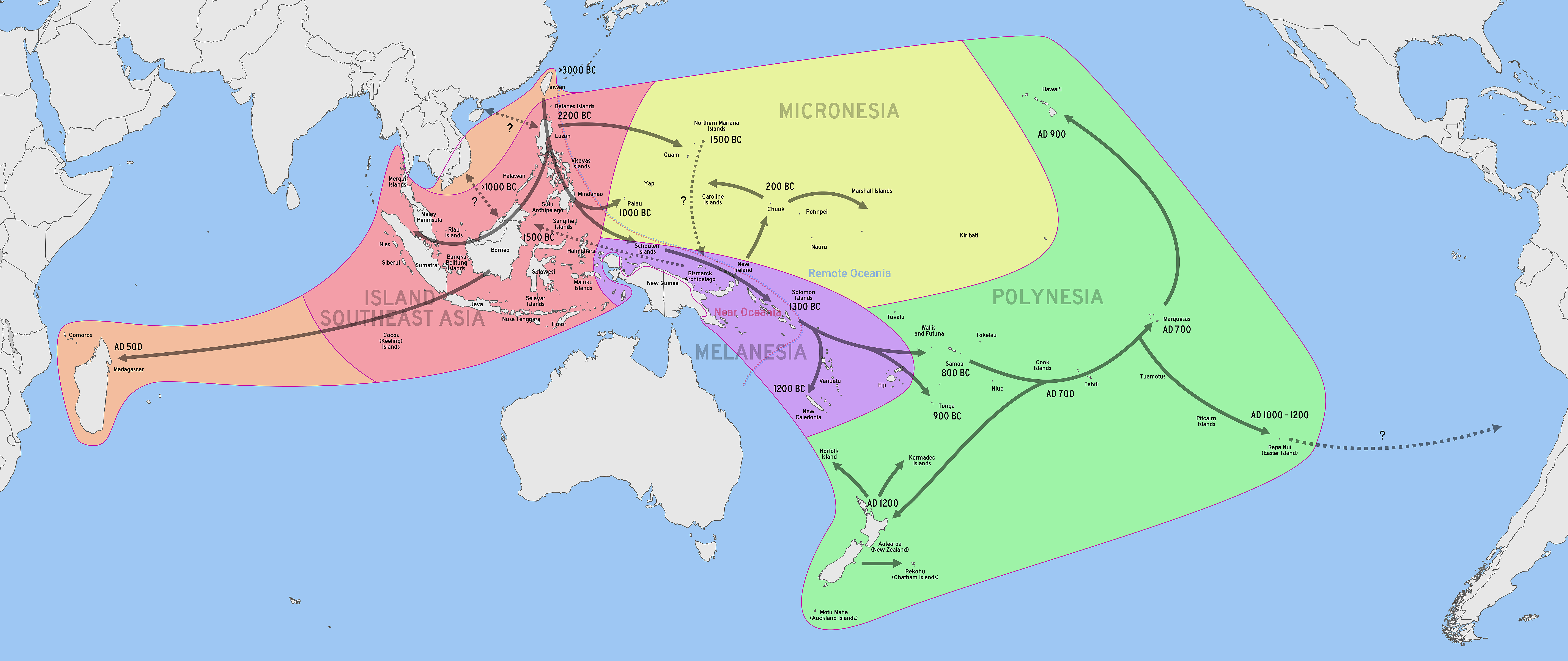
Expansion de la Culture de Dapenkeng (Austronésiens) ; Elle s'enrichit des apports néo-guinéens à partir de -1500 (culture de Lapita)

Son expansion sur de vastes territoires de la zone indo-pacifique commence vers - 2200 à partir de Taïwan ; elle est remarquable par sa céramique, l'élevage du chien, du porc et du poulet.

### Culture Jōmon au Japon
Savoir si les productions alimentaires de l'époque Jōmon (- 14000 à - 1000) au Japon relèvent de la cueillette ou de l'agriculture est un problème débattu depuis longtemps :

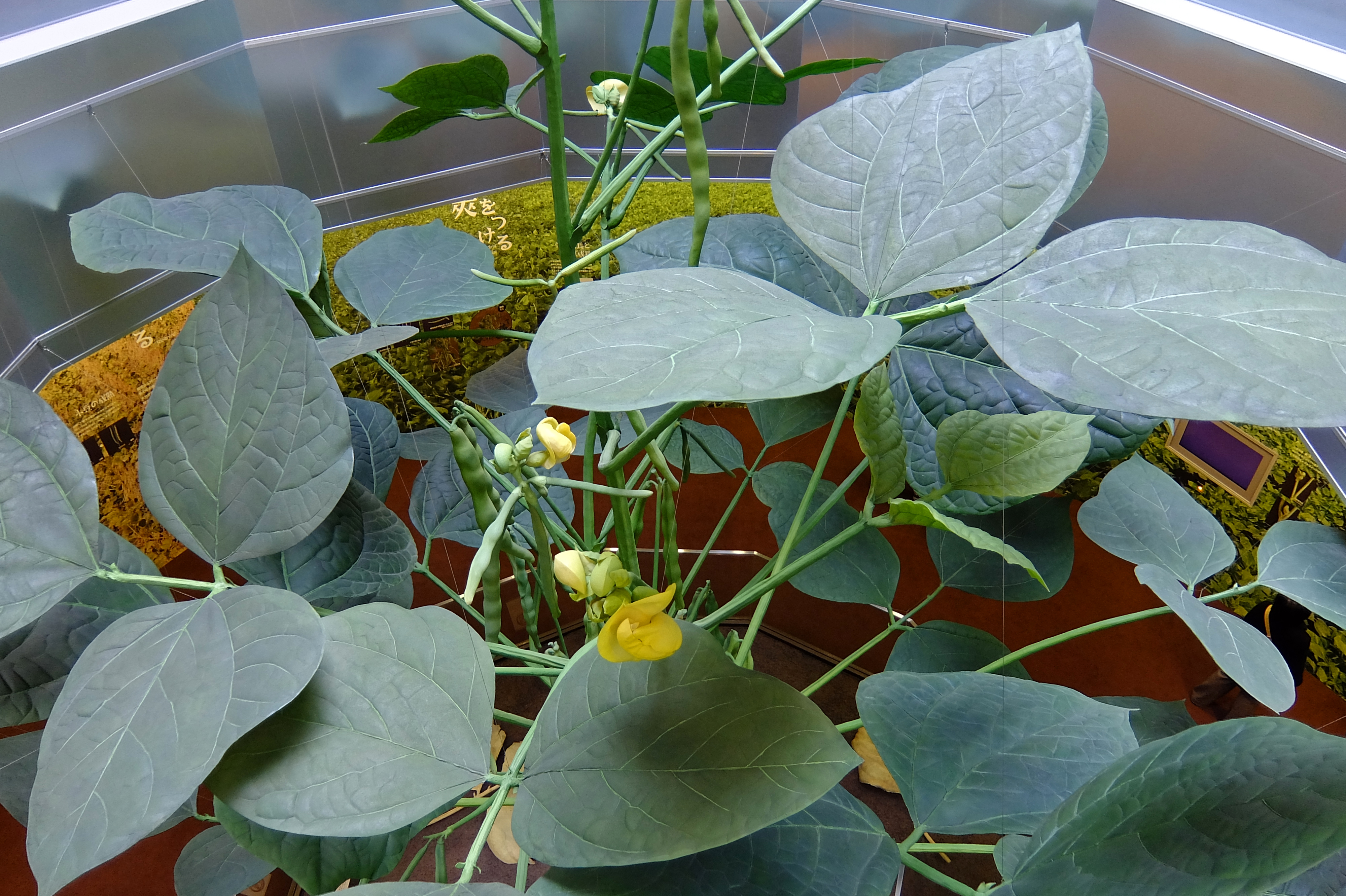
Haricot rouge du Japon (Vigna angularis)

- depuis le début de cette période, les populations fabriquent des poteries, sont probablement sédentarisés et ont accès à des ressources importantes en fruits de mer, gibier et poissons[135] ;
- comme dans l'ouest de la Chine, les habitants bénéficient de la présence de feuillus fournissant en abondance des fruits. Ce sont, au Japon, le hêtre (faînes), le chêne (glands), le marronnier du Japon (Aesculus turbinata), le châtaignier du Japon (Castanea crenata)[44]. Le chanvre y est sans doute utilisé depuis - 9000[103] ;
- à partir de - 6000 les archéologues pensent que ces arbres sont l'objet d'une forme d'arboriculture, de même que l'on commence à cultiver le soja, la calebasse, le chanvre[122], la pérille (Perilla frutescens, shiso), le haricot azuki (haricot rouge du Japon) et le vernis du Japon (Toxicodendron vernicifluum) et à élever le sanglier ; certaines de ces plantes présentent des indices de domestication[136].

Néanmoins l'anthropologue G. Crawford conclut que c'est justement un cas de transition et qu'on ne peut considérer cette production alimentaire ni comme de la cueillette ni comme de l'agriculture, essentiellement parce que l'apport alimentaire principal restait fourni par la chasse et la cueillette ou bien il faudrait la classer dans une catégorie intermédiaire,.
Sur la côte ouest du Japon, on commence à cultiver des plantes domestiques arrivées de Chine vers - 3500. À partir de - 800, l'immigration de cultivateurs depuis le continent donne naissance aux premières civilisations rizicoles dans l'archipel (période Yayoi).

### Foyer néo-guinéen

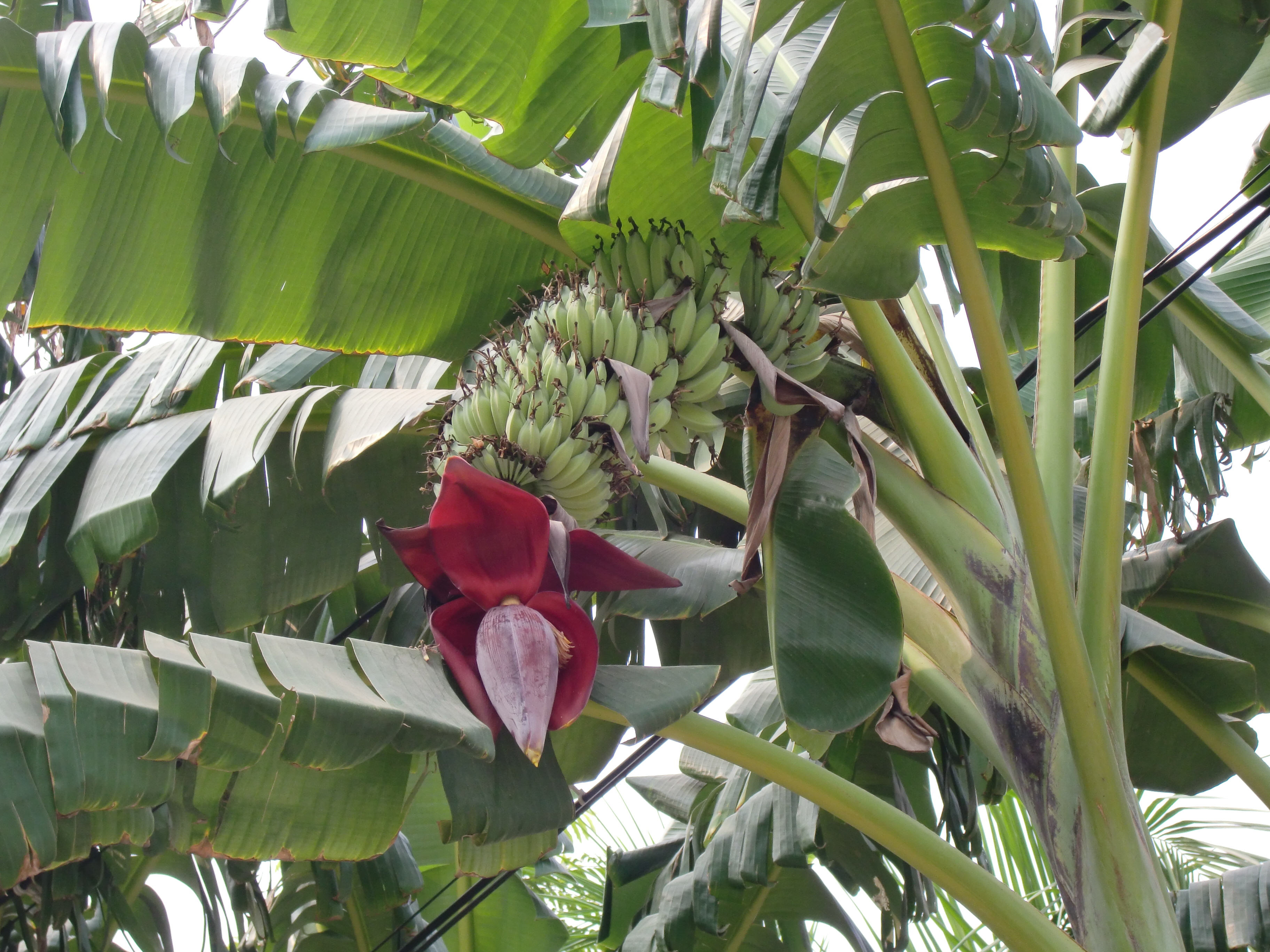
Floraison de Musa acuminata en Inde. Le bananier a probablement été domestiqué en Nouvelle-Guinée.

Ce foyer reste mal défini dans le temps, il pouvait s'étendre sur la Nouvelle-Guinée et les îles voisines : Borneo, Palawan où des traces de culture du taro ont été remarquées aux mêmes époques.
La domestication du taro, du bananier, de l'igname (Dioscorea alata) de l'arbre à pain (Artocarpus altilis) et probablement des espèces de cocotiers et de canne à sucre, ont lieu entre - 10000 et - 5000,,. On y pratique l'irrigation, le drainage, le semis sous paillis et des rotations de cultures comprenant l'utilisation de Casuarina oligodon, fixatrice d'azote. Sur le site du marais de Kuk, les débuts de l'agriculture sont difficiles à estimer : entre - 8000 et -  500. Des travaux récents établissent que le casoar a été l'objet de pratiques de protodomestication (élevage des jeunes …) entre -9700 et -5000.
Un courant de diffusion de l'agriculture chinoise rejoint le foyer néo-guinéen vers - 2000 puis continue enrichi des innovations néo-guinéennes, vers les îles du Pacifique. À partir de - 1500, la culture de Lapita (du nom d'un site de Nouvelle-Calédonie) liée à l'expansion austronésienne propage l'agriculture dans les îles inhabitées du Pacifique. Elle pratique un agriculture basée sur les tubercules (igname, taro), les fruits dont la noix de coco et l'élevage des cochons. Ce courant prolonge la diffusion des langues austronésiennes.

### Foyer nord-américain
Il existe un large consensus pour affirmer (en 2022) que le premier peuplement des Amériques a été réalisé à partir de populations paléolithiques venues de Sibérie et passées par l'Isthme de Béring à partir de - 20000 à -15000 ; ces chasseurs arrivent avec des chiens déjà domestiqués.

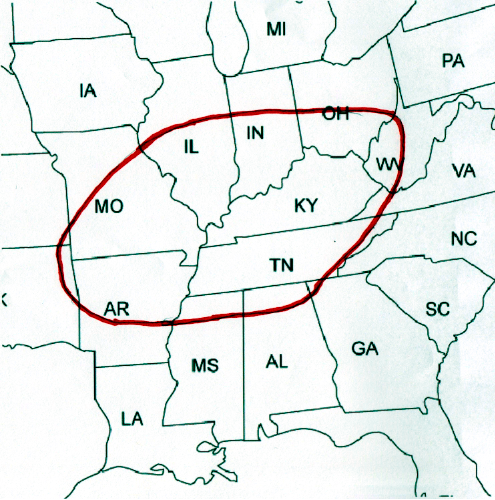
Emplacement approximatif du principal foyer de domestication nord-américain

En Amérique du Nord, l'agriculture apparaît dans l'est des États-Unis actuels (Eastern agricultural complex). Les plantes domestiquées dans ce foyer comprennent deux plantes utilisables comme pseudo-céréales et légumes-feuille : le chénopode de Berlandier (- 2000) proche du quinoa et la renouée dressée, la courge (- 3000) utilisée comme récipient et pour ses graines, deux céréales : Hordeum pusillum et Phalaris caroliniana, deux oléagineux : le tournesol (- 2800) probablement et Iva annua (marsh elder, - 2400), et le topinambour. L'agriculture y est pratiquée à l'origine par des chasseurs-cueilleurs nomades qui pratiquent des cultures saisonnières (printemps-été) dans les zones de décrue. Le passage à l'agriculture sédentaire se produit entre - 250 et 200.
L'agriculture nord-américaine entre ensuite en contact avec l’agriculture centre-américaine. Une première variété de maïs à 12 rangs, peu productive, atteint le moyen Mississippi vers 200. Sa culture reste limitée. En revanche, une variété à 8 rangs et à cycle court, beaucoup plus productive, apparaît vers 800, et s'impose jusqu'au Saint-Laurent. À la suite de cette dernière expansion du maïs, les cultures locales régressent et la culture de Iva annua sera même abandonnée.
Les seuls animaux productifs domestiqués dans cette zone sont (peut-être) le dindon et le chien à laine (Salish Wool Dog (en)).

### Mésoamérique
Cette région s'étend, selon Paul Kirchhoff, du Costa Rica au centre du Mexique, on peut cependant y rajouter, pour les débuts de l'agriculture, le nord du Mexique et une région des États-Unis actuels englobant le Nouveau-Mexique (voir Anasazis). Déterminer les premiers foyers dans cette région compartimentée s'avère difficile. L'emplacement exact de l'apparition de l'agriculture, son contexte écologique (plateaux semi-arides ou basses-terres tropicales) et l'importance relative de la culture olmèque dans ce processus restent sujets à controverses.

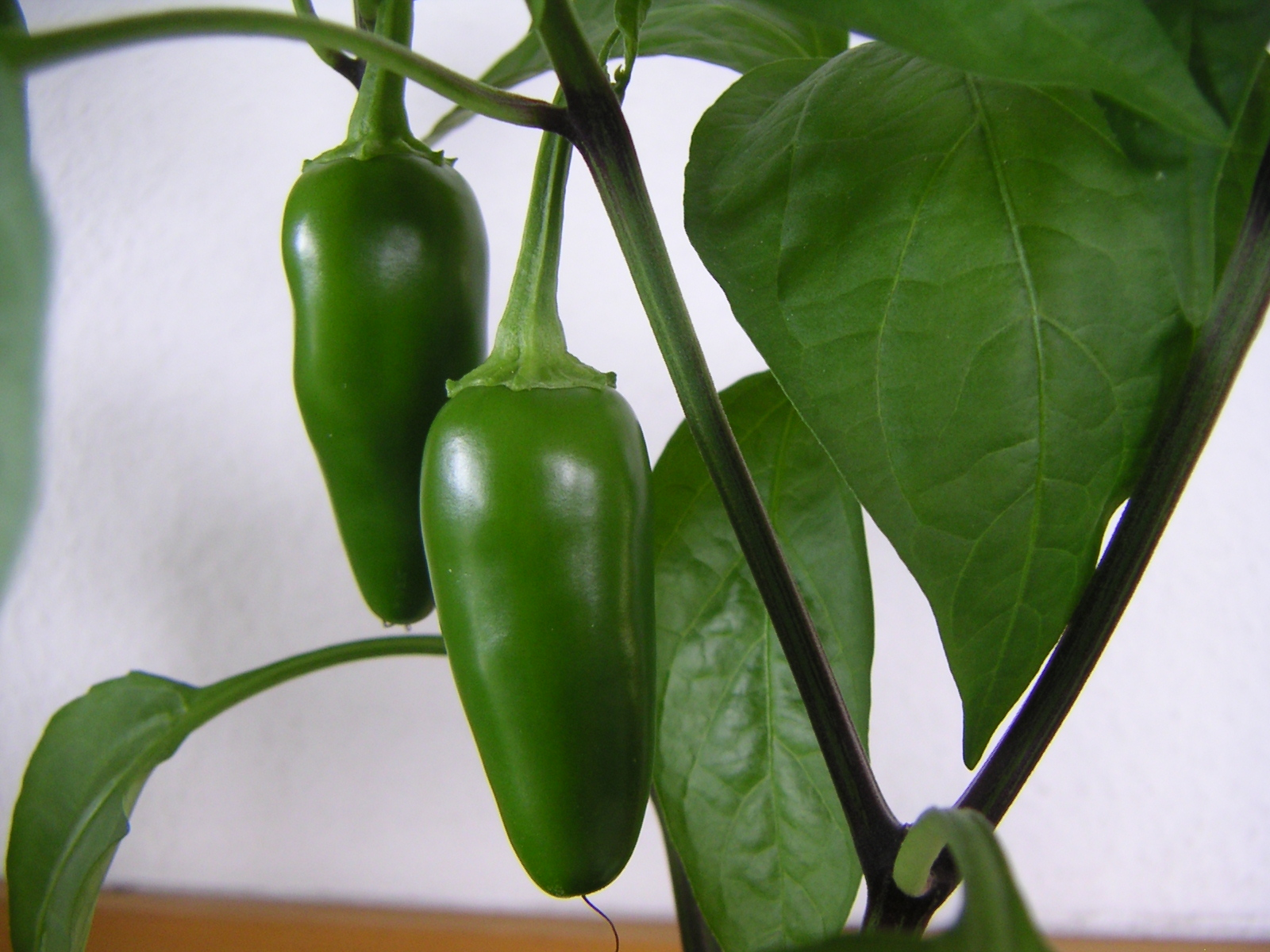
Piments jalapeño encore verts. Le piment est une des toutes premières plantes domestiquées en Mésoamérique.

Aires de domestication du haricot commun : 1 : foyer mésoaméricain, 2 : foyer andin.

Le foyer centre-américain se situe dans le Sud du Mexique et dans le Nord du Guatemala (Agriculture in Mesoamerica (en)). Les premières plantes domestiquées sont sans doute les piments et les courges (vers - 8000) ainsi que l'avocatier (-7000), les haricots et le millet, disparu depuis, qui complétaient une alimentation basée sur la cueillette. Des estimations récentes à partir de données génétiques ainsi que la découverte d'outillage destiné au broyage du maïs vers -7000 dans la vallée du Río Balsas (Sud-Ouest du Mexique) permettent d'avancer une date proche de - 7000 pour le maïs. La courgette, le vanillier (Vanilia planifolia), la citrouille sont également domestiquées à cette époque.
La culture du tournesol atteint le Mexique (à moins qu'elle n'en soit originaire) avant 2 400 av. J.-C., puis le Salvador après 1 000 av. J.-C.. Vers - 1500, le coton, le sapotier et l'amarante sont domestiqués, vers - 200, la cochenille à carmin (Dactylopius coccus) élevée sur des opuntia ainsi que la dinde (vers l'an 1), le papayer, la noix-pain, le figuier de Barbarie (opuntia ficus indica) et des agaves : Agave sisalana, une plante à fibres qui donne le sisal, Agave americana, autre plante à fibres qui permet en outre d'obtenir une sorte de vin, le pulque.
Les première domestications ont eu lieu avant que les populations ne se sédentarisent (la sédentarisation a lieu essentiellement au Préclassique moyen ou récent, entre - 1800 et 200). Les cultures ont alors lieu pendant le printemps et l'été et pendant le reste de l'année les populations reprennent un mode vie nomade et de chasseur-cueilleur. San José Mogote (-1500 -500, civilisation zapotèque) est le plus vieux village d'agriculteurs sédentaires connu dans cette zone.
L'agriculture de ce foyer diffuse fortement vers le nord et vers le sud, après -6000. En direction du nord, elle atteint le sud de la Californie et le moyen Mississippi vers l'an 1, puis le Saint-Laurent et le nord-ouest des États-Unis actuels vers l'an 1000 (même si elle n'a pas été adoptée dans l'actuel Midwest). Elle incorpore le foyer nord-américain dans son aire d'extension. Seul l'extrême sud de l'Amérique du Sud, le nord du Canada, les Montagnes Rocheuses et les prairies du centre des États-Unis restent en dehors de sa zone d'influence.

### Amérique du sud

#### Andes
Dans la zone andine, l'agriculture apparaît en Colombie dans la vallée du Río Cauca et au Panama, il y a environ 10 000 ans avec des espèces comme la marante, Calathea allouia (topinambour de Cayenne), la courge musquée et les gourdes mais ces plantes sont probablement originaires du piémont amazonien. À partir de - 6000, les espèces domestiquées sont la pomme de terre, l'oca, le haricot de Lima, le haricot commun, l'arachide, l'ulluque (-2000), le quinoa (-1000), le lupin, la coca, le canard de barbarie (vers - 700), le cochon d'inde, le lama et l'alpaga. Le quinquina et le maté apparaissent au Pérou.
Avant la conquête de leurs territoires par le Chili et l'Argentine, les Amérindiens Mapuches utilisaient Bromus mango comme céréale et cultivaient poivrons, haricots et le fraisier Fragaria chiloensis.

#### Amazonie

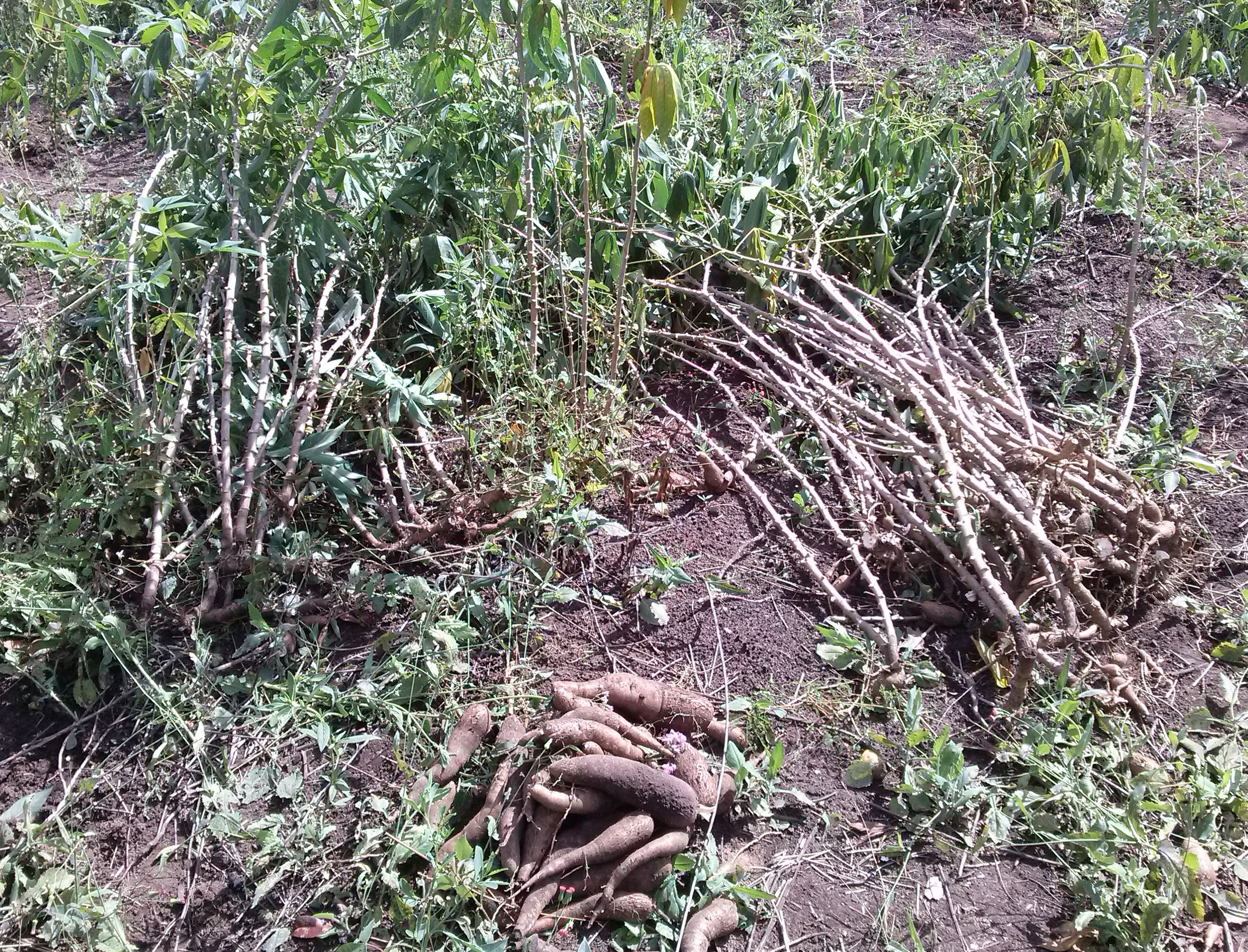
Récolte de manioc.

Longtemps considérée comme un centre secondaire, l'Amazonie (et plus généralement l'ensemble des terres basses tropicales d'Amérique du Sud) est aujourd'hui privilégiée comme centre majeur par certains archéologues. Les Llanos de Moxos (archaeology) (en), Bolivie, dans le Sud-Ouest de l'Amazonie, pourrait être le plus ancien lieu d'apparition de l'agriculture en Amérique (et presque aussi ancien que le Croissant fertile dans l'Ancien Monde) avec la domestication du manioc, il y a 10 800 ans, et de la courge, il y a 10 300 ans. Le manioc demande cependant une longue préparation avant d'être consommable. Ces plantes ainsi que le maïs y étaient cultivés sur des îlots de terra preta. L'Amazonie est aussi la terre d'origine du palmier-bâche (Mauritia flexuosa), de la marante (arrow-root, Maranta arundinacea) vers - 8000, du cacaoyer vers - 5000 ; le maïs y est attesté (Llanos de Moxos, il y a 6800 ans, lac Ayauchi, Équateur, il y a 5 300 ans). Le caoutchouc (Hevea brasiliensis), le poivron, l'arachide, le piment, le guarana, l'igname (- 4000), le coton à fibre longue (- 3000), la patate douce (vers - 2500), l'ananas et la papaye, des bambous, le poutérier de Guyane et l'arracacha (et beaucoup d'autres espèces) y ont été domestiqués. Les premiers explorateurs espagnols signalent d'importants parcs à tortues sur le piémont péruvien

### Australie
Alors que l'on pensait que l'agriculture n'avait jamais été pratiquée en Australie avant l'arrivée des Britanniques, des recherches récentes (Rhys Jones (archeologist) (en)) ont pu mettre en évidence des pratiques pré-agricoles et agricoles :
L'utilisation du feu (Fire-stick farming (en)) y a été systématique entraînant la disparition de la mégafaune et l'évolution des paysages vers la savane favorisant les petits et moyens herbivores comme le kangourou. Les Gunditjmara auraient aussi aménagé des plans d'eau sophistiqués pour l'engraissement des anguilles et d'autres poissons.

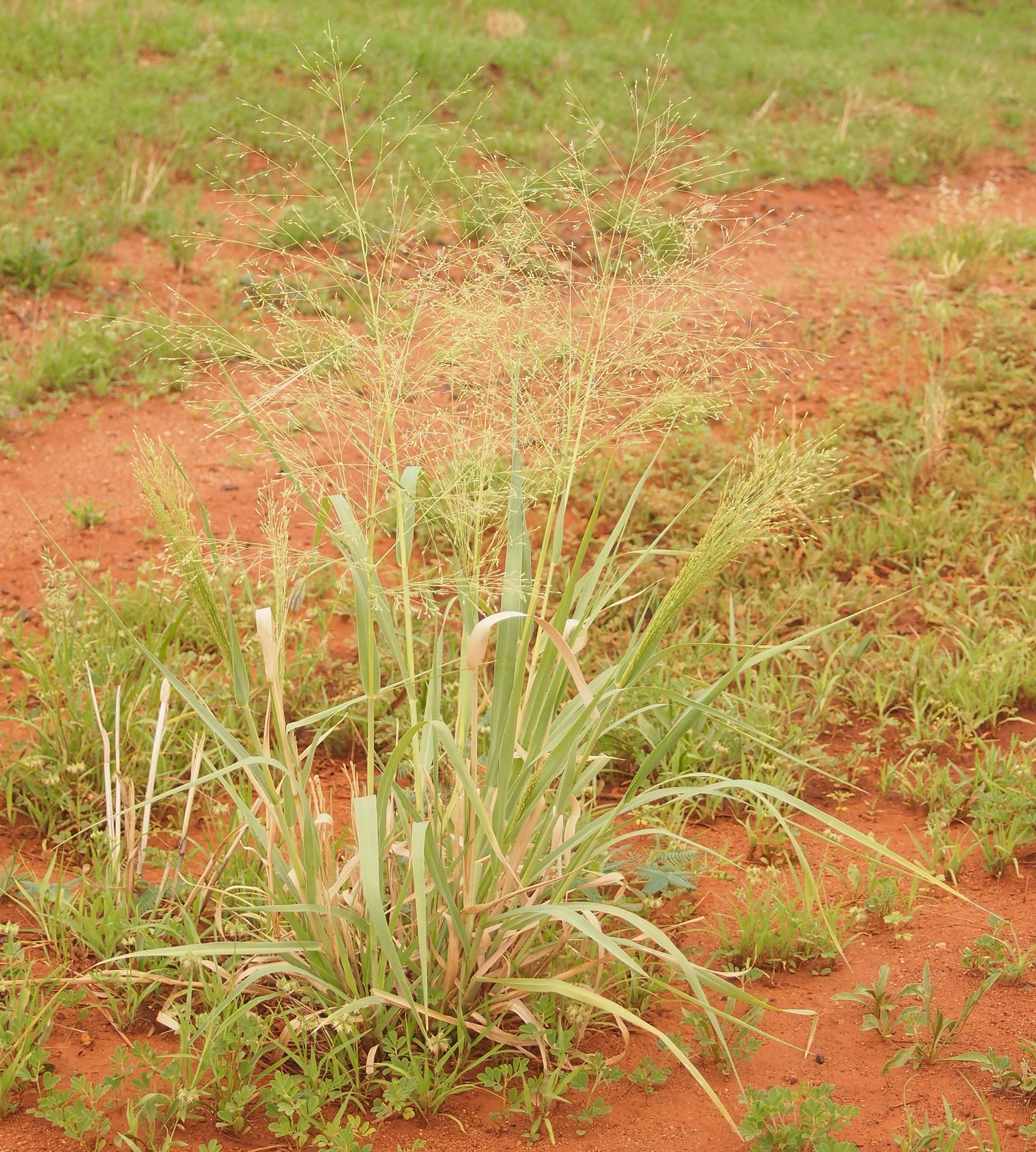
Panicum decompositum fut cultivé par les aborigènes d'Australie

Sur les zones centrales de côtes Est et Ouest, des formes d'agriculture ont été mises en évidence avec la culture de Dioscorea hastifolia, Cyperus bulbosus (une espèce de souchet), Panicum decompositum, une espèce de millet, Marsilea drummondii, une espèce de fougère.

### Centres secondaires de domestication
Dans certaines régions, l'arrivée de l'agriculture entraîne un mouvement important de domestication d'espèces locales. Ces zones sont appelées centres secondaires de domestication.

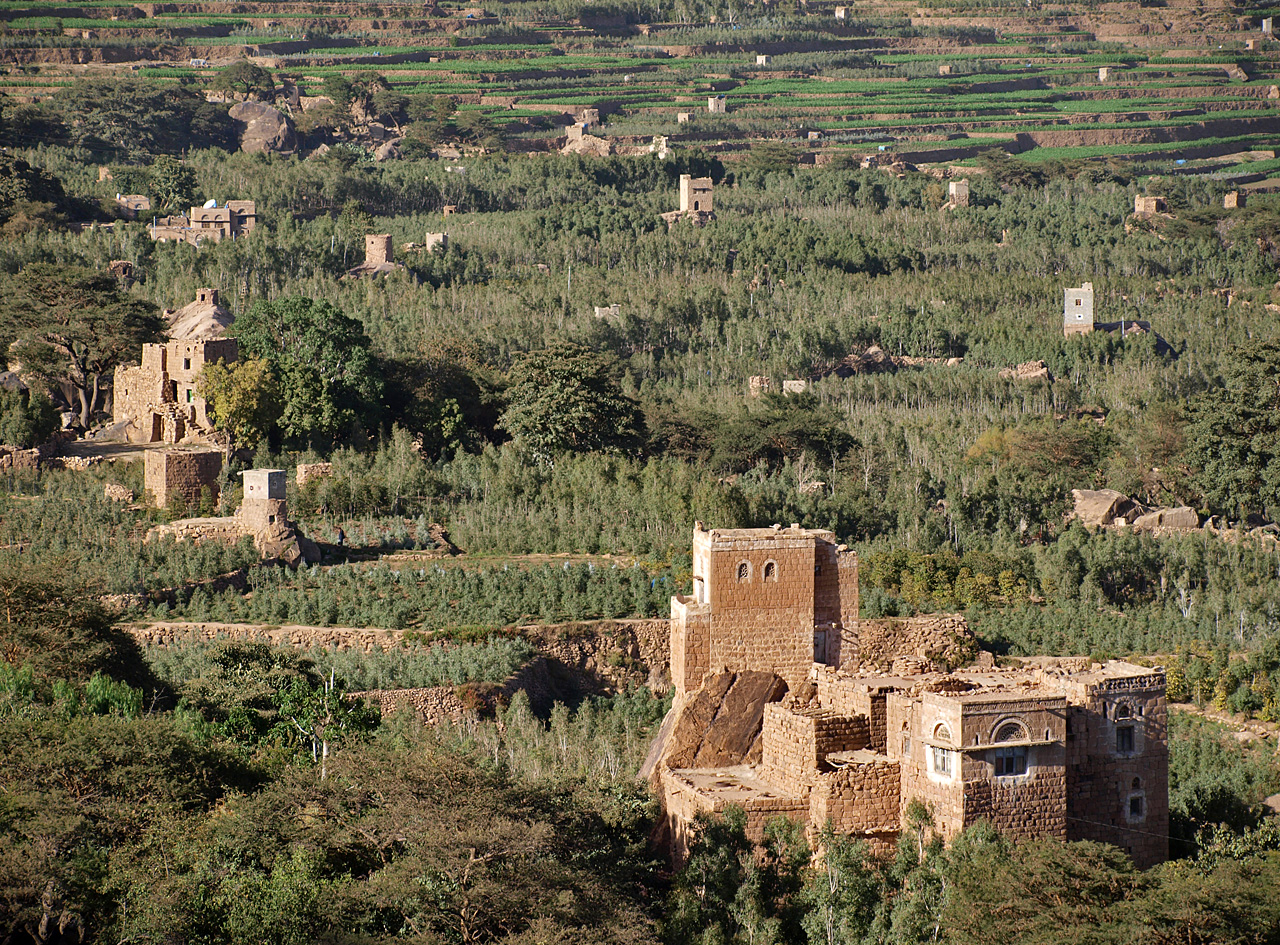
Plantations de Khat (arbustes alignés) au Yémen occidental. Le khat, une des principales plantes psychotropes, a été domestiqué en Éthiopie

En Afrique, il est encore difficile d'établir s'il s'agit de centres secondaires ou d'apparitions autonomes de l'agriculture, : l'importance de ce continent est probablement sous-estimée. Il peut en être de même pour le Sud-Est asiatique : 

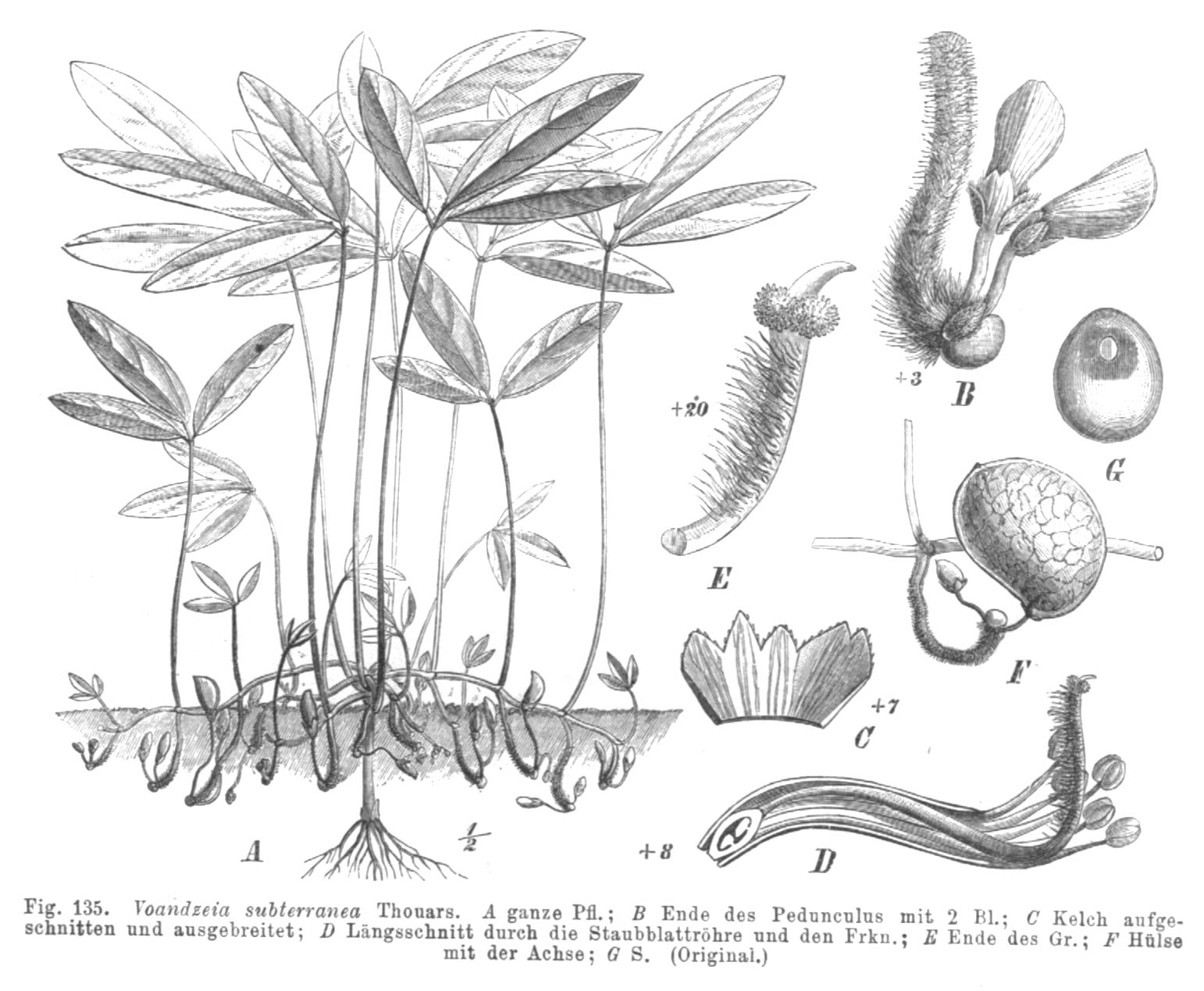
Le pois bambara (Vigna subterranea), légumineuse domestiquée en Afrique de l'Ouest et très appréciée localement

- l'ouest et le nord du Sahel[49], où sont domestiqués le sorgho commun (grand mil, Sorghum bicolor, - 2000), le mil des teinturiers (S. bicolor caudatum qui fournissait une teinture rouge de grande importance[164]), le fonio (Digitaria exilis), le mil à chandelles (petit mil, millet perlé, Pennisetum glaucum) et le riz africain[165] vers - 1000, le karité, le niébé, le pois bambara, le gombo, le figuier sycomore et une espèce de bovins (Bos primigenius) ;
- le sud du sahel[49], dans la zone de mosaïque forêt-savane où sont domestiqués le fonio noir (Digitaria iburua), l'igname, le palmier à huile et la noix de kola ;
- les plateaux éthiopiens[49] où sont domestiqués le khat, le bananier d'Abyssinie (Ensete ventricosum) utilisable pour son sagou et ses fibres, le nyger (Guizotia abyssinica, une astéracée oléagineuse), deux céréales : le teff et l'éleusine, le café (Histoire de la caféiculture) et peut-être l'âne (- 5000)[166] et des bovins. La myrrhe, résine de Commiphora myrrha, provenait d'abord d'Éthiopie ;
- Madagascar est sans doute la terre d'origine de Raphia farinifera, un palmier qui fournit des fibres, le raphia, et une farine (sagou) ;
- dans le sud de la Chine et le Sud-Est asiatique sont domestiqués la fève, le taro, l'igname, la rave, le litchi, le durian, le mandarinier, le bananier, l'abaca (une espèce de bananier qui donne une fibre très solide : le chanvre de Manille), le kapok (Bombax ceiba qui donne une fibre similaire au coton), une canne à sucre[99],[143], le bétel (Piper Betle) à usage médicinal, le palmier à bétel (Areca catechu, un stimulant), la poule[167], les premiers ossements répertoriés en Thaïlande venant de Ban Non Wat (en) et datant d'environ -1500[168], le canard colvert, un porc (Sus celebensis, le sanglier des Célèbes) et des bovins : le gaur ou gayal et le banteng (à Java). Lorsque l'agriculture chinoise diffuse dans le Sud-Est asiatique elle influence diverses communautés de chasseurs-cueilleurs qui pratiquent une proto-agriculture[169] ;
- en Sibérie, les Samis (Lapons) ont domestiqué puis exploité le renne suivant un système pastoral après - 1000, avant d'occuper leurs parcours de l'extrême nord de l'Europe (aujourd'hui nord de la Scandinavie, péninsule de Kola, Carélie)[170]. Les Iakoutes avaient domestiqué l'élan, animal particulièrement adapté à la vie dans les marais et les forêts, il fut utilisé surtout comme animal de trait et ponctuellement pour son lait et comme monture (atteignant 60 km/h, l'élan peut distancer les chevaux)[171].

À partir de ces centres, les nouvelles espèces domestiquées se diffusent à leur tour vers d'autres territoires, à l'exemple du taro et du bananier qui atteignent la côte est de l'Afrique puis se diffusent à l'intérieur des terres, vers l'ouest.

## Premiers systèmes agraires

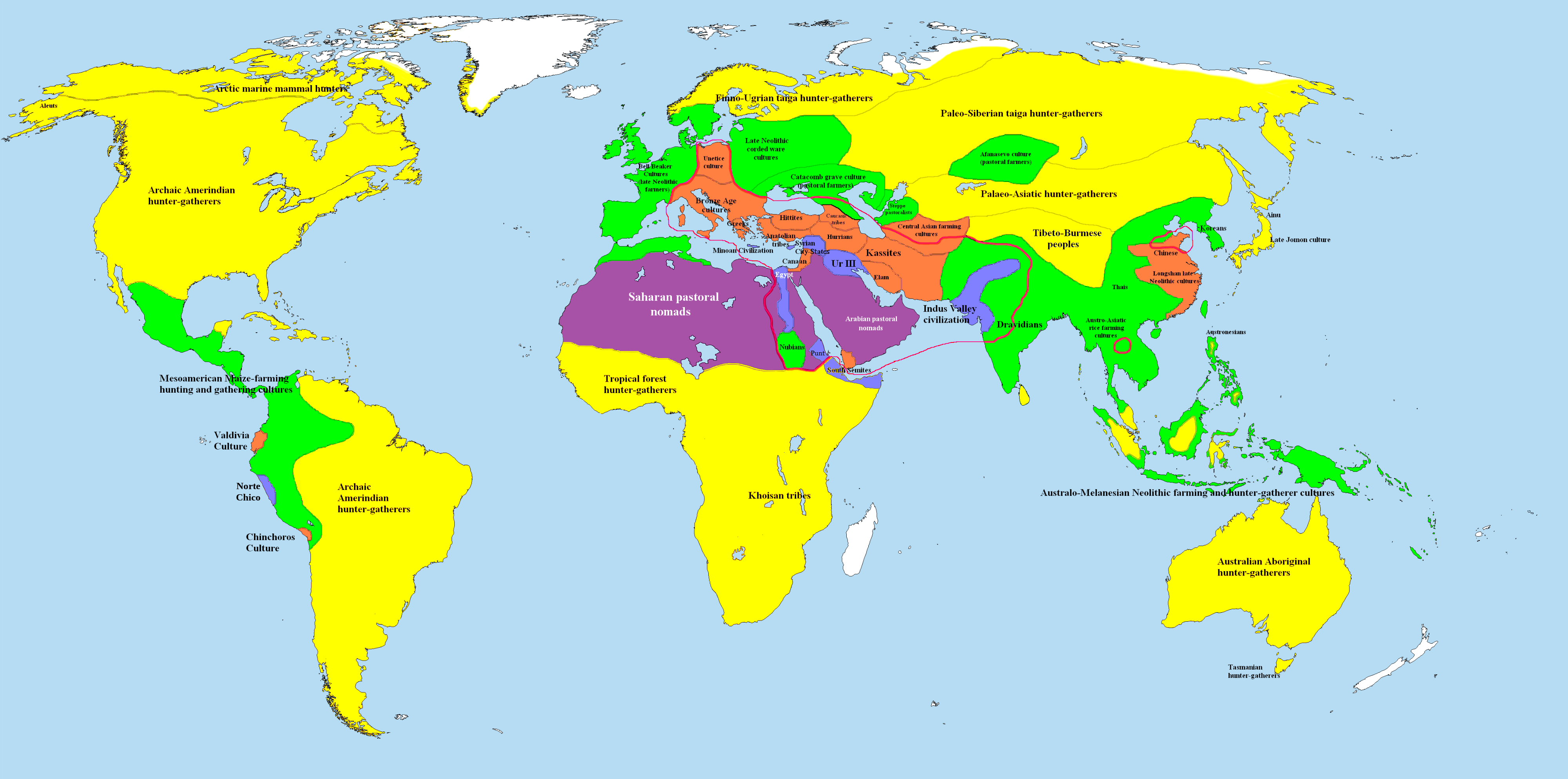
Régions gagnées à l'agriculture vers -2000. En jaune, les chasseurs-cueilleurs.

On suppose que les premiers semis ont pu avoir lieu de manière accidentelle, sur les zones d'égrenage à proximité des maisons, qui étaient déjà défrichées, et enrichies par l'accumulation des déchets domestiques. Ces zones ont probablement été les premières à être cultivées, suivies par les sols meubles situés en bordure de rivière, qui sont défrichés et enrichis par les alluvions apportés par les crues. Mais ces zones représentent une faible étendue, l'agriculture et l'élevage n'occupait qu'une faible partie du paysage.
Lorsque l'agriculture est devenue la source principale de l'alimentation, les paysans se sont organisés, inventant des successions d'activités et de cultures sur les parcelles, utilisant un outillage dédié pour chaque catégorie de culture, définissant des itinéraires culturaux (succession des soins à apporter à la culture de la préparation du sol à la récolte); finalement, les sociétés s'organisent de façon telle que ce système puisse fonctionner. On peut alors parler de systèmes agraires : agriculture sur brûlis et pastoralisme sont probablement les premiers systèmes apparus.
Ces systèmes permettent pour la première fois la colonisation agricole d'espaces immenses. Ils contribuent de façon décisive à l'augmentation de la population des hommes et des animaux domestiques. Ils entrainent une modification radicale des biotopes.

### Agriculture sur abattis-brûlis

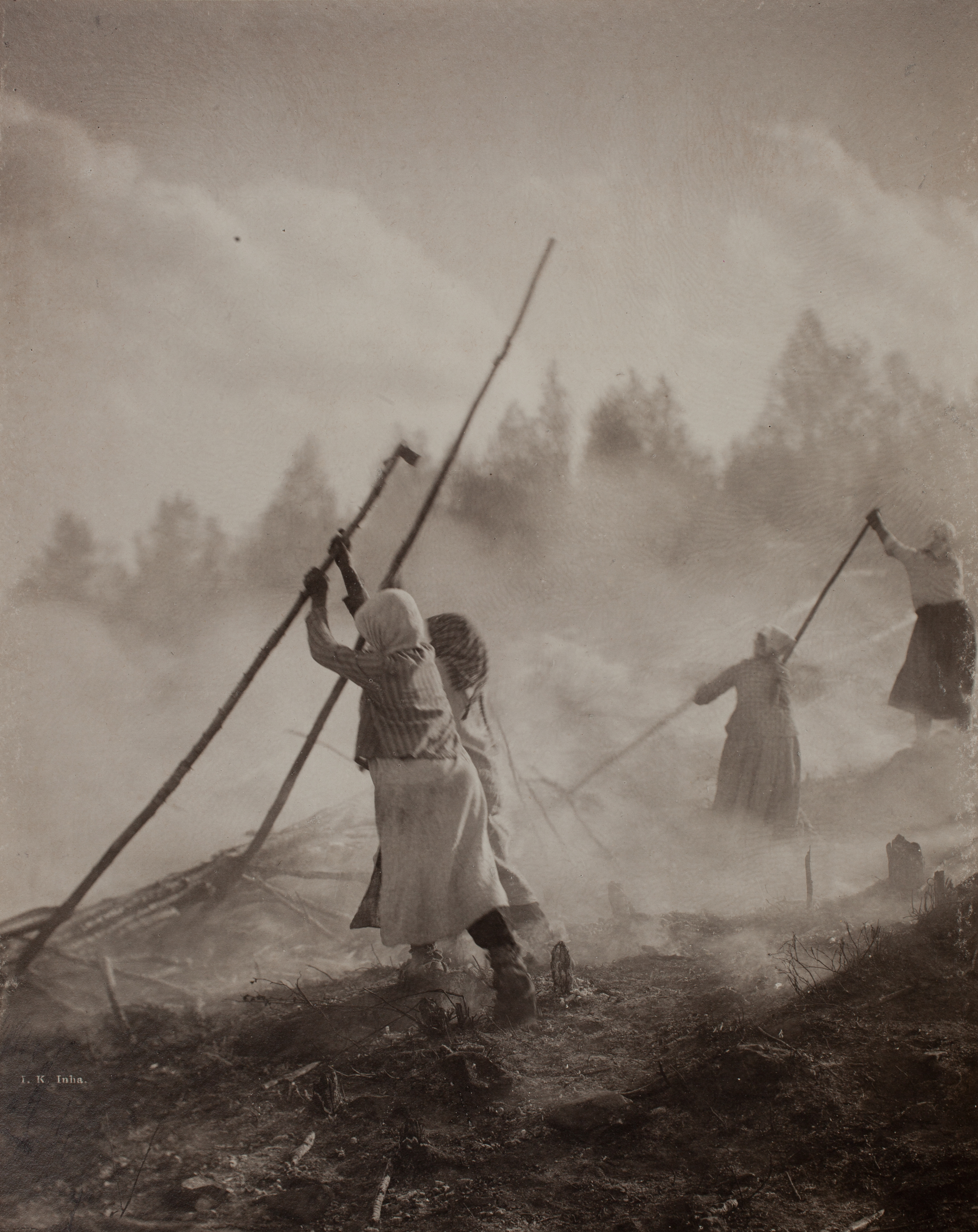
Agriculture sur abattis-brûlis. La photo représente la phase de brûlis, qui fait suite à la phase d'abattage. Eno, Finlande, vers 1893

Les premiers systèmes sur abattis-brûlis apparaissent rapidement au Proche-Orient, en Amérique du Nord et probablement en Chine. L'histoire de ces systèmes est mal connue, et l'essentiel des informations dont nous disposons est issue des systèmes d'abattis-brûlis actuels.
Il consistent à défricher une parcelle par essartage : abattage des arbres à la hache, puis nettoyage par le feu (permettant un enrichissement du sol), mais sans dessouchage. La parcelle est ensuite cultivée de un à trois ans, avant de laisser la végétation se développer pendant plusieurs années (10 à 50 ans, dans les systèmes contemporains). Le processus est ensuite réitéré ailleurs, l'année suivante. Le développement de ces systèmes a été permis par le perfectionnement des techniques de la pierre polie, qui autorisent la fabrication de haches réaffutables dans des roches plus solides que celles utilisées pour faire les haches en pierre taillée,.
Ils sont également adaptés pour des agriculteurs qui ne possèdent pas d'outils du travail du sol, à l'exception de la houe et du bâton fouisseur. Ces systèmes s'implantent dans les zones de forêt dense : taïga, forêt tempérée décidue ou mixte, forêt méditerranéenne, forêt tropicale à saison sèche.

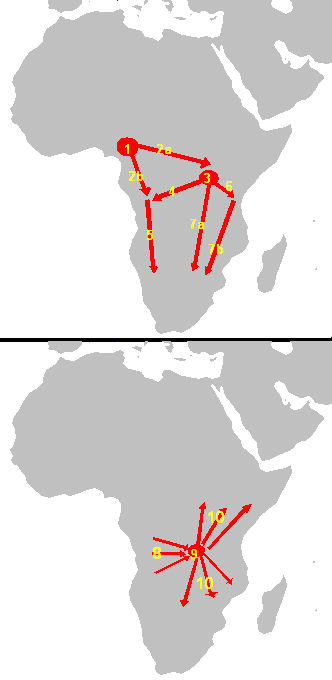
L'expansion bantoue est liée à la connaissance des techniques de l'agriculture sur brûlis et sans doute de l'agroforesterie, puis du fer, par des peuples originaires du Nord-Cameroun

Les systèmes sur brûlis peuvent nourrir une population de l'ordre de 10 à 30 habitants/km². Lorsque la population augmente au-dessus de la densité que peut supporter le système, une partie de la population du village émigre et forme un nouveau système agraire dans une zone de forêt encore non exploitée. Cette dynamique continue encore de nos jours, dans les dernières forêts tropicales d'Amérique du Sud, d'Afrique et d'Indonésie.
Ces systèmes ont entraîné une croissance démographique importante, par rapport aux époques précédentes. Ainsi, entre -8 000 et -3 000, la population humaine passe de 5 à 50 millions. Néanmoins, à cette époque le taux de croissance de la population était inférieur à 1 % par an, la formation de nouveaux villages se produisait moins d'une fois par siècle et le front pionnier de l'agriculture avançait environ de 1 km par an.
Les systèmes d'agriculture sur brûlis existent toujours dans les dernières forêts tropicales d'Amazonie, d'Afrique centrale, d'Inde, et d'Asie du Sud-Est (Laos, Vietnam, Indonésie, Papouasie-Nouvelle-Guinée...), facilitée souvent par l'utilisation d'outils en fer,. En Europe ils se sont maintenus jusqu'au début du XXe siècle en Fennoscandie,. En Europe de l'Ouest, des systèmes similaires (écobuage, essartage) se sont maintenus au moins jusqu'au XIXe siècle sur des terres marginales (landes, forêts de montagne),.
Lorsque le brûlage revient trop souvent sur la même parcelle, la forêt n'a pas le temps de se reconstituer et la dégradation des sols s'amorce. On atteint alors les limites du système.

### Premiers systèmes agroforestiers

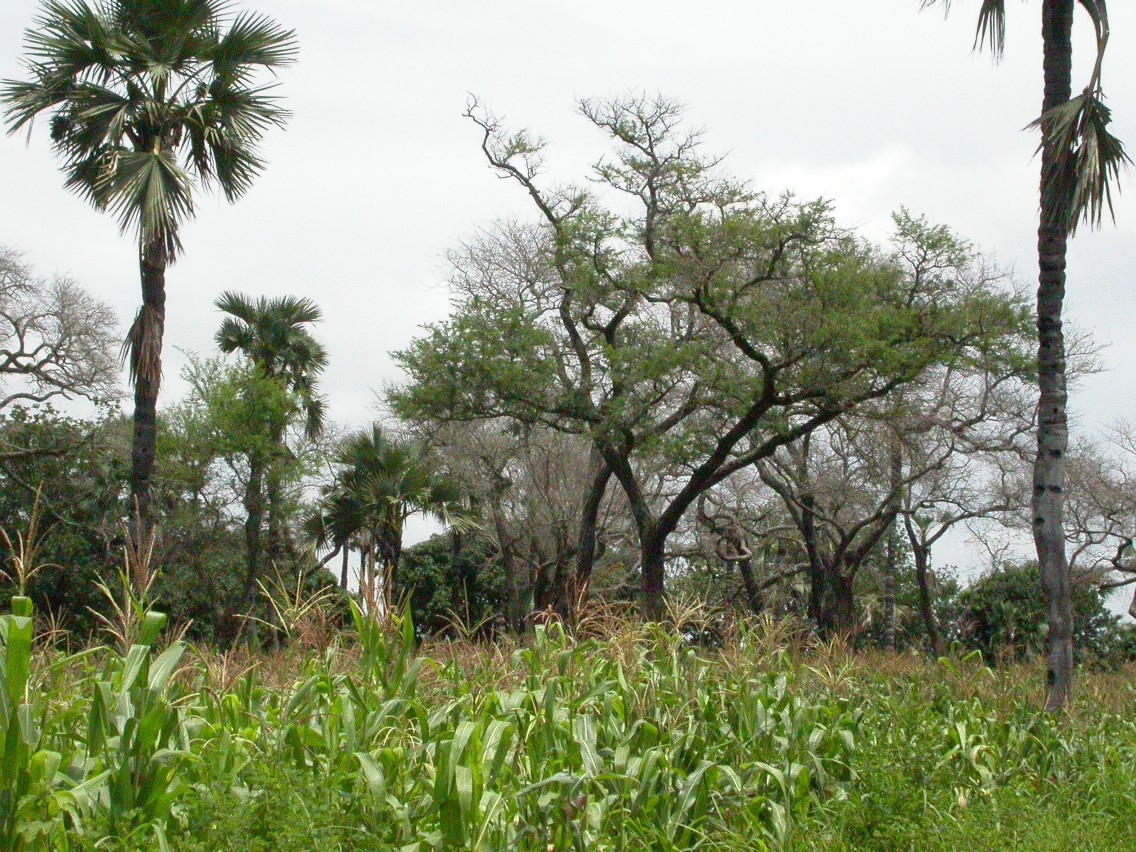
Culture de maïs sous végétation arborée (Faidherbia albida) actuelle au Burkina faso

Dans les zones de forêt tropicale humide, la végétation très dense complique le défrichement avec les outils en pierre tandis que le climat humide limite l'utilisation du feu. Dans ces conditions, l’écorçage des arbres peut être plus efficace que le feu pour les tuer.
Pour s'adapter à ces conditions, en Asie du Sud-Est à partir de -2000, les Austronésiens développent des systèmes agroforestiers basés sur l'association de plusieurs espèces de tubercules pérennes (taro, igname) et d'arbres (bananier, sagoutier). Ils utilisent le feu comme méthode de défrichement ou installent les cultures dans des marais. Parfois, seul le sous-bois est éliminé. Ces systèmes peuvent être comparés aux jardin-forêts contemporains. En Amazonie se développent des techniques de création de sols arables et de « domestication du paysage ». À partir de -4000 (mais de façon plus significative à partir de -500), les populations utilisent le brûlis pour enrichir les sols par la production de biochar, donnant naissance à la terra mulata et à la terra preta, qui couvrent suivant les estimations de 0,1 à 3,2 % de la surface de la forêt amazonienne. Ces systèmes sont également associés à des concentrations d'arbres fruitiers : soit des vergers installés volontairement, soit des arbres issus des graines présentes dans les déchets domestiques. De manière générale, ces populations géraient les forêts environnant les zones agricoles pour favoriser les espèces qui leur étaient utiles. Ces arbres privilégiés sont également des sources de nourriture pour le gibier, encore nécessaire à l'alimentation, tout comme la pêche, la majorité de ces systèmes se trouvant en bordure de rivière. Dans les zones de savane périodiquement inondées des Guyanes, à partir de 1 000, les agriculteurs construisent des champs surélevés, associés à des canaux et des mares, sur lesquels ils cultivent maïs, manioc et courges,. Ces systèmes existent aussi au Nord de la Bolivie dans les llanos de Moxos, au Brésil dans l'Amapá et dans les llanos de l'Orénoque. Il est possible que les champs surélevés et la terra mulata aient été cultivés sans phase de friche forestière. Des « îlots forestiers », situés sur des zones surélevées par les humains, sont aussi observés dans la région, et ont peut-être servi de base à l'agroforesterie. À l'échelle du paysage, l'entretien d'une mosaïque de zones de forêt, savane, vergers, champs et jardins, a sans doute permis de maintenir et augmenter la biodiversité du gibier et des plantes utiles.

### Systèmes d'élevage pastoral
Dans les biomes caractérisés par des formations herbacées (toundra, montagne méditerranéenne, steppe, prairie, savane, puna des Andes), les systèmes d'abattis-brûlis s'implantent difficilement car les premiers agriculteurs ne disposent pas d'outils de travail du sol permettant de défricher l'épais tapis racinaire ou parce que le climat est trop sec ou le sol peu fertile. Les sociétés qui ont atteint ces territoires ont donc développé des systèmes extensifs basés sur l'élevage.
Au début du Néolithique, une grande partie des actuelles savanes tropicales et subtropicales était couverte par la forêt tropicale à saison sèche, et occupée par les systèmes sur abattis-brûlis. À partir de - 6200 (événement climatique de 8200 AP comportant baisse des températures et du taux de CO2} cette forêt ne se reconstitue plus et se transforme en savane.
Au Proche-Orient des systèmes pastoraux apparaissent à la suite de l'aridification à partir de - 6200. Ces systèmes se maintiendront ensuite partout où l'irrigation n'est pas possible; dans la Bible, pour les pasteurs hébreux, lait et miel sont synonymes de richesses, « Entrez dans un pays où coulent des ruisseaux de lait et de miel », (Exode, 33:3).
Le Sahara qui n'était pas encore un désert fait partie de ces territoires conquis par l'élevage pastoral. Les plus anciens bovidés connus y apparaissent au VIIe millénaire av. J.-C. sur sa bordure nord, et les premiers caprinés au VIe millénaire, mais l'élevage ne prend de l'importance qu'à partir du Ve millénaire. À partir de - 3900, le climat le Sahara devient désertique. Les éleveurs se replient vers les oasis, les vallées des fleuves (Nil) ou migrent vers le sud. Au Niger, cette émigration au sud du 20e parallèle s'observe à partir de - 2000.

Dans les steppes eurasiatiques, l'élevage pastoral (cheval, chèvre, mouton, vache et après -500, le chameau) s'étend à partir de - 3300. Les peuples Yamna maîtrisent les productions dérivées comme la laine, la force de travail du cheval, les produits laitiers et le cuir.

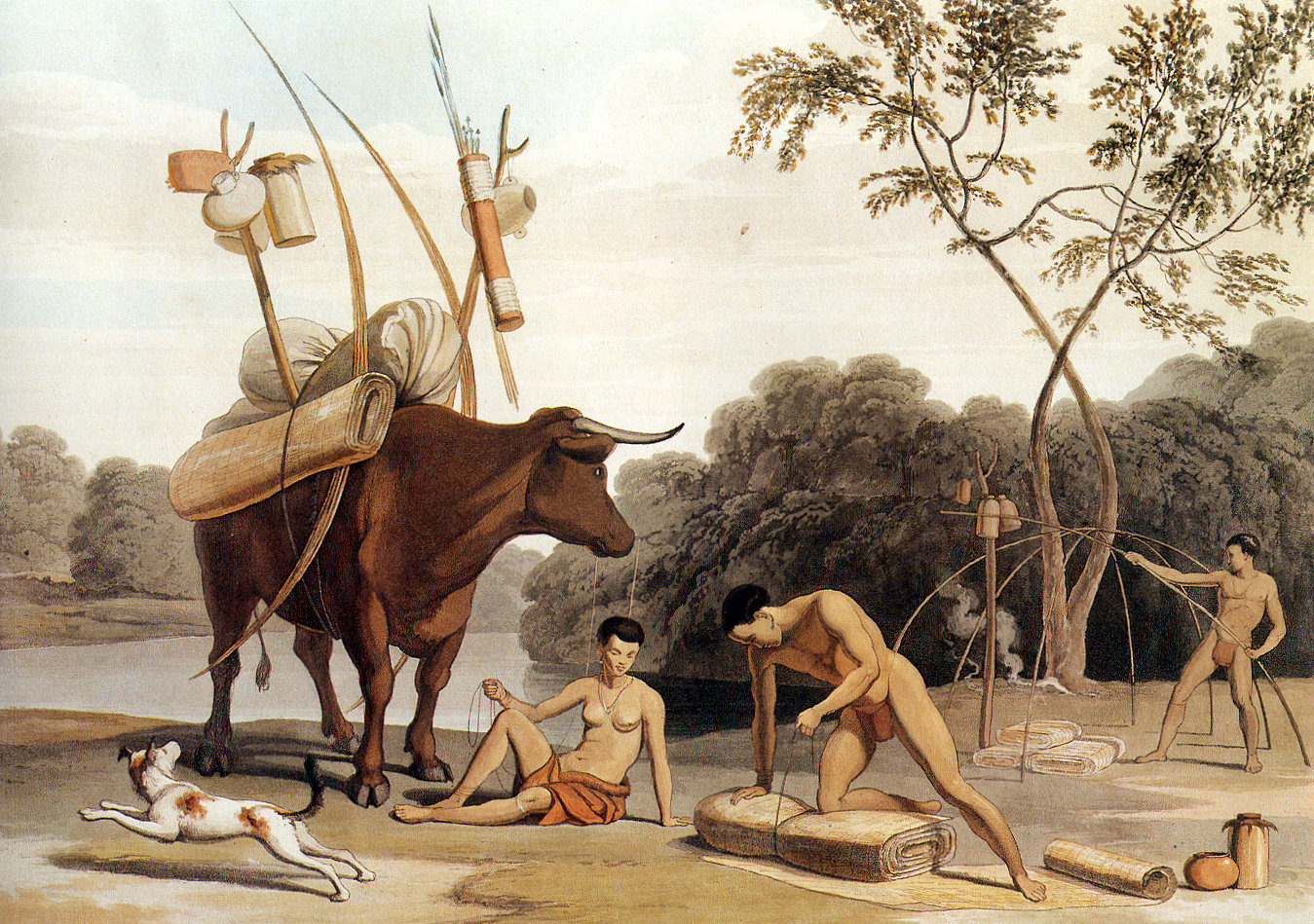
Pasteurs Khoïkhoïs (Hottentots), se préparant au déplacement de leur campement, 1805, Afrique du Sud. Ces pasteurs perpétuaient un mode de vie néolithique.

Dans la toundra, les systèmes pastoraux basés sur l'élevage du renne et sa domestication apparaissent en Sibérie et Fennoscandie, soit directement par évolution des pratiques des chasseurs-cueilleurs (Samis,), soit par contact avec les sociétés pastorales de la steppe, par exemple dans les monts Saïan. En Scandinavie, l'apparition de l'élevage du renne est controversée et est datée soit entre 200 et 1 000, soit entre 1 300 et 1 600.

#### Lepackagedes steppes (révolution des produits secondaires)
Ces notions introduites par Andrew Sherratt (en) ont prouvé leur pertinence surtout en ce qui concerne le développement des races à laine et des races de travail et de transport mais la fabrication des produits laitiers est très ancienne et a seulement été généralisée par les peuples de la steppe.
À partir de - 5000 la sélection des races de moutons et chèvres à sous-poil fourni (laine) permet d'étendre considérablement l'aire d'élevage de ces animaux, vers les zones à hiver froid : steppes et montagne : cette sélection a été particulièrement réussie pour le mouton et la chèvre mais aussi pour le yack, le lama et le chien (races spitz). La laine permet de confectionner pour les éleveurs habits, couvertures, lanières et tentes. Dans un premier temps, elle a pu être utilisée sans connaissance des méthodes de tissage simplement par tressage ou feutrage (Histoire de la laine et du drap), ce qui est un avantage de la laine sur les fibres végétales. Des animaux aidant au transport sont domestiqués : onagre, âne, cheval, dromadaire et chameau.
À partir de l'époque de la culture Yamna (- 3300 à - 2000), les éleveurs des steppes du Nord de la mer Noire ont amélioré une série de techniques leur permettant de vivre au mieux dans les immenses steppes d'Eurasie :
- la laine, le cuir, la corne et l'os[190], la bouse séchée pour se chauffer ;
- la domestication d'un cheval au dos résistant qui peut être monté[102] et maîtrisé grâce au mors ;
- l'utilisation en fin de période de charriots à roues légères à rayons ;

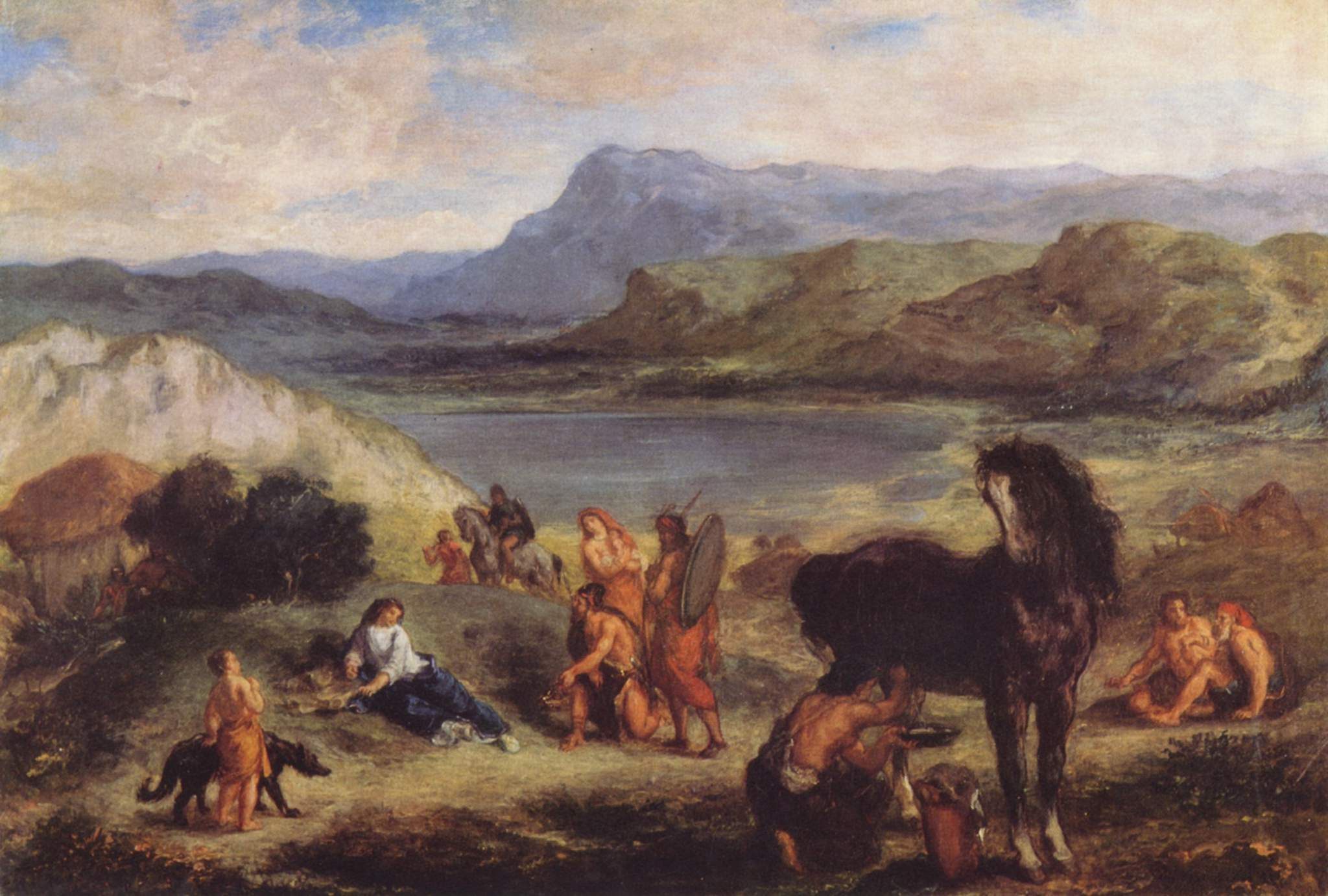
Ovide chez les Scythes, nourri au lait d'une jument, Eugène Delacroix, 1859

- Ovide chez les Scythes, nourri au lait d'une jument, Eugène Delacroix, 1859la sélection d'animaux de races grégaires, suffisamment dociles pour être menées en grands troupeaux et dont les femelles peuvent être facilement traites ; l'élevage du porc est en partie abandonné au profit des vaches, chèvres et surtout des moutons ;
- une céramique de qualité déclinée en poteries adaptées aux boissons et laitages ;
- la fabrication et la conservation des produits secondaires du lait : laits fermentés, fromage, beurre (ces produits peuvent être consommés par des adultes intolérants au lait) ;
- l'utilisation du chanvre (corderie indispensable aux éleveurs, psychotropes, …)[103] ;
- une organisation sociale en clans permettant de sécuriser la transhumance de grands troupeaux, on y constate aussi une prédominance marquée de l'élément masculin[108] peut-être entraînée par le prestige de se mesurer aux animaux les plus forts.

### Déforestation
Ces systèmes peuvent mener à une déforestation quasi complète lorsqu'il y a surpâturage.

#### Causes climatiques
La déforestation pourrait être liée aux évènements de Bond : un cycle de refroidissements attestés dans l'hémisphère nord et associés à des épisodes arides, accentués par les pratiques agricoles et entraînant la disparition des forêts
L'événement climatique de 8200 AP (- 6200) est cependant suivi d'une période clémente : optimum climatique de l'Holocène.
L'événement climatique de 5900 AP (- 3900) est plus intense et plus durable, des régions entières, comme le Sahara, l'Arabie ou l'Iran sont devenues définitivement arides voire désertes. Il correspond à la formation des premières « villes ».
Ce phénomène affecte les régions victimes de la déforestation mais également les régions distantes qui recevaient les pluies issues de l'évapotranspiration forestière.

#### Causes d'origine agricole
Lorsque les villages pratiquant l'abattis-brûlis se retrouvent éloignés des forêts primaires, parce que la zone est cultivée depuis longtemps et que le front pionnier s'en est éloigné, ou lorsque ce front atteint une limite géographique (bord de mer, de désert, montagne...), il n'est plus possible de faire face à l'accroissement démographique par l'émigration et la création de nouveaux villages. La taille de la population augmente, la durée de la friche forestière est raccourcie et au bout d'un certain temps, lorsque les parcelles sont exploitées trop fréquemment (tous les dix ans ou moins, par exemple), la friche forestière ne se reconstitue plus, c'est la déforestation.
Ce processus est d'autant plus rapide que la forêt est facile à abattre. Cela a probablement été le cas des savanes arborées et des forêts subtropicales à saison sèche qui couvraient le proche et le Moyen-Orient et le Sahara aux débuts de l'agriculture. Dans ces régions, la déforestation commence au VIIe millénaire av. J.-C., et au Ve millénaire av. J.-C. se produit un mouvement de désertification.
Les landes atlantiques de l'Europe de l'Ouest apparaissent ainsi au début de l'Âge du Fer. L'effet de l'introduction de la chèvre et du mouton sur la composition floristique des prairies est visible en France dès le IVe millénaire av. J.-C.. Ces modifications de l'environnement peuvent entrainer l'apparition de nouvelles espèces (par exemple Pseudorchis straminae, dérivée de Pseudorchis albida, une orchidée, et diverses espèces d'adventices). D'autres espèces : insectes ravageurs des cultures, phytopathogènes, pathogènes et insectes du bétail, ravageurs des aliments stockés se propagent également en accompagnant l'agriculture, dissimulées dans les lots de semences ou sur le bétail. La forêt méditerranéenne est déboisée progressivement, d'est en ouest, entre -2 000 et l'an 1. Les forêts feuillus de l'Europe tempérée sont déboisées dans les premiers siècles de notre ère. La forêt tropicale à saison sèche, au sud du Sahara, disparaît aux premiers siècles de notre ère. Elle a laissé la place aux écosystèmes de savane tropicale. La forêt équatoriale subit actuellement ce processus de déforestation.
La déforestation entraîne une baisse de la teneur du sol en matière organique, ainsi qu'une baisse de la quantité de nutriments restitués au sol lors du brûlis. Sous les climats chauds, la teneur en matière organique peut descendre sous les 1 %, tandis qu'elle peut se maintenir autour de 2 % en zone tempérée. Ceci entraîne une chute de la fertilité du sol (diminution de la réserve hydrique, de la taille du complexe argilo-humique et des flux de minéralisation). En zone de subtropicale, des phénomènes de latérisation peuvent se produire.
Les sols déforestés sont soumis à l'érosion et les alluvions et colluvions emportés par les eaux provoquent le comblement des vallées et des golfes marins et l'accroissement des deltas. Les zones recevant ces éléments peuvent devenir de nouvelles terres particulièrement fertiles pour l'agriculture. La déforestation provoque également un assèchement du climat pouvant aller jusqu'à la désertification. Ce phénomène est dû à la diminution des stocks d'eau contenus dans la biomasse forestière, au dessèchement du sol et à la diminution du flux d’évapotranspiration entre la biosphère et atmosphère. Ce phénomène affecte les régions victimes de la déforestation mais également les régions distantes qui recevaient les pluies issues de l'évapotranspiration forestière.
Dans son essai Effondrement, Jared Diamond présente plusieurs sociétés dont l'effondrement pourrait avoir été causé au moins en partie par la dégradation des sols due à l'agriculture.
Pour Mazoyer et Roudart, la déforestation à l'échelle planétaire entraînée par l'intensification des systèmes sur abattis-brûlis est le « plus grand bouleversement écologique de l'histoire », qui a détruit « à l'échelle des continents des mégatonnes de biomasse, de réserves d'eau et d'humus ».

#### Les activités agricoles ont-elles réellement entrainé une baisse de fertilité des sols?
Ces propos doivent cependant être relativisés :
- la forêt brûlée peut être rapidement remplacée par des formations herbacées ou arbustives qui ne comportent pas tous les inconvénients précités ;
- l'aridification semble avoir commencé dès - 6500, sans doute un peu avant les phases d'expansion des premiers foyers néolithiques ;
- d'autres activités, dès le début du néolithique, concourent à la déforestation : la fabrication de la chaux, du plâtre, le séchage du sel et des céramiques demandent énormément de bois de chauffage. S'y rajouteront bientôt la métallurgie et la fabrication du verre ;
- les pratiques d'agriculture sur brûlis ont également parfois mené à la formation de sols riches en matière organique similaires aux tchernozems, comme la terra preta en Amazonie où vivait une population relativement dense jusqu'à l'arrivée des Européens[181] ;
- des systèmes mixtes agriculture-élevage-forêt étaient déjà pratiqués. En Europe occidentale, les défrichements commencés dès l'époque de Hallstatt semblent avoir permis l'établissement de populations importantes et l'agriculture gauloise était réputée encore sous l'Empire romain. Cette agriculture comportait des éléments d'agroforesterie et associait l'élevage qui facilitait la fertilisation des terres sans doute dès le début des défrichements. Il en était probablement de même en Chine.

En même temps ou à la suite de ces crises, différents systèmes alternatifs ont été conçus pour les surmonter : systèmes agraires hydrauliques, systèmes rizicoles, systèmes de savane, systèmes de culture attelée légère...

## Système agraires post-forestiers

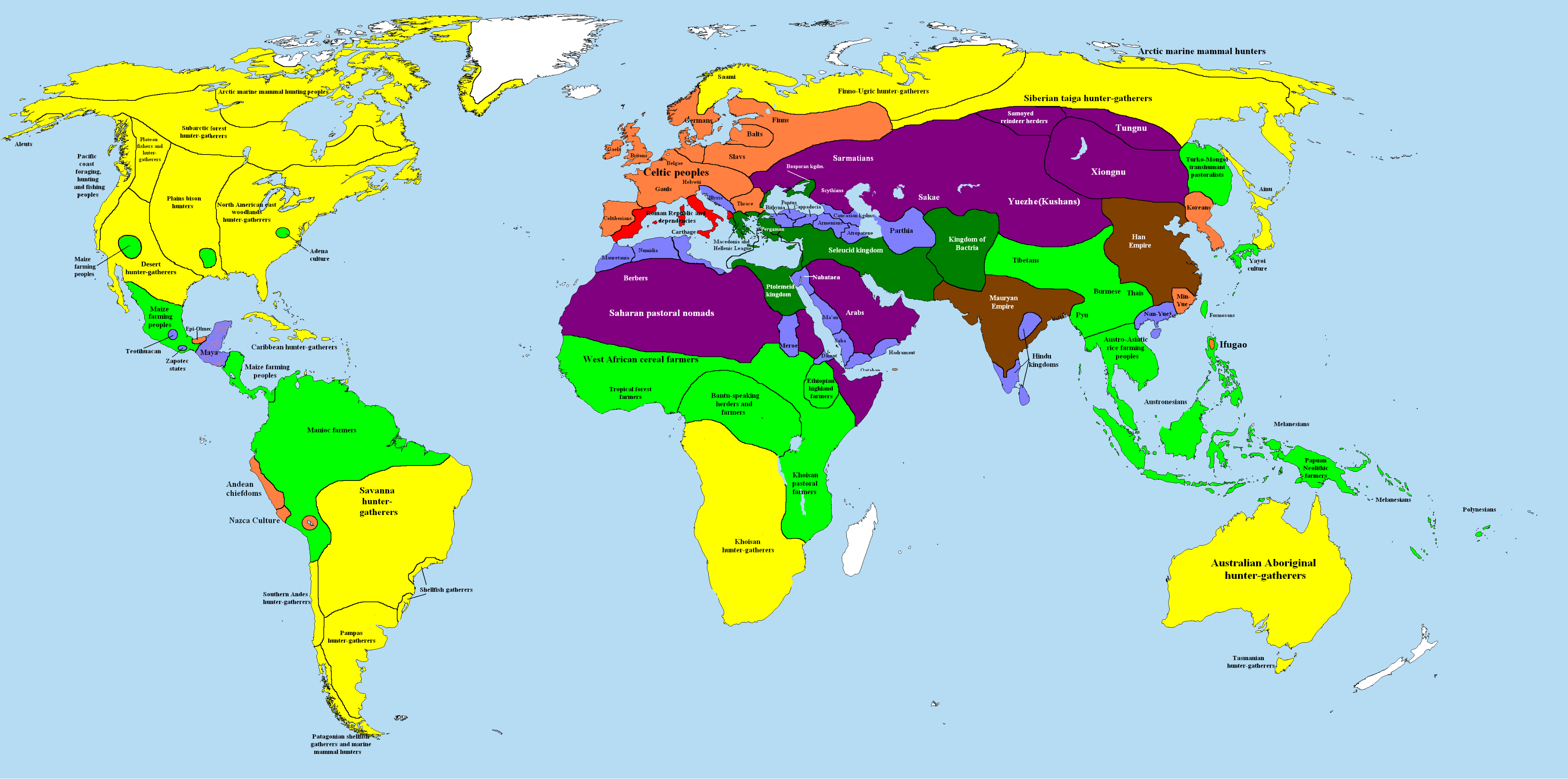
Régions gagnées à l'agriculture vers -200. En jaune, les chasseurs-cueilleurs.

### Systèmes agraires hydrauliques

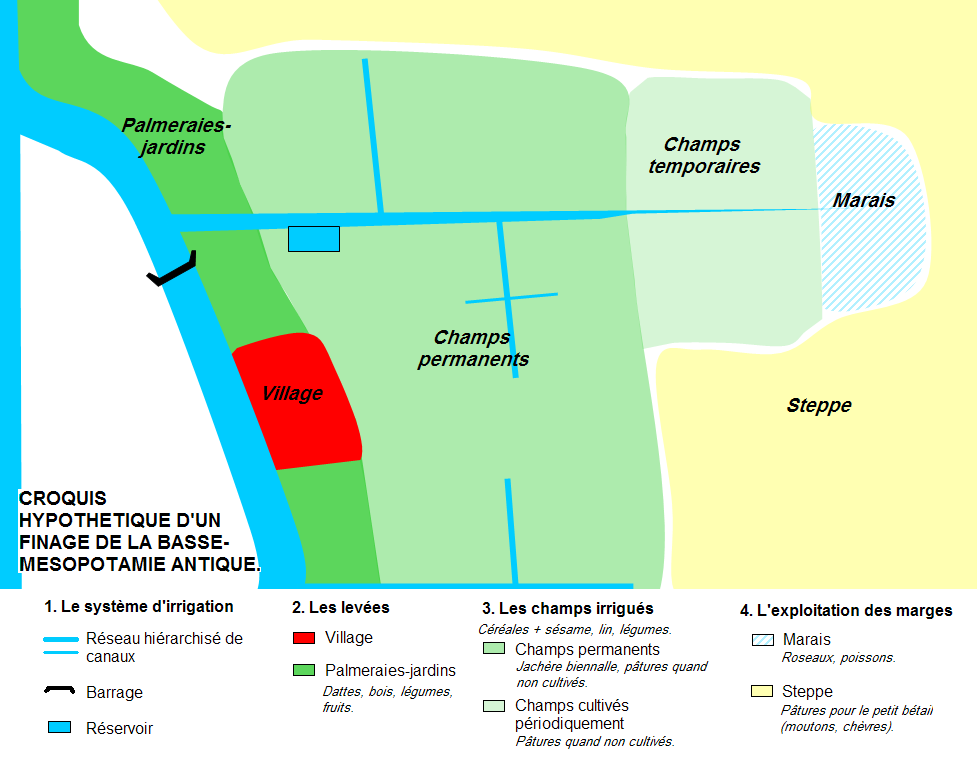
Croquis hypothétique d'un finage de la Basse-Mésopotamie antique.

Dans les régions asséchées, les peuples de cultivateurs ou d'éleveurs se sont progressivement repliés vers les zones où l'eau restait abondante : vallées des grands fleuves prenant leur source dans des régions lointaines (vallées de l'Indus, de l'Euphrate, du Tigre et du Nil), vallées des cours d'eau descendant des montagnes ou oasis situées à la résurgence de nappes phréatiques (parfois fossiles). Un phénomène similaire s'est produit dans les zones désertiques de la plaine côtière située sur le versant oriental des Andes, au débouché des fleuves qui descendant de la montagne, et dans les hautes vallées des Andes. Ici, le rôle de la déforestation dans l'aridification est possible mais pas certain.

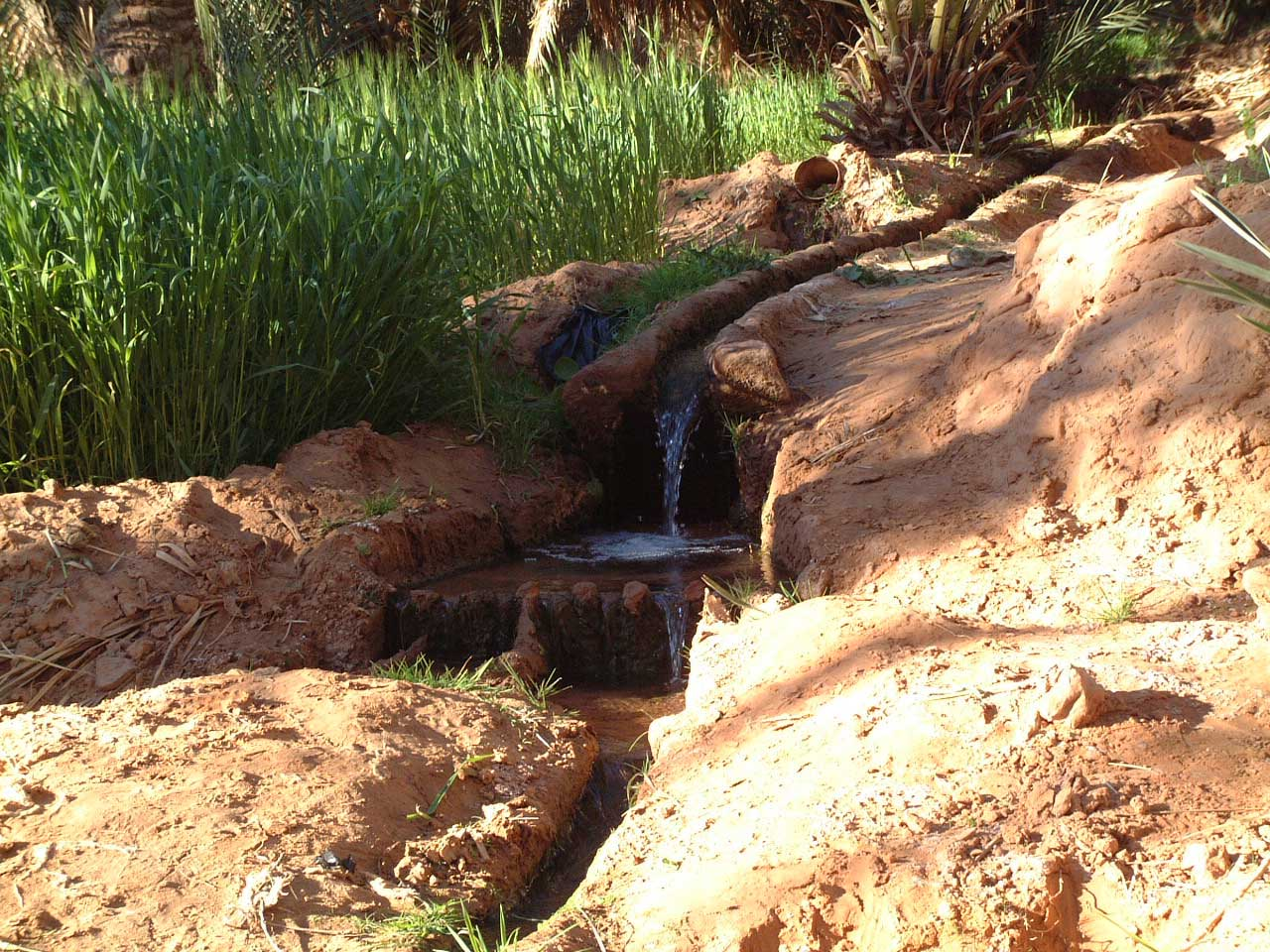
Foggara (source artificielle obtenue en creusant), oasis de Timimoun, Algérie. Système identique au qanat iranien.

Les agriculteurs réfugiés dans les vallées des fleuves durent développer de nouveaux systèmes pour tirer profit des eaux du fleuve, protéger les cultures des crues, et éventuellement évacuer les excès d'eau. Deux systèmes ont pu être mis en place : les cultures de décrue et les cultures irriguées. En général, les deux systèmes ont cohabité dans la vallée des grands fleuves. Ainsi en Égypte, les cultures de décrue ont été majoritaires avant de laisser la place aux cultures irriguées. Dans le système de cultures de décrue, l'eau de la crue est dirigée par des digues et des canaux vers des bassins, où elle est retenue le temps que l'eau recharger la réserve utile du sol et que les limons se déposent, afin de fertiliser le sol. L'enjeu est d'étaler au maximum l'eau de la crue pour arroser la plus grande superficie possible de terres agricoles. L'eau doit ensuite être évacuée, puis les cultures doivent pouvoir être protégées d'un éventuel retour de la crue. Ce système n'est possible que dans les vallées de fleuves dont la crue est importante et certaine. Par contre les systèmes irrigués peuvent être appliqués dans tous les cas et en toute période (y compris pendant la crue, sur les zones restant émergées). L'eau provient soit de puits, soit de canaux qui apportent l'eau au plus près des parcelles par gravité. L'eau doit être ensuite élevée jusqu'au niveau de la parcelle puis distribuée à la culture. Les systèmes les plus rudimentaires se contentent de prélever et distribuer l'eau avec de simples cruches. Des machines plus complexe se développent ensuite : le puits à balancier (delou, chadouf) inventé en Mésopotamie au XIVe siècle av. J.-C., la vis d'Archimède et la roue à godets. Ces deux dernières, d'abord actionnées par la force humaine, sont actionnées ensuite par la traction animale (roue persane). Ce moulin à eau inventé en Chine est passé en Iran dans les premiers siècles de notre ère. Il est utilisé sporadiquement à la fin de l'Empire romain, son usage se généralise en Europe vers 500 et indépendamment dans les pays musulmans (noria arabe) jusqu'en Andalousie.
Les importants aménagements nécessaires aux systèmes agraires hydrauliques (construction et entretien des digues, des canaux, des bassins, des puits, des qanats, des barrages, des machines élévatrices...), parfois mis en place sur des centaines de kilomètres le long d'un fleuve (1 200 km dans le cas de l'Égypte), à l'organisation des échanges commerciaux et à la constitution de stocks alimentaires de réserve, exigent une organisation sociale à grande échelle. Les systèmes agraires hydrauliques ont souvent donné naissance à des états centralisés, et autoritaires et à des cités-États. C'est le cas des systèmes hydrauliques de Sumer, de l'Égypte pharaonique, de la Chine antique (à partir des Shang), de la civilisation de la vallée de l'Indus, d'Angkor, de Sukhothaï, du Vietnam, de la vallée du Gange (Magadha), du royaume Merina, de l'empire olmèque, de l'empire aztèque, de l'empire Inca (Incan agriculture (en)) et des cités-États andines qui l'ont précédé (Chavin, Salinar, Vicus, Mochica, Lima, Nazca, Tiwanaku) et peut-être le cas des cités-États mayas. Ces systèmes ont été regroupés par Wittfogel sous le nom de despotisme oriental (inspiré du concept marxiste de mode de production asiatique). Néanmoins il existe aussi des systèmes hydrauliques démocratiques : huertas de Valence, riziculture des Diolas.
À mesure que les systèmes irrigués se mettent en place, une spécialisation s'établit entre activités d'élevage et activités de production végétale,. L'élevage, à l'exception de l'élevage des animaux de trait, disparaît des systèmes irrigués en raison de l'absence de pâturages (les animaux doivent y être nourris avec des fourrages cultivés), et en raison du temps de travail nécessaire au maintien du système hydraulique, qui rend indisponible la main d’œuvre nécessaire pour pratiquer la transhumance durant la saison sèche. La nécessité de protéger les cultures des dégâts causés par les animaux domestiques rend également souhaitable la séparation géographique des deux activités. D'autre part, certains groupes se sont spécialisés dans l'élevage, sur les marges arides, tout en pratiquant des formes d'agriculture pluviale à petite échelle. L'existence de liens commerciaux entre groupes de pasteurs et groupes de cultivateurs permet d'augmenter la quantité de ressources disponibles pour les deux groupes, et les deux activités font partie d'un même système socio-économique. Néanmoins, la présence des éleveurs constitue un risque pour les agriculteurs, les éleveurs, particulièrement mobiles, pouvant être tentés d'obtenir des ressources agricoles par la razzia. Lors de périodes de crise et de dégradation des systèmes hydrauliques, des cultivateurs peuvent aussi choisir de devenir éleveurs. Au Proche-Orient ce processus a peut-être commencé dès la fin du néolithique précéramique B, vers - 6500.
Les systèmes de culture irriguée existent toujours aujourd'hui, tout comme les systèmes de pastoralisme nomade associés.

### Riziculture aquatique

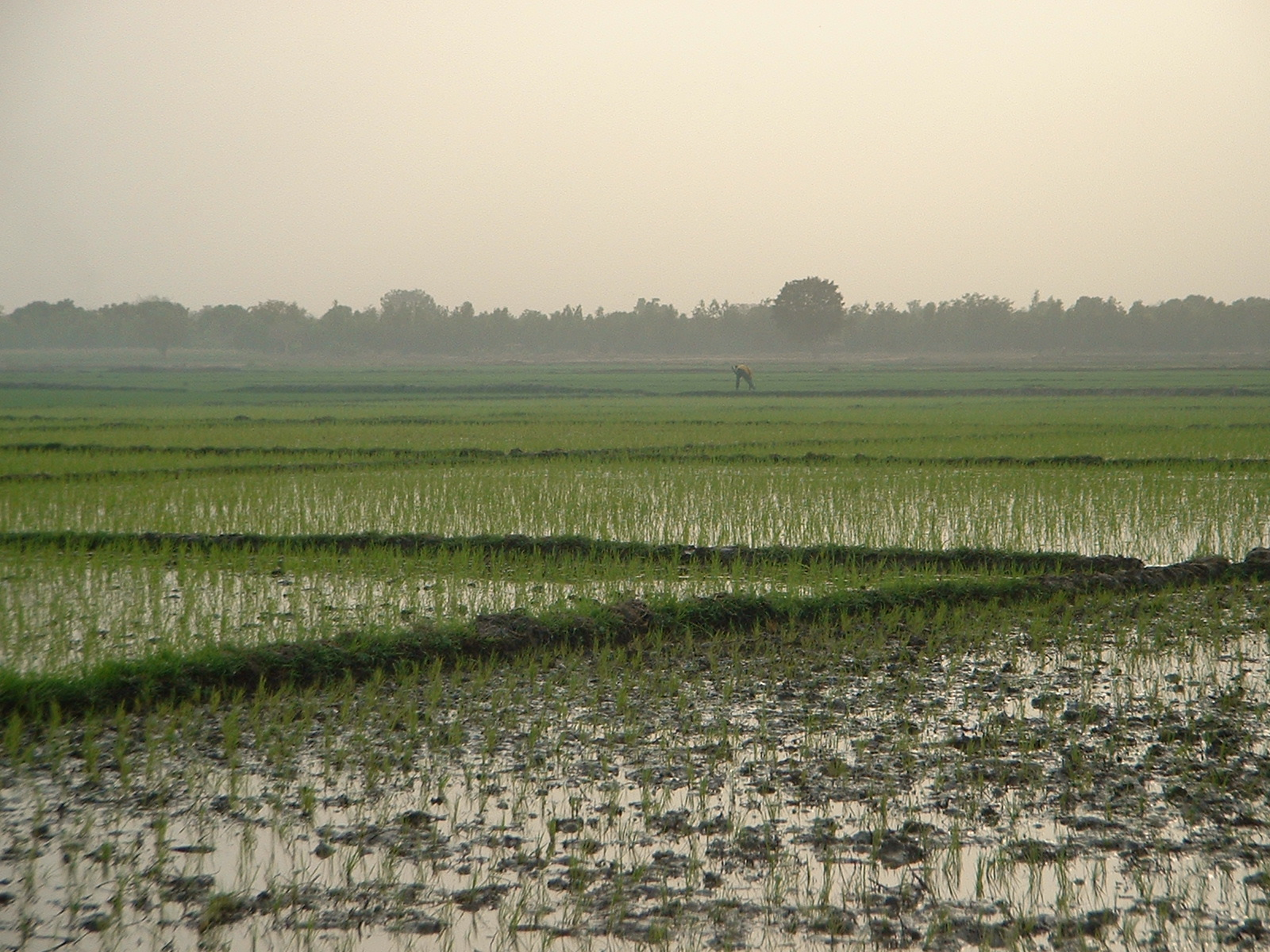
Casiers rizicoles, rizières de Bama, Burkina Faso, 2004

Dans les régions tropicales humides, où les fonds de vallée sont périodiquement submergés par les pluies et les crues, se développent des systèmes de riziculture aquatique. En Asie, ces systèmes se développent à partir de - 4000, mais ce n'est qu'à partir du XIe siècle av. J.-C. en Chine, et à partir de -800 dans vallée du Gange, que se développent des cités-états basés sur les systèmes hydrauliques rizicoles. En Afrique, la riziculture se développe à partir de - 1500 dans le delta du Niger. Elle gagne ensuite les vallées du Niger, du Sénégal, de la Gambie et de la Casamance, et la côte guinéenne. Après la colonisation européenne des Amériques, la riziculture gagne également l'Amérique, ainsi que certaines zones d'Europe (delta du Rhône, plaine du Pô, côte méditerranéenne de l'Espagne). À partir de - 200 se mettent en place les systèmes de rizières irriguées du sud-est asiatique, associés au buffle pour la traction animale et aux outils en fer.
Les premières rizières sont implantées dans des plans d'eau naturels et utilisent des variétés de riz flottant, capables d'adapter la longueur de leur tige aux fluctuations du niveau d'eau. Des casiers rizicoles, à fond plat et entourés d'une digue en terre de quelques dizaines de centimètres ont ensuite été construits, d'abord sur des zones surélevées afin de faciliter le drainage. Les casiers sont remplis par les eaux de pluie (riz pluvial) puis vidés par l'agriculteur qui pratique une brèche dans la diguette. La construction de rizières en terrasse a ensuite permis la structuration de l'espace agricole et d'étendre la riziculture le long des versants des vallées (par exemple, rizières en terrasses des cordillères des Philippines). Dans les vallées inondables et les deltas, l'extension des casiers rizicoles a nécessité la mise en place de véritables systèmes agraires hydrauliques: construction de digues pour protéger les cultures de la crue ou de la mer, construction de canaux pour étaler les eaux de la crue (cas des cultures de décrue) ou apporter l'eau d'irrigation, et pour évacuer les excès d'eau. La mise en place de systèmes d'irrigation a également permis l'extension de la riziculture dans les zones tropicales sèches et en zone méditerranéenne.
Parallèlement, le développement du repiquage, le travail du sol amélioré par la traction animale, le développement de variétés non photopériodiques (cultivables en toute saison) et à cycle court ont entraîné une augmentation de la productivité et permis d'atteindre jusqu'à trois récoltes de riz dans certaines régions.
Le Lotus sacré (Chine, Japon) et le taro peuvent aussi être cultivés en rizière inondable.

### Agriculture intensive en Chine, de la période des Royaumes combattants aux Song
Pendant cette période qui correspond à l'Antiquité et au Moyen Âge occidentaux, les méthodes utilisées en agriculture sont souvent bien plus élaborées que dans le reste du monde.

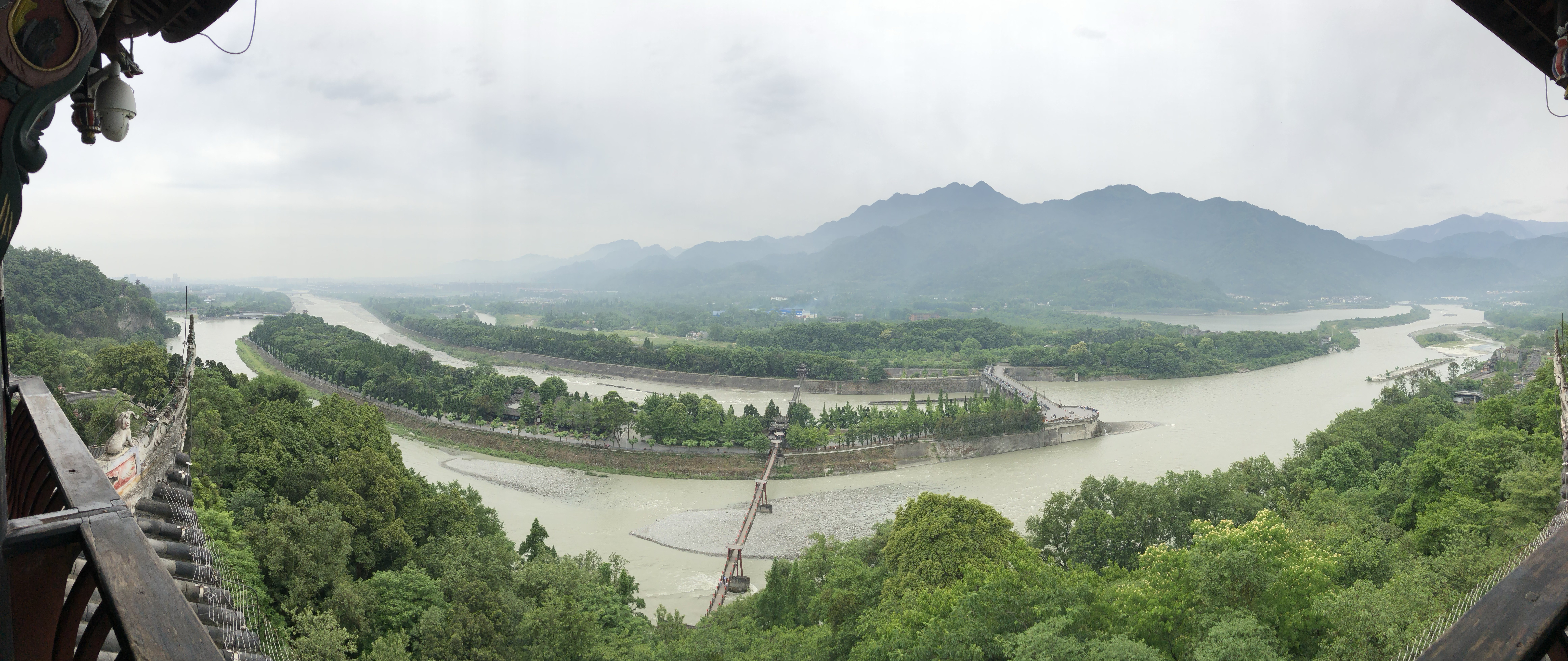
Vue partielle des aménagements hydrauliques de Dujiangyan (Chine)

Les systèmes de culture et d'élevage pratiqués en Chine à ces époques sont variés et comme la riziculture souvent très exigeants en main d'œuvre. Certaines activités comme l'aquaculture (élevage et sélection de carpes Koï et de poissons rouges, culture de plantes aquatiques), l'élevage des vers à soie (sériciculture) associée à la culture du mûrier blanc, la culture du laquier (toxicodendron vernicifluum) ou la culture du théier y sont très tôt importantes et parfois même prestigieuses. La fabrication des nouilles est attestée depuis - 2000 et celle du gluten (miàn jīn) dès le VIe siècle. L'agriculture fournit aussi les plantes à papier (mûrier à papier, chanvre, lin, ramie, jute, bambou pour les fibres) et l'amidon de riz pour les imperméabiliser.
De nouveaux outils fournis parfois par une véritable industrie voient le jour :
- de nombreux outils en fonte déjà connue en Chine à partir de - 500 ;
- la bricole et Le collier d'épaule pour l'attelage des chevaux vers - 500 ;
- le semoir en ligne multitube vers - 200 ;
- le marteau hydraulique ou martinet utilisé pour décortiquer les grains ou les aplatir, fabriquer le papier[204], vers -100 ;
- la chaîne à godets (première pompe) vers -100 ;

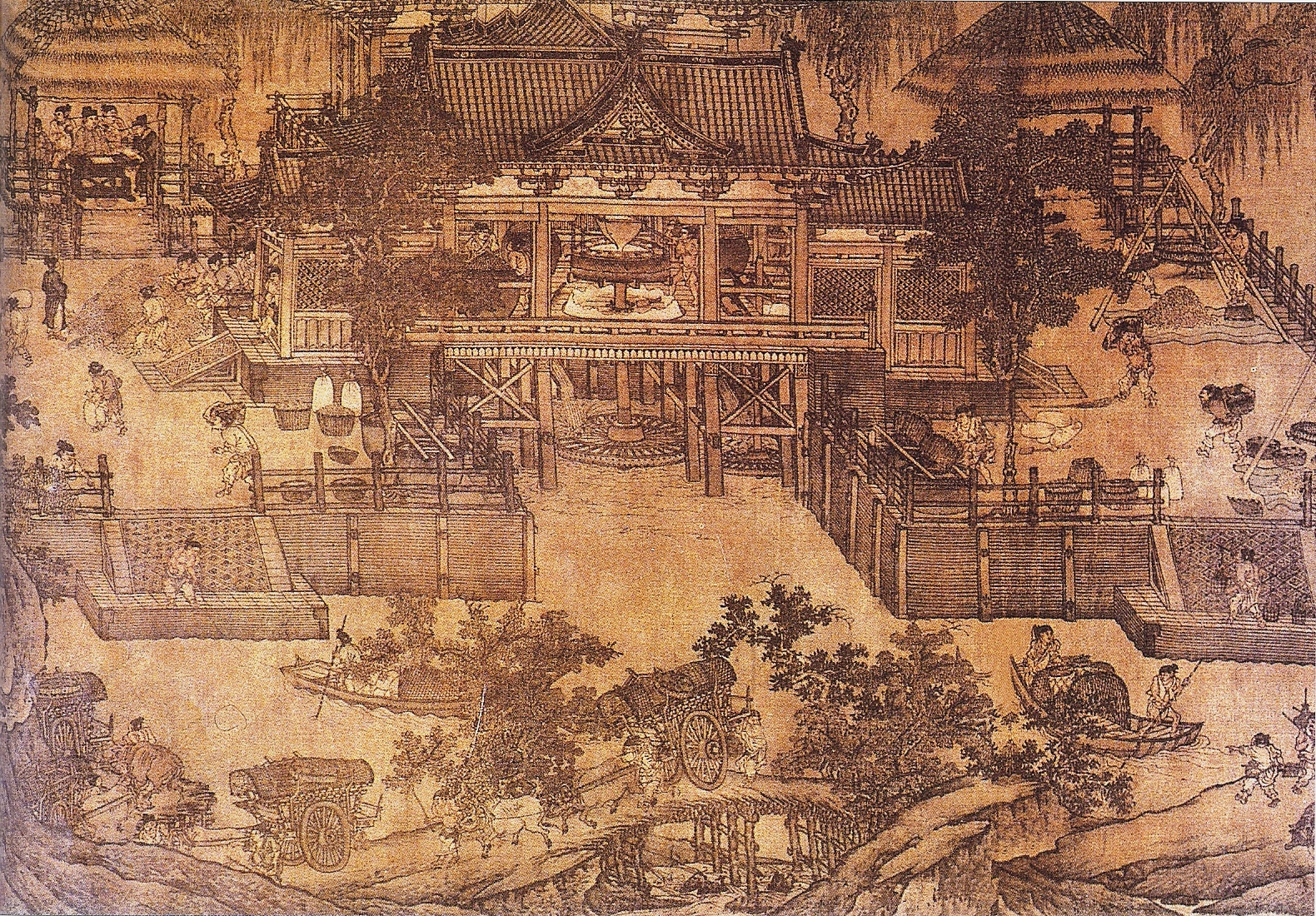
Moulin hydraulique pour le décorticage et/ou la moûture des céréales. Ère dynastique des Song du Nord (960-1127)

- Moulin hydraulique pour le décorticage et/ou la moûture des céréales. Ère dynastique des Song du Nord (960-1127)La roue hydraulique capable d'entraîner pompes, moulins et autres outils
- la charrue à versoir en fer vers 600.

Les ingénieurs chinois savent mener des travaux d'aménagement hydraulique à très grande échelle depuis la période des Royaumes combattants, par exemple le célèbre système d'irrigation de Dujiangyan conçu par Li Bing et inscrit au patrimoine mondial de l'humanité.
Les agronomes chinois promeuvent la rotation des cultures et la fertilisation.
Les pratiques chinoises de cette époque ont été étudiées et décrites par l'agronome américain F.H. King et ont influencé la naissance de l'agriculture biologique.

### Systèmes de savane
Dans les zones intertropicales, le déboisement conduit à la formation d'écosystèmes dominés par un tapis herbeux (savanes, brousses, steppes, llanos, miombo, bush), parfois associé à des restes de massifs forestiers ou parsemées d'arbres, d'arbustes et de buissons dispersés. Dans ces zones, où se pose la question du défrichage de la végétation herbacée, se sont développés des systèmes de culture à la houe de divers types:
- des systèmes sans élevage avec buttage et billonnage, par exemple en Afrique centrale. Dans ces systèmes, le tapis herbacé est défriché à la houe après brûlis. Les cultures alternent avec une phase de jachère herbeuse de quatre à sept ans. Les sols sont peu fertiles et peu épais, en raison d'une vitesse de minéralisation de la matière organique élevée, de l'usage du feu, et d'un lessivage intense par les pluies. Pour faire face à ce problème, les agriculteurs découpent l'horizon superficiel du sol et l'entassent en billon et en buttes, qui concentrent la fertilité du sol. Les billons et les buttes sont utilisés pour les cultures peu exigeantes et à cycle long, comme le manioc. Les cultures à cycle court et exigeantes (maïs, pomme de terre) sont cultivées sur des buttes soumises à un brûlis long et à couvert afin de minéraliser rapidement et rendre disponibles les nutriments. Dans certains systèmes (sur le plateau congolais), des arbres fruitiers (cacaoyer, caféier, palmier à huile) sont plantés sur les buttes et alternent avec une phase de friche forestière ;

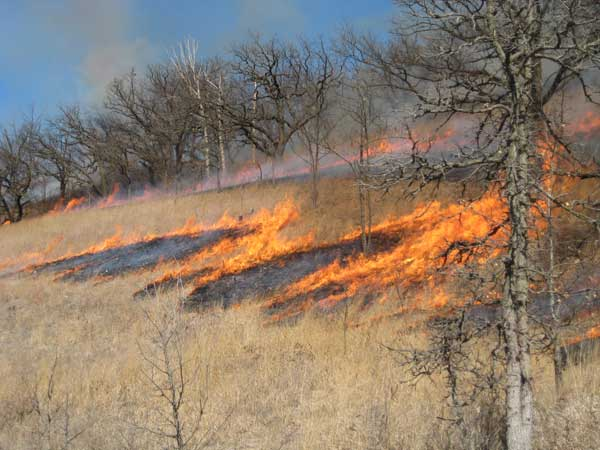
Savane à chênes à gros fruits (Quercus macrocarpa) nettoyée par le feu. Cette pratique, souvent interdite, épargne ces arbres parce qu'ils ont une écorce très épaisse. Wisconsin, États-Unis

- des systèmes avec élevage associé, dans les savanes d'altitude de l'Afrique des grands lacs. Le bétail pâture la journée dans la savane. La nuit, il est regroupé dans des enclos à proximité des maisons et situés au sommet d'une colline. Les cultures se situent en contrebas de l'enclos, et se succèdent les unes aux autres sans phase de jachère. Les cultures profitent du ruissellement des nutriments provenant des déjections animales dans l'enclos. Les déjections sont également transportées quotidiennement à la main depuis l'enclos vers les cultures. Lorsque la densité de population augmente dans ces systèmes, l'élevage tend à régresser[réf. nécessaire] et à laisser la place à des systèmes d'agroforesterie basés sur l'utilisation d'arbres et de cultures pérennes (jardins créoles des Antilles[207], du Yucatán et d'Asie du Sud-Est) ;

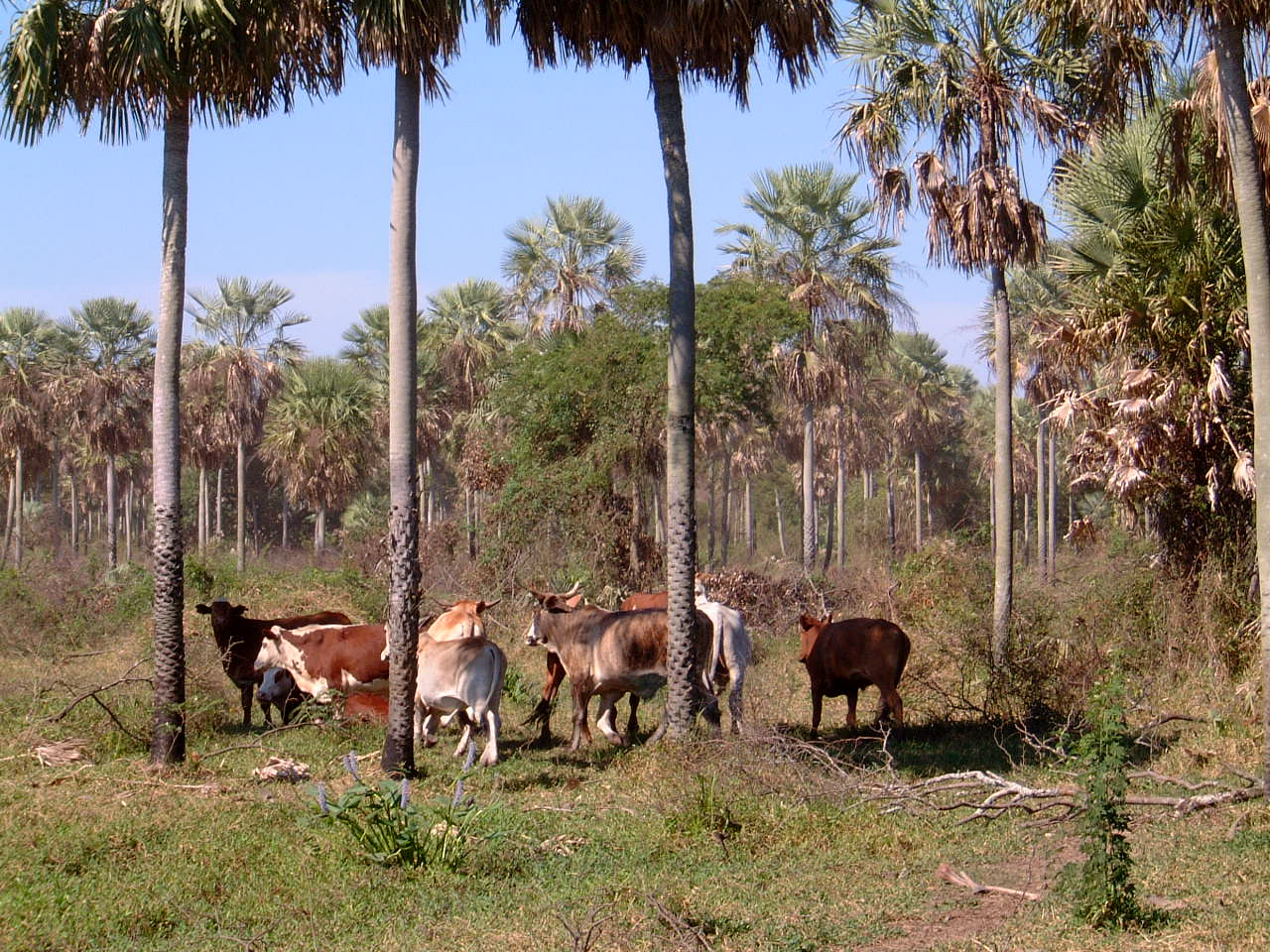
Élevage bovin dans un grand ranch du Chaco paraguyen

- des systèmes à jachère et élevage, des zones sahéliennes et soudaniennes, similaires aux systèmes de culture attelée légère méditerranéens et européens. Les cultures sont regroupés sur les sols les plus fertiles, où sont également installées les maisons. Les animaux pâturent les zones les moins productives de la steppe ou de la savane. Pendant la saison sèche, les troupeaux sont parqués la nuit sur les champs, qui sont laissés en jachère, afin d'enrichir le sol par leurs déjections. Les troupeaux d'éleveurs nomades ou transhumants peuvent également s'ajouter aux troupeaux du village. Pendant la saison des pluies, les troupeaux sont tenus loin du village ou parqués la nuit dans des parcs à bétail. La terre des parcs à bétail, mélangée aux déjections, est prélevée et transportée dans les champs. Des situations semblables ont pu prévaloir dans le Chaco sud-américain ;
- des systèmes d'arboriculture fourragère similaires aux systèmes à jachère et élevage, dans les zones sahéliennes où les pâturages disponibles en saison sèche sont insuffisants. Les animaux sont alors tenus à la saison sèche dans des parcs plantés d'arbres (souvent Acacia albida) qui puisent les nutriments en profondeur, ou obtiennent l'azote par fixation symbiotique, et dont les feuilles fournissent un fourrage.

Dans les zones comptant à la fois des savanes et des zones de forêt (par exemple, région du Pool au Congo) peuvent exister des systèmes mixtes, associant culture à la houe et élevage dans la savane et système d'abattis-brûlis dans la forêt.

### Systèmes de culture attelée légère (révolution agricole de l'Antiquité)

#### Apparition dans un contexte méditerranéen

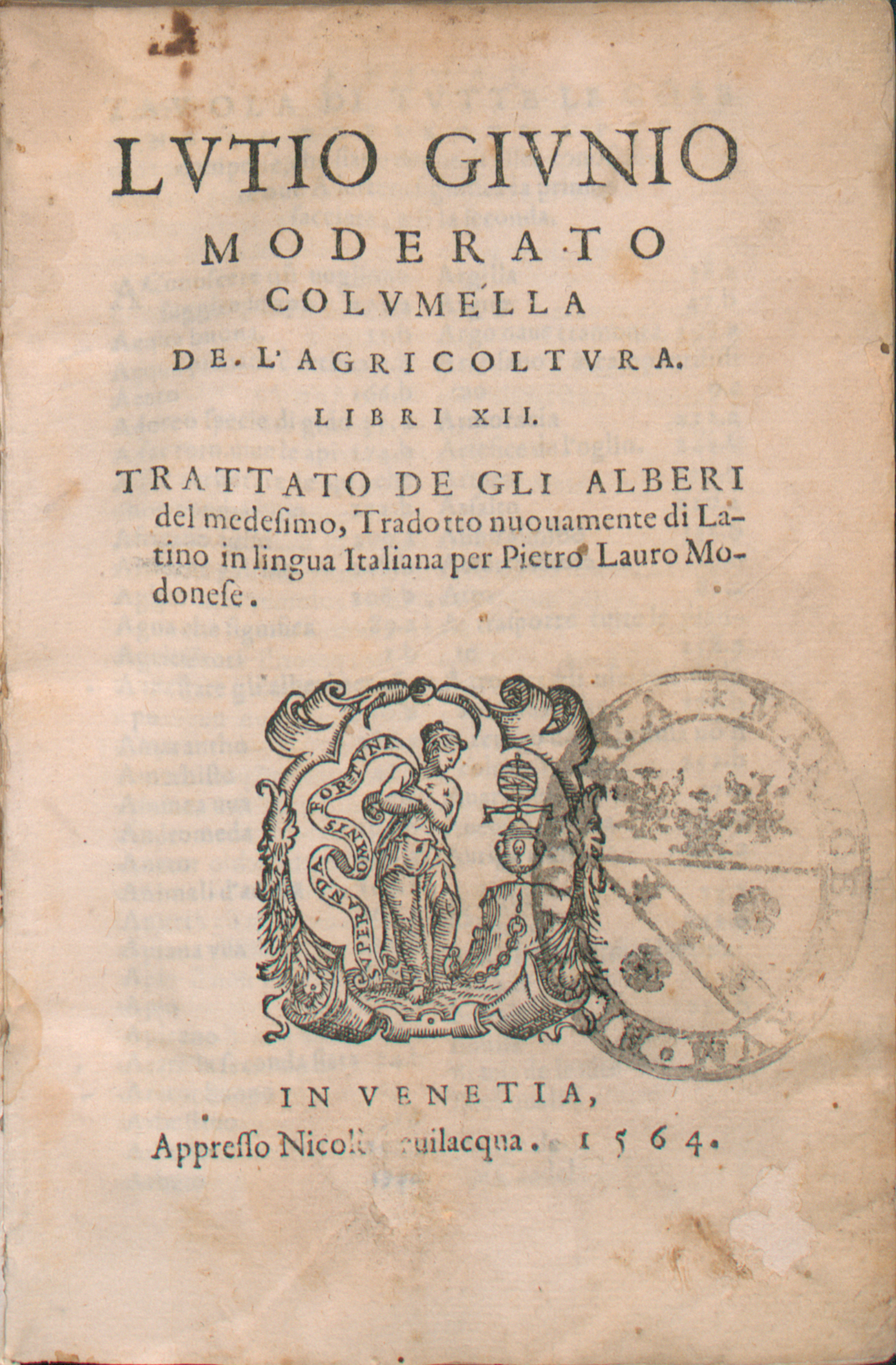
Édition de 1564 du De re rustica de l'agronome romain Columelle, premier traité d'agriculture qui nous soit parvenu

La déforestation des zones méditerranéennes commence vers - 2500 en Méditerranée orientale et se poursuit jusque vers - 500 en Méditerranée occidentale. Elle a entraîné des phénomènes d'érosion intense qui ont provoqué le ravinement des hautes vallées et des reliefs, donnant naissance au maquis et à la garrigue, écosystèmes impropres à la culture proches des savanes. Simultanément, l'érosion a entraîné le comblement des basses vallées, des dolines et des bas-fonds. Ainsi plusieurs régions (Palestine, Anatolie, Chypre, Malte) voient se succéder des phases d'occupation puis d'abandon associées à une forte érosion. Des phénomènes similaires s'observent dans les plaines limoneuses dans l'Europe tempérée, entre - 800 et - 250. À partir de - 1000 un nouveau système, basé sur une différenciation des différents espaces, s'est progressivement mis en place pour faire face à la déforestation. Ce processus est parfois dénommé révolution agricole de l'Antiquité.

#### Structuration de l'espace agricole
De manière générale, les différents espaces sont disposés en cercles concentriques autour de l'habitat : au plus près l'hortus, ensuite l'ager puis le saltus et enfin la silva.

##### Ager
Les sols de fonds de vallée, rendus plus fertiles par le colluvionnement et l'alluvionnement sont dessouchés et réservés à la culture des céréales et des légumineuses à graines (zone dénommée ager en latin). La rotation dure généralement deux ans (assolement biennal), alternant une culture et une jachère herbeuse. La culture est généralement une céréale d'hiver (blé, épeautre, seigle, méteil, orge ou avoine). Elle peut également être une céréale (orge, avoine, millet) ou une légumineuse (pois, lentille) de printemps. Les cultures de printemps permettent notamment de rattraper un échec des semis à l'automne. La récolte se fait à l'aide de la faucille. La jachère, qui dure de 15 à 20 mois, est soumise à des travaux d'entretien (au moins trois), afin d'éliminer les adventices qui s'y développent. Afin de travailler le sol, l'araire, inventée dans les systèmes de culture irriguée mésopotamiens, est introduite. Elle exige le développement de la traction animale. L'araire sert également à préparer le lit de semence avant le semis puis à enfouir les graines. Le labour à bras peut également être pratiqué à la houe ou à la bêche mais uniquement sur des surfaces limitées en raison du temps de travail demandé et de sa difficulté. Les animaux de trait permettent également le transport sur bât. Les champs sont généralement carrés afin de permettre des passages d'araire dans deux directions perpendiculaires. Les champs peuvent être complantés ou bordés d'arbres utiles qui fournissent de l'ombrage, du bois, des fruits (olivier, caroubier, chêne, châtaignier) ou du fourrage (frêne).
Dans certains systèmes (comme les landes de Gascogne) où la superficie des pâturages est très importante et permet de fournir de grandes quantités de déjections, une petite jachère de seulement 7 mois est suffisante pour renouveler la fertilité et alterne avec une culture de printemps comme le millet. Dans les systèmes de montagne humide, la jachère peut être remplacée par une friche herbeuse de quelques années qui sert de pâturage.

##### Saltus
Les sols profondément érodés des hautes vallées et des pentes (le saltus) sont réservés au pâturage. Ils sont régulièrement soumis à l'incendie, afin de maintenir la végétation herbacée et de limiter le développement des arbres. Le transfert de fertilité depuis les pâturages vers les cultures est assuré par les animaux, qui pâturent la journée et sont parqués la nuit sur les champs en jachère, afin d'enrichir le sol de leurs déjections. Le pâturage nocturne sur les jachères contribue également à lutter contre les adventices. En zone méditerranéenne, la quantité d'herbe disponible en été est insuffisante pour nourrir les troupeaux. Les stratégies adoptées pour contourner ce problème sont le regroupement des naissances en fin d'hiver ou en fin d'été, avant les périodes de forte pousse de l'herbe, et l'adoption de la transhumance estivale. La mise en défens de certains prés au printemps permet également de conserver l'herbe sèche sur pied et de l'utiliser comme fourrage pendant l'été.

##### Silva

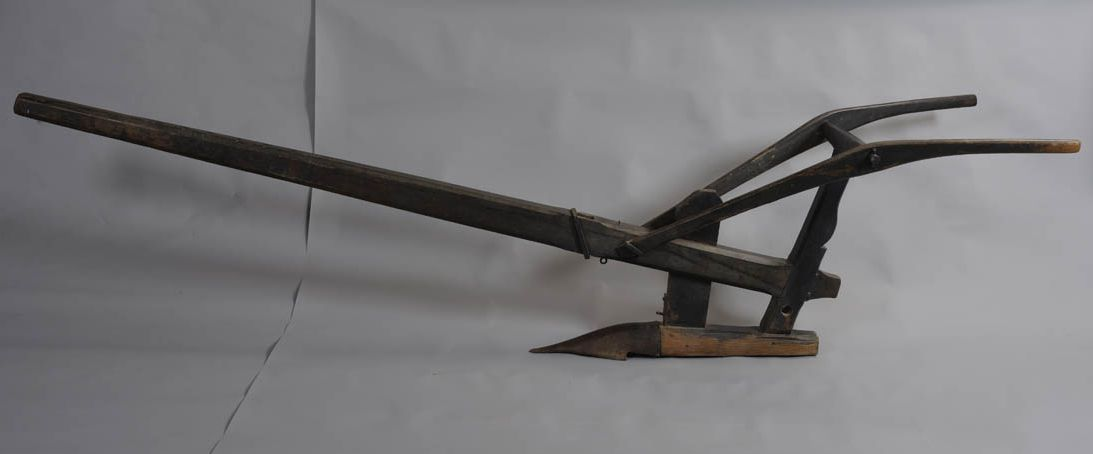
L'araire, outil de travail du sol typique des systèmes de culture attelée légère

La forêt (la silva), qui se maintient sur les sols trop superficiels, trop excentrés ou trop accidentés pour avoir été cultivés dans la phase précédente, continue de jouer un rôle en fournissant bois, fruits, miel, gibier, et fourrages supplémentaires. Elle peut également être utilisée comme zone de pâturage, la limite entre silva et saltus n'étant pas toujours nette.

##### Hortus
L'hortus était une zone de production intensive, étymologiquement, un endroit clos c'est-à-dire affranchi des contraintes communautaires et ne risquant pas les dérangements dus aux divagations d'animaux sauvages ou domestiques, au vol ou à la chasse. Il était bêché et recevait les déchets des habitations et bénéficiait de transfert de fertilité (émondes, feuilles mortes, litières des animaux, jonchées des habitations provenant des zones non cultivées (saltus et silva). Il était situé à proximité immédiate des habitations et sa taille était très variable. C'était beaucoup plus qu'un jardin actuel car on y avait non seulement des légumes mais par nécessité aussi toutes les plantes bisannuelles, pérennes (fruitiers) et celles qui se récoltent en automne : raves, ainsi que certaines productions de valeur comme les plantes oléagineuses (navette, pavot-œillette), textiles (lin, chanvre) et tinctoriales. De plus une partie de l'hortus pouvait abriter des ruches, un élevage de volaille, une base pour alimenter une chèvre ou un animal de trait (âne, vache) avec une platebande de trèfle, de vesce ou de raves.
Ils sont travaillés à la bêche et à la houe, permettant un véritable travail du sol assimilable au labour, à la différence de l'araire qui ne fait que scarifier le sol.
À l'époque romaine, le jardin vivrier se généralise. Philippe Marinval a pu établir une liste de 115 plantes domestiques attestées dans les jardins de Grande-Bretagne, Gaule, Germanie, Helvétie, Italie, Grèce par l'archéologie ou la littérature (notamment Pline) sans compter les légumineuses à graines qu'il suppose principalement cultivées sur l'ager ; cependant de véritables exploitations fruitières et maraîchères existent aussi autour des grandes villes comme par exemple à Reims.

#### Crises sociales
Ces systèmes se sont retrouvés en crise alimentaire quasi-permanente par manque de terre et ont eu des difficultés importantes à approvisionner la population des villes. Ils sont contemporains de l'apparition de cités-états militarisées comme Mycènes qui pratiquent l'esclavage, la servitude pour dettes, une politique agressive de colonisation et cherchent à obtenir des peuples voisins des terres, des ressources alimentaires et de la main-d'œuvre (esclaves sans famille à charge qui permettent de dégager des surplus alimentaires), sous forme de tributs ou par le pillage. Dans ces cités, la terre relève généralement du régime de la propriété privée. La faible productivité agricole conjuguée au régime de propriété privée a pour conséquence l'endettement des paysans dépendant de la cité, ce qui entraîne l'esclavage pour dettes, l'augmentation des inégalités, puis la constitution de domaines agricoles (latifundium) aux mains d'une minorité de grands propriétaires tandis que la plupart des paysans disposent d'exploitations trop petites ou sont relégués sur les terres les moins productives. Ces paysans sans ressources alimentent les mouvements de colonisation ou s'engagent comme mercenaires. La situation de la paysannerie est à la source de tentatives de réformes agraires (réforme de Solon et de Clisthène à Athènes, Lex Sempronia et diverses tentatives de réforme agraire à Rome) comme de forte tensions sociales (prise du pouvoir par Pisistrate à Athènes, question agraire à Rome).

#### Expansion en Europe et évolution
En Gaule, avant l'arrivée des Romains, le marnage, le chaulage et l'utilisation de fumier de volaille étaient déjà pratiqués,. Sous l'influence romaine, un système d'alternance des cultures comportant céréales puis légumineuses et parfois jachère se développe. Avec l'effondrement de l'organisation romaine, ces pratiques de restitution de la fertilité tendent à disparaître. Les systèmes de culture attelée légère ont des rendements faibles : l'absence de véritable labour ne permet pas de lutter véritablement contre les adventices et les cultures en sont généralement infestées, les transferts de fertilité par le pacage nocturne sur les jachères sont très limités. La superficie des terres cultivées est nécessairement inférieure à celle des pâturages. Mazoyer et Roudart estiment les rendements en grain de ces systèmes dans l'antiquité à environ 5 q/ha, Garnsey les estime à 7q/ha pour le blé et 9 q/ha pour l'orge et Jardé les estime à 7,5 q/ha pour le blé et 13,5 q/ha pour l'orge. En Gaule, au début du IXe siècle, les rendements de blé avoisinent 3 à 5 quintaux par hectare. Mazoyer et Roudart estiment que la densité de population que pouvaient supporter ces systèmes était de 20 à 30 habitants par km² en zone méditerranéenne, d'environ 15 habitants/km² en Europe médiane et de 8 habitants/km² en Europe du Nord.
Dans les premiers siècles de notre ère, ce système à rotation biennale et jachère s'étend à l'Europe tempérée. Les proportions du territoire occupées par l'ager, le saltus et la silva varient suivant les conditions pédoclimatiques. Dans les grandes plaines limoneuses et les vallées alluviales, tout le territoire peut-être mis en culture. La surface destinée à la forêt et au pâturage est alors réduite au minimum nécessaire pour répondre aux besoins de bois et de l'élevage. Dans d'autres régions aux sols plus minces et plus pauvres, la déforestation donne naissance à des landes (sur sol siliceux) ou à des pelouses calcicoles (sur rendosol) qui feront office de saltus. L'ager est alors concentré dans les fonds de vallée. Certains massifs forestiers sont inexploitables avec les techniques de la culture attelée légère (forêt boréale, forêts d'altitude, forêts sur terrains humides, pierreux, accidentés, filtrants...) et se maintiendront jusqu'au Moyen Âge. Les zones de l'Europe tempérée qui avant l'arrivée de l'agriculture ne portaient pas de forêt sont intégrées au saltus, dans le cas où elles sont situées sur des sols peu fertiles (landes sur podzol, sur sol sableux filtrant ou sur ranker, pelouses d'altitude), ou elles sont mises en culture, lorsqu'elles sont situées sur des sols fertiles comme les tchernozems (cas de la steppe eurasienne).
Selon des études récentes (Roland Viader et Christine Rendu, 2014), la part de l'ager dans l'ensemble du paysage agricole aurait été largement surestimée par les historiens. Dans les régions de terres difficiles, la rotation biennale de l'ager est remplacée par une alternance cultures temporaires-pâturages, par exemple dans le cas des Ardennes : seigle-avoine-avoine-foin-pâturage 8 ans. Sur la plus grande part des terres cultivables, qui est alors comparable au saltus, une seule année de culture après brûlis prend place entre des périodes de landes d'une durée de trois à vingt ans dans le cas des Ardennes. Des systèmes approchant auraient été communs dans les régions de demi-montagne, de tourbières et de marais dans les Îles Britanniques, dans le Sud de la France, en Scandinavie, en Espagne et en Italie (en dehors de la Plaine du Pô).
Au fil du temps, le système est perfectionné par la création de terrasses sur les versants, qui permettent de retenir le sol et d'étendre l'espace cultivé, l'utilisation de l'irrigation et par le développement des vergers et de l'agroforesterie (vigne, figuier, amandier, olivier, châtaignier, caroubier, chêne, frêne), les arbres utilisant les ressources minérales profondes du sol et supportant mieux la sécheresse estivale des zones méditerranéennes. La vigne poursuit sa progression autour de la Méditerranée et vers le Nord suivant l'expansion grecque puis romaine. Bien que le vin soit conservé principalement en amphores, le tonneau est mentionné dans des textes autour du passage à l'ère actuelle après avoir été probablement inventé par les Rhètes. Les Gallo-romains pratiquent le vieillissement en fûts de chêne.

#### L'organisation féodale et communautaire prévalente au début du Moyen-Âge
À la fin de l'Empire romain, le statut de colon évolue. Désormais, les colons, sont liés juridiquement à la terre qu'ils exploitent ou au propriétaire de la terre, dans une forme qui préfigure le servage. Les troubles sociaux et les invasions qui accompagnent le déclin de l'empire poussent les grands propriétaires à se retirer sur leurs domaines (villa), dont ils organisent eux-mêmes la défense. Des esclaves en fuite et des familles de paysans viennent trouver refuge sur ces domaines. Le propriétaire alloue à chaque famille un lot de terre qu'elle peut cultiver pour son compte, en échange d'une part de la récolte. Ces nouveaux colons voient cependant leur liberté se réduire. Progressivement ce système évolue vers le système médiéval caractérisé par la seigneurie, le servage et le domaine médiéval organisé en réserve et tenures serves ou libres. Dès le début du Moyen-Âge, les tenanciers, vilains ou serfs, des parcelles concédées (tenures) sont astreints à des redevances (cens ou champart, chevage pour les serfs) et à des corvées sur les terres du seigneur, la réserve qu'il exploite pour lui-même. Les serfs exploitent des tenures petites sans attelage et ne peuvent quitter leur terre. Les alleux, terres sans seigneur présumées dépendre directement du roi, tendent à disparaître pour passer, volontiers ou de force, sous la protection seigneuriale. Les enfants des paysans héritent à leur tour du statut de dépendance de leurs parents. Cette organisation est commune à toute l'Europe occidentale.
Les tenanciers libres et les alleutiers qui possèdent un attelage sont aussi appelés laboureurs. Ceux qui n'exploitent qu'une tenure insuffisante doivent se louer à la tâche, ce sont les brassiers. Dans une catégorie intermédiaire, on trouve les ménagers qui ne se louent pas
Sur la réserve le seigneur installe et entretient des équipements (moulins, four, pressoir, forge …) que les paysans peuvent utiliser contre redevance. Il en bannit la construction ailleurs sur son domaine (Banalité). Le seigneur banal est donc un entrepreneur bénéficiant de privilèges. Le seigneur met à la disposition des paysans une partie de la réserve (forêt, landes, parcours, sources) le plus souvent à titre gratuit.
Afin de protéger les cultures des animaux qui pâturent sur les jachères, les villages commencent à organiser l'assolement réglé à leur échelle. Toutes les terres du village sont regroupées en deux soles, chacune des soles étant alternativement en jachère et en culture. Les champs en jachère sont ouverts à la vaine pâture. Chaque paysan conserve la jouissance de ses terres (qui se trouvent réparties entre les deux soles) et de ses animaux. Ce système concerne surtout d'abord les meilleures terres de plaine, le nord de la France, la plaine du Rhin, les lowlands britanniques par exemple. Cette évolution aurait été rendue possible par l'affaiblissement du droit romain à la suite des invasions en Europe et en Afrique du Nord, les coutumes germaniques et slaves privilégiant la propriété communautaire.
En Scandinavie et dans les zones colonisées par les Vikings (Islande, Finlande, Nord des Îles britanniques, Danelaw), un système plus compliqué a été mis en place basé sur :
- une première répartition classique entre saltus, ager et sylva, cependant souvent encore soumise à l'exploitation en abattis-brûlis ;
- l'exposition à l'ensoleillement (Solskifte) chaque paysan devait recevoir des parcelles équitablement exposées au soleil ;
- la répartition entre parcelles soumises à l'openfield et à la rotation classique biennale-jachère (la plus grande partie) et parcelles non soumises qui pouvaient être clôturées, comme en Europe tempérée.

Ce système très égalitaire et démocratique a entraîné une fragmentation importante du parcellaire. Comme l'habitat était groupé les temps d'accès aux parcelles étaient souvent trop longs.
Dans l'Europe tempérée le système de culture attelée légère est supplanté par la culture attelée lourde avec la révolution agricole du Moyen Âge. Il se maintiendra plus longtemps en Scandinavie et se rencontre encore en Afrique du nord et du nord-est, au Proche-Orient et dans certaines zones d'Asie et d'Amérique latine.

## Révolution agricole arabe du Moyen Âge

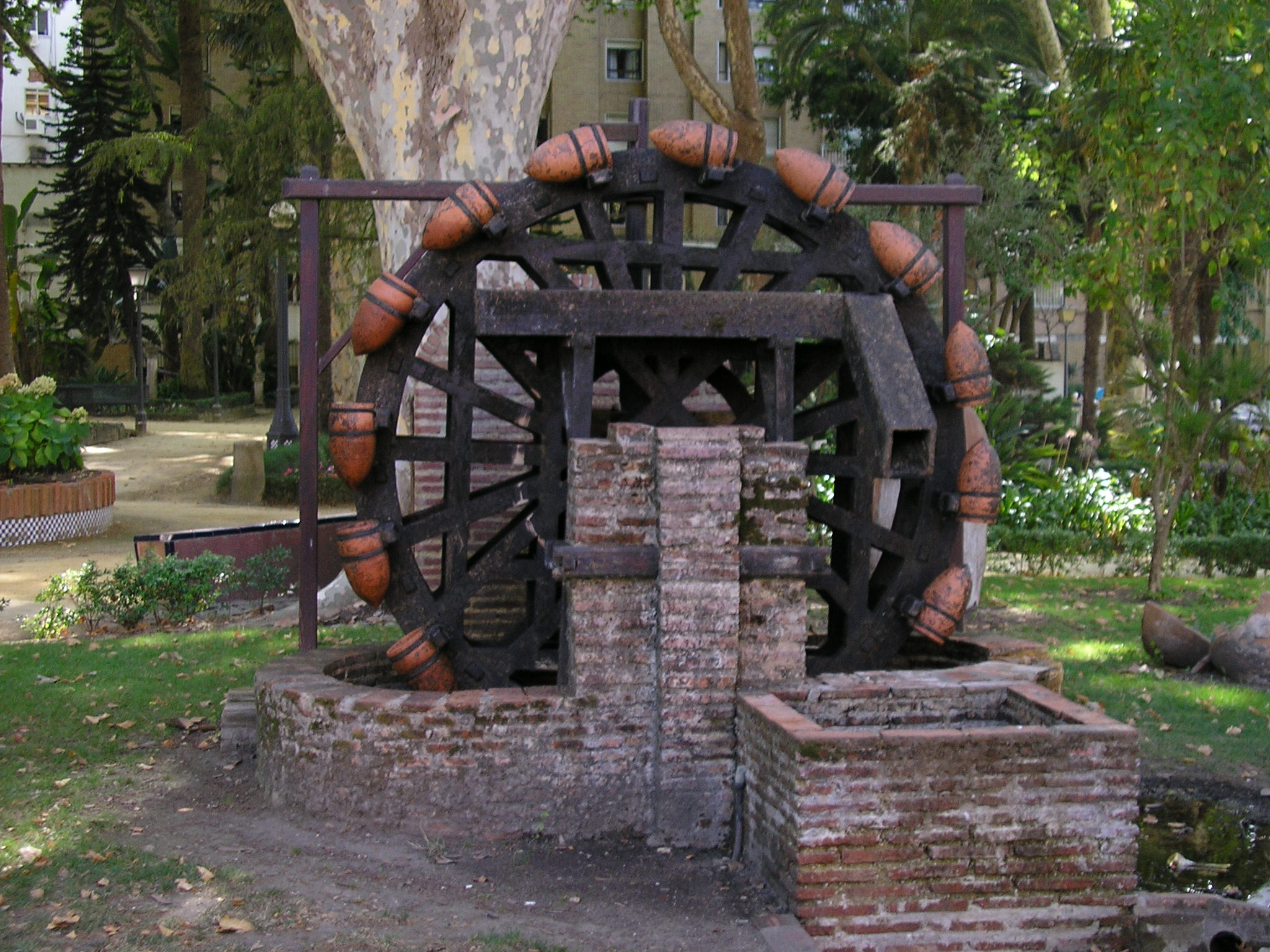
La noria, instrument emblématique de la technologie arabe au Moyen-Âge

L'historien Andrew Watson a proposé en 1974 que le monde arabe avait vécu une révolution agricole entre 700 et 1100, pendant la période de l'Âge d'or islamique,. Selon lui, les routes commerciales établies par les Arabes entre l'Asie, l'Europe et l'Afrique ont permis la large diffusion de 18 nouvelles plantes cultivées (même si certaines d'entre elles étaient déjà connues des Romains) et de nouvelles techniques. Parmi les principales plantes cultivées, il liste le sorgho, les agrumes, le manguier, le riz, le coton, la canne à sucre et le blé dur. Parmi les techniques, il cite le développement de nouveaux systèmes d'irrigation. Son hypothèse a été reçue avec beaucoup de scepticisme,, les critiques arguant que ces cultures étaient déjà diffusées dans la zone, qu'elles n'ont joué qu'un rôle mineur dans l'économie agricole de cette époque, que les Arabes ont réutilisé les réseaux d'irrigation romains et que les rendements agricoles ont chuté à la suite de la conquête arabe. Néanmoins dans les 40 années qui ont suivi la publication de l'article de Watson, son hypothèse a été utilisée et citée par de nombreux historiens et archéologues. Parmi les éléments qui concordent à soutenir l'hypothèse d'une révolution agricole arabe se trouvent l'augmentation de la taille des moutons dans l'Espagne musulmane et la diffusion et le perfectionnement de la roue persane au Maroc et en Espagne,.
L'agronome andalou Ibn al-Awam avait écrit une encyclopédie complète de l'agriculture et probablement expérimenté lui-même. Cependant, son ouvrage n'a été traduit dans une langue européenne (l'espagnol) qu'en 1802. Il y est question de techniques peut-être encore inconnues dans le reste de l'Europe d'alors telles que l'irrigation au goutte à goutte, l'usage du rouleau-émotteur, la culture des agrumes ou encore en médecine vétérinaire.

## Révolution agricole du Moyen Âge en Europe: les systèmes de culture attelée lourde
Au Moyen-Âge, la situation des paysans est marquée par leur grande dépendance soit comme serfs, soit comme libres protégés et obligés du seigneur. Le servage disparaît en partie pendant la guerre de Cent Ans en Europe occidentale (à l'ouest de l'Elbe) mais persistera en Europe orientale et centrale.
Le changement de système de culture est caractérisé notamment par le passage de l'assolement biennal à l'assolement triennal ainsi que par la mise en défens de prés de fauche, ce qui permet le développement de l'élevage.

### Nouvelles technologies

#### Intérêt de la combinaison polyculture-élevage

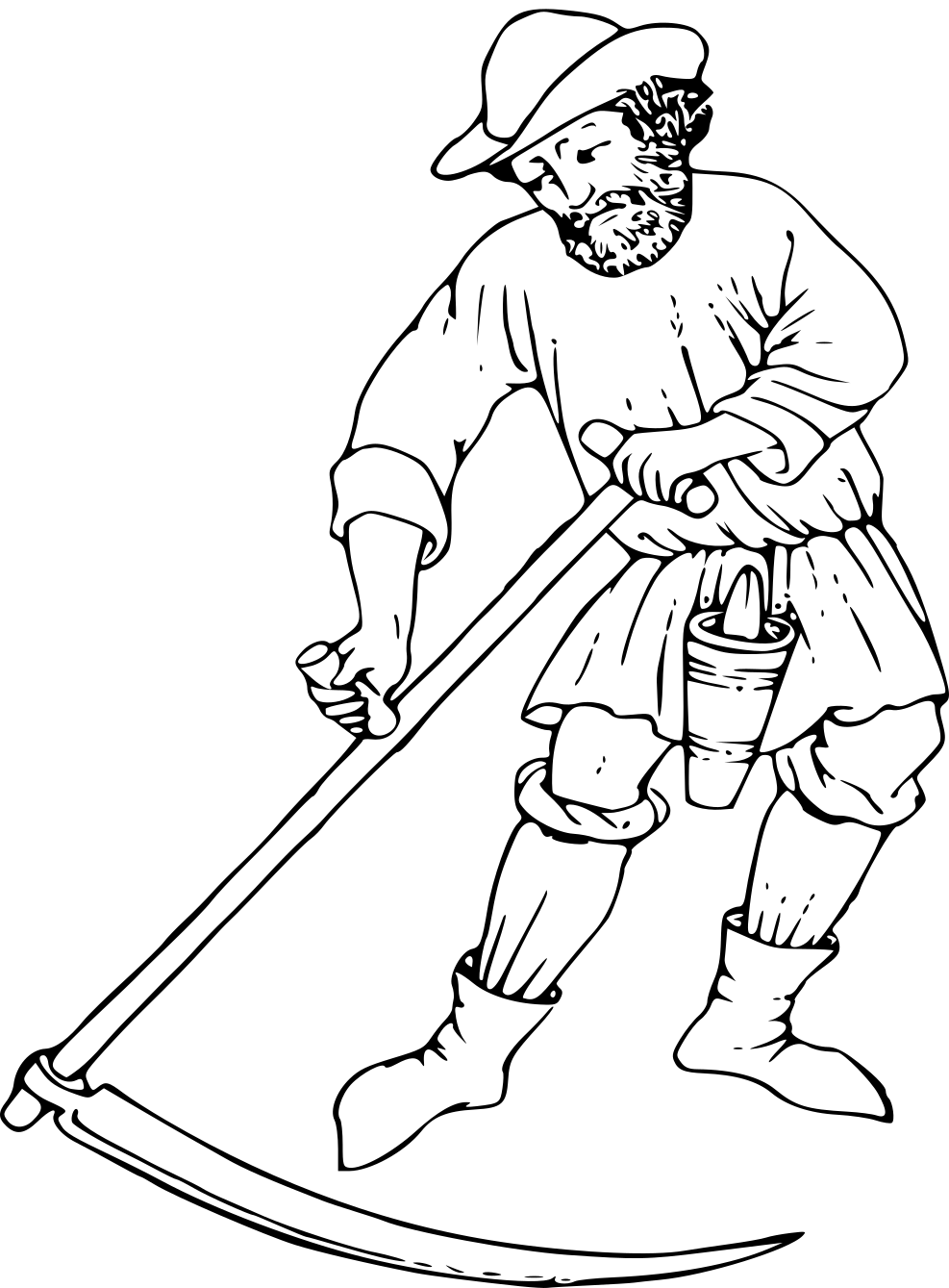
Paysan se servant d'une faux équipée d'un manche à poignées.

Au cours du Ier millénaire se diffusent diverses innovations technologiques qui permettent d'augmenter les rendements dans l'Europe tempérée et froide (la zone méditerranéenne reste à l'écart de ces évolutions). Ces techniques sont souvent connues de longue date et requièrent des outils coûteux et complexes à fabriquer (faux, chariot, tombereau, herse, seaux, tonneaux et roues cerclés de fer). Les analyses métallographiques montrent que le fer des outils agricoles datés du tournant du millénaire est de bonne qualité et sa métallurgie maîtrisée. Ces avancées permettent d'augmenter les transferts de fertilité entre pâturages et cultures (par le biais de l'enfouissement des déjections des animaux d'élevage), et d'optimiser l'usage des ressources en herbe.
Ces innovations se diffusent surtout à partir du Xe siècle, une époque où l'Europe est surpeuplée par rapport aux possibilités de la culture attelée légère (la population, qui s'était écroulée au moment de la chute de l'Empire Romain et des grandes invasions, s'est reconstituée). On parle de révolution agricole du Moyen Âge ; l'Europe comble son retard par rapport à la Chine. L'archéologue Isabelle Cattedou s'appuyant sur les chantiers de fouilles de l'Inrap estime que ces changements se généralisent dès le VIIe siècle en Gaule.

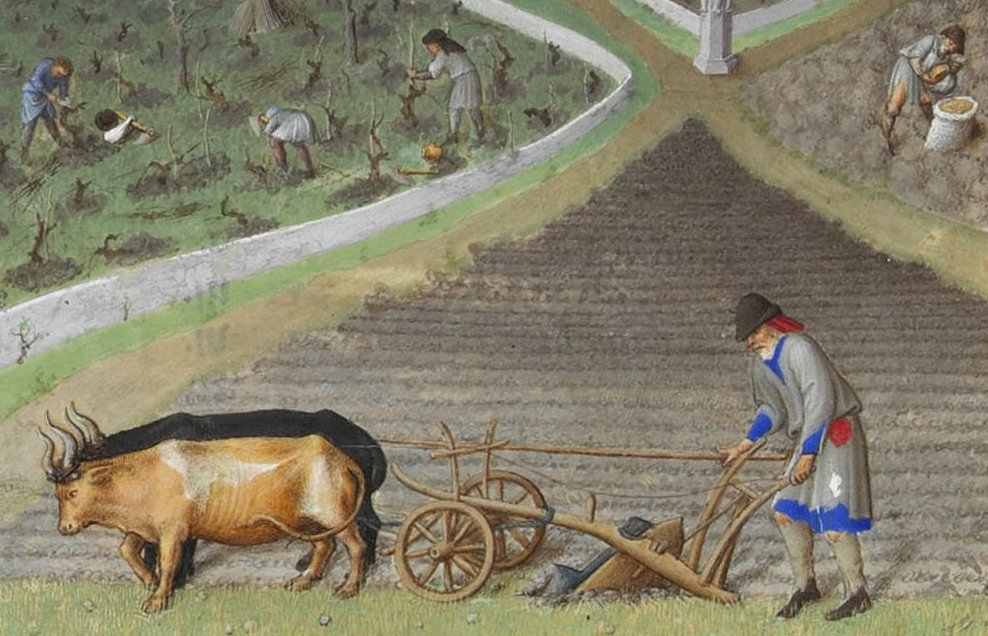
Labour avec une charrue, noter la présence du joug de cornes, de l'avant-train à roues et du versoir. La partie en gris représente l'ensemble coutre-soc en fer ou reille. Les très riches heures du Duc de Berry, mars. Vers 1410

Dans les zones à hiver froid, la disponibilité de l'herbe pendant l'hiver limite la taille du troupeau et les animaux en surnombre (animaux de réforme, jeunes de l'année) doivent être tués à l'automne afin de ne conserver que les animaux reproducteurs. Ce problème limite les transferts de fertilité et donc le niveau de production du système. La diffusion de la faux permet la production de foin qui permet de nourrir un troupeau plus important pendant l'hiver. La faux apparaît chez les gaulois dès le Ier siècle av. J.-C. mais sa fabrication est complexe, et il faut attendre l'an mille pour qu'elle se diffuse rapidement grâce aux progrès de la métallurgie. Comme à cette époque les pâturages enclos sont rares, le foin est réalisé dans des clairières en forêt et stocké en meules. Pendant l'hiver les animaux sont conduits pour s'alimenter auprès de la meule pendant la journée et parqués sur les jachères pendant la nuit. Néanmoins, ce mode de fertilisation est peu efficace, les déjections de la journée n'étant pas récoltées, et beaucoup de temps et d'énergie sont perdus dans les déplacements. Pour répondre à ce problème, se développe peu à peu l'affouragement en stabulation : le foin est stocké dans un fenil et distribué pendant l'hiver aux animaux tenus à l'abri (étable, bergerie, chèvrerie, écurie...). Le bâtiment d'élevage est paillé d'une litière qui forme du fumier en se mélangeant aux excréments, ce qui facilite leur manutention. Si la litière provient des pâturages ou de la forêt elle constitue un transfert supplémentaire de fertilité vers la zone cultivée. Le fumier est transporté jusqu'aux champs et épandu avant la préparation du sol pour les semis.

#### Les outils et la force de travail nécessaires
Le transport du foin, de la litière et du fumier exige des chars, des charrettes ou des tombereaux, coûteux et complexes à fabriquer, qui ne se répandent pas avant le milieu du Moyen Âge. Pour enfouir chaque année plusieurs dizaines de tonnes de fumier, la charrue se substitue à l'araire. Équipée d'un soc asymétrique et d'un versoir, elle permet d'effectuer un véritable labour avec retournement de la couche supérieure du sol relativement rapidement. L'avant-train permet de régulariser la profondeur de travail. À la différence du labour à la houe ou à la bêche, elle laisse souvent de grosses mottes et des touffes d'adventices mal arrachées. Le travail d'émottage et de désherbage est ensuite réalisé à la main, à l'araire, ou à la herse. L'usage de la herse apparu en Europe pendant la Tène se généralise au IXe siècle. Elle sert également à enfouir les graines après le semis.
L'emploi de tous ces nouveaux matériels demande une force de traction animale accrue. Elle est, en partie, permise par la diffusion de différents systèmes d'attelage : le collier d'épaule remplace la bricole pour les chevaux et le joug de cornes remplace le joug de garrot pour les bœufs. Les deux autres systèmes avaient, dans certains cas, pour conséquence d'étouffer les animaux. Mais le collier était plus coûteux que la bricole et le joug de cornes pouvait nécessiter des ajustements du fait de la pousse continue des cornes.
Cependant ces considérations reposent sur les travaux du commandant Richard Lefebvre des Noëttes qui ont longtemps fait autorité. Marie-Claire Amouretti a démontré que ses conclusions sont fausses, les attelages antiques étaient en fait très divers et beaucoup présentent des pièces de harnachement supplémentaires qui évitent justement que l'animal ne soit étouffé. Pour les bovins, le problème était connu depuis l'époque de la Tène, le musée de Bibracte expose d'ailleurs un joug de cornes de cette époque.

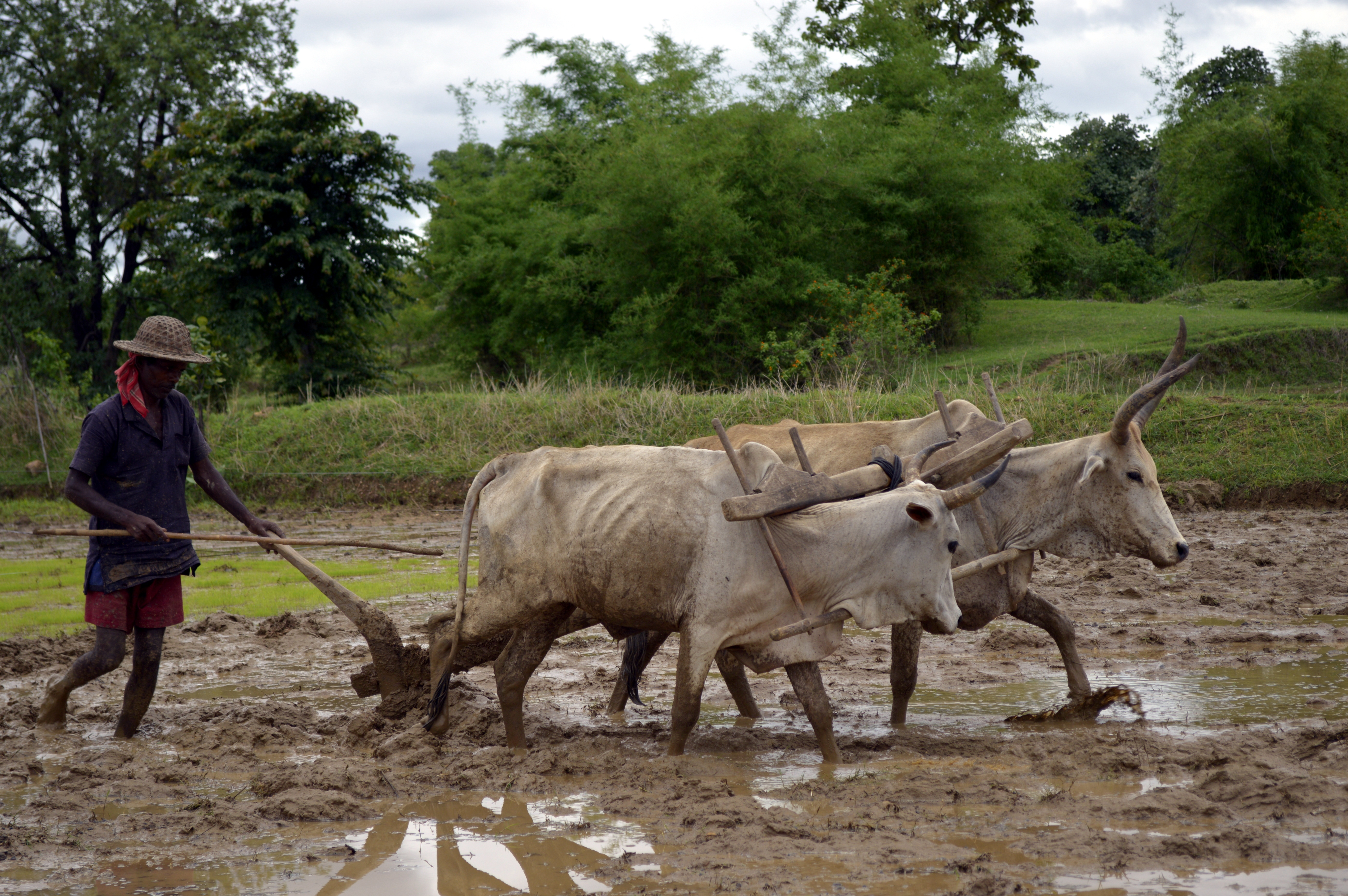
Zébus au travail dans une rizière en Inde. Ces animaux sont équipés de jougs de garrot qui sont calés sur leurs bosses mais dont la pièce inférieure peut gêner la respiration. Les bovins restent relativement à l'aise en terrain très humide.

Le développement du ferrage avec des fers cloués vers l'an 1000 renforce également leurs capacités de traction en limitant l'usure des sabots des chevaux et des ongles des bœufs.
L'usage du cheval de trait, d'un entretien coûteux, se développe au détriment de celui du bœuf de trait. Le cheval travaille une fois et demie plus vite que le bœuf et peut travailler deux heures par jour de plus. Néanmoins, une partie des paysans continuent à utiliser des bœufs plus à l'aise en terrains très humides et des ânes et des mulets plus sûrs en terrain accidenté, et aussi en raison de leur faible coût et de leur rusticité. Mais «... on se sert indifféremment de toutes les bêtes de labour (bœufs, chevaux, ânes, muelté, mules en Auvergne, Poitou, Gascogne, Languedoc et voisinage », conclut l'agronome Olivier de Serres vers 1600. Dans les petites exploitations (moins de 10 ha) on utilisait des vaches qui fournissaient un travail moindre mais suffisant et restaient rentables grâce à leurs veaux et leur lait.

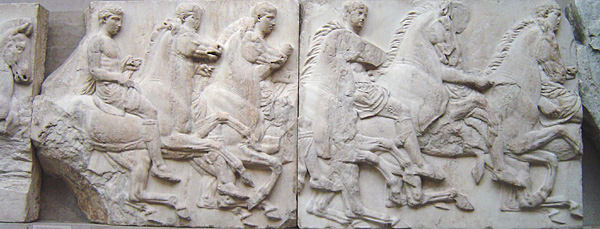
La petite taille des chevaux représentés sur les frises du Parthénon est généralement interprétée comme répondant à un souci d'esthétique. Elle pourrait, en fait, n'être pas si éloignée de la réalité. British Museum

L'augmentation de la force de traction est liée à l'augmentation de la taille des animaux. Les chevaux laténiens mesuraient 1,30 m au garrot contre 1,70 m aujourd'hui et les bovins 1,10 m contre 1,35 m. Dans l'antiquité, la plupart des chevaux n'étaient pas capables de porter longtemps un cavalier en armure (cataphractaire). Ce sont les peuples d'Iran (Scythes, Parthes) qui y parviendront les premiers, surpassant les Romains (bataille de Carrhes) grâce à la qualité de leurs élevages incluant sélection et création de races hybrides. Ces améliorations ne passeront que lentement aux armées de l'Empire romain tardif et des Francs qui privilégieront encore leurs propres besoins avant ceux des paysans.
Pour la moisson, d'autres innovations viennent compléter le système : la faux remplace souvent la faucille. Elle semble avoir été améliorée dès le Xe siècle par l'adjonction de poignées au manche (visible sur le livre d'heures du Musée de Cluny) et d'un arceau à andains pour aligner les jonchées. À la fin de cette époque apparaît aussi le javelier placé à l'arrière de la faux qui permet la mise directe en javelles (gros bouquets de plantes coupées) si le moissonneur est suffisamment endurant. Cela facilite éventuellement la mise en gerbes (javelles liées) et leur acheminement jusqu'à la grange où elles seront battues ultérieurement. Cela permet de gagner du temps pendant la moisson et de ramener la paille près des bâtiments d'exploitation, où elle sera utilisée comme litière. L'utilisation de la faux pour les moissons s'est notamment heurté à l'existence dans certaines régions du droit de chaumage qui réservait une partie des chaumes à l'usage collectif (on coupait nécessairement plus haut à la faucille) et à la peur des révoltes paysannes pendant lesquelles les faux devenaient des armes. Le changement se produit lorsque les prés et les forêts sont complètement exploités et ne peuvent plus fournir de litière. Néanmoins, au XIXe siècle, ce système n'est toujours pas diffusé dans toute l'Europe.
L'invention du serpentin permet de rendre les alambics pleinement opérationnels et de les utiliser pour des fabrications importantes d'huiles essentielles, d'essence de térébenthine et d'alcool.
L'utilisation de l'énergie du vent et des rivières se généralise en Europe, d'abord avec la roue à aubes, on compte déjà 6000 moulins en Angleterre au XIe siècle. Au XIIe siècle, l'usage du moulin à vent également originaire de Chine se généralise en Hollande puis partout.

#### Évolution des itinéraires culturaux et de l'organisation parcellaire
Ce système voit apparaître un nouvel écosystème cultivé : le pré de fauche, qui occupe 25 à 70 % des zones en herbe, le reste étant constitué de pâturages. Les prés de fauche sont enclos, échappant à la vaine pâture qui est de règle sur la jachère ou après récolte des céréales. Afin de faciliter le fauchage, ils sont établis préférentiellement sur des zones fertiles, planes, sans rochers ou épierrées et sans arbres ni arbustes. En revanche des prés de fauche peuvent s'installer sur des zones peu propices au pâturage pour des raisons sanitaires, comme les zones humides, ou sur des terres froides, où la pousse de l'herbe commence tardivement. Les prés de fauche sont donc fréquemment localisés dans les bas-fonds argileux ou humides. Ils sont souvent soumis à la propriété privée et protégés du bétail divagant par des clôtures ou par gardiennage. Les pâturages restent généralement soumis au pâturage commun et sont cantonnés aux zones caillouteuses, accidentées et peu productives. Ils peuvent également être embroussaillés (landes à genêts ou ajoncs) ou compter des arbres et des arbustes.
En raison de la disponibilité accrue en fumier, la superficie des terres labourées peut augmenter. La superficie des terres labourées peut même devenir supérieure à la superficie des zones en herbe. Comme la charrue est un instrument qui tourne difficilement en bout de champ, les champs carrés cultivés à l'araire laissent la place à des champs rectangulaires, en forme de lanières. Les apports importants de fumier permettent d'apporter suffisamment de fertilité pour allonger la rotation, en passant de la rotation biennale à la rotation triennale : généralement culture d'hiver, culture de printemps puis jachère.
Les cultures d'hiver sont le blé, le seigle et l'orge d'hiver. Les cultures de printemps sont l'orge de printemps, le millet et l'avoine (pour l'alimentation des chevaux ou des humains), des légumineuses (pois, fève, lentille) ou des associations vesce-avoine (fourrage). Le blé tendre et le seigle à grains nus dépasse définitivement l'épeautre à grains vêtus dans les zones tempérées ou froides comme le blé dur à grains nus remplace l'amidonnier à grains vêtus en zone méditerranéenne. Le sarrasin (culture d'été) apparait surtout dans les zones de bocage humides et encloses. La deuxième culture de la rotation profite des reliquats de fertilité du fumier apporté pendant la jachère, qui continue encore à se minéraliser. La jachère est labourée au moins trois fois afin d'enfouir le fumier et de lutter contre les adventices. Le labour favorise également la minéralisation. La succession culture d'hiver-culture de printemps permet également de lutter contre les adventices en brisant leurs cycles de vie. La petite période de jachère entre la culture d'hiver et la culture de printemps n'est généralement labourée qu'une seule fois.
Au XIIIe siècle, le marnage est devenu d'usage courant et d'autres sources de fertilité sont recherchées, comme la vase des rivières, l'humus superficiel mélangé à la litière obtenu par étrépage dans les landes et forêts ou le goémon mais il n'y a pas encore suffisamment de fumier.
En raison de l'accroissement de la population engendrée par ces améliorations, la superficie des jardins et des vignobles augmente également. En plus des légumes, les jardins sont le lieu de culture des plantes tinctoriales (pastel, garance, gaude), des plantes aromatiques et médicinales, des légumineuses et des oléagineux (cameline, navette, pavot-oeillette, carthame) ou textiles et oléagineuses à la fois (lin, chanvre). La vigne est parfois cultivée en association avec les arbres fruitiers, sur lesquels elle grimpe (joualle).

### Organisation communautaire et poids des servitudes collectives et féodales

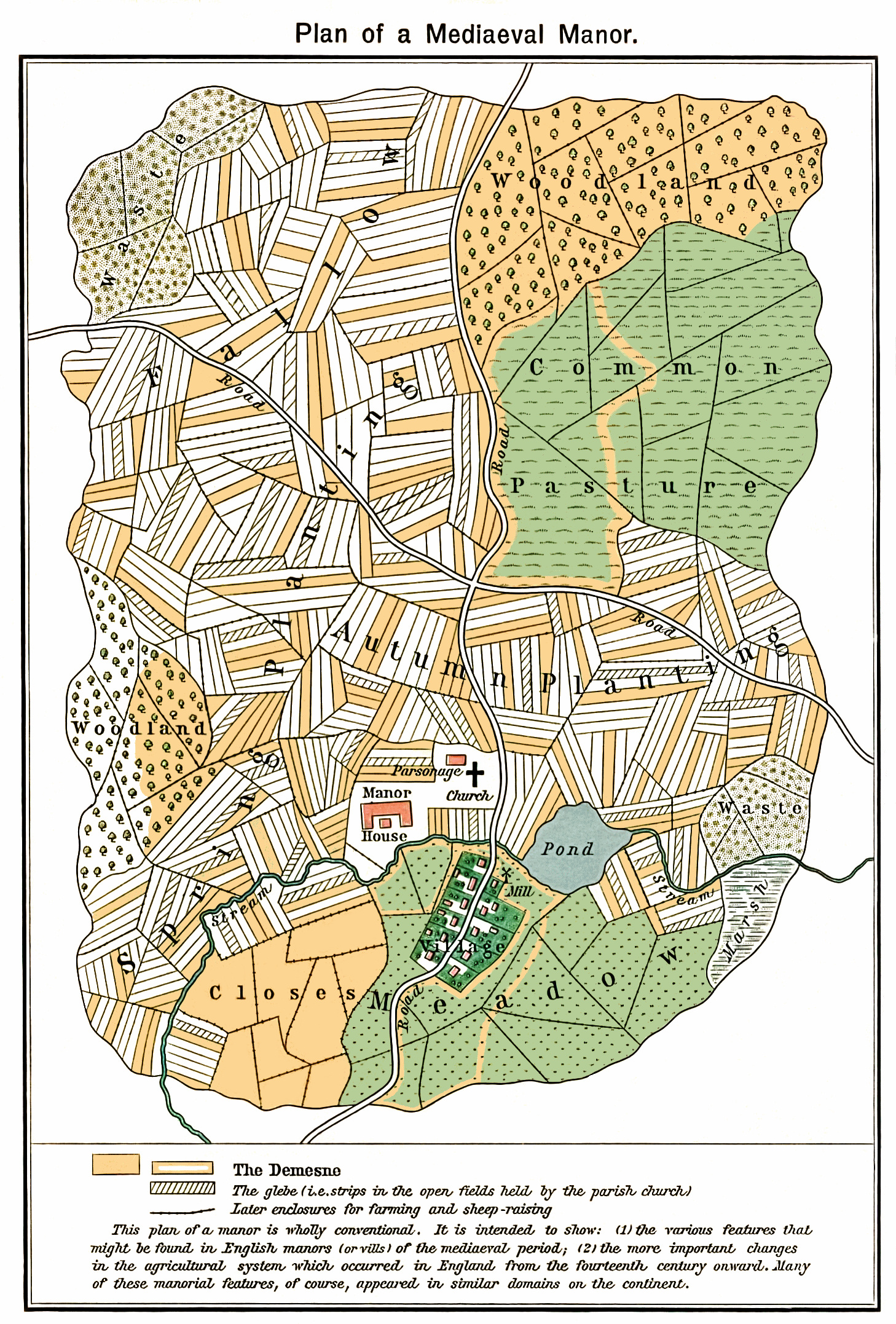
Plan détaillé (mais hypothétique) d'un village anglais au Moyen-Âge avec son moulin, ses clos, ses trois soles, ses communs (pâtures), forêt, landes et marais. Les terres exploitées au bénéfice direct du seigneur ou réserve (couleur moutarde) et de l'église (hâchuré) sont très importantes. Les traits continus, hormis clos, préfigurent l'évolution qui aura lieu avec les enclosures.

Dans les régions du nord les terres labourées sont donc exploitées selon un assolement réglé et un régime de vaine pâture permis par l'openfield (régime des champs ouverts). Ce régime d'openfield fut commun en Europe occidentale, en Russie, en Iran, en Turquie dans les meilleures terres. En Europe, il semble correspondre à une tradition amenée par les envahisseurs germaniques, scandinaves et slaves (openfield) et à l'extension du féodalisme. Les forêts sont l'objet de la glandée pour les porcs avec des règlementations diverses et des déplacements parfois importants (transhumance forestière).

Plan schématisé d'un village au Moyen Âge : au centre les trois soles en rotation triennale, blé ou seigle puis jachère puis avoine ou pois, entourées par les parties communes.

Dans les régions à fortes traditions celtiques comme le Grand Ouest français (Bas-Poitou, Maine, Bretagne, Basse-Normandie), le Massif central, le Nord du Pays-de-Galles, les comtés bordant la Manche en Angleterre, la Galice et les Asturies en Espagne, il s'est peu développé laissant progressivement la place au bocage mais on trouve aussi du bocage au Pays basque et au Schlesvig-Holstein. En Irlande et en Écosse où le finage a été imposé brutalement par les Normands puis par les grands propriétaires fonciers, la situation est plus diverse. Le bocage est emblématique de la Vendée, de la Normandie et de l'Irlande. On peut aussi remarquer qu'il s'agit de régions pour la plupart vallonnées, à pluviosité soutenue où les haies présentent des avantages techniques : abris en cas de vents et de pluie, nourriture des troupeaux en été (frêne), stabilisation des fourrières, limitation de l'érosion. Parfois lorsque le sol s'y prêtait davantage, comme dans la Plaine de Niort, on a commencé à enclore les champs de murets de pierres sèches.

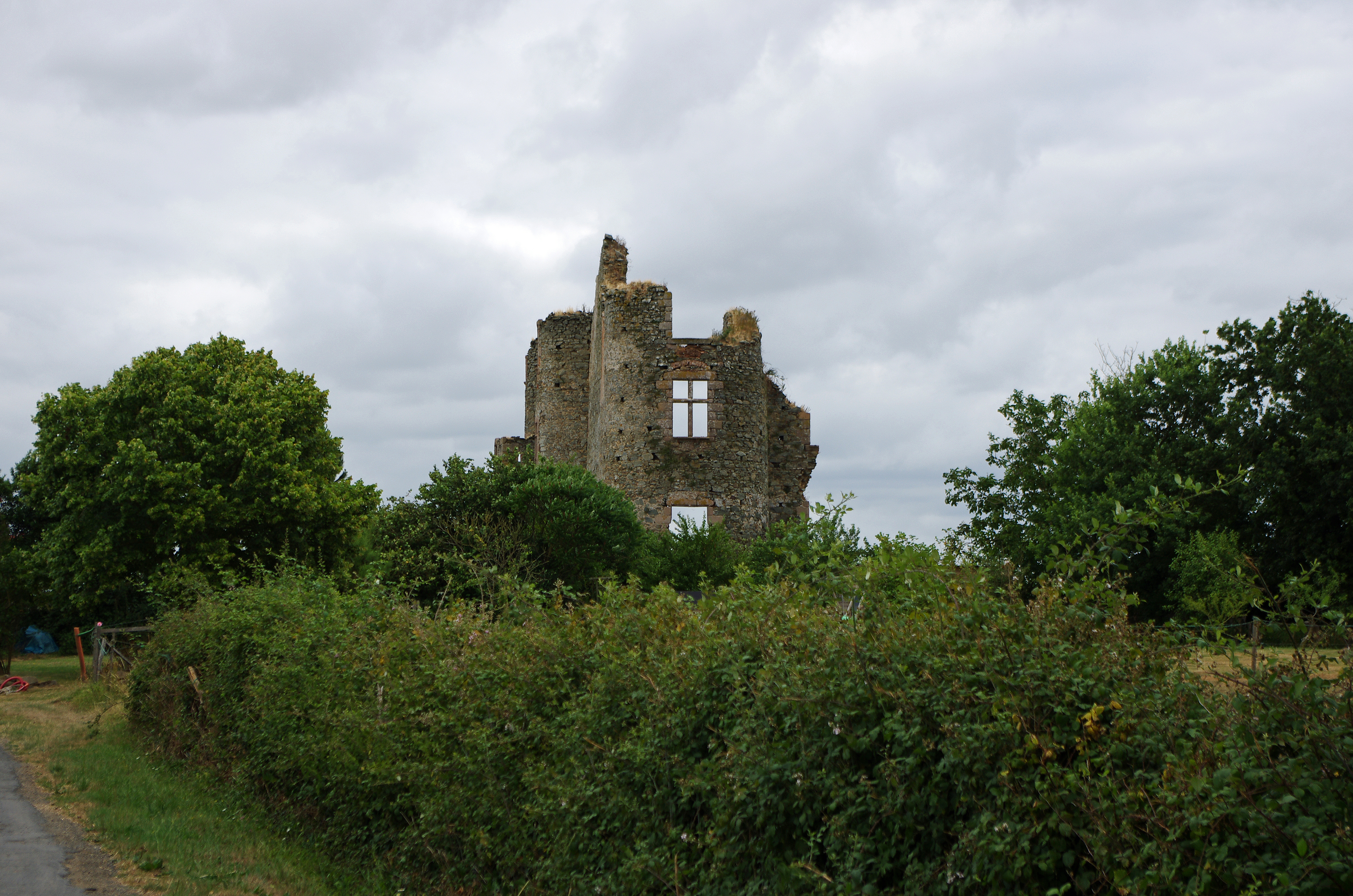
Haies près du château d'Andrezé, dans les Mauges, pays de bocage et région insurrectionnelle pendant les guerres de Vendée.

Dans le Grand-Ouest français, l'organisation communautaire ne pénètre donc généralement pas le périmètre labouré qui peut être complanté d'arbres fruitiers (châtaigniers, pommiers...) et la jachère est établie librement. L'organisation communautaire est très importante pour les espaces communs, pâtis, landes, forêts auxquels sont attachés les droits de panage, pacage et affouage.
Dans les régions méditerranéennes le système est plus irrégulier : les champs sont ouverts, la vaine pâture n'est pas souvent pratiquée et l'assolement commun n'est pas obligatoire. Les parties communes sont aussi très importantes (parcours).
La Scandinavie reste attachée au système à rotation biennale et répartition de l'ensoleillement.
En France, à partir du ̪XIIIe siècle des assemblées de villages, chargées de gérer cette organisation et d'autres aspects de la vie communautaire, sont mises en place un peu sur le modèle des communes urbaines médiévales et bénéficient de la « bienveillance seigneuriale » selon l'expression de l'époque. Les assemblées se tenaient souvent dans l'église ou sous son porche.
Dans la pratique, le paysan ne dispose plus de ses terres après la récolte puisque la vaine pâture qui apporte cependant du fumier, le glanage, l'usage des chaumes ou chaumage et même les regains y sont permis aux membres de la communauté villageoise, la paroisse généralement mais parfois plusieurs paroisses dans le cas des parcours pastoraux. Dans certaines paroisses, les paysans ont le droit de laisser vagabonder leur taureau à la recherche de vaches en chaleur (droit de feu), c'est à la fois un service et une source de dégâts. Bien qu'il existe parfois des droits de mise en défens, ce système, qui n'incite pas les paysans à investir dans de nouvelles cultures, permet aux pauvres (mais ni aux étrangers ni aux vagabonds) de survivre. Le droit de vaine pâture est défendu par les paysans pauvres et par l'Église pour la défense des pauvres mais aussi parce que souvent le foin n'est pas « dîmable ». Ce sont cependant les propriétaires de gros troupeaux (parfois le seigneur lui-même, parfois les gros bouchers aux abords des villes) qui profitent le plus de ce système.
La grande transhumance peut même être organisée au niveau de l'état ; c'est le cas en Castille avec la Mesta, en Aragon avec la Casa de Ganaderos de Zaragoza (es), dans le royaume de Naples avec la Dogana delle pecore. Elle est souvent un obstacle au développement des cultures.
Au XIVe siècle les paysans perdent le droit de piégeage du gibier (mais le conservent pour les nuisibles), la chasse et la pêche sont entièrement réservées au seigneur (droit de garenne) mais le braconnage continuera même s'il est sévèrement puni.
Comme les travaux dans la réserve seigneuriale, les dégâts du gibier, de la chasse et des pigeons domestiques, l'entretien de la voirie par le système des corvées, l'aide pour les chasses au loup (huées), le soutien au seigneur et à ses chevaliers comme « piétaille » pour la défense du domaine (droit de guet et garde), l'assistance aux pauvres était donc supportée par les paysans (mais aussi par les ordres religieux).
La gabelle existe ou non et plus ou moins fortement suivant les régions (histoire du sel).
Les paysans doivent aussi la dîme à l'Église depuis 779 en France, comme les autres groupes sociaux. Elle est calculée sur la valeur des récoltes selon un pourcentage variable suivant les régions : de 4 % à 13 % en France, plus proche de 10 % en moyenne en Angleterre.
Les opérations de culture et d'entretien sont multipliées mais la rotation triennale permet également d'alléger les pointes de travail, en répartissant les opérations de semis et de moisson sur deux périodes. Les risques de mauvaise récolte sont également réparties sur deux cultures au lieu d'une. Ce système de culture associe une quantité importante de matériels, d'animaux (de trait ou de d'élevage) et de bâtiments spécialisés (étables, fenils...), qui le rendent très coûteux. Dans les faits, la plupart des paysans ne possèdent qu'une partie du matériel ou des animaux requis, et des mécanismes d'entraide se développent. Un équipage de labour pouvait être la copropriété de plusieurs laboureurs. Les paysans brassiers, qui ne disposent pas d'animaux de trait sont cependant la majorité et d'ailleurs, jusqu'au XIXe siècle, les villages européens compteront de 10 à 30 % de paysans brassiers.
La rotation triennale ne se généralise qu'au XIIIe siècle, et au XVIIe siècle la rotation biennale est encore répandue dans plusieurs régions de l'Europe du Nord. Les difficultés d'expansion de la rotation triennale peuvent s'expliquer par l'étape de remembrement compliquée nécessaire pour faire passer les terres du village d'une division en deux soles à une division en trois soles, mises en culture simultanément, et qui tournent chaque année. Elles peuvent s'expliquer également par la nécessité de disposer d'une quantité de fumier suffisante pour que la deuxième culture soit productive, et donc que la taille du troupeau et la surface des pâturages aient atteint une taille suffisante, un processus qui a pu prendre du temps.
Enfin la mise en œuvre des grands équipements comme les moulins à vent et les pressoirs demande un investissement seigneurial ou communautaire.

### Conséquences économiques, sociales et politiques
L'augmentation de la population (elle double en Europe occidentale entre 1000 et 1340 et triple en France où « elle atteint à peu près 15 millions en 1328 ») et de ses besoins en bois, le développement de la métallurgie (consommation de bois de feu), la construction de nouveaux bâtiments agricoles et urbain (consommation de bois de construction) s'ajoutent aux défrichements et essarts qui se multiplient à partir du Xe siècle. La forêt européenne régresse et se dégrade. En réponse, les seigneurs commencent à réduire les droits d'usage des forêts et réglementent les coupes. Les modes d'exploitation en taillis, futaie régulière et taillis sous futaie apparaissent à ce moment.
Selon Mazoyer et Roudart, le rendement devait être de 8 q/ha pour la première céréale de la rotation et de 6 q/ha pour la deuxième. Ce système pourrait supporter une densité de population de 30 habitants par km² dans les zones défavorables (climat froid qui nécessite plus de bois et de fourrage, sol lessivé) et de 80 habitants par km² dans les zones les plus favorables (climat doux, sol de lœss fertile), avec une moyenne de 55 habitants par km², ce qui explique le triplement de la population. C'est surtout un système qui permet aux paysans de dégager d'importants surplus alimentaires, alors que le système précédent permettait juste de nourrir la famille paysanne. Ces surplus alimentaires vont stimuler le développement de groupes sociaux comme les artisans et les commerçants, ainsi que le développement des villes. Les succès de la Hanse ou des foires de Champagne sont une conséquence du développement des flux commerciaux agricoles. En retour, le développement de l'artisanat (métallurgie, charronnerie, bourreliers, métiers du bâtiment) accélère le développement de l'agriculture en assurant la fabrication des outils nécessaires. Des industries d'aval, comme les moulins ou les tanneries se développent également. Les artisans et commerçants qui sont regroupés dans des villes forment des guildes et obtiennent des chartes de franchise, donnant naissance aux communes médiévales. Ces chartes, qui comportent des exemptions de taxes, créent un nouveau groupe de privilégiés (que l'on commence à appeler bourgeois) et renforce le fait que les paysans sont les seuls ou presque à payer des impôts.
L'augmentation de la population stimule les défrichements. De plus, les matériels du système de culture attelée lourde permettent la mise en culture d'écosystèmes jusque-là difficilement cultivables : sols sableux, filtrants et lessivés (incultivables sans apports de fumier), landes, sols argileux lourds (cultivables avec la charrue mais pas avec l'araire), marais côtiers et intérieurs, sols humides, zones froides d'altitude (Alpes, Jura, Carpates, collines et plateaux d'Europe centrale) ou d'Europe du Nord (Pologne, pays baltes, Scandinavie). Ce système s'étend donc dans toute l'Europe, à l'exception des zones les plus septentrionales (taïga, toundra) ou les plus en altitude où les besoins en bois et en fourrage sont trop importants et où survit l’agriculture sur abattis-brûlis et à l'exception des zones de steppe trop arides et des zones méditerranéennes, qui ne connaissent pas de déficit fourrager hivernal justifiant de lourds investissements ; le déficit fourrager estival est compensé par la transhumance, le séchage de l'herbe sur pied et le pâturage dans les maquis et garrigues.
Ainsi vers 1200, en Prusse, alors peuplée par les Borusses, un peuple balte païen, les défrichements ont été précédés de croisades menées par les Chevaliers Teutoniques. Ces croisades furent suivies par l'installation de colons germaniques, connaissant les techniques de la culture attelée lourde, et la constitution d'un bassin céréalier autour de la Baltique dont les exportations étaient assurées par la Hanse. Les moines-soldats de l'Ordre porte une grande attention à l'agriculture ainsi le défrichement et la bonification des terrains du delta de la Vistule permit de gagner 150 000 ha à l'agriculture. Les Borusses disparurent en tant que peuple (Prussiens). Ces mouvements de colonisation germanique ont concerné de nombreuses régions d'Europe de l'Est (Drang nach Osten ou marche vers l'est).
C'est aussi à cette époque que sont aménagés les polders des Flandres, dans les estuaires de l'Aa, de l'Yser et du Rhin. L'expertise des ingénieurs flamands et hollandais sera ensuite appréciée pour l'aménagement des polders des côtes de la mer du Nord, de la Baltique, puis de l'Atlantique (Baie du Mont-Saint-Michel, Marais poitevin, îles de Ré, Oléron et Noirmoutier, estuaire de la Gironde).

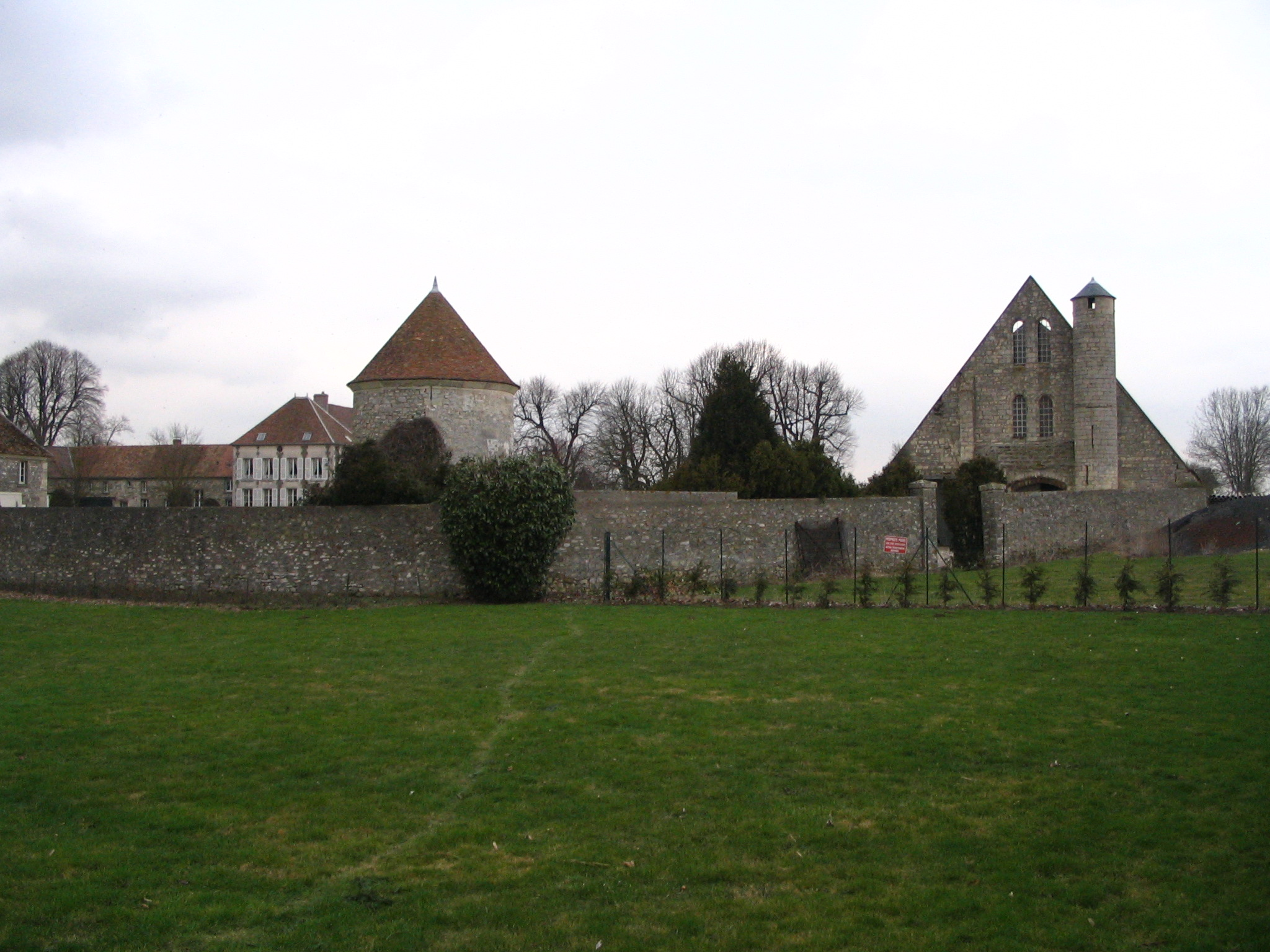
Grange cistercienne de Vaulerent, grange et pigeonnier. Villeron, France, XIIIesiècle.

Les seigneurs encouragent les défrichements en diminuant les impôts sur les terres nouvellement défrichées (essarts), et en investissant (banalité) pour attirer les paysans et les aider à s'installer. Ces installations sont rendues nécessaires par le départ de chevaliers et paysans-soldats vers les pays conquis : Allemands et Flamands vers l'Est, Normands, Angevins vers la Grande-Bretagne et la Sicile, Poitevins vers la Grande-Bretagne, Chypre, la Palestine et même en Castille lors de la Reconquista, expansion italienne et aragonnaise en Méditerranée, puis conquête du Nouveau Monde. Enfin, il faut repeupler les territoires dévastés par les guerres ou les épidémies. En installant la banalité, le seigneur s'assure le monopole de services qu'il pourra ensuite parfois monnayer au prix fort. Les besoins importants en investissements financiers conduisent à la création du contrat de pariage. Un nouveau monde se crée sur les terres défrichées, composé d'investisseurs, de salariés et de paysans libres (censitaires, alleutiers). La concurrence exercée par les denrées agricoles produites à plus faible coût dans les territoires nouvellement défrichés va obliger les seigneurs des anciens terroirs à s'adapter et va progressivement conduire à l'abandon du servage en Europe occidentale. Les corvées manuelles, peu productives, régressent tandis que les seigneurs salarient parfois des laboureurs, propriétaires de leur attelage, pour exploiter leurs propres terres.
Une couche de paysans riches (les grands fermiers qui ne s'inscrivent plus dans le système féodal) prend à ferme les terres des réserves ecclésiastiques ou seigneuriales dont les propriétaires abandonnent la mise en valeur directe dans le quart nord-est de la France à partir de 1450. Ailleurs dans le pays le métayage se développe dans des villages éventuellement remembrés par les seigneurs, c'est le cas de la Gâtine de Parthenay. À l'autre bout de l'échelle sociale les paysans sans terre se multiplient. Le servage reste la règle en Europe à l'est de l'Elbe et en Russie (Servage en Russie).
Les moines cisterciens gèrent de grands domaines. Ils sont particulièrement impliqués dans ces défrichements et l'élevage (ainsi que dans le développement de la métallurgie). Ils mettent au point la pisciculture et l'élevage moderne des lapins avec séparation des sexes. Ils portent une grande attention à l'élaboration de la cire, du miel, des vins (invention des climats à Clos-de-vougeot), des fromages et à l'élevage des pigeons (colombiculture) pour la chair. Ils construisent de magnifiques colombiers permettant, en outre, de récupérer la colombine, un engrais très apprécié pour les jardins. Cet élevage était alors règlementé et réservé aux propriétés seigneuriales et ecclésiastiques, les pigeons se nourrissant gratuitement chez les paysans. Ces productions permettent en effet de passer le carême avec des plats « sans viande » ou réputés tels (lapereaux, pigeonneaux).
En Grande-Bretagne et Espagne, ils sont très fortement impliqués dans l'élevage ovin et la production de laine. En 1535, Henri VIII fit estimer la valeur des propriétés foncières de l'Église et des monastères en Angleterre avant de les confisquer. Elles représentaient 20 % de la valeur totale foncière du pays.
À partir de 1484, les paysans sont représentés marginalement dans les états généraux et provinciaux en France.
Le développement des pratiques d'investissement dans les défrichements, le commerce ou les industries constitue un des actes de naissance du capitalisme. La société des moulins de Bazacle est ainsi la première société par actions connue.

## Échange colombien

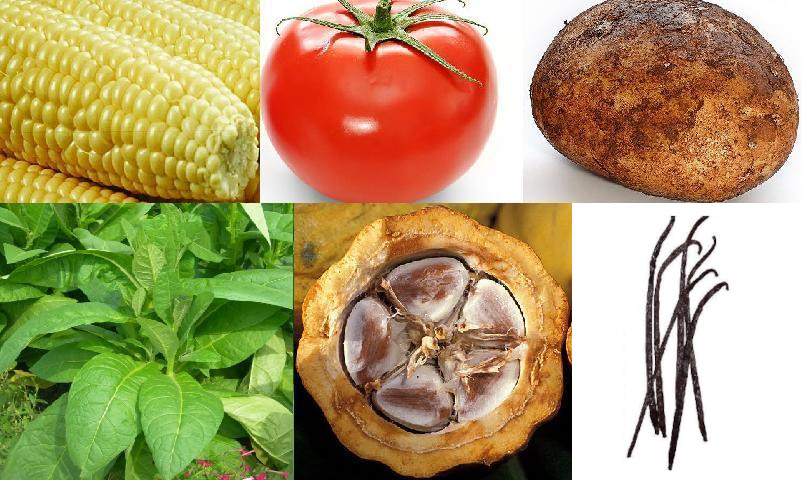
Exemples de plantes domestiquées originaires d'Amérique : maïs, tomate, pomme de terre, tabac, cacao, vanille aujourd'hui considérées comme indispensables.

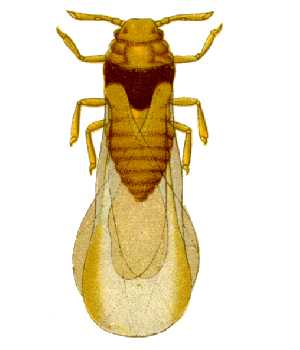
Le Phylloxéra, un ravageur de la vigne venu d'Amérique et finalement combattu en utilisant des plants de vigne venus d'Amérique.

À la suite des grandes découvertes et de la « découverte de l'Amérique », se produit un mouvement d'échange d'espèces entre les différents continents qui modifie en profondeur les systèmes agraires, et entraîne une homogénéisation biotique du monde,. Parmi les espèces domestiques, le haricot, les courges, le maïs, le tournesol, le topinambour, le tabac, la pomme de terre, la tomate, les espèces de fraisiers parentes de Fragaria ×ananassa (fraisier cultivé), le piment, le poivron, la patate douce, le vanillier, le cacaoyer et le manioc originaires d’Amérique s'intègrent aux systèmes agricoles des autres continents. Plusieurs de ces cultures sont capables de croitre en des lieux ou à des saisons où aucune culture de l'Ancien Monde ne poussait précédemment.
Le maïs, qui avait mis 5 000 ans pour se propager depuis le Mexique jusqu'au Saint-Laurent au nord et au Rio de la Plata au sud, se propage sur tous les continents en moins d'un siècle, transporté par les espagnols, les portugais et les français, : arrivée en 1493 en Espagne et au Maroc, en 1496 en Indonésie, en 1517 en Égypte, en 1534 à Sao Tomé, en Europe du Nord (XVIe siècle) puis diffusion vers le bassin du Congo, l'Éthiopie (1623), l'Afghanistan (XVIe siècle), l'Inde, la Chine...
L'introduction de la pomme de terre en Europe provoque une augmentation de la population du fait de sa bonne productivité et de son aptitude à la conservation.
De leur côté, les céréales européennes, le gombo, l'igname, le caféier, la canne à sucre, la banane commencent à être cultivés en Amérique et plus généralement dans toute la zone intertropicale. Le développement de ces cultures dans les colonies européennes est lié à celui de l'esclavage et des plantations.
L'échange colombien concerne aussi les adventices, les bioagresseurs, les pathogènes et parasites du bétail et certaines espèces invasives. Les adventices arrivées en Europe après 1500 sont nommées néophytes. Parmi les espèces d'adventices présentes en Europe et provenant d'Amérique, on peut citer : Amaranthus retroflexus, Ambrosia artemisiifolia, Conyza canadensis, Panicum capillare, Conyza bonariensis, Datura stramonium, Galinsoga quadriradiata. Artemisia verlotiorum et Matricaria discoidea proviennent d'Extrême-Orient, Senecio inaequidens et Oxalis pes-caprae d'Afrique du Sud, Chenopodium pumilio d'Australie.
Ces mouvements d'échange continuent jusqu'à nos jours, à un rythme toujours plus rapide, dû au développement des échanges commerciaux. À titre d'exemple, entre 1492 et 1799, 9 nouvelles espèces d'invertébrés ont été observées en Europe. Entre 2000 et 2007, 153 nouvelles espèces d’invertébrés ont été observées. Le rythme d'implantation de nouvelles espèces d'adventices était d'environ 3 espèces par an jusqu'au XIXe siècle. Il est d'environ 30 espèces par an au XXe siècle,.

## Europe: les révolutions agricoles de 1650 à 1850

### Nouvelles techniques

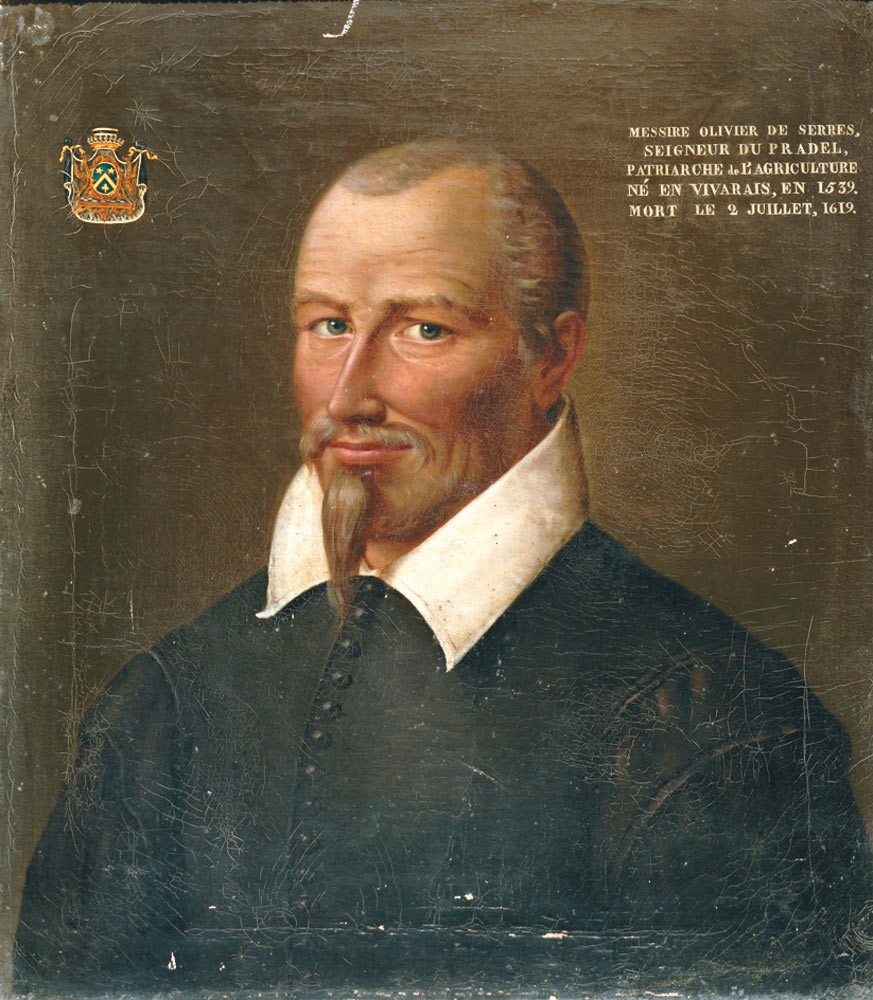
L'agronome français Olivier de Serres

À partir de 1650, au Danemark, aux Pays-Bas, en Angleterre et dans le nord de la France, l'agriculture commence une révolution dans son mode de production comme dans les techniques employées. Dans les régions méditerranéennes, on continue de parler parfois de « culture attelée lourde » pour cette première révolution agronomique, favorisée par des observations codifiées de travaux pionniers comme ceux d'Olivier de Serres (1539-1619) qui préconise l'abandon de l'assolement triennal et de rendre aux cultivateurs la pleine liberté quant à leur choix de cultures : rotations culturales plus variées, avec des cultures de légumineuses en tête de rotation (engrais verts, pois et fèves pour l'alimentation humaine, plantes fourragères pour l'alimentation animale, avec notamment la luzerne considérée comme la plus productive), des plantes sarclées avec fumure (betterave, carotte, légumes pour l'alimentation humaine) et des céréales (blé puis céréale secondaire) qui prennent la place de l'année de jachère céréalière et des périodes de retour à l'herbage,.
Les états tentent de réserver l'usage des grandes forêts à la fourniture de bois d'œuvre pour la construction immobilière et navale; pour cela ils imposent des méthodes de gestion rationnelle et sont bientôt imités par les autres propriétaires forestiers : en France, l'Ordonnance de 1669 de Colbert est ainsi à l'origine du Code forestier. Après avoir perdu le droit de piégeage, les paysans perdent alors progressivement le droit de panage (ou droit de glandage pour les porcs), le droit de pacage en forêt (pour tous les animaux) et le droit d'affouage (prélèvement de bois de feu). Il faut donc compenser la perte de ces ressources communes.
Cette « révolution » repose sur un cycle vertueux : la meilleure alimentation animale permet d'obtenir des chevaux et des bœufs plus puissants, pouvant tirer des machines plus imposantes. Les instruments agraires sont rapidement améliorés. On augmente ainsi la productivité des terres, tandis qu'on utilise les déchets organiques pour faire du fumier, ce qui autorise la suppression de la jachère. En France, un tel modèle perdurera jusqu'au XXe siècle, voire jusqu'à la Seconde Guerre mondiale, tandis que les États-Unis avaient amorcé dès les années 1930 la révolution agronomique moderne.
Le point-clé de ces changements est le passage de la rotation triennale avec jachère à la rotation quadriennale sans jachère. Toutefois, on trouve aussi des rotations de trois ou six ans mais toujours sans jachère ou encore des prairies de longue durée.
Pour conserver à la terre sa fertilité sans jachère, on cultive systématiquement des plantes améliorantes. Celles-ci sont de deux sortes :
- les légumineuses (fabaceae) qui présentent la particularité d'enrichir le sol en azote (qui n'est pas encore connu) grâce à leurs nodosités. Pois, haricots, lentilles, vesces et gesses (jarosse) sont déjà connus, on y ajoute le trèfle et le sainfoin cultivé, fourrages très appréciés. La luzerne cultivée beaucoup plus exigeante apparaît en Espagne au  XVIe siècle. En l'absence de fumure azotée ou organique la différence entre un blé cultivé après trèfle et un blé cultivé après une autre céréale est souvent spectaculaire ;
- les plantes sarclées, dites aussi nettoyantes parce qu'il faut les biner. Au prix d'un travail supplémentaire, on détruit les plantes adventices et leur cycle de reproduction est ainsi rompu. Parmi ces plantes, les plus appréciées sont celles qui possêdent une racine pivotante qui permet d'aller chercher en profondeur les éléments minéraux. Elles contribuent aussi à ameublir le sol. Elles se conservent l'hiver en terre s'il ne gèle pas trop ou en silo. Les variétés fourragères sont proches des variétés potagères et peuvent être consommées en cas de famine. Ce sont les raves : le navet, le rutabaga (navet de Suède, chou-navet), le radis fourrager (il existait des variétés géantes), le panais et la carotte fourragère[266]. La betterave fourragère n'apparait que vers 1750 en Rhénanie[267].

### Suppression de la jachère et des servitudes féodales
La rotation quadriennale semble être apparue au pays de Waes en Flandre au début du XVIe siècle. Très vite elle est adoptée en Belgique, aux Pays-Bas et en Flandre française. Son expansion s'est ensuite heurtée à des obstacles de taille. Cette rotation est en effet incompatible avec les principes de l'assolement triennal et de la vaine pâture qui utilise la sole en jachère comme pâcage accessible à tous. Son application est dépendante de changements politiques :
- aux Pays-Bas, après la guerre de Quatre-Vingts Ans et le départ des aristocrates espagnols, 40 % des paysans se retrouvent propriétaires de leurs terres[269], les autres peuvent obtenir des baux de 21 ans avec un véritable statut du fermage, l'agriculture hollandaise fait figure de modèle[268] ;
- en Angleterre et au Pays de Galles, le Mouvement des enclosures dont les prémices datent de 1235 (Provisions de Merton)[270] s'intensifie vers 1600. Il s'appuie sur des textes juridiques (Inclosure Acts)  qui permettent au seigneur d'enclore d'abord landes et communs à son bénéfice puis finalement d'évincer les paysans de leurs terres. Il se heurte à une forte résistance des paysans pauvres mais ceux-ci peuvent retrouver du travail dans l'industrie naissante. Il reste alors une élite de fermiers riches formés aux traités des agronomes et disposant parfois de capitaux considérables[268]. La rotation quadriennale y est appelée rotation de Norfolk : navets (turneps), orge, trèfle, blé. Le mouvement des enclosures correspond à un affermissement du droit des seigneurs qui usurpent ceux des paysans et les chassent de leurs terres ;
- dans le Nord de l'Allemagne et en Prusse, on observe une tendance similaire (Bauernlegen (Geschichte) (de), expropriation des paysans) aboutissant à la formation de grands domaines seigneuraux comme ceux des junkers de Prusse, Saxe et Silésie et des barons baltes (dans l'Empire russe), et à terme à la modernisation de l'agriculture[271] ;
- au Danemark, la contestation du système féodal aboutit pacifiquement à la réforme agraire de 1786. Les paysans danois restent nombreux et s'enrichissent sur des surfaces modestes grâce aux nouvelles méthodes d'élevage. Le Danemark est aussi un précurseur dans la mise en place de l'instruction agricole[272] ;
- en Suède, Finlande et Norvège, la sortie du système d'openfield et de répartition de l'ensoleillement demandera plusieurs remembrements (Storskiftet) et réformes agraires étalés entre 1749 et 1827 mais, comme au Danemark, les paysans restent nombreux ;

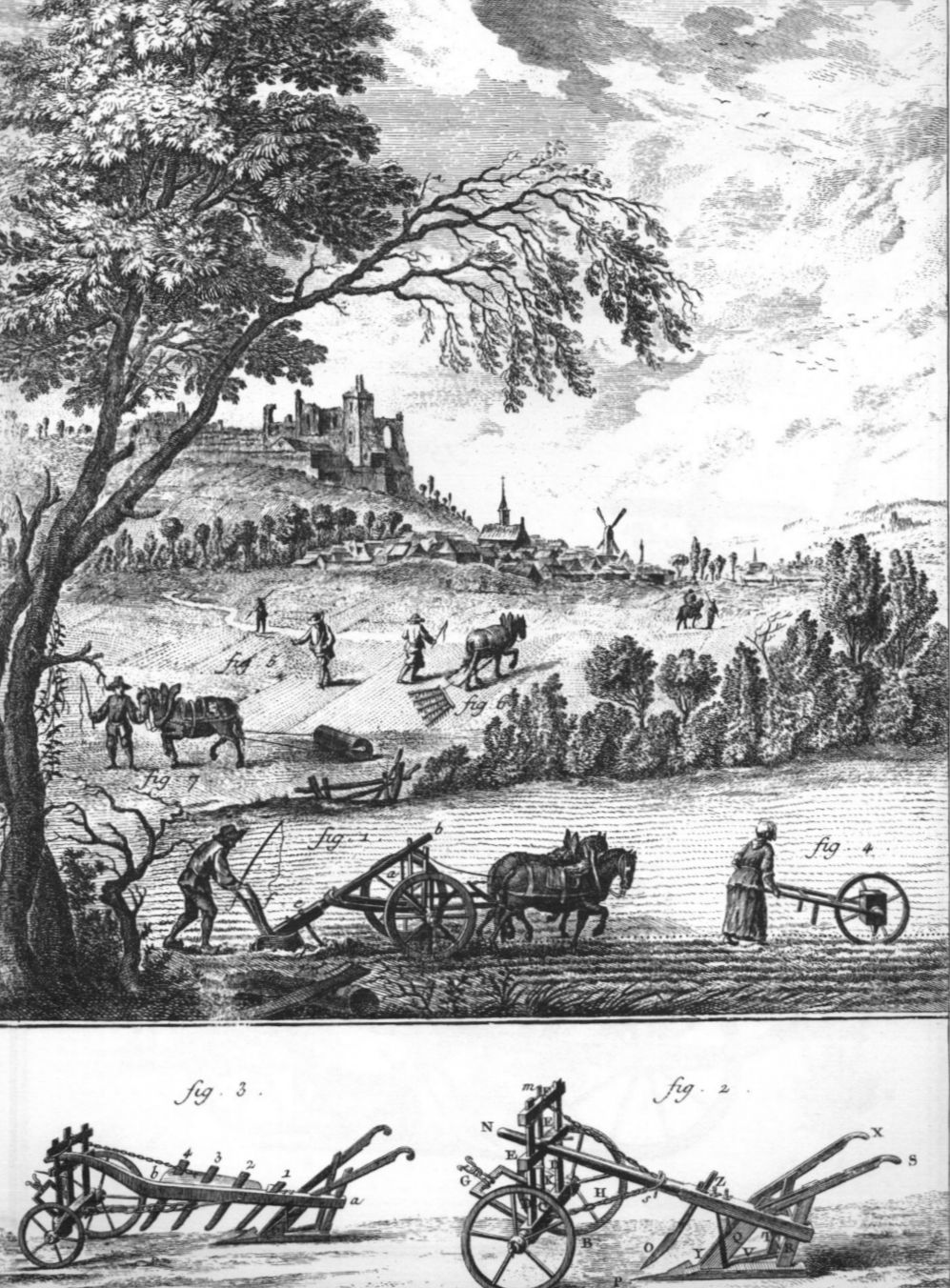
Encyclopédie de Diderot et d'Alembert, scène avec labour, semis, hersage et roulage. En bas à gauche, la charrue de Jethro Tull.
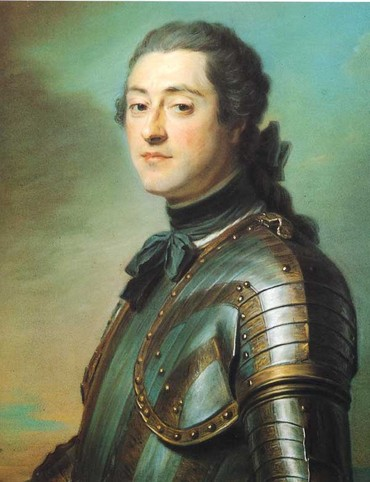
Marc-René d'Argenson, homme d'état proche des physiocrates.
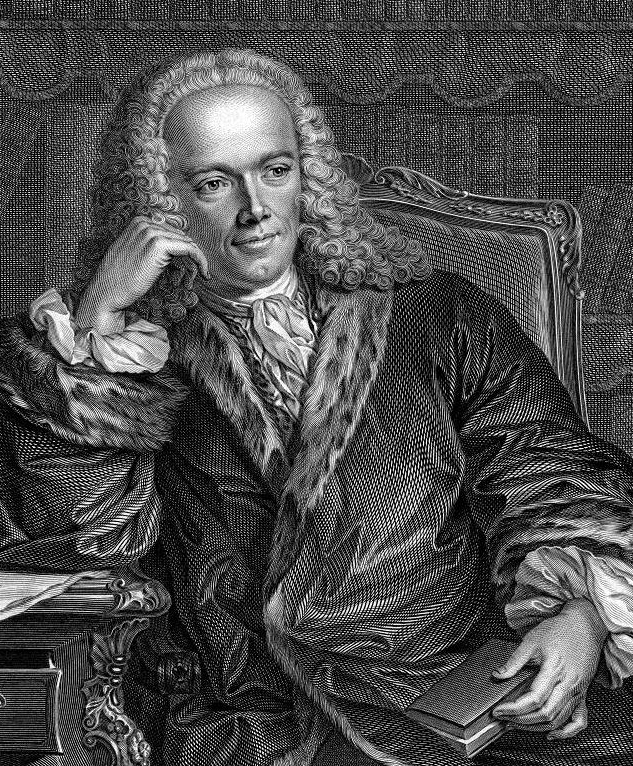
François Quesnay, fils de petits paysans, célèbre physiocrate, auteur des articles « Fermiers », « Grains » et « Hommes » de L'Encyclopédie, il révolutionna l'économie politique
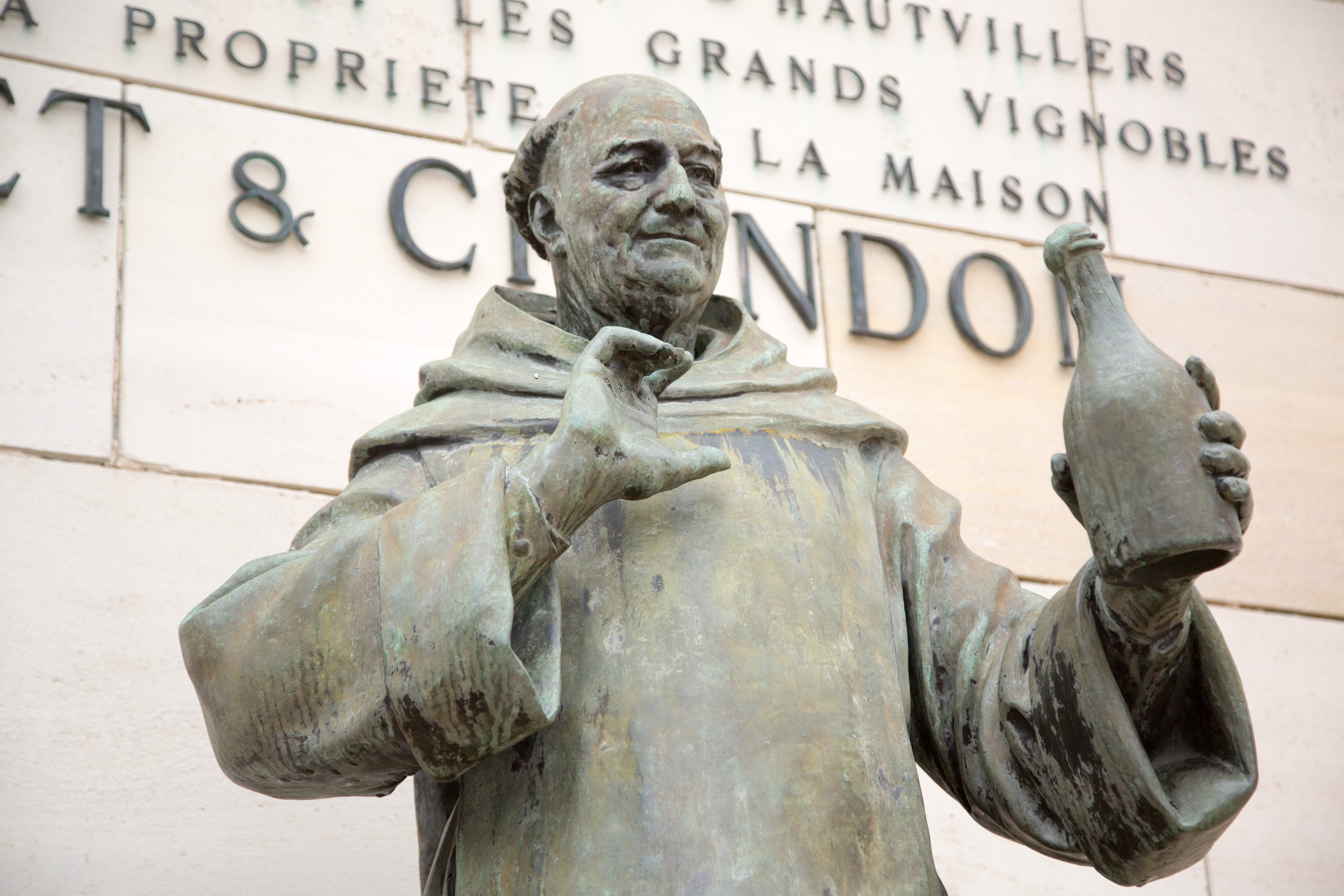
Statue de Dom Pérignon, domaine Moet&Chandon, Épernay, France.
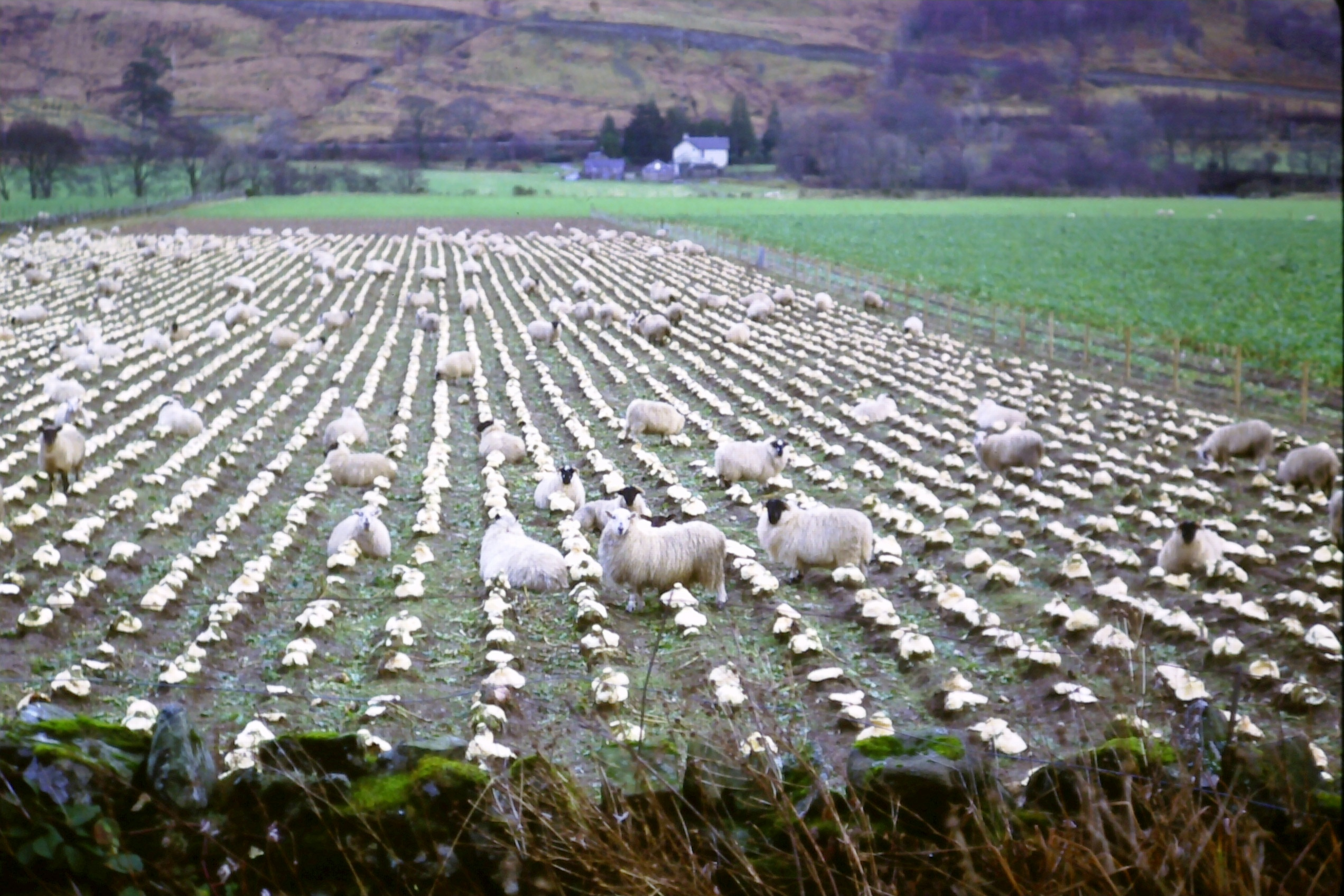
Moutons pâturant des navets fourragers, Argyll (Écosse). Les moutons avaient chassé les tenants (tenanciers) écossais de leurs terres ancestrales.
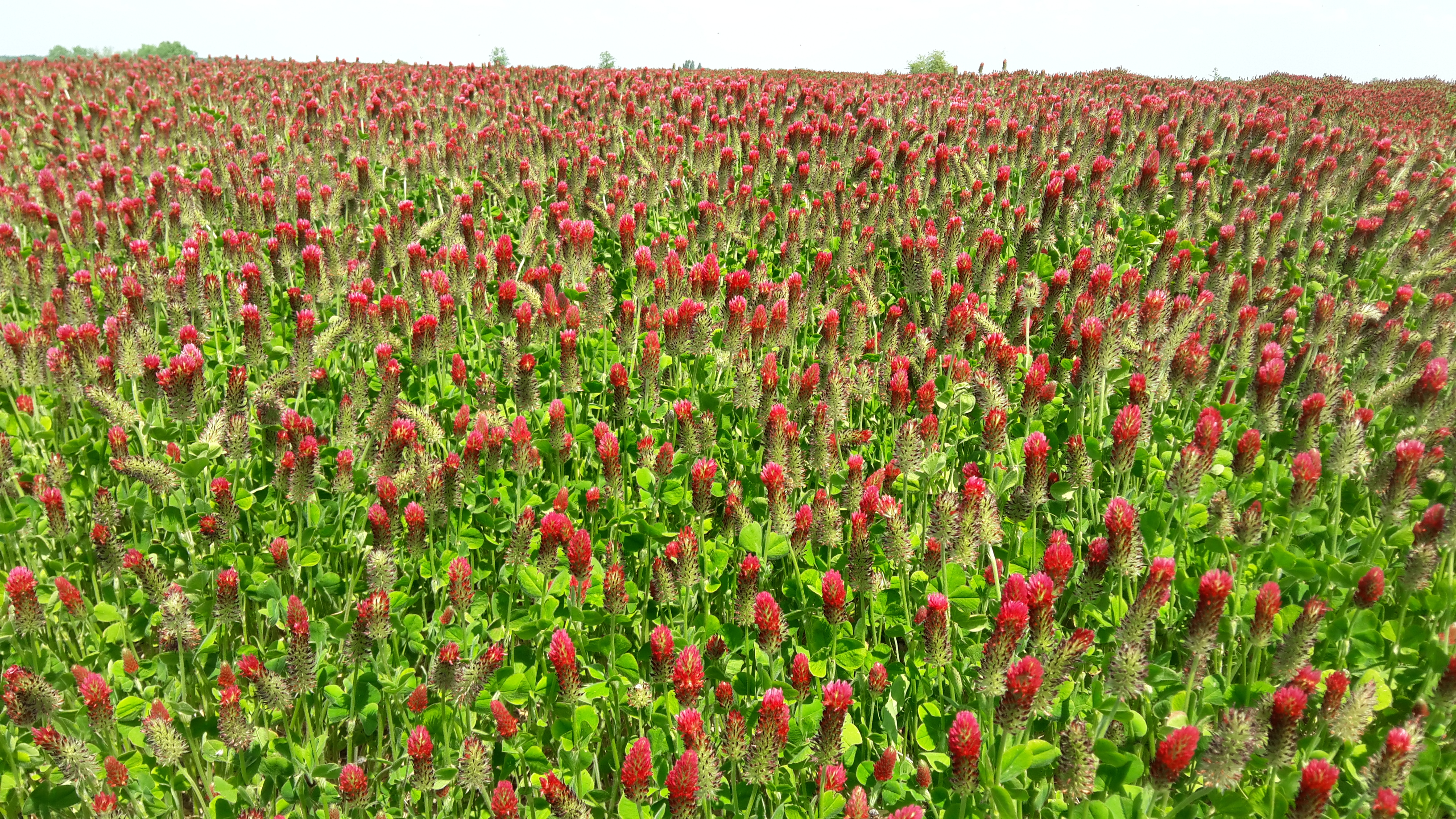
En terrain non calcaire, le trèfle incarnat remplace avantageusement la jachère (racine importante, fourniture d'azote au sol, pâturage apprécié)
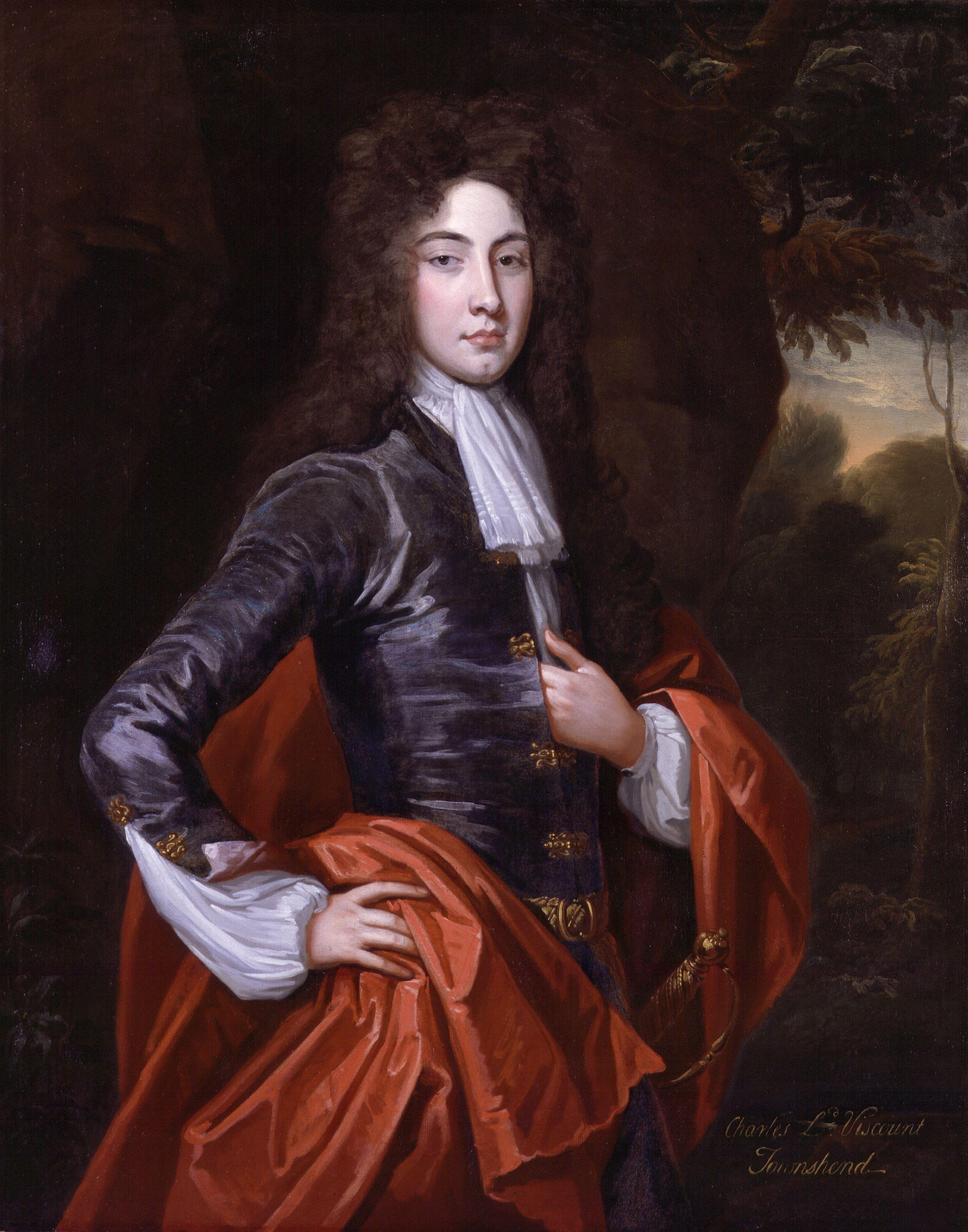
Portrait de l'homme d'état anglais Turnip Townshend (Vicomte Charles Townshend), propagateur de la rotation de Norfolk qu'il expérimenta sur ses domaines dans ce comté
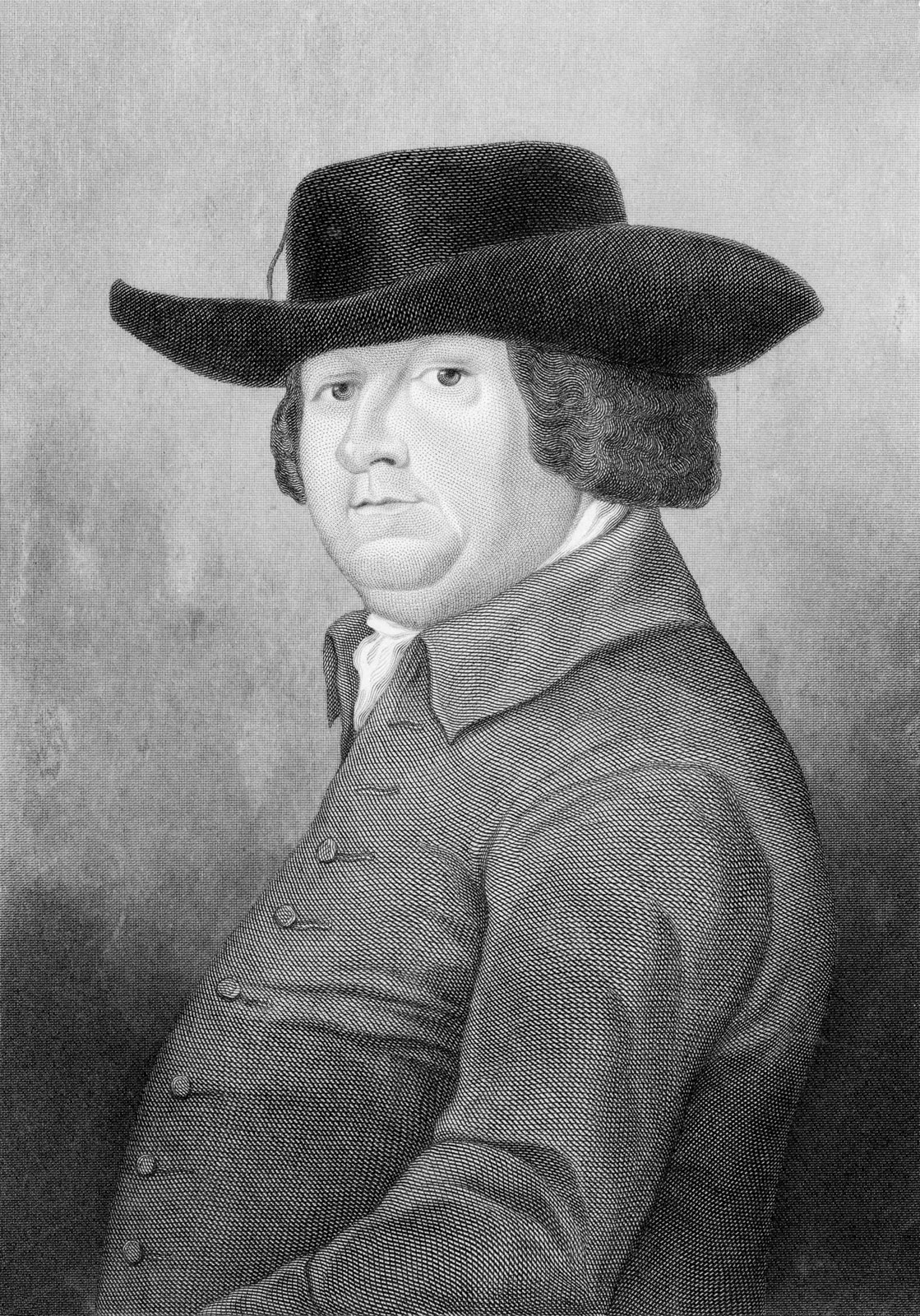
Robert Bakewell (I726-1795), peut être le premier ingénieur zootechnicien ; ses travaux concernent l'amélioration des prairies et la sélection des animaux domestiques.
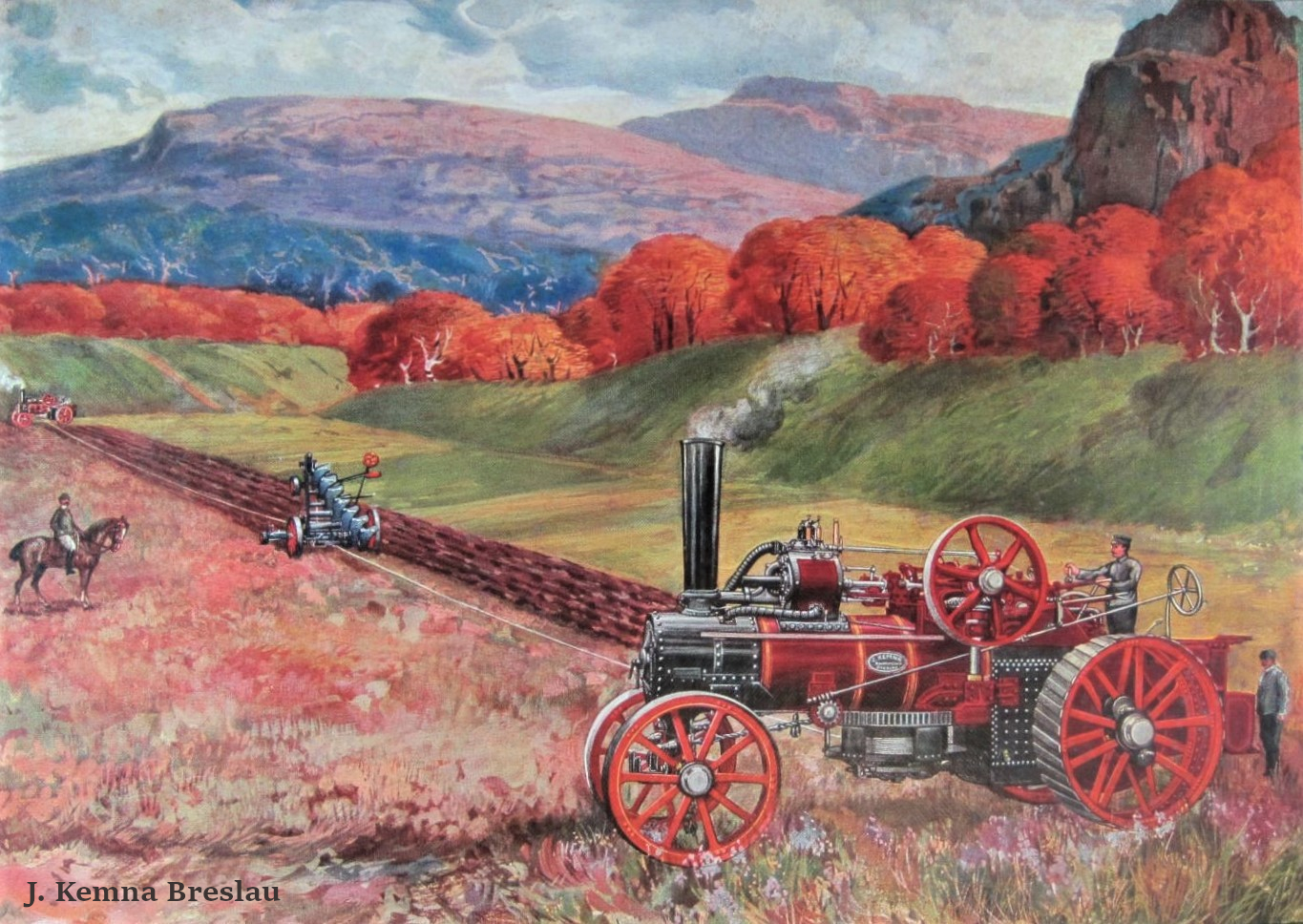
Dans le royaume de Prusse, les seigneurs (junkers) reprirent les terres de leurs serfs et modernisèrent leurs domaines. Affiche publicitaire pour les charrues et locomobiles Kemna fabriquées à Breslau, Silésie.

- en France, les changements expérimentés et souhaités par les physiocrates ne peuvent être appliqués de façon générale qu'à partir de la Révolution qui abroge les servitudes liées au régime féodal. Ainsi Marc-René d'Argenson, ministre de la Guerre de Louis XV, dirigea (en tant que gouverneur militaire) l'assainissement des marais de Rochefort, fut directeur des Haras nationaux où il importa d'Angleterre les méthodes modernes d'élevage des chevaux. Il fit la promotion des cultures de trèfle et de sainfoin, prépara la venue d'un troupeau de Mérinos à la bergerie de Rambouillet (l'Espagne interdisait l'exportation de son cheptel mérinos) et expérimenta sur ses propres domaines. Les meilleures techniques sont détaillées dans les planches de l'Encyclopédie ou Dictionnaire raisonné des sciences, des arts et des métiers qui consacre un de ses livres à l'agriculture. L'Encyclopédie est d'ailleurs dédiée à Marc-René d'Argenson. Cependant les grandes propriétés et grandes métairies peuvent échapper à l'assolement obligatoire ; ces grandes fermes et métairies ont été créées sur de grands domaines, en parculier ecclésiastiques, principalement dans le quart nord-est de la France. Ils étendent la pratique du froissis (coutume du Nord permettant de retirer 5 % de sa surface de l'assolement obligatoire) et innovent ; leur situation de dépendants des grands seigneurs et abbés les obligent cependant à la prudence[248]. Dans le Grand-Ouest et le Massif Central, le maillage du bocage avec des haies régulières se poursuit[273] d'autant plus que le droit d'affouage disparaît ;

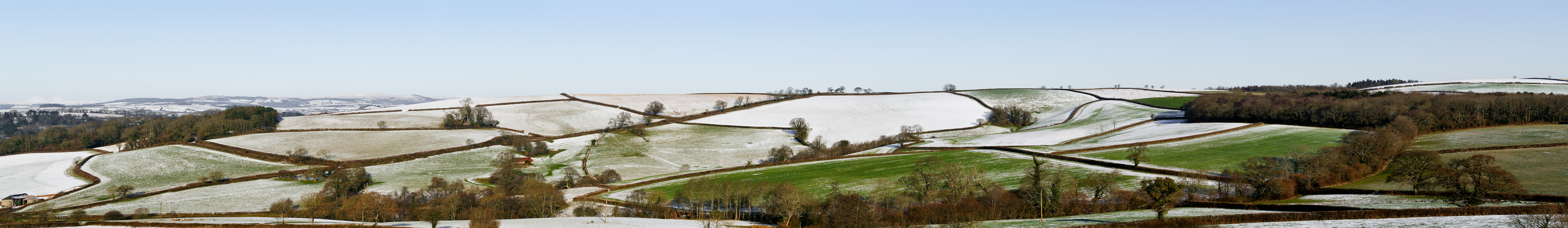
Champs bocagés en hiver dans le Devon. Le bocage a été la façon commune pour les propriétaires de s'affranchir de la vaine pâture aussi bien dans l'Ouest de la Grande-Bretagne que dans le Grand-Ouest français mais en France les seigneurs n'usurpent les droits des paysans que de façon marginale (piégeage, affouage, pannage).

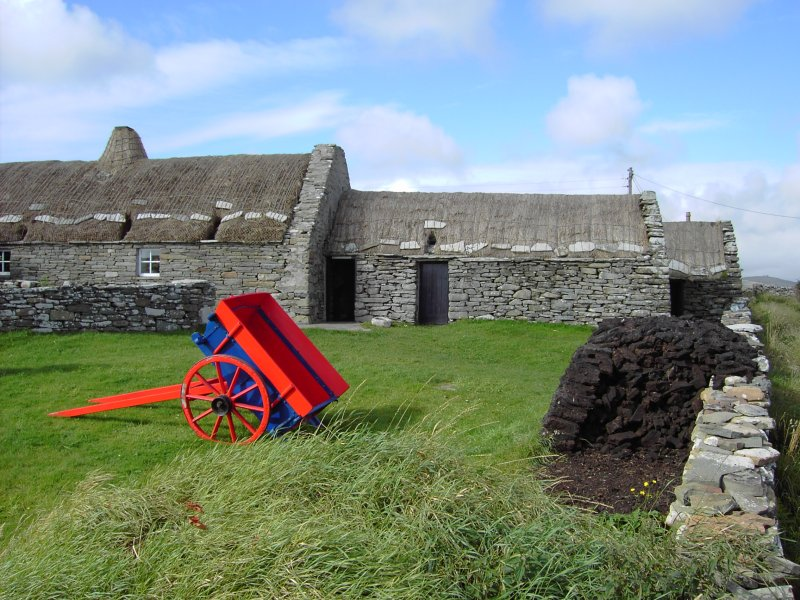
Un croft aux Shetland (musée) : tas de tourbe et toit de chaumes. Accueillant les métayers des Highlands évincés après 1886, ils étaient dotés d'un pré communal.

- en Écosse après les Actes d'Union (1707) avec l'Angleterre, le droit rural anglais est imposé, les grands propriétaires (les leirds qui n'étaient jusqu'alors que des chefs de clan) prennent le contrôle total de leurs terres comme en Angleterre lors du mouvement des enclosures. Leurs paysans (tenants), qui pratiquaient une agriculture diversifiée, sont évincés au profit de l'agriculture nouvelle et de l'élevage moderne des moutons qui demande beaucoup moins de main-d'œuvre. Lors des crises, ils émigreront par centaines de milliers vers les Amériques (Scottish Agricultural Revolution (en)). Le processus est plus lent dans les Highlands, cependant les chefs de clans, survivants des nombreux conflits, finissent par se servir des nouvelles lois aussi. Ce sont les Highland Clearances qui provoquent le déplacement des tenants vers les crofts, de toutes petites tenures le long des côtes où ces paysans vivent de la pomme de terre et du ramassage du kelp (varechs) et de la tourbe. L'apparition du mildiou dans les années 1840 provoque la famine de la pomme de terre dans les Highlands. Les aides alimentaires anglaises sont limitées et subordonnées à la fourniture d'importantes corvées par les paysans, les rébellions sont matées par l'armée. Au total 1,7 million d'Écossais quittent leur patrie entre 1846 et 1852 sur des bateaux souvent affrêtés par les grands propriétaires eux-mêmes, responsables de cette situation. Cette famine, ainsi que celle similaire d'Irlande (Grande Famine en Irlande, 1 million de morts, 2 millions de réfugiés), profite aux grands propriétaires et à l'Empire britannique qui se débarrasse de populations majoritairement catholiques et celtophones, promptes aux révoltes, tout en peuplant les provinces outre-mer[274].

### Innovations dans les productions et les méthodes de conservation
Cette période est aussi le temps d'une amélioration significative des méthodes de transformation et conservation des produits agricoles. Les légumes-racines, en particulier pour les animaux, sont conservés en silos semi-enterrés, recouverts de paille et abrités sommairement. La pomme de terre se conserve en cave et le topinambour simplement en terre. Les salaisons, les fabrications fromagères et la vinification se développent considérablement. La méthode champenoise est définitivement mise au point vers 1700 (Dom Pérignon).
Le petit pois et le haricot vert ne sont pas de nouvelles espèces mais des variétés dont on mange les grains ou les gousses avant maturité. Ce sont des innovations italiennes qui se répandent dans toute l'Europe à partir de 1700.
La culture des asperges violettes ou blanches à gros turions est mise au point progressivement aux Pays-Bas et en France par la pratique du buttage et l'obtention de nouvelles variétés.
La culture du fraisier cultivé apparaît à partir de 1850 en Bretagne (fraises de Plougastel) et en Angleterre à la suite des travaux d'Antoine Nicolas Duchesne.
La culture du cresson de fontaine en fosses inondées, originaire d'Allemagne, se développe largement en France à partir de 1810.
Les cultures sur couches chaudes (terreau mélangé à du fumier en cours de fermentation) ou en serres, alors coûteuses, commencent. La culture du champignon de couche en cave est mise au point en France et celle de la barbe-de-capucins et des endives (des variétés de Cichorium intybus, la chicorée) en Belgique durant cette période. La France est aussi un pays très réputé pour son pain. Cette situation serait due à l'excellence de sa meunerie où l'on utilise comme meules des pierres meulières comme celles de La Ferté-sous-Jouarre qui sont, par ailleurs, largement exportées.

## Colonisations et plantations

### Diversité des colonisations
Sur le très long terme, l'histoire de l'humanité ne semble être qu'une longue suite de migrations, d'invasions et de colonisations. La colonisation est loin d'être une spécificité européenne et de nombreux états actuels trouvent leur origine dans un processus de colonisation subi ou voulu.
Certaines colonisations très progressives se sont déroulées sur des espaces immenses : ainsi la première colonisation de l'Europe par des agriculteurs venus du Sud de l'Anatolie, l'expansion des peuples Yanma et celle des Austronésiens (chapîtres précédents).

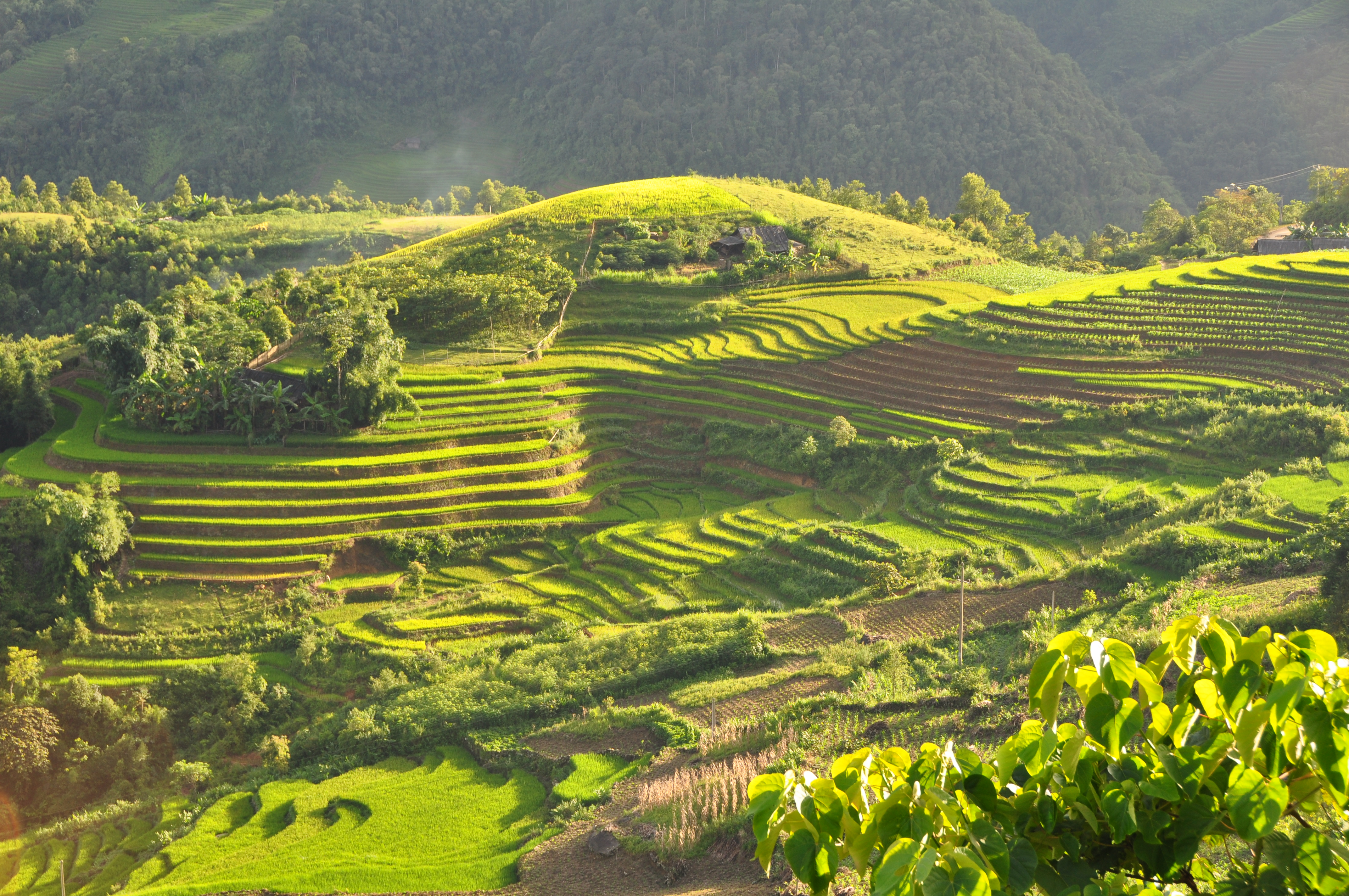
Rizières en terrasses, Sa Pa, bassin du Fleuve Rouge, Viet-Nam.

De même en Afrique, des peuples d'agriculteurs et de pasteurs semi-nomades parlant des langues bantoues colonisent l'essentiel de l'Afrique centrale et australe à partir d'un foyer situé dans le Nord-Ouest du Cameroun à partir de - 1000 (Expansion bantoue). Leur supériorité semble être due à leur connaissance des techniques de l'agriculture sur brûlis, puis du fer. Ils submergent les autres peuples qui sont des chasseurs-cueilleurs ou des pasteurs du Néolithique pastoral des savanes dans le Sud-Est africain.
L'état actuel du Viet-nam trouve son origine dans la migration (Nam tiến (vi), marche vers le sud) des Viêt, un peuple du Sud de la Chine, vers le sud depuis plusieurs millénaires. Les Viêt repoussent progressivement les autochtones vers les montagnes grâce à la supériorité de leurs techniques, en particulier des techniques agricoles apprises avec les Chinois. Ce processus dure jusqu'au XXe siècle; la colonisation française (Indochine française) n'apparaît finalement que comme un épisode, important parce qu'il permet aux Vietnamiens de s'émanciper de la tutelle chinoise.
Les Bugis, un peuple originaire des Célèbes installèrent des comptoirs en Asie du Sud-Est à partir de 1200 et développèrent un commerce intense de la Chine et des Philippines au Nord de l'Australie. Pour ce qui concerne l'agriculture, leur commerce favorisa le développement des rizières, de la soie, du coton et de l'opium. Une dynastie bugi régna sur le Sultanat d'Aceh, premier producteur mondial de poivre dans les années 1820.
Le Sultanat de Mascate (puis Mascate et Oman) fut un état colonisateur transcontinental qui s'étendait sur les côtes et les îles d'Afrique orientale jusqu'aux Comores de 1650 à 1891. Ses marchands y géraient de grandes plantations de girofliers et de cocotiers et pratiquaient la traite des esclaves noirs. Zanzibar était considérée comme la perle de cet empire. Le swahili y a été répandu par les commerçants arabes, il servait de langue véhiculaire.
Certains envahisseurs se contentent de laisser les paysans et leurs systèmes de culture en place et remplacent simplement les anciens systèmes administratifs et commerciaux par de nouveaux leur permettant de percevoir les profits de l'agriculture. C'est ce qui se passe, par exemple lors de l'invasion de l'Égypte par Alexandre le Grand, l'administration perse est remplacée par une administration gréco-macédonienne et le commerce grec est favorisé. Le sort des paysans égyptiens reste le même. Dans le cas de l'invasion de l'Angleterre par les Normands, les seigneurs saxons sont en grande partie remplacés par des seigneurs normands mais le statut des paysans saxons reste le même. Il en va de même dans les anciens territoires lettons et estoniens où à partir de 1200, Danois, Chevaliers Porte-Glaive et évêques impose l'ordre féodal pour le plus grand bénéfice de la Hanse qui considère ces territoires comme un « grenier à blé » (Histoire de l'Estonie).

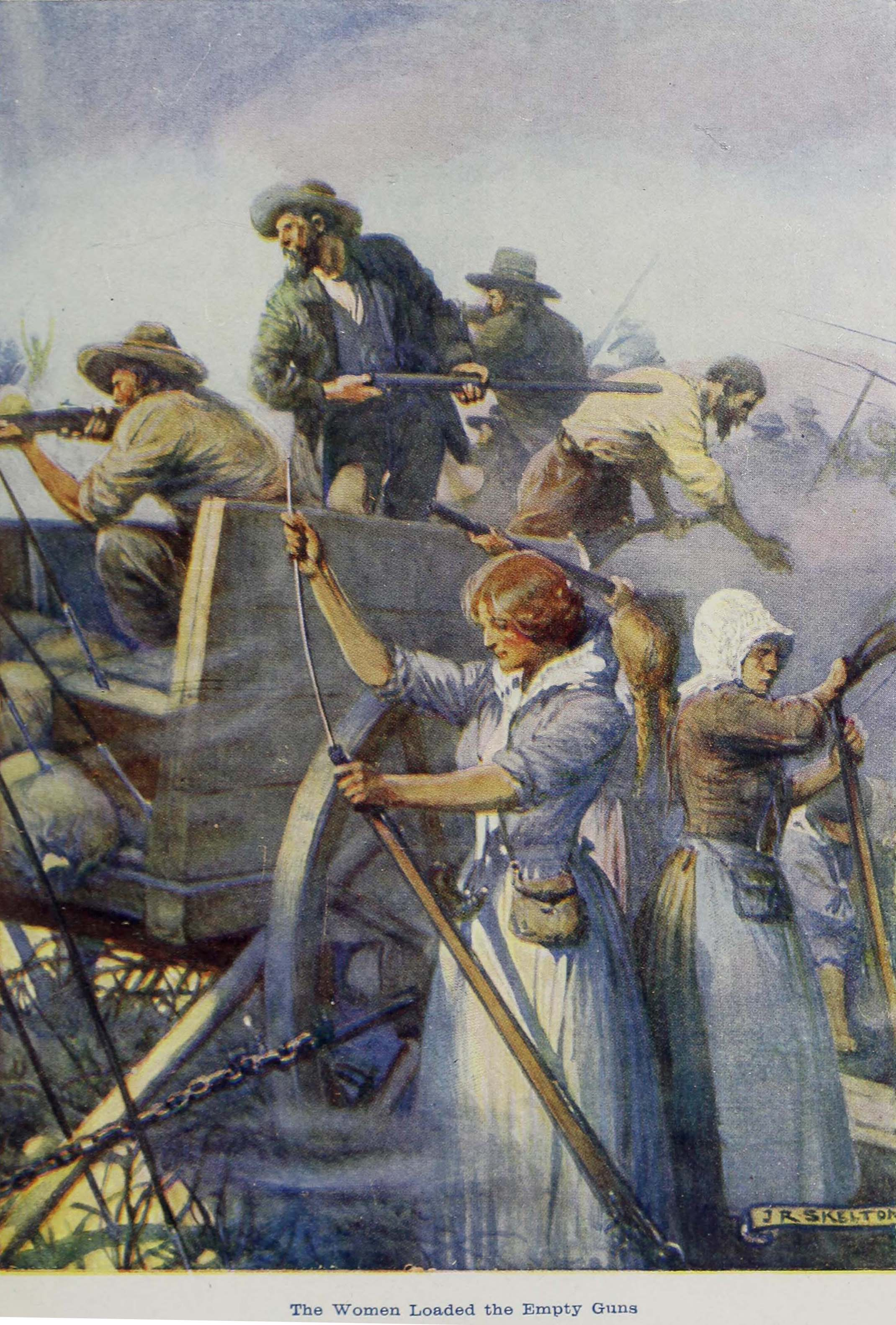
Paysannes boer rechargeant les fusils de leurs hommes lors d'une attaque, 1909.

À partit du XVIe siècle, de nombreux paysans pauvres européens, poussés par les dissentions religieuses, les guerres, la précarité ou la famine émigrent vers les colonies de peuplement européennes puis les nouveaux états ainsi formés. Cette expansion se réalise souvent sur des terres rachetées à bas prix, accaparées ou déclarées libres mais utilisées en réalité par des communautés de chasseurs ou de pasteurs : Afrique du Sud, Australie, Nouvelle-Zélande, Nouvelle-Calédonie, États-Unis, Canada, Patagonie, Brésil, Hauts-Plateaux algériens. En Russie, la colonisation des steppes du sud et de la Sibérie a souvent été motivée par l'opportunité de fuir le servage.

#### Odyssées irlandaises

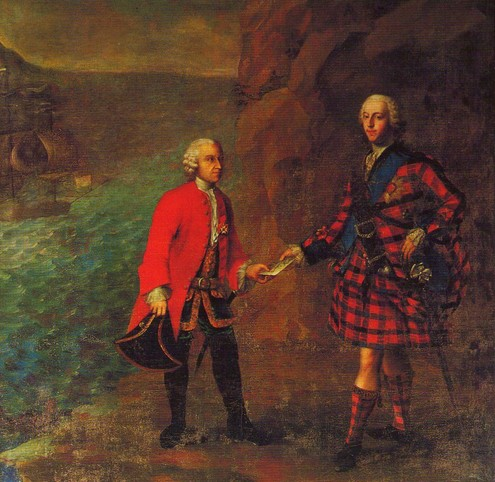
Le marchand irlandais Antoine Walsh, principal armateur négrier de Nantes et planteur à Haïti, avec le prince écossais rebelle Charles Edward, soutenu par la France, à Loch nan Uamh (Lochaber).

Les Anglais, pour affermir leur domination en Irlande, confisquent des domaines, les vident de leur population et y installent des paysans anglais (mais aussi gallois, écossais, hollandais et huguenots). Les premières installations à partir de 1560 sont officiellement faites pour faire progresser l'agriculture irlandaise qui ne maîtrise pas complètement les techniques de la culture attelée lourde. On parle alors de « plantations exemplaires » (Plantations en Irlande). Plus tard, les plantations sont le fait d'une politique ouvertement punitive de la part des Anglais.
Pressés par les plantations, les Irlandais sont obligés d'émigrer. Ils vont d'abord aux Antilles expédiés comme esclaves et en particulier à la Barbade où la culture du tabac est d'un très bon rapport et où ils forment l'essentiel de la population vers 1640. Selon Exquemelin « Cromwell a vendu plus de dix mille Écossais et Irlandais pour envoyer à la Barbade » (Irlandais de la Barbade). Lorsque la rentabilité du tabac diminue, les plantations de tabac sont remplacées à la Barbade par des plantations sucrières, le travail y est plus dur et les Irlandais sont remplacés par des esclaves africains et amérindiens de la province de Caroline (Traite des Amérindiens de Caroline). Une grande partie de ces Irlandais se réinstallent alors dans les autres Antilles (en particulier à la Jamaïque où ils contribuent au développement des plantations sucrières) et aussi dans la Caroline où ils créent à leur tour des plantations de tabac (Histoire de la Barbade). Dans l'est de la province, à partir de 1663 aux mains des huit lords propriétaires de Caroline, les terres, souvent des marécages à bonifier en plantations de riz, ne sont attribuées que si l'on s'engage à employer des esclaves africains dont les conditions de travail sont très dures.
Le vocabulaire irlandais (dont le terme plantation) influencera les créoles anglais et le vocabulaire agricole d'Amérique du Nord. Les Irois (comme on disait) sont aussi très actifs dans le commerce triangulaire (Irlandais de Nantes). Tolkien aurait pris les Irlandais comme modèle de ses Hobbits. Parmi leurs grandes qualités, on remarque leur habileté à cultiver et préparer le tabac et leur goût immodéré pour le fumer.

### Grandes plantations etranching
Lors de son voyage en Amazonie en 1542, Gaspar de Carvajal note que cette région est bien cultivée et abrite une population nombreuse.

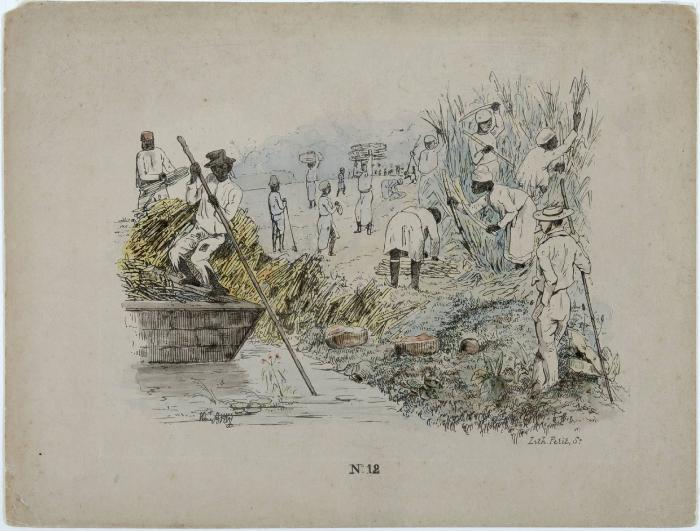
Récolte et transport de canne à sucre dans un plantage néerlandais entre 1840 et 1860. À droite, un blank officier supervise le travail des esclaves

En Amérique du Sud, le choc microbien, qui est postérieur à ce voyage de 1542, provoque la mort rapide de la majorité de la population. Le système agraire alors existant disparaît, les champs surélevés, les vergers et la terra mulata sont abandonnés. La forêt gagne du terrain. Des systèmes de culture sur abattis-brûlis plus simples émergent ensuite. Néanmoins, jusqu'à nos jours, les populations continuent de bénéficier de l'importante densité d'arbres fruitiers issue des vergers pré-colombiens, et de manière plus générale, des modifications environnementales apportées par les peuples pré-colombiens (terra preta et mulata, champs surélevés, ilots forestiers...),.

#### Domaines coloniaux esclavagistes
Aux Antilles, conquises d'abord par les Espagnols, les populations indigènes ne survécurent pas aux maladies et au travail forcé. Les Antilles (sauf l'est d'Hispaniola, Porto Rico et Cuba) furent alors recolonisées par d'autres nations (Angleterre, Pays-Bas, France, Danemark, Suède, Courlande) qui y installèrent des plantations, faisant appel à l'esclavage des Africains, pour la production de sucre, tabac, indigo, coton, cacao, par exemple.

Après la grande période de la Barbade, la canne à sucre y fut partout cultivée.

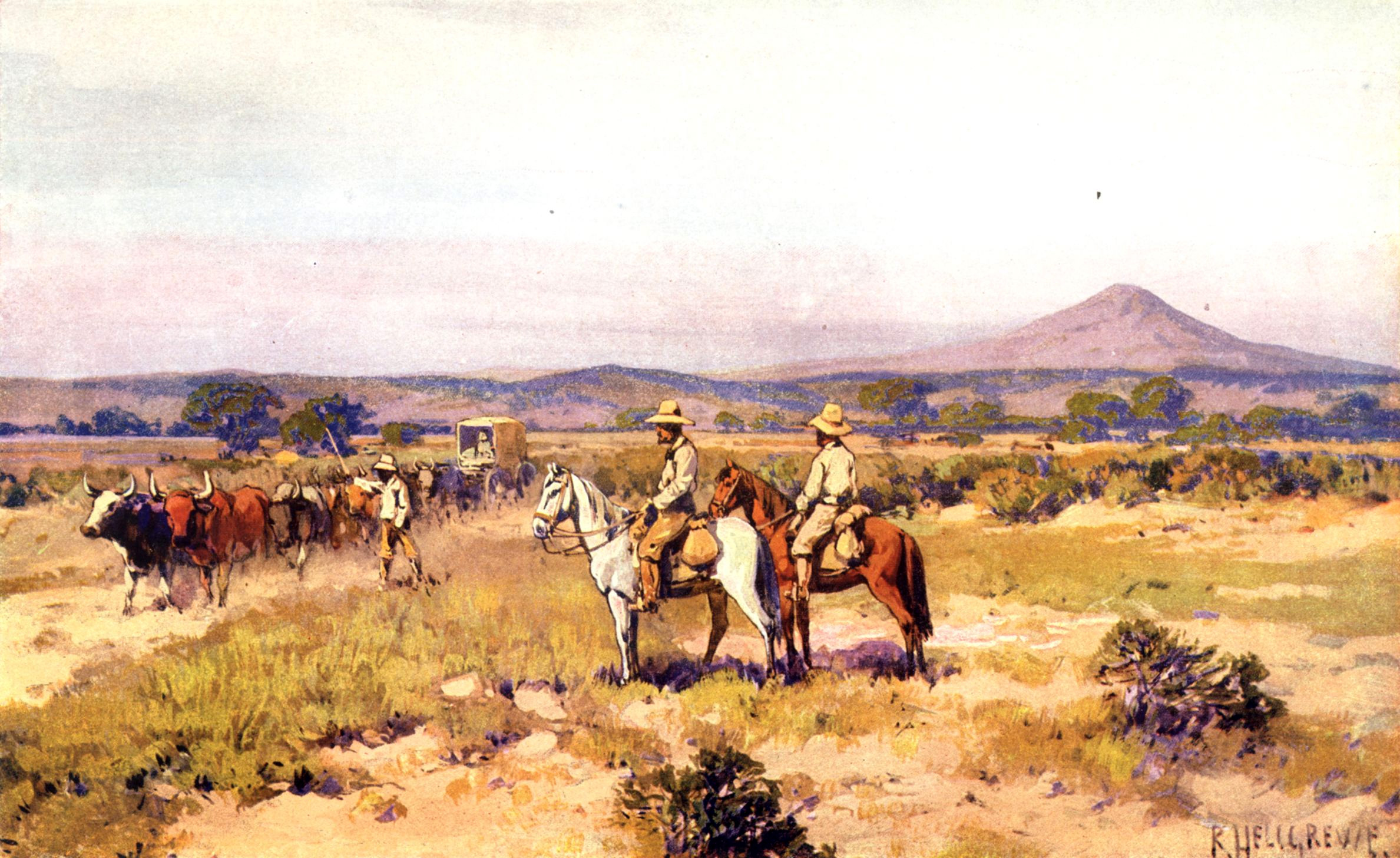
Déplacement d'un élevage appartenant à des colons allemands, Sud-Ouest africain, avant 1911

Haïti fournissait à l'Europe la moitié de son sucre et la Jamaïque, le quart. À Haïti, les ingénieurs français améliorent les techniques de culture, d'irrigation de la canne, les ateliers de fabrication du sucre et du rhum qui deviennent de véritables usines. Haïti fournissait aussi à l'Europe une grande partie de son indigo et de son café (révolution du café), elle rapportait autant à la couronne de France que toutes les colonies espagnoles réunies à la couronne d'Espagne. Sur une population d'environ 500 000 personnes en 1789, on comptait environ dix esclaves pour un libre (blancs, métis, affranchis), (Sugar plantations in the Caribbean (en)). Considérés comme des experts, les planteurs de Haïti sont à l'origine de nouvelles plantations de sucre performantes à Trinité, Cuba et en Louisiane. Après l'abolition de l'esclavage, Cuba devient la première région productrice de sucre. Plantation est aussi le nom retenu en Anglais, on parle de plantage en néerlandais, danois et allemand, d'hacienda en Espagnol, d'habitation aux Antilles et en Guyane françaises.
Dans les régions où l'agriculture intensive n'est pas possible, de grands élevages extensifs d'ovins ou de bovins sont mis en place. C'est le ranching, popularisé par la littérature et le cinéma sur les cow-boys de l'Ouest américain. Cependant cette pratique est originaire d'Espagne (Histoire de la laine et du drap#L'élevage ovin en Espagne). En Amérique hispanophone ces grandes fermes extensives, qui peuvent aussi porter des cultures, sont appelées estancias, au Brésil fazendas, en Afrique du Sud plaas, en Louisiane francophone vacheries et dans la zone du Pacifique stations. Ce type d'élevage a aussi été pratiqué par les Soviétiques en Sibérie et en Asie centrale, par les Français sur les Hauts-Plateaux algériens et en Nouvelle-Calédonie et par les Allemands dans le Sud-Ouest africain où il aboutira à la révolte des tribus contre l'extension des élevages et le contrôle des points d'eau et finalement au massacre des Héréros et des Namas (1904-1911) par les troupes allemandes avec le passage par des camps de concentration.

#### Après l'esclavage, l'éviction des populations rurales et le travail sous contrat léonin

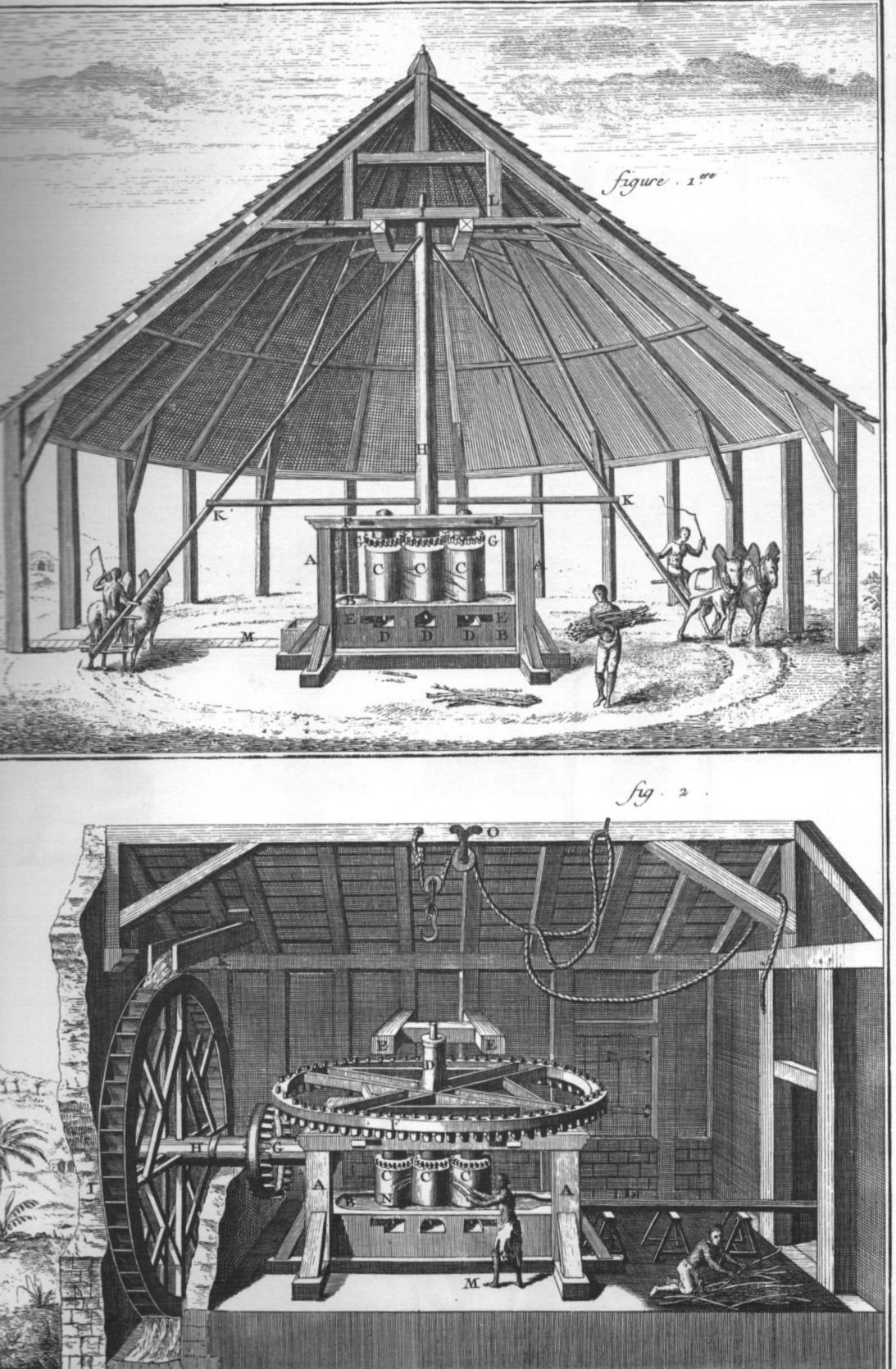
Une des planches "sucrerie" de L'Encyclopédie de Diderot et d'Alembert

En Amérique, l'accès à l'indépendance des colonies au XIXe siècle a entraîné, en fait, une expansion des pratiques de plantations et de ranching, due à l'afflux de migrants et à la course à la colonisation interne de certains états (États-Unis, Mexique, Brésil, Argentine, Chili). Les ranches repoussent les éleveurs nomades traditionnels vers des contrées plus difficiles et sont à l'origine de véritables guerres comme dans l'Ouest des États-Unis (guerres indiennes), contre les Indiens Mapuches et Ranquel en Patagonie (conquête du Désert) et au Chili (occupation de l'Araucanie). La colonisation galloise du Chubut en Argentine est plus pacifique.
En Afrique du Sud, en Australie et en Nouvelle-Zélande, l'élevage extensif repousse aussi les populations locales. La colonisation britannique de l'Australie, à partir de 1788, introduit l'agriculture dans une île qui commençait seulement à la découvrir. La population indigène de Tasmanie est totalement exterminée par les colons.
En Amérique tropicale, dès la fin du XIXe siècle, des firmes américaines mettent en place d'immenses plantations. Ces firmes deviennent parfois plus puissantes que les états indépendants et en profitent pour installer des gouvernements à leur dévotion (république bananière). La plus connue de ces firmes fut la United Fruit Company, aujourd'hui Chiquita Brands International. La Hawaïan Pineapple Company soutint efficacement le coup d'état de 1894 qui permit de renverser la reine Liliʻuokalani puis aux États-Unis d'annexer Hawaï en 1898. C'est aujourd'hui la Dole Food Company, seconde compagnie bananière mondiale. La Compagnie Fruitière (Marseille, France) créée en 1939, est, après le rachat d'une partie des actifs de Dole, la première compagnie fruitière opérant en Afrique (2014).

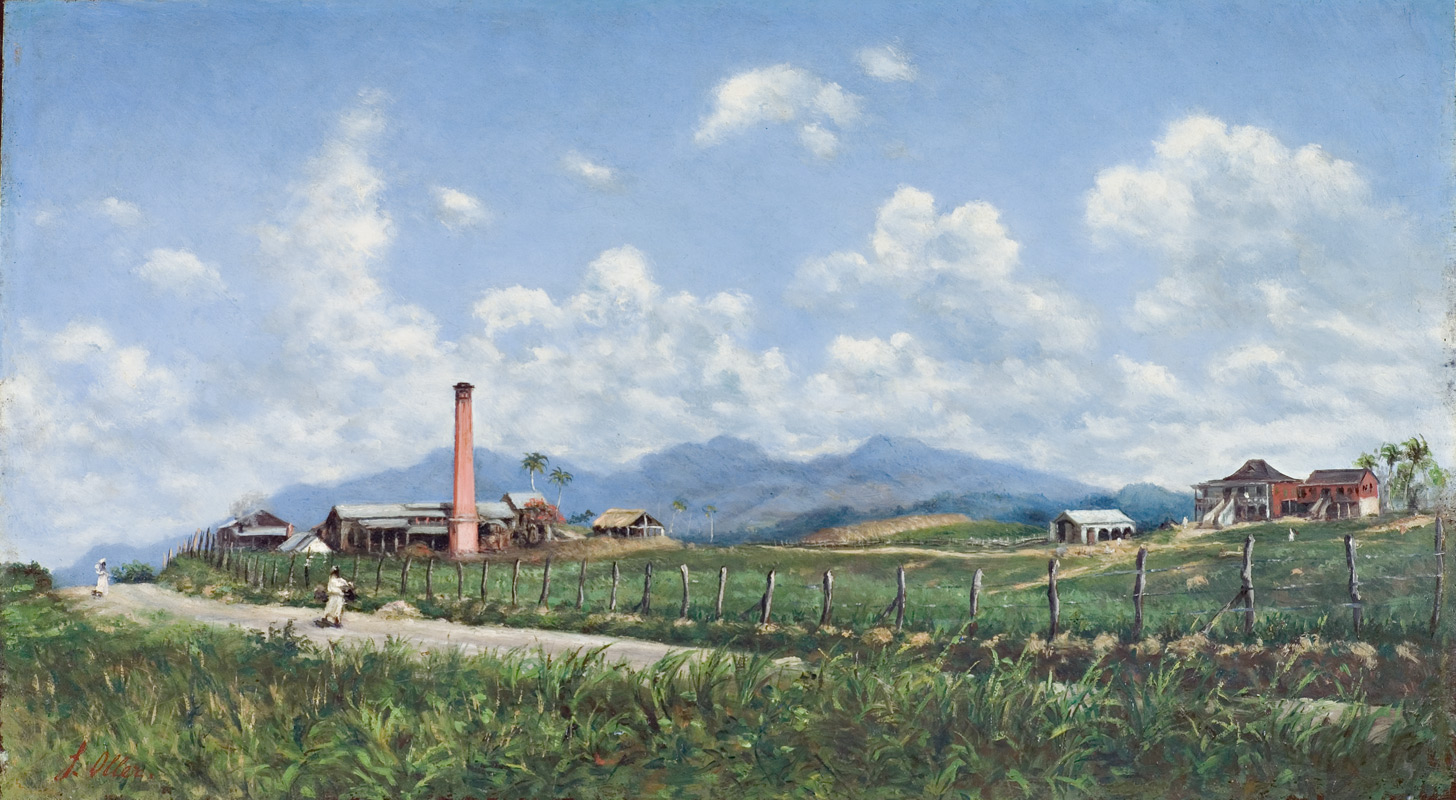
Une hacienda à Porto Rico en 1899 (au moment où l'île est annexée par les États-Unis). Hacienda Aurora de Francisco Oller.

À la fin du XIXe siècle, après l'interdiction de l'esclavage, dans certaines zones tropicales, des plantations furent mises en place dans les colonies pour des cultures de type industriel comme l'hévéa, le cacaoyer ou le palmier à huile. Ces plantations étaient établies soit sur des terrains expropriés où l'on employait des travailleurs libres déplacés (coolies) soumis à des conditions très dures selon les contrats d'indenture ou d'engagisme, soit sur les terres des paysans selon des systèmes proches du travail forcé. Ce fut le cas dans les Philippines américaines, sur l'île de Formose japonaise (canne à sucre, riz), au Suriname et dans les Antilles néerlandaises, en Malaisie et sur Ceylan britannique, au Congo belge et aux Comores (plantations de vanilliers et de plantes à parfum comme l'ylang-ylang) et en Indochine française... Les coolies étaient principalement Indiens ou Chinois mais pouvaient provenir de n'importe quels endroits du globe. Il y eut comme travailleurs soumis à ces types de contrats des Irlandais, des Bretons, des Malgaches, des Mélanésiens en Australie (Blackbirding), des Japonais (Immigration japonaise au Brésil), des Népalais dans les plantations britanniques de thé en Inde (Histoire du thé), des Indonésiens en Nouvelle-Calédonie où les conditions imposées par les Français étaient un peu moins dures que celles des Hollandais en Indonésie (Indonésiens de Nouvelle-Calédonie).

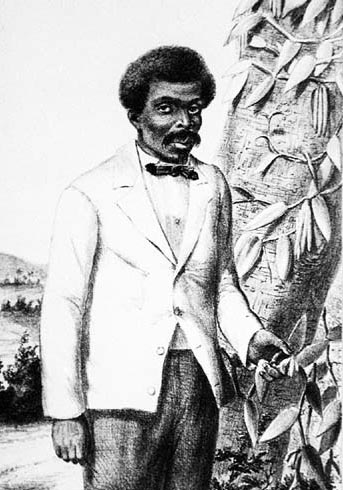
Portrait de Edmond Albius qui inventa, alors jeune esclave à La Réunion, une méthode révolutionnaire de pollinisation de la vanille

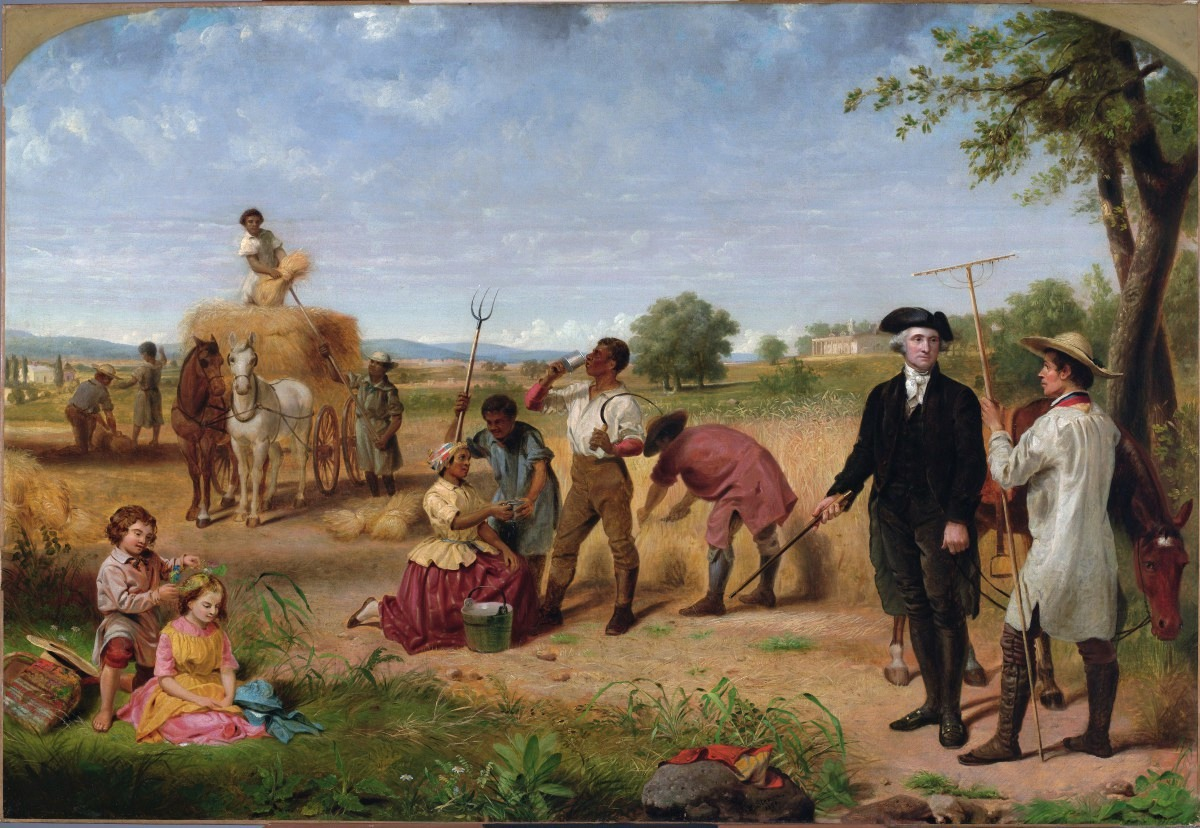
George Washington, premier président des États-Unis, était aussi un riche planteur esclavagiste impliqué sur son domaine. Moisson à la faucille et liage manuel des gerbes. Junius Brutus Stearns, 1851.

Même au Liberia indépendant, les Americano-libériens (Americo-Liberians (en)), anciens esclaves ou descendants d'esclaves des États-Unis devenus maîtres du pays, imposèrent le travail forcé dans les plantations de caoutchouc aux populations indigènes.

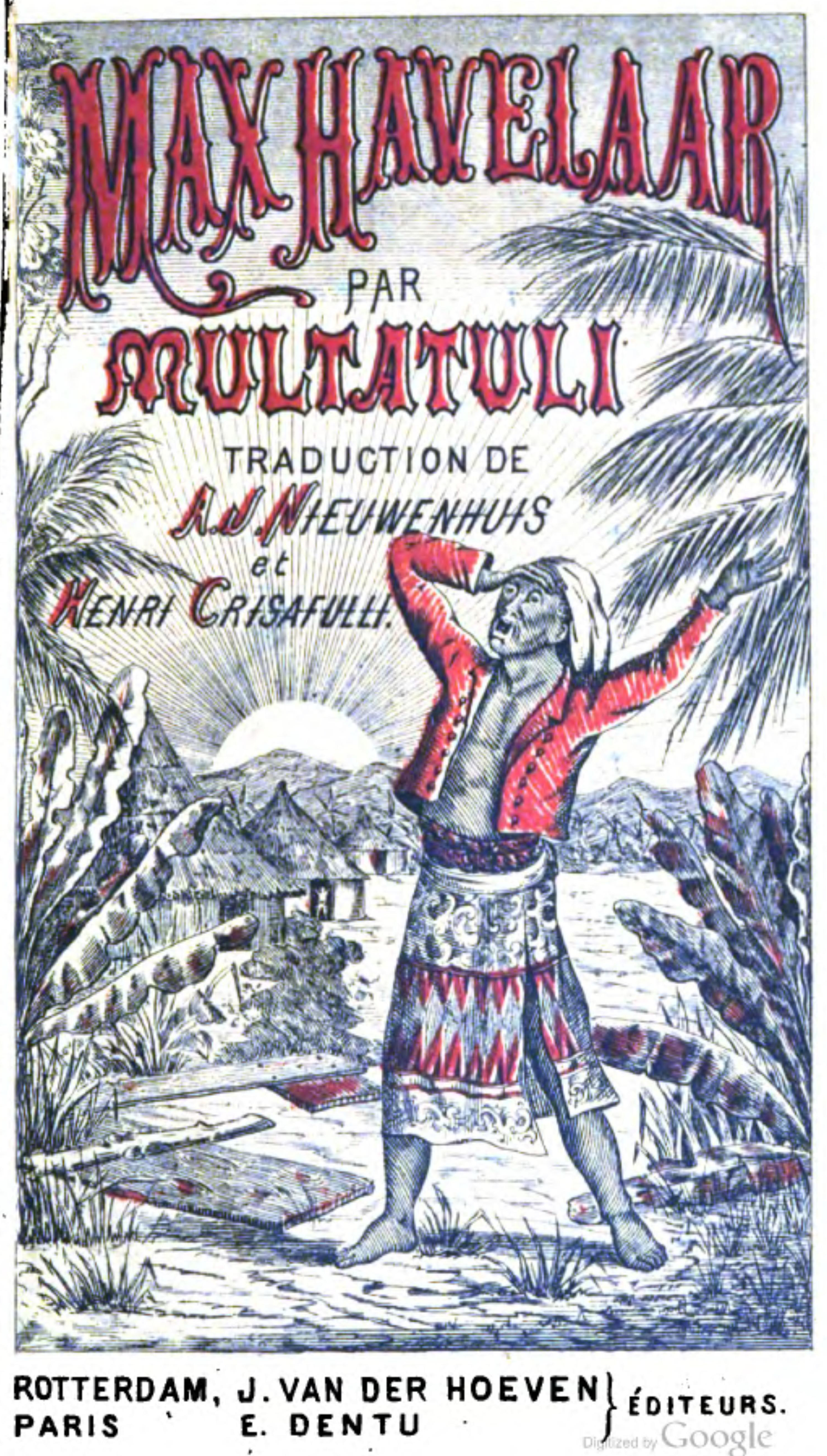
Première édition française de Max Havelaar, 1876

L'exemple le plus achevé de ces systèmes fut sans doute le cultuurstelsel (appelé Tanam paksa, soit plantation forcée en indonésien) aux Indes orientales néerlandaises devenues une immense plantation où les paysans étaient obligés de consacrer une grande partie de leur temps et de leur terre aux cultures d'exportation : café, thé, indigo, hévéa, sisal, quinquina, opium, tabac. Il fut aboli en 1870 mais les grandes lignes du système persistèrent. C'est dans ce contexte que fut écrit Max Havelaar (roman) en 1859.
Le prélèvement de bonnes terres pour ces productions d'export contribue aux grandes famines du siècle car, dans les zones traditionnelles, les rendements stagnent, ils n'augmenteront vraiment qu'avec la révolution verte. On peut citer, outre les famines en Irlande et Écosse, les famines des années 1840 aux Indes orientales néerlandaises, la famine en Inde de 1866 et la famine algérienne de 1866-1868. Les administrations coloniales auront compris trop tard la nécessité de disposer de capacités de stockage accrues et de moyens de transport suffisants (voie ferrée) pour approvisionner les régions où le système colonial fait regresser la part des cultures vivrières.

## Progrès de l'agronomie et mécanisation auXIXesiècle

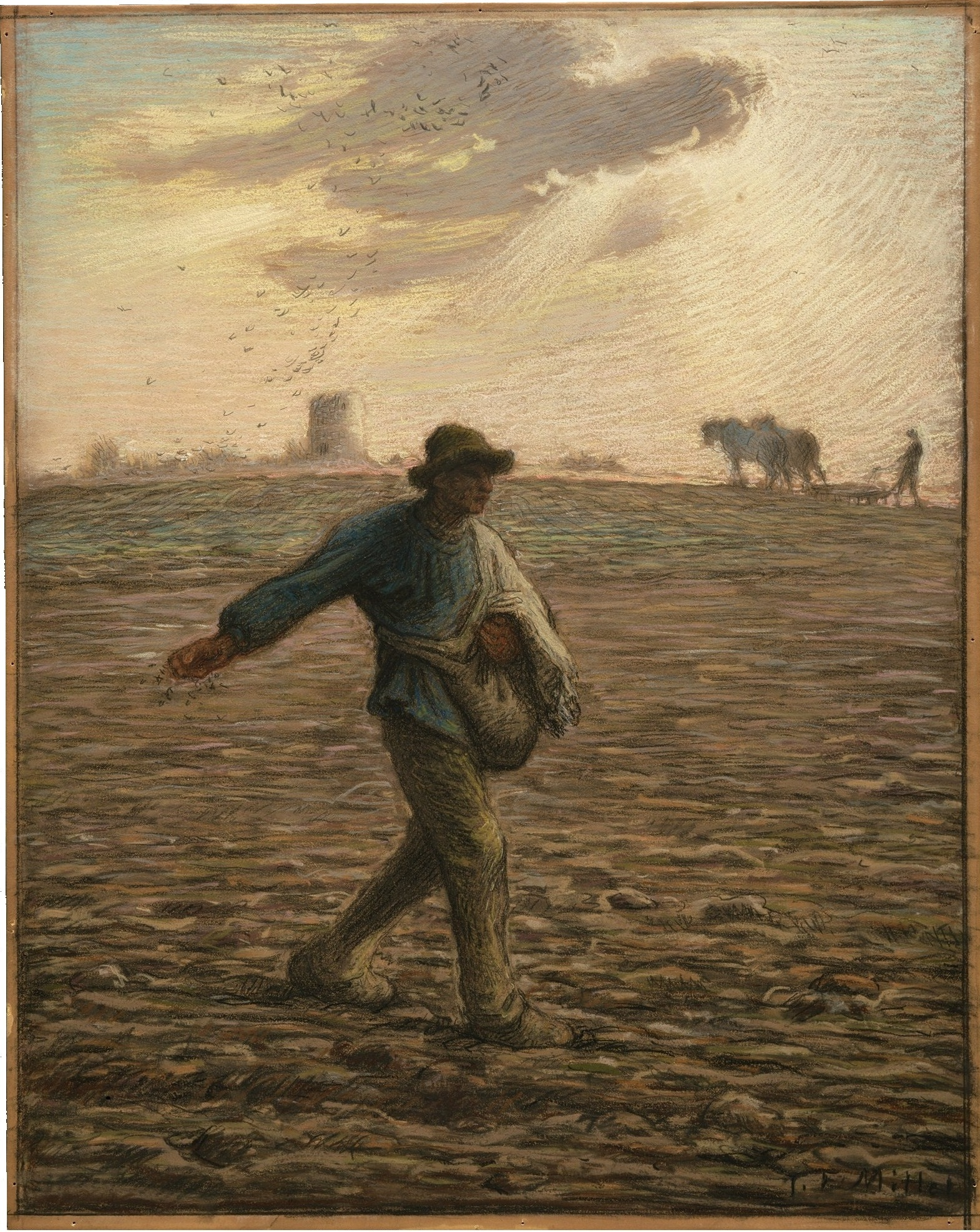
Le Semeur
Jean-François Millet, 1865
Clark Art Institute

Jusqu'au début du XIXe siècle, l'agriculture était souvent autosuffisante, et fournissait à l'homme l'essentiel de son alimentation et de son énergie, les surplus commercialisés représentant souvent une part mineure de la production. Cette agriculture était renouvelable, tant qu'il n'y avait pas surexploitation. La chaîne de conversion énergétique végétaux → animaux → énergie était de faible rendement, mais elle générait aussi des sous-produits utiles comme le fumier.
À partir de la deuxième moitié du XIXe siècle, les pratiques agricoles évoluent fondamentalement, avec l'utilisation des énergies fossiles (charbon, pétrole), les développements de l'agronomie, les progrès de la chimie inorganique, l'introduction des engrais minéraux et l'intensification de la mécanisation avec l'apparition du machinisme agricole marqué par quelques innovations majeures. De nouveaux outils (charrue réversible, bineuse, semoir mécanique de Tull) et matériels de récolte comme la faucheuse de McCormick, les arracheuses de pommes de terre et de betteraves, la moissonneuse de Bell (en), la batteuse à manège, la moissonneuse-lieuse, la moissonneuse-batteuse (toutefois son utilisation qui demande beaucoup de puissance ne se développera que vers 1950)… améliorent l'efficacité de diverses opérations coûteuses en temps.
À partir des années 1800, les agronomes vont progressivement comprendre que la structure du sol, c'est-à-dire l'arrangement des parties qui le composent, leur taille (texture du sol) et l'activité des êtres vivants qui s'y trouvent conditionnent la circulation de l'eau, de l'air et des éléments nutritifs sous sa surface. Les éléments inertes s'assemblent pour former le complexe argilo-humique (CAH) qui sert de réservoir nutritif. L'absorption de l'eau et des éléments nutritifs dépend donc de cette structure. Elle détermine en fin de compte la fertilité de ce sol.

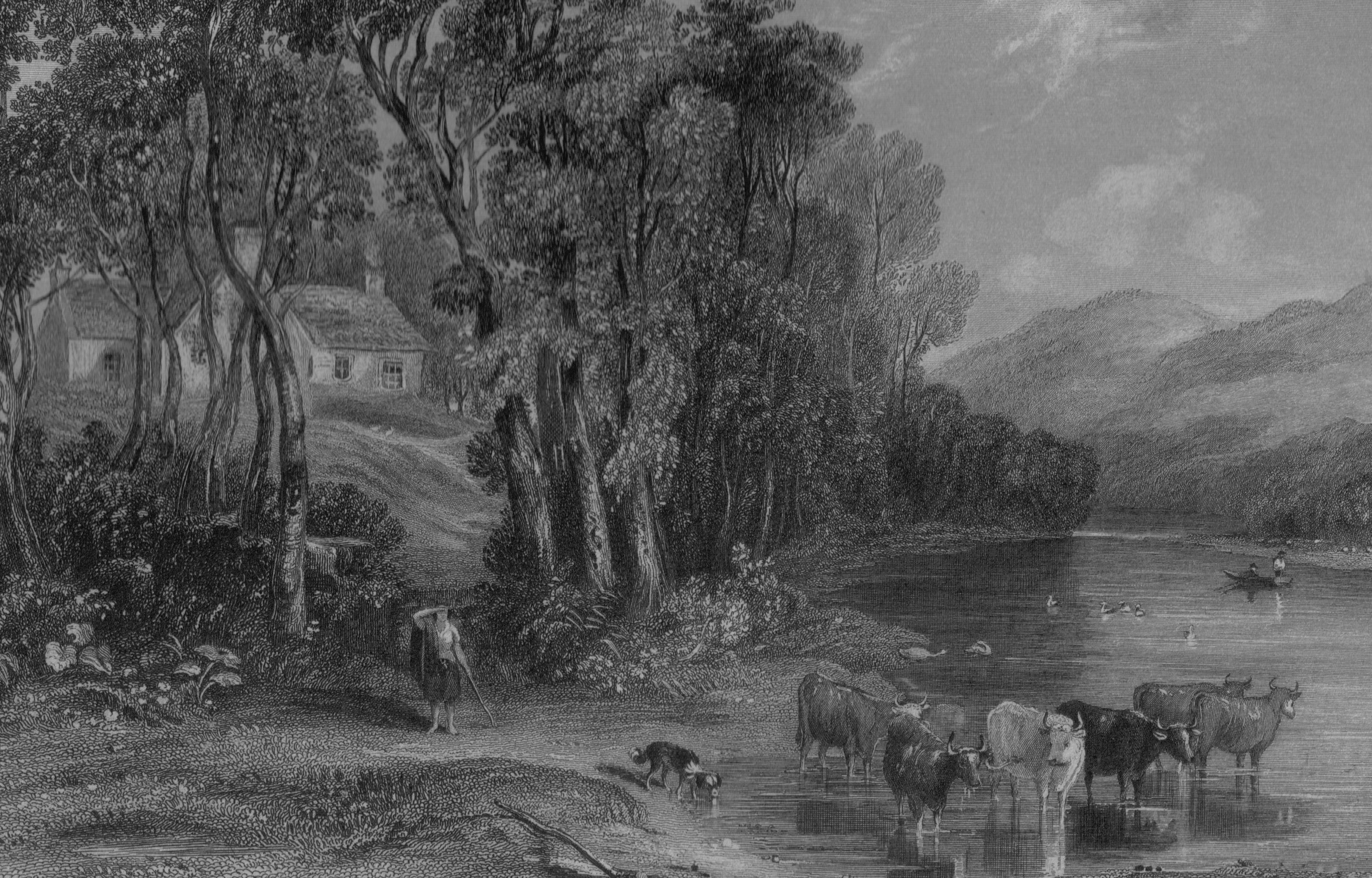
Ellisland Farm, vers 1840, où vécut le paysan et poète Robert Burns, dit le Barde de l'Écosse. Dans sa jeunesse, il fut aussi tenté par l'émigration
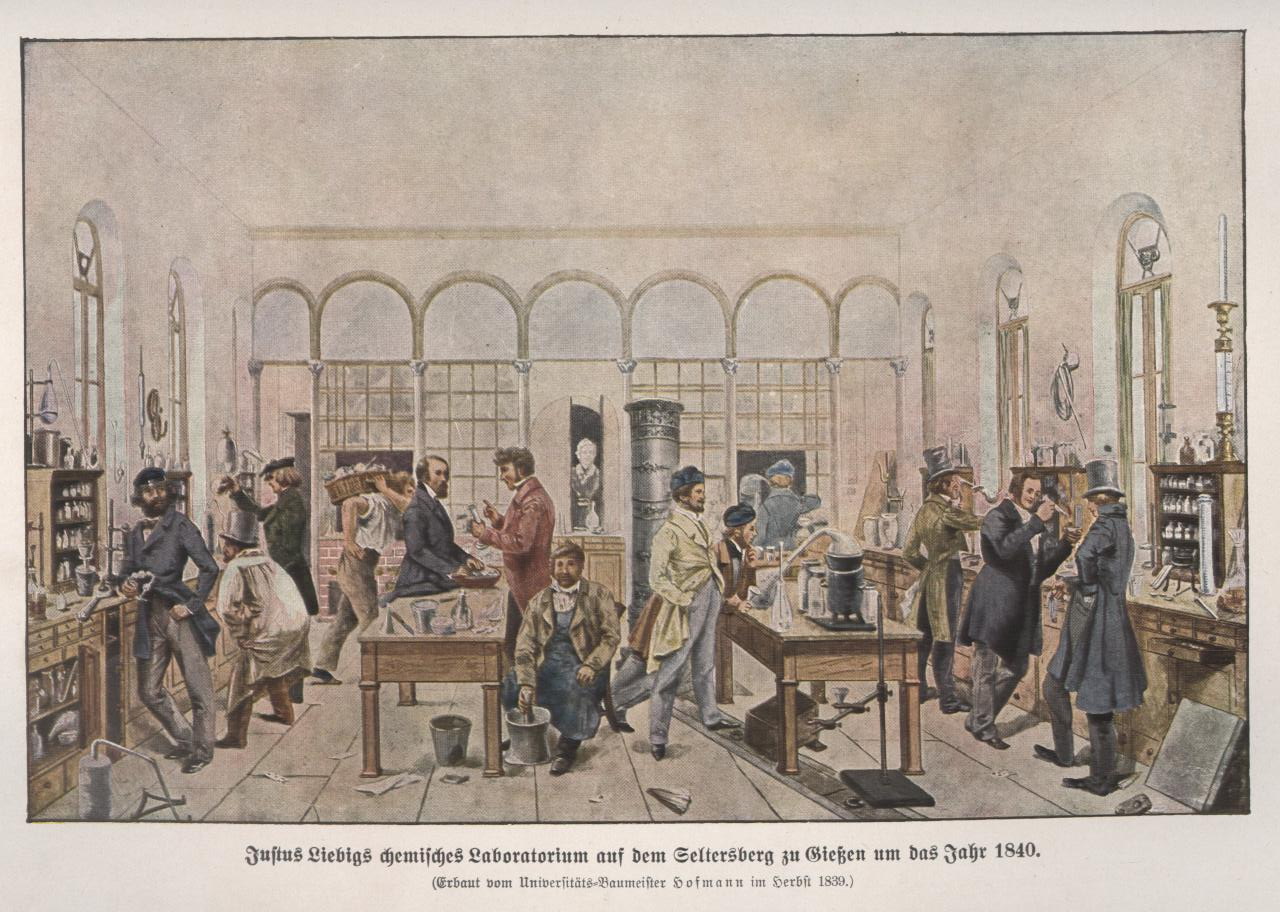
Les étudiants de Justus von Liebig, chimiste allemand, dans son laboratoire vers 1841.
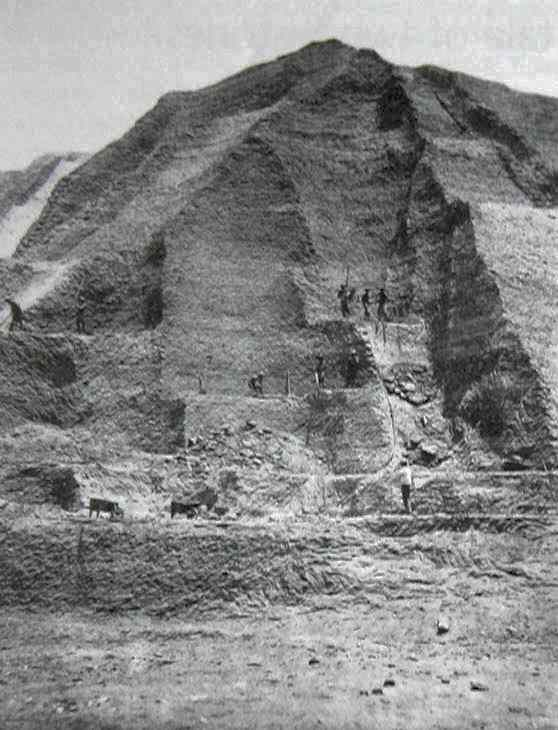
Carrière de guano aux Îles Chincha, Pérou, vers 1860.
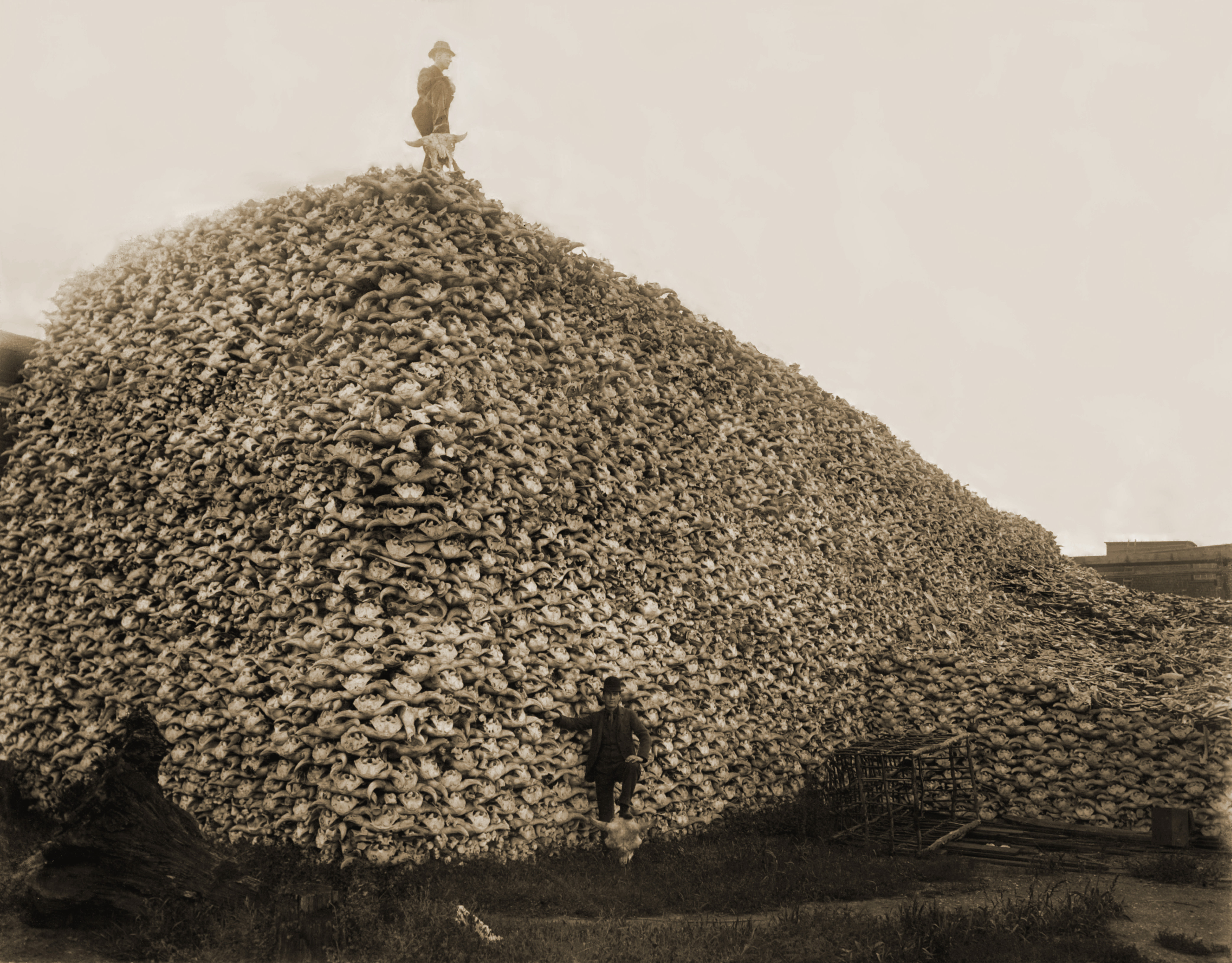
Crânes de bisons destinés à la fabrication d'engrais phosphatés, vers 1892, États-Unis.
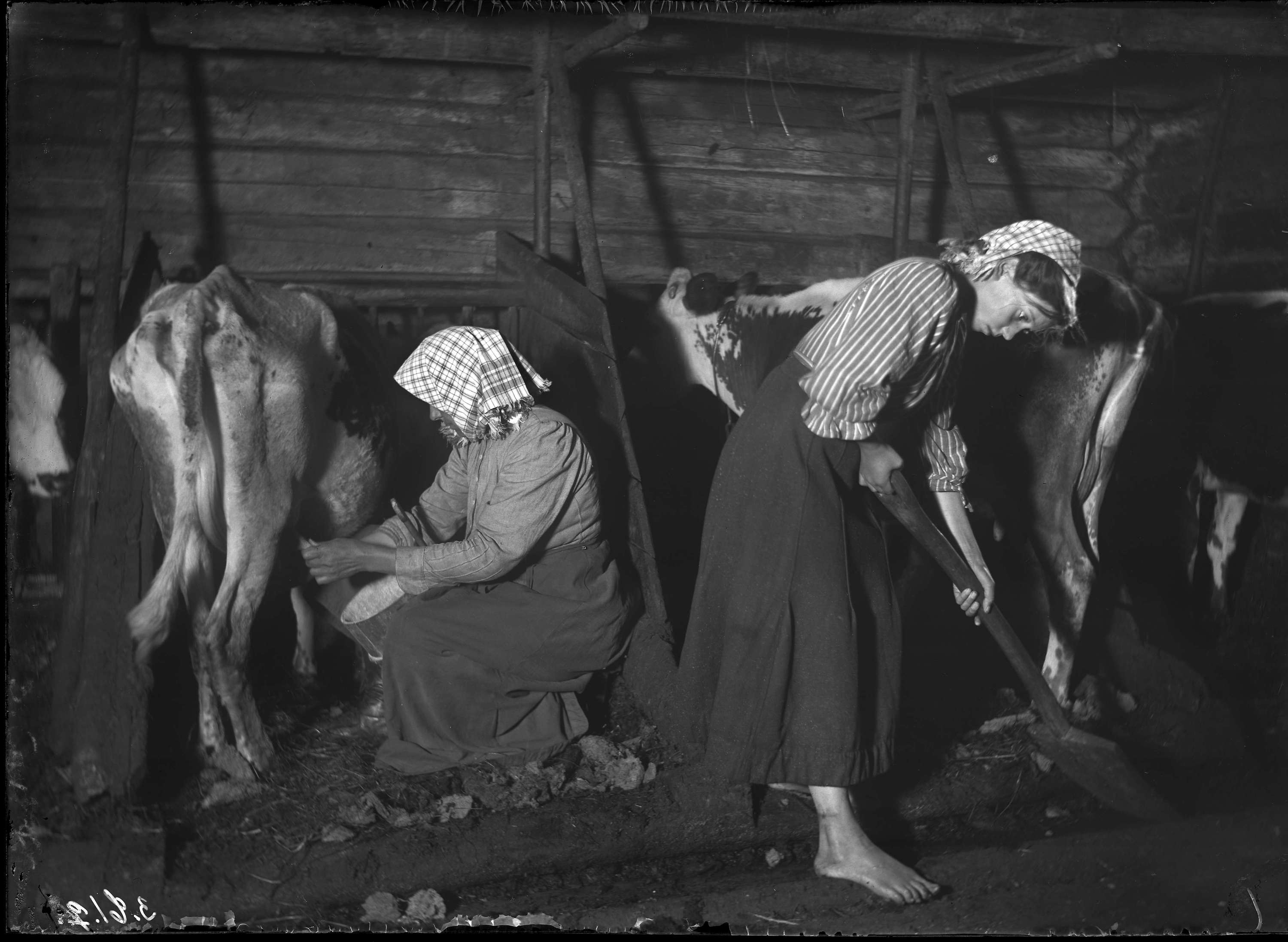
Traite et collecte du fumier, Värmland, Suède, 1911. Remarquer les conditions de travail, à comparer à celles des étudiants de Liebig.
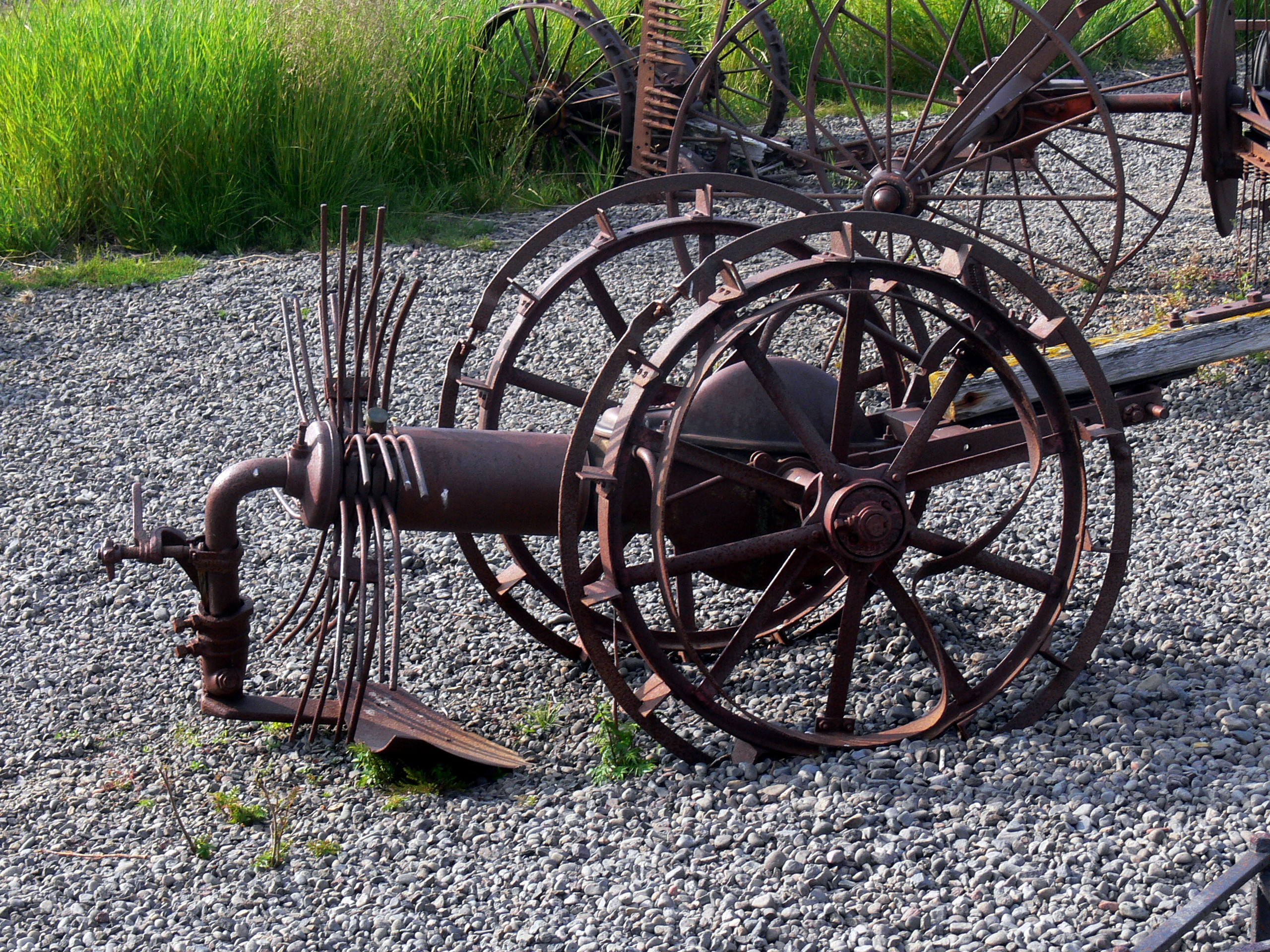
Arracheuse de pommes de terre Lanz. Le mécanisme entraîné par les roues porteuses ne nécessite pas de moteur. Cette disposition est caractéristique de la première mécanisation.
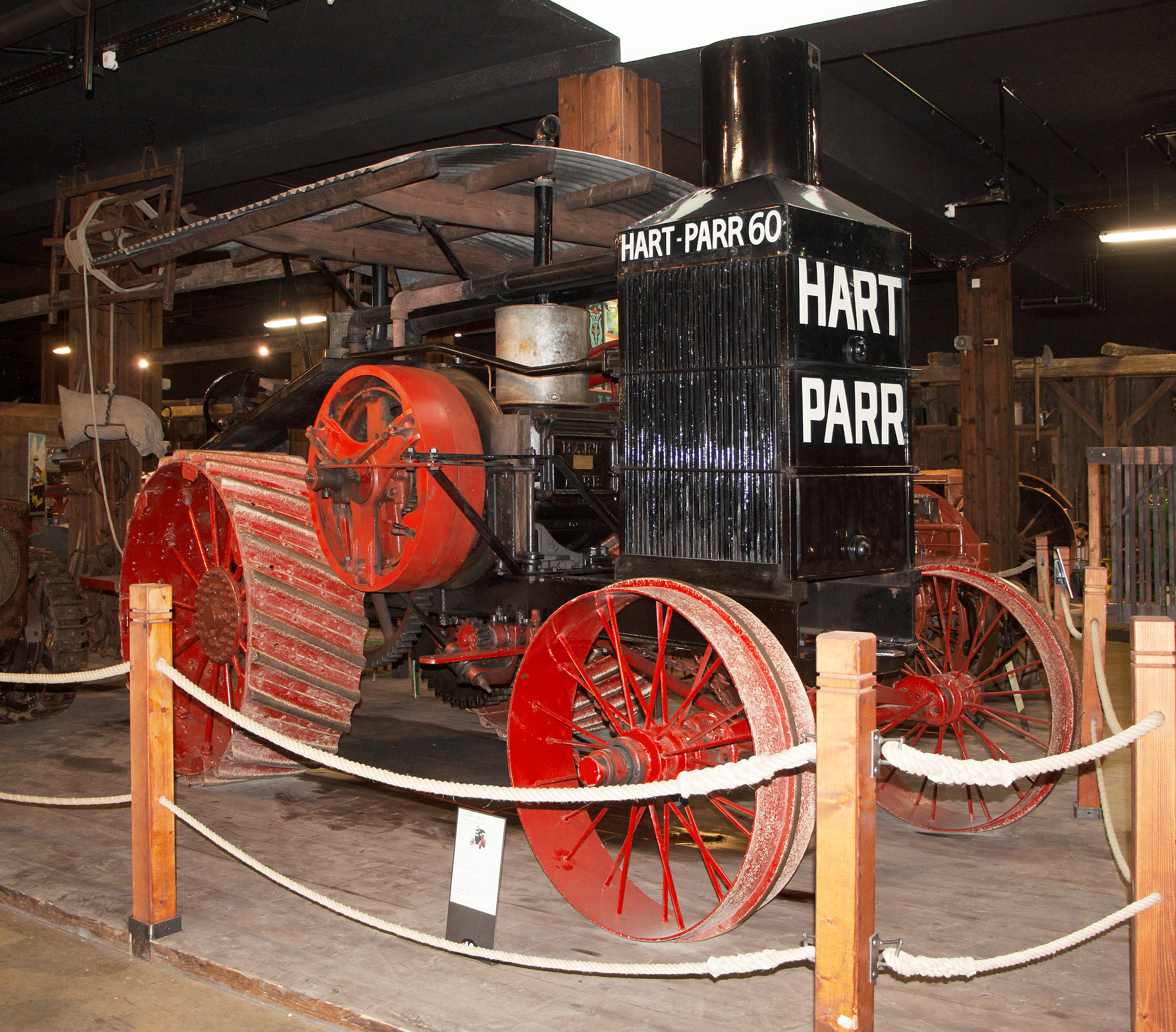
Hart Parr produisit (avec Advance Rumely) les premières petites séries de tracteurs à moteur à explosion fonctionnant au kérosène ayant connu un succès significatif à partir de 1903.

Justus von Liebig pose et vulgarise les fondements de cette chimie à travers les éditions successives de son ouvrage, La Chimie organique appliquée à la physiologie végétale et à l'agriculture, de 1840 à 1865.
Jean-Baptiste Boussingault, agronome français, s'attache à éclaircir la dynamique de l'azote et le fonctionnement de la photosynthèse, il mène des expériences agronomiques sur son propre domaine en Alsace.
Chimistes et agronomes recherchent quels éléments sont absorbés par les plantes et quels éléments déterminent une bonne structure du sol.
À partir de ce moment, on fait la différence entre engrais et amendements. Les engrais visent à compenser les prélèvements effectués dans le sol par les plantes, on distingue principalement trois éléments majeurs : azote, phosphore et potassium et trois éléments mineurs : calcium, magnésium et soufre. Les engrais sont d'abord définis par leur teneur en azote, phosphore, potassium (engrais NPK).Les amendements sont principalement de deux types : organiques (fumier, tourbe...) qui enrichissent le CAH en matière organique et calciques (marnes, faluns) ou calco-magnésiens (dolomies) capables de corriger la capacité d'échange du CAH et le potentiel hydrogène du sol. Les amendements sont déjà utilisés de façon empirique.
Dès 1802, Alexander von Humboldt a découvert au Pérou le guano et compris ses propriétés fertilisantes. Engrais complet d'origine organique, le guano devint rapidement une source d'azote recherchée (comme engrais mais aussi pour la fabrication des explosifs) suscitant de véritables fièvres comparables à celles que l'on connaitra pour le pétrole. Ces fièvres sont à l'origine de la guerre hispano-sud-américaine et du Guano Islands Act aux États-Unis qui autorise tout citoyen américain à s'emparer d'une île à guano (en principe inoccupée) au nom des États-Unis. Par exemple l'île de la Navasse a été confisquée en 1857 à Haïti.
Le salpêtre du Chili (nitrate de sodium, nitrate de potassium), exploité depuis 1820 fut aussi considéré comme stratégique et fut la cause de la guerre du Pacifique (1879-1884).
Le phosphore dont l'importance a été très tôt reconnue par Liebig pouvait être apporté, par exemple, par les phosphates contenus dans les craies phosphatées du Nord de la France, utilisées comme amendements, ou provenir de gisements de phosphates naturels. Cependant les phosphates naturels, y compris ceux déjà présents dans le sol, ne peuvent être assimilés par les plantes que lorsque l'état de leur rhizosphère est optimal, ce qui n'est pas souvent le cas pour les cultures de plantes annuelles. On a donc eu recours dès avant la fin du siècle aux superphosphates facilement assimilables obtenus par traitement des phosphates naturels ou des ossements à l'acide sulfurique. Les scories Thomas produites par l'industrie sidérurgique fournissaient un amendement de qualité (chaux) contenant, de plus, du phosphore relativement assimilable et d'autres éléments.
Avant la découverte des énormes gisements de potasse de Staßfurt en Allemagne et leur mise en exploitation en 1852 (Entdeckung der Staßfurter Kalisalzlagerstätte (de)) on a souvent utilisé le purin, la cendre de bois ou les varechs puis le guano comme engrais potassiques.
Enfin, la maîtrise de la fertilisation permet de cultiver plus facilement des plantes exigeantes comme la pomme de terre, le chanvre ou la betterave fourragère ou sucrière.

## Époque contemporaine
La révolution agricole après fin de la Seconde Guerre mondiale et jusque dans les années 1980 n'est marquée par aucune réelle invention mais des évolutions spectaculaires dans plusieurs domaines : mécanisation, chimisation, standardisation et augmentation de la taille des parcelles traduisent l'intensification de l'agriculture à l’échelle des parcelles et des paysages. Dans les pays développés puis dans nombre de pays en développement, s'est mis en place un système agricole productiviste qui a des impacts positifs (il permet de nourrir la population locale et d'exporter vers d'autres pays une grosse partie de la production) mais aussi négatifs, son impact sanitaire et environnemental global étant discuté,.

#### Théorisation des réformes agraires modernes

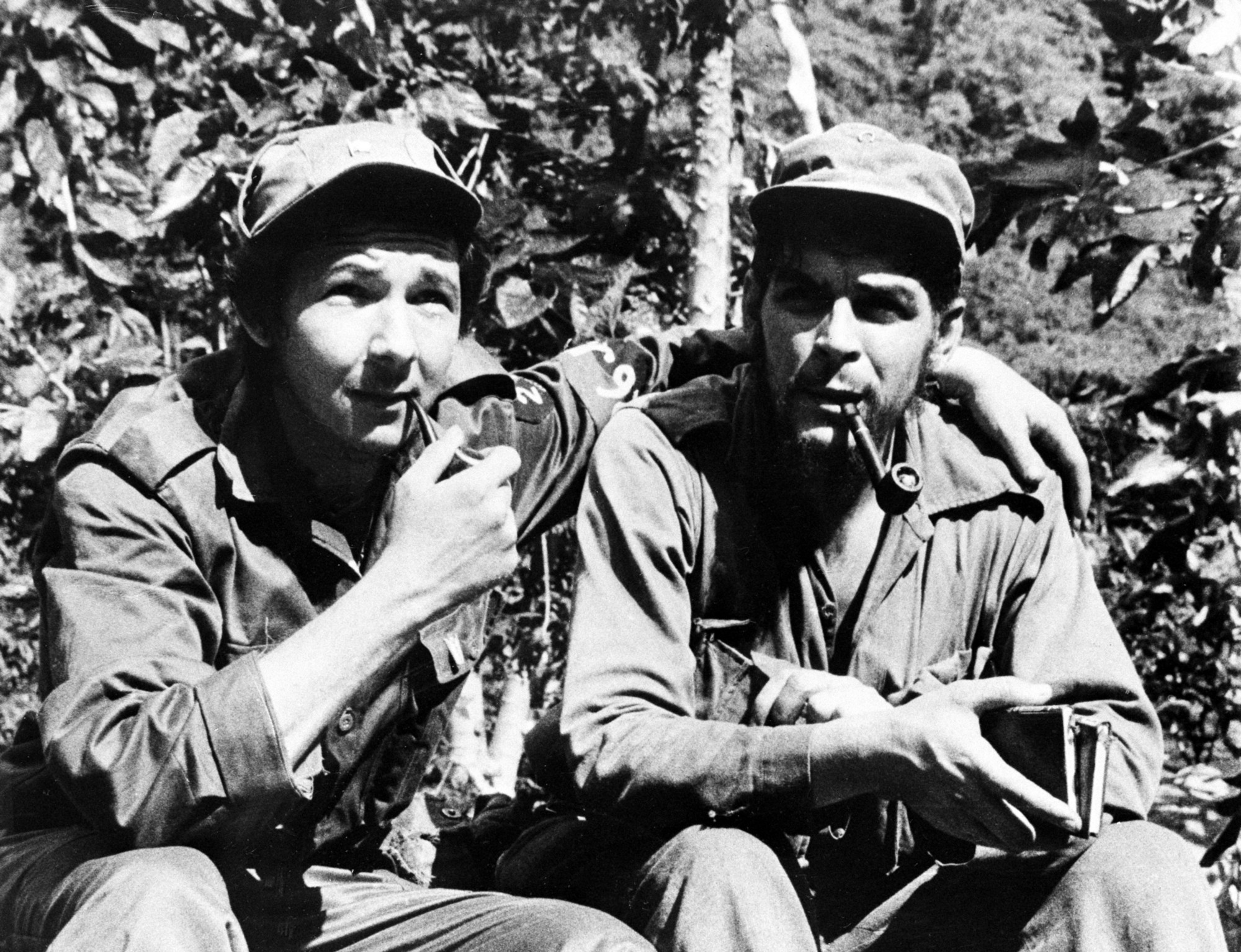
Raúl Castro et Che Guevara en 1958. La suppression des grandes plantations américaines à Cuba comptait parmi les principaux objectifs des révolutionnaires cubains.

### Réformes agraires

#### Collectivisation de l'agriculture dans les économies socialistes, 1929-1980
Voir aussi : Bloc de l'Est#Collectivisation de l'agriculture

### Révolution verte: avènement de la production agricole de masse

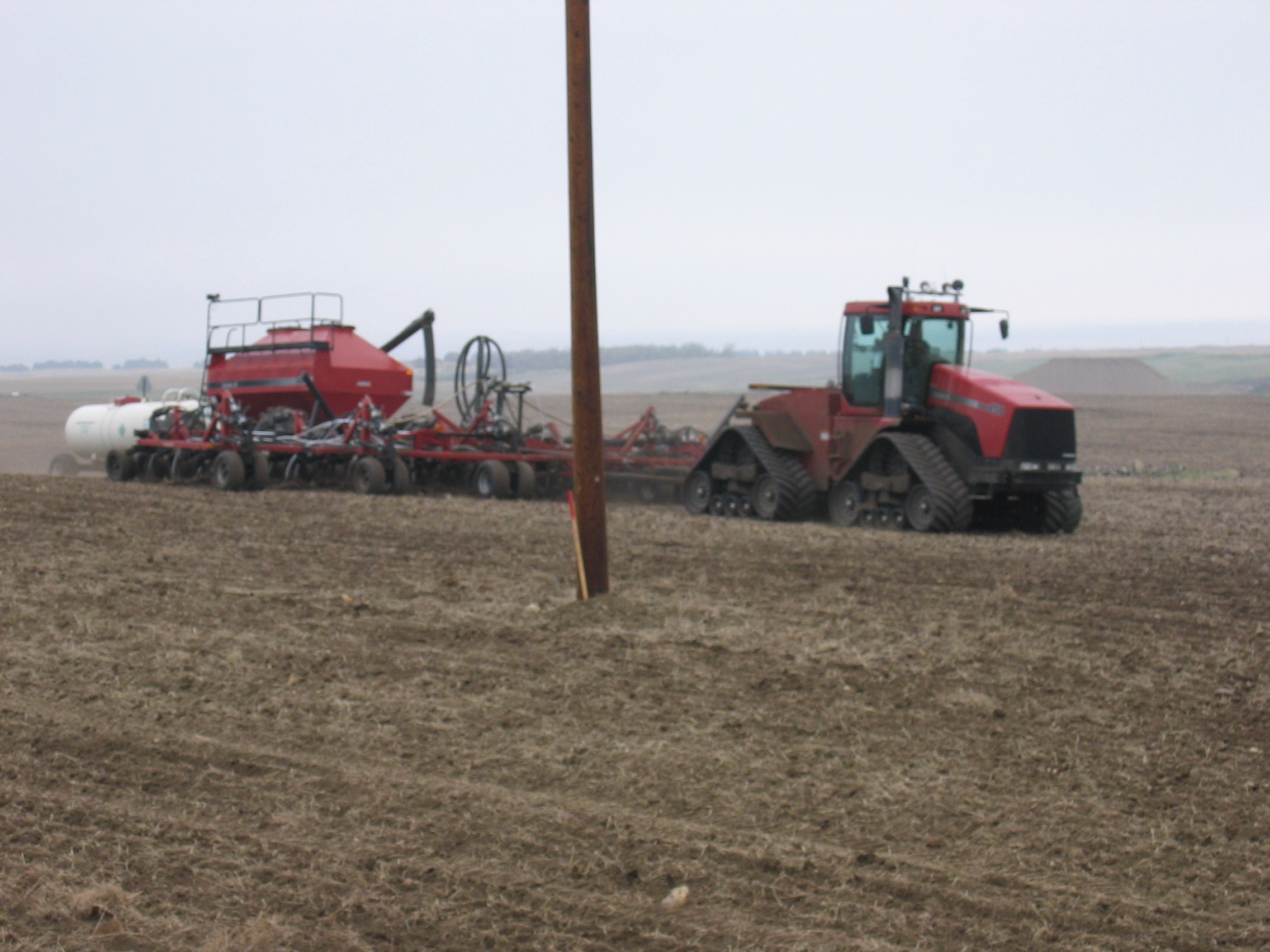
Préparation du sol, semis de blé et fertilisation en un seul passage avec un train de semis complet tiré par un tracteur de très forte puissance. Dakota du Nord (États-Unis)
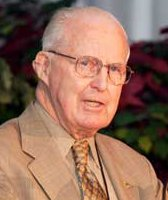
L'agronome américain Norman Borlaug, prix Nobel de la paix en 1970, considéré comme le père de la révolution verte.
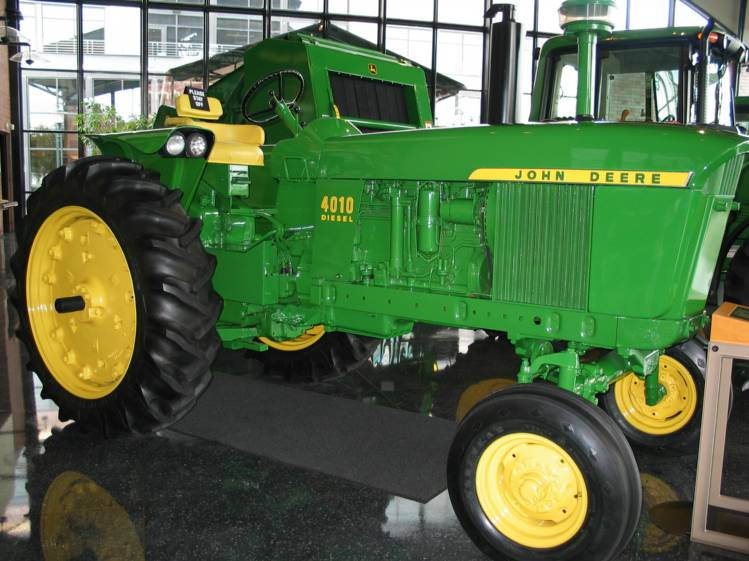
Tracteur John Deere 4010 (80 chevaux) emblématique, avec le 4020 (106 chevaux), des années 1960, en grandes cultures. John Deere, forgeron américain, avait fabriqué la première charrue à châssis en acier coulé en 1837.
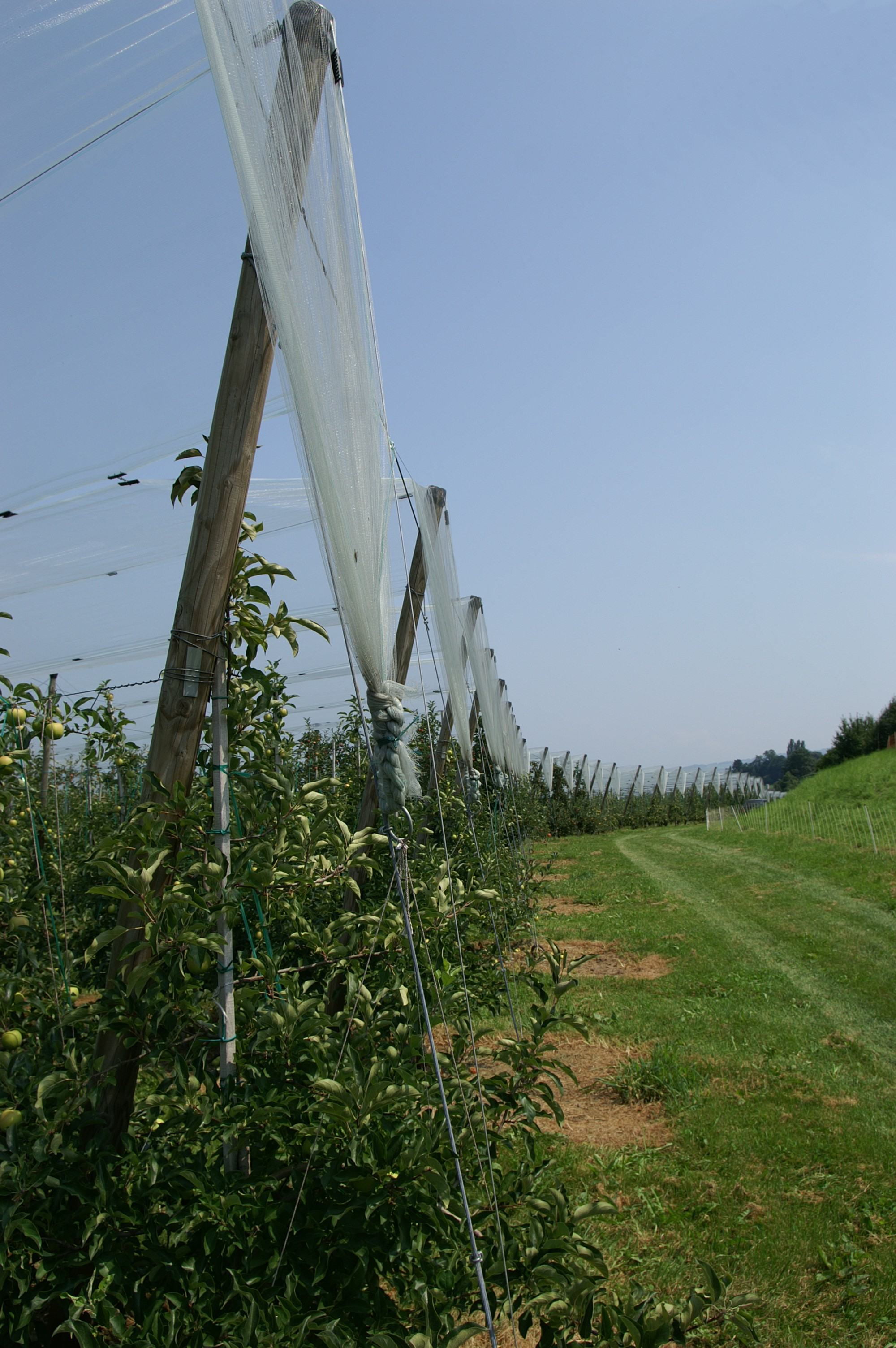
Jeune plantation de pommiers, variétés Gala, Topaz, Golden delicious, près du lac de Constance, Allemagne, 2007.
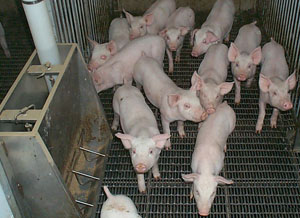
Salle de "post-sevrage" dans un élevage de porcs. L'élevage sur caillebotis et les nourrisseurs automatiques limitent le travail nécessaire. Remarquer la propreté et le fait, que les animaux (des hybrides) paraissent identiques.
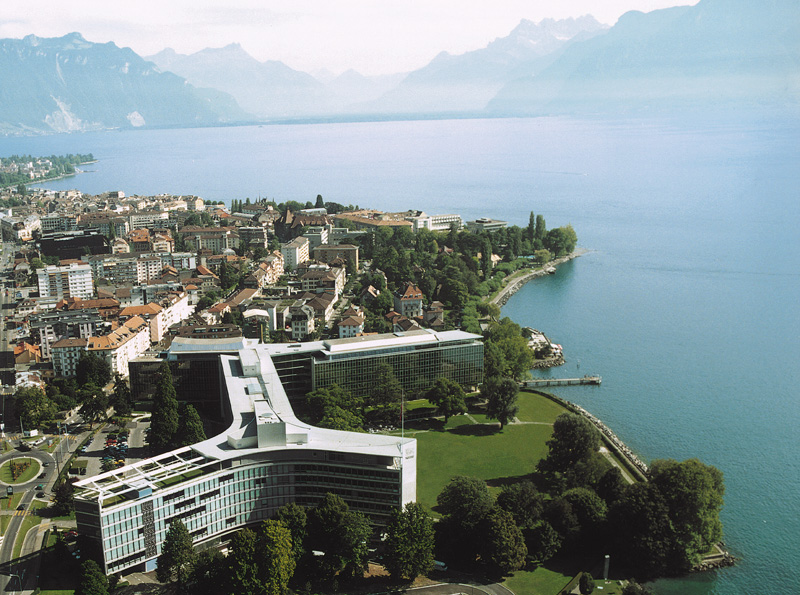
Le siège social de Nestlé, première entreprise agroalimentaire mondiale à Vevey, Suisse.
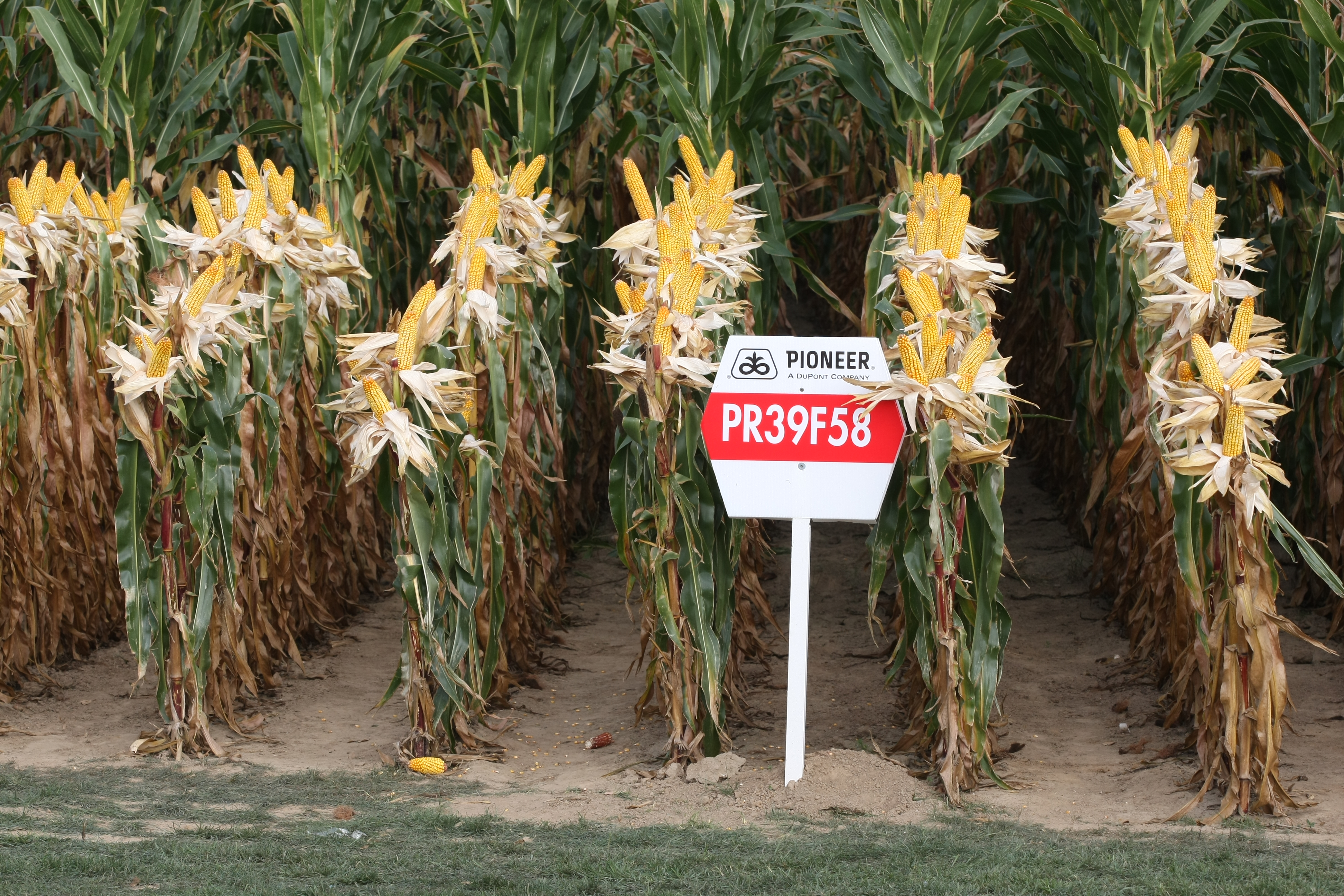
Démonstration d'une nouvelle variété de maïs de la firme Pioneer Hi-Bred. Les plantes au premier plan ont été écimées et leurs épis épanouillés pour en montrer la qualité. Belgique, 2009.

L'utilisation croissante des techniques modernes, les progrès en matière de machinisme, les améliorations génétiques des productions animales et végétales, les progrès en matière de fertilisation et de protection des cultures (produits phytosanitaires) ont permis d'augmenter très fortement les rendements au cours du XXe siècle. Cette intensification de l'agriculture datée des années 1946 à 1980 est aussi connue sous le terme de révolution verte. Elle est contemporaine de l'accession à l'indépendance des colonies occidentales d'Afrique et d'Asie et de réformes agraires. La perte des colonies stimule d'ailleurs la modernisation de l'agriculture des pays de l'Ouest européen.
Une nouveauté essentielle de la révolution verte est qu'elle s'adresse à tous les agriculteurs, partout dans le monde à condition qu'ils puissent obtenir les financements nécessaires. Les pays en développement ne peuvent souvent pas bénéficier des avantages de l'agriculture moderne en raison d'un climat défavorable et d'un manque de capital financier. En plus des aides étatiques, des programmes d'aide aux pays démunis sont mis en place par l’Organisation des Nations unies pour l’alimentation et l’agriculture (FAO) ou des organisations non gouvernementales.
Cependant dans de nombreux pays, les paysans s'organisent pour se financer, s'assurer, acheter les semences et les engrais, transformer et vendre leurs produits et utiliser du matériel plus efficace en commun (Coopérative agricole, Coopérative d'utilisation de matériel agricole).
Corrélativement les firmes d'agrofournitures se développent rapidement. En production végétale, l'utilisation de semences et de plants sélectionnés devient systématique pour toutes les productions et dans tous les pays. Des instituts de recherche sont créés localement, chargés de mettre au point des variétés à haut rendement et des méthodes de culture adaptées à chaque climat. L'obtention des variétés et leur commercialisation devient l'affaire de grands groupes internationaux (Monsanto, Bayer, Limagrain...). Les règles de fertilisation sont précisées et ne concerne plus seulement les éléments principaux mais aussi les oligo-éléments (ex. : manganèse, zinc, cuivre...). Les progrès de la phytopharmacie permettent de protéger les plantes des principaux ravageurs et maladies. Les firmes qui fournissent ces pesticides sont aussi de grandes firmes industrielles et assez souvent les mêmes qu'en production de semences (Monsanto, Bayer, Syngenta...). En production animale, des schémas d'amélioration génétique impliquant les éleveurs sont mis en place pour la plupart des espèces dans de nombreux pays. La diffusion des progrès est facilitée par l'insémination artificielle. Les productions animales bénéficient aussi des progrès en nutrition et en pharmacie. Les lieux d'élevage sont de plus en plus organisés et concentrés (feed lots, élevages hors-sol...). l'agriculture devient dans de nombreux pays une industrie, dont les produits sont davantage destinés à produire un salaire ou une rente qu'à nourrir l'exploitant. Elle s'oriente vers l'exportation. On parle d'agribusiness. Subventionnée par la PAC, l'agriculture européenne est même victime de crises de surproduction et c'est l'ensemble de la filière agroalimentaire qui détermine l'avenir du secteur.
En raison des gains de productivité, la population agricole s'est fortement réduite dans les pays économiquement développés. En France, par exemple, le nombre d'exploitations a été divisé par deux entre 1970 et 1993. Un agriculteur nourrit en moyenne 7 personnes en 1960, et plus de 30 personnes en 1990.
Cette agriculture repose sur des concepts fondamentaux tels que la fiabilité et la rapidité d'action mais connait aussi des crises.

### Crises
Le développement des engrais et de la la mécanisation de l'agriculture, conjugué à celui des cultures fourragères (légumineuses, crucifères) qui permettent de réduire les périodes de jachère existant encore dans les agricultures en développement. Elles sont alors mises en culture par les plantes sarclées et fourragères. Cela permet à la première révolution industrielle de doubler une nouvelle fois la production et la productivité agricoles, ce qui entraîne la première crise mondiale de surproduction agricole au début du XXe siècle.
La révolution verte est synonyme de production agricole de masse cependant les guerres, les crises politiques ou les périodes climatiques difficiles provoquent encore des famines. Certaines maladies sont difficilement contenues, comme la grippe aviaire. Lorsque ces maladies sont suspectées de pouvoir contaminer un jour l'être humain, le problème est plus grave encore. La plupart des états sont dotés de services vétérinaires afin d'éviter de telles crises. Du fait du commerce international maladies et aliments frauduleux ou défectueux peuvent être dispersés rapidement.
Malgré des règles d'hygiènes sévères et omniprésentes, la crainte d'une contamination à grande échelle rendue possible par la taille des élevages et des usines est parfois ressentie comme une hantise dans l'opinion publique. Exemples: affaire Lactalis en Europe (Lactalis#Lait infantile contaminé), épidémie de listériose en Afrique du Sud.
Il existe des normes internationales pour la sécurité des denrées alimentaires : les séries ISO 22000.

### Expansion des productions de grand renom: une agriculture pour les couches sociales favorisées?
Comme dans l'industrie, en parallèle de la production de masse des denrées de première nécessité, surtout depuis les années 1970, les productions prestigieuses sont l'objet de nouvelles attentions et d'un développement soutenu. C'est le cas, par exemple des grands vins et des alcools prestigieux, des huîtres et des coquilles Saint-Jacques élevées, de certains fromages (Roquefort, Mozzarella di Bufala Campana), de la truffe, de certaines viandes (chapon de Bresse, jambon bellota produit à partir de porcs ibériques élevés en liberté et nourris de glands, bœuf de Kobe), de la vanille naturelle (arômes et parfums)...

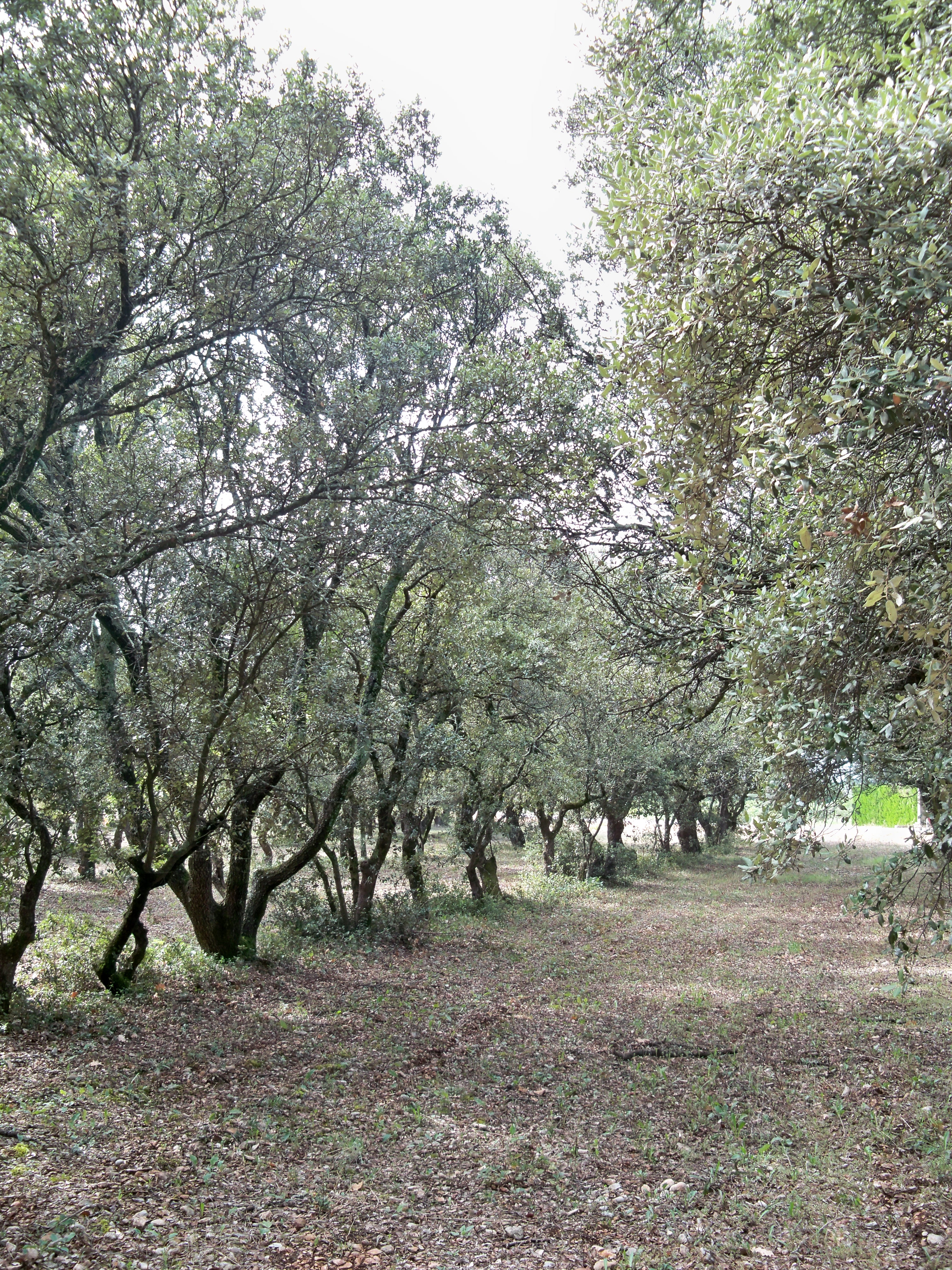
Truffière en production, mont Ventoux, France
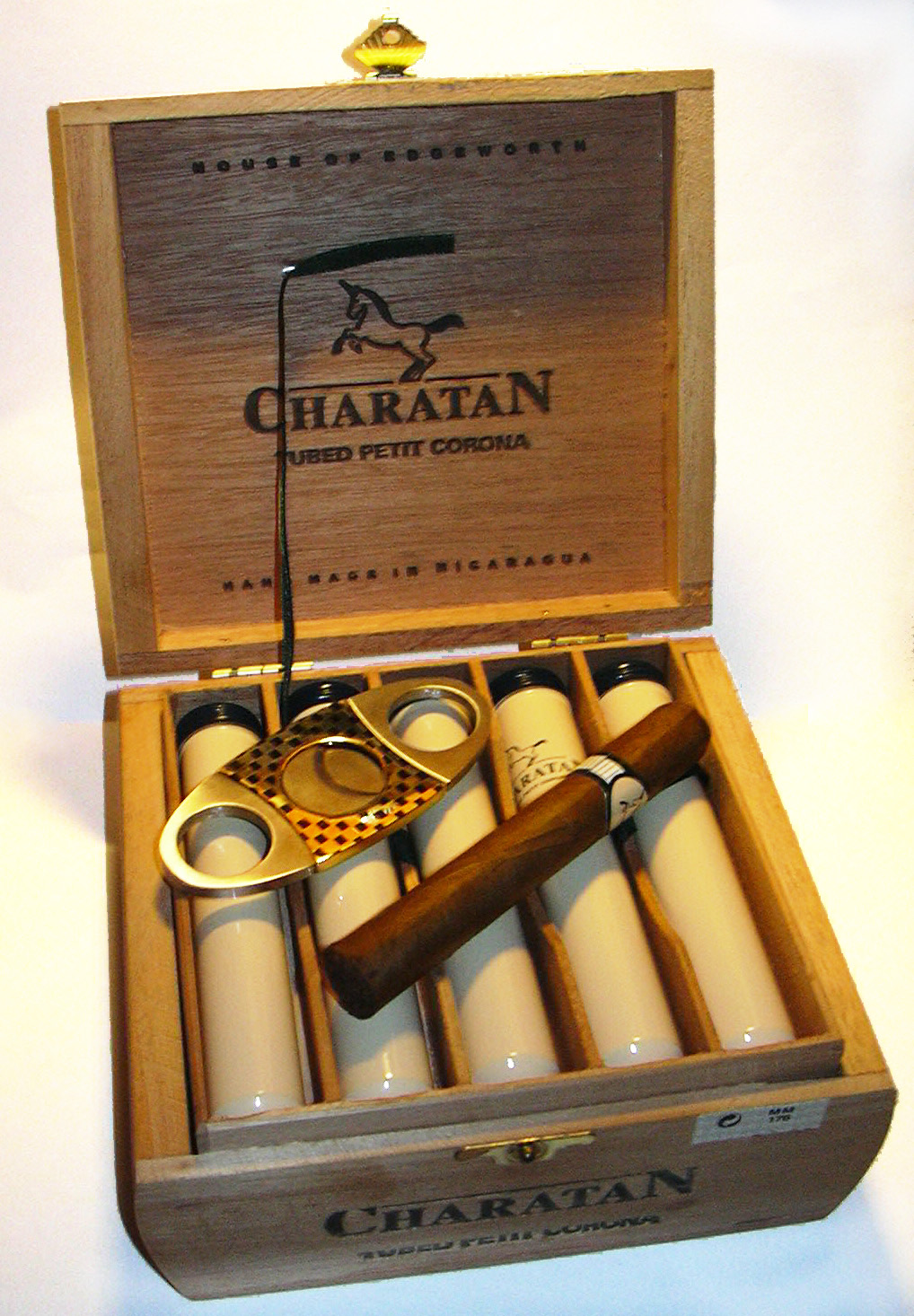
Boîte de cigares du Nicaragua
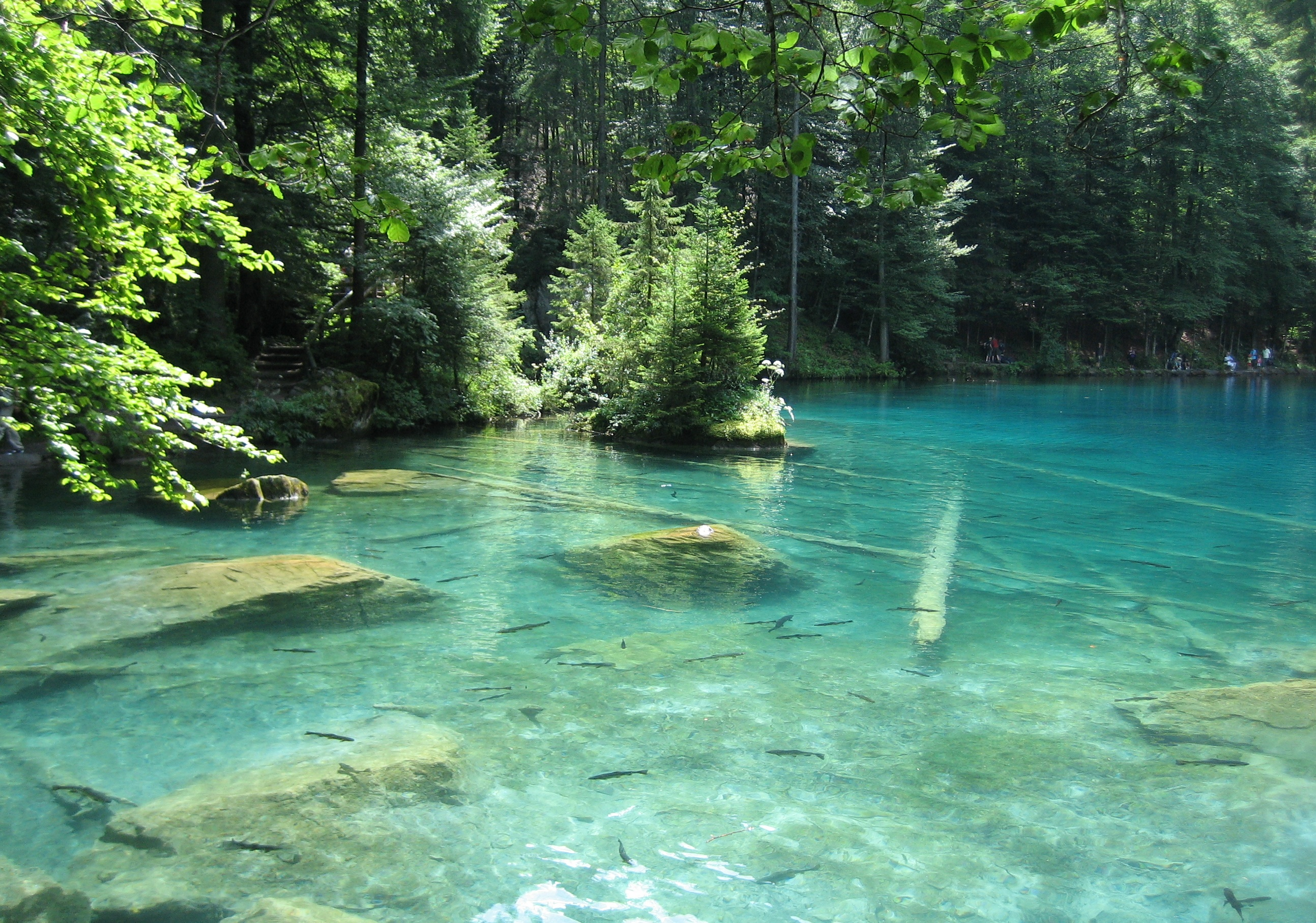
Élevage biologique de truites (salmoniculture), Blausee (Berne), Suisse
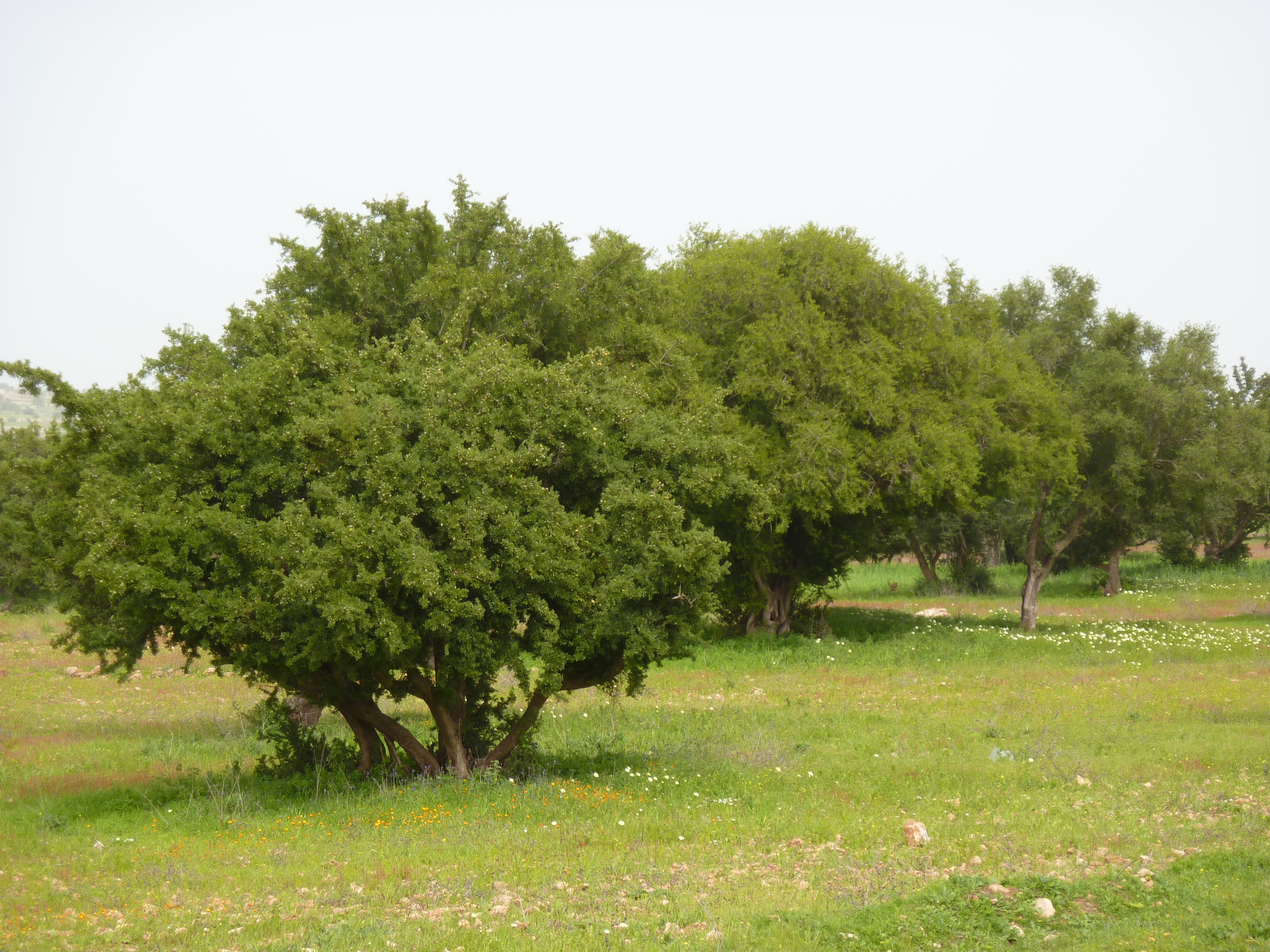
Cultures d'arganiers, Essaouira, Maroc
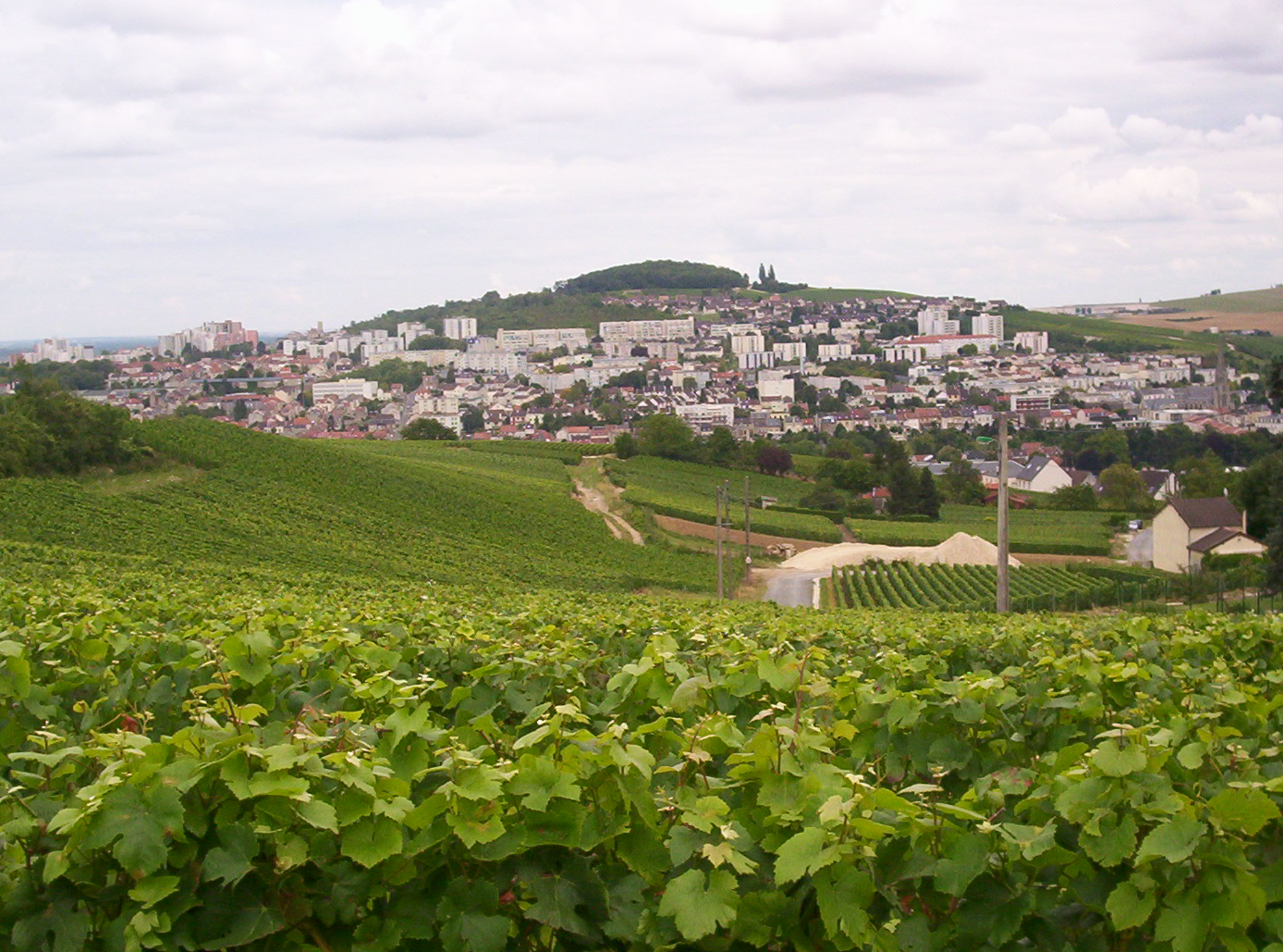
Vignes de Champagne (AOC) devant Épernay, France
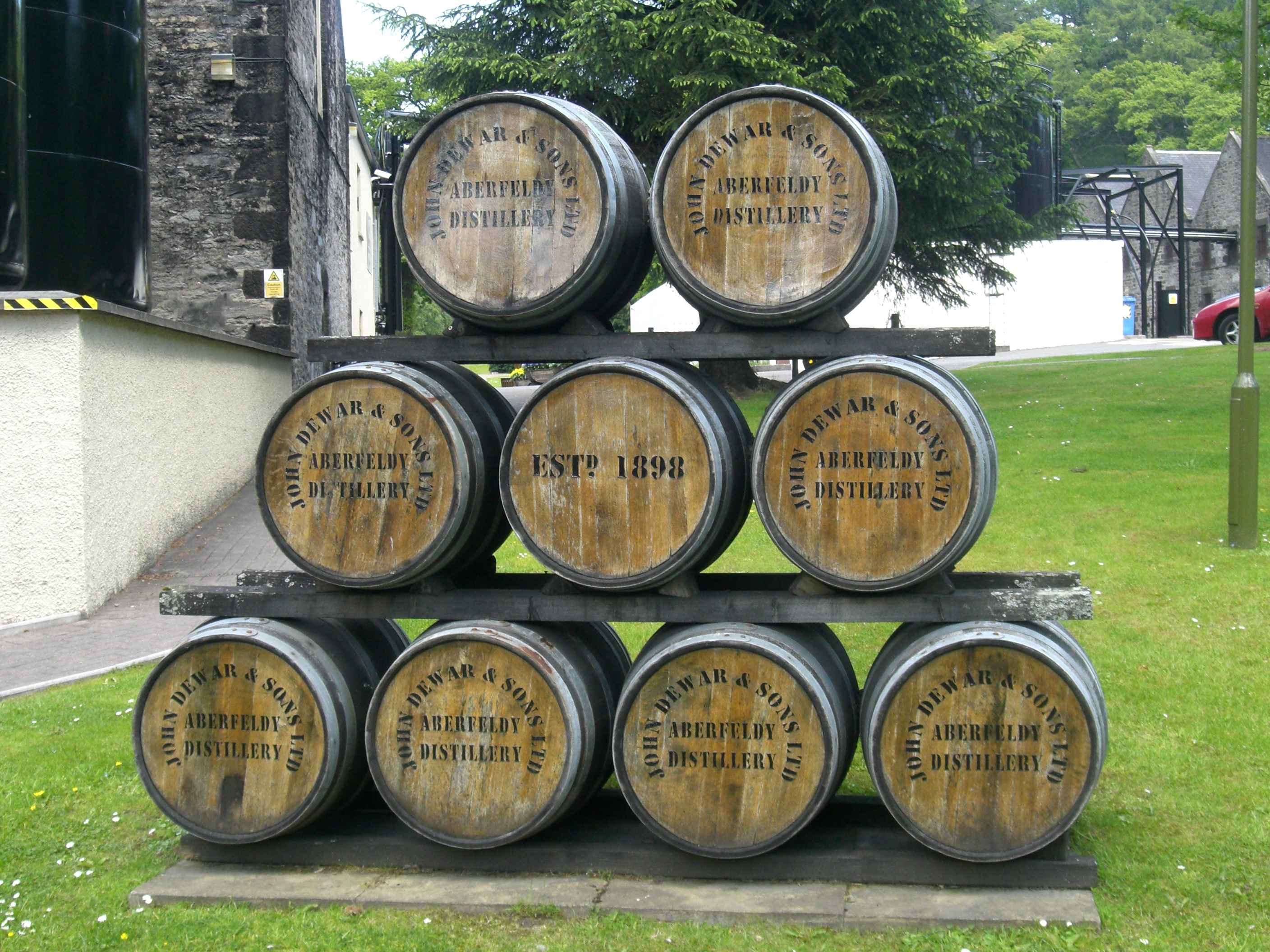
Fûts de vieillissement de whisky, Aberfeldy, Écosse
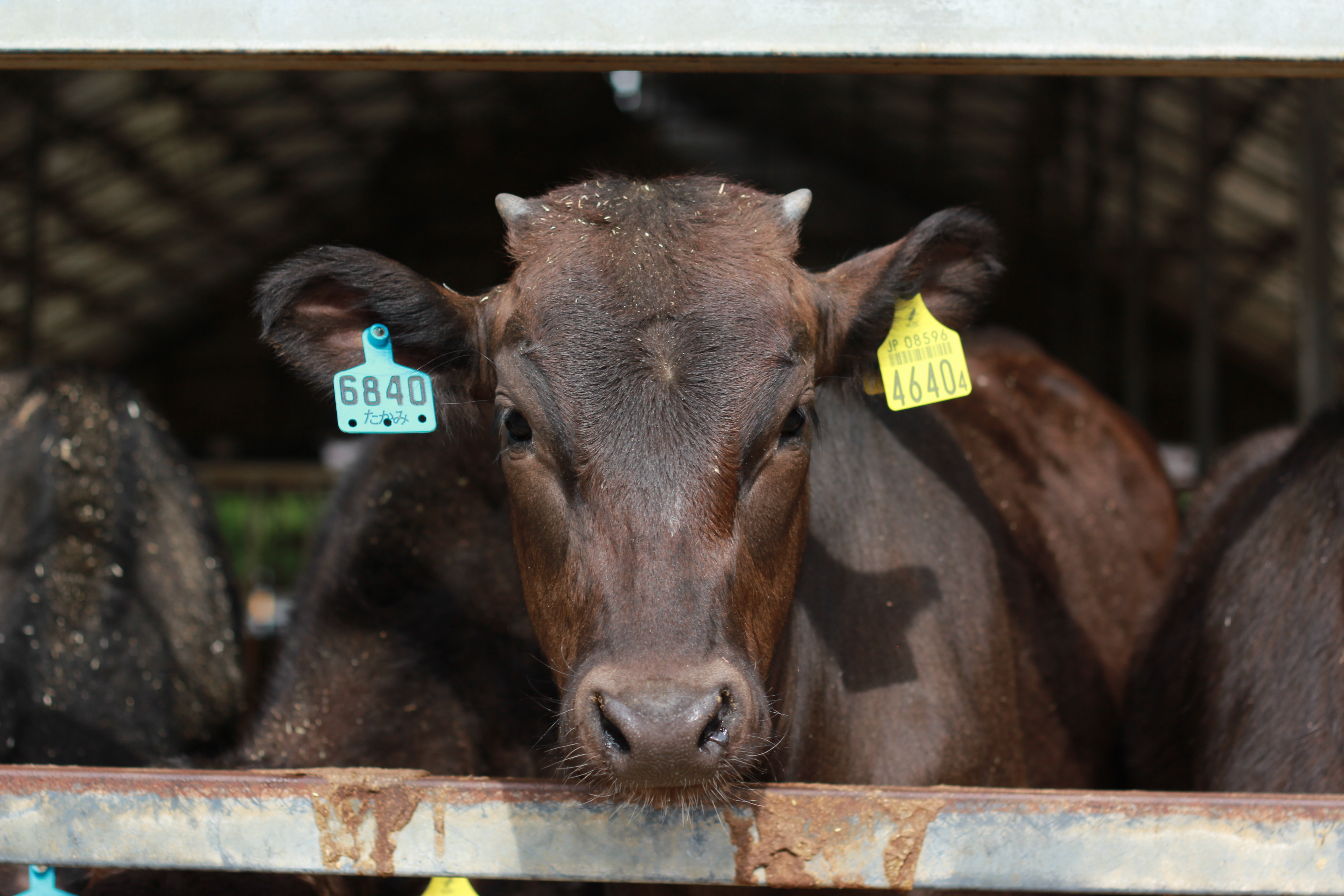
Bouvillon Tajima élevé dans la préfecture de Hyōgo, Japon, (bœuf de Kobe)
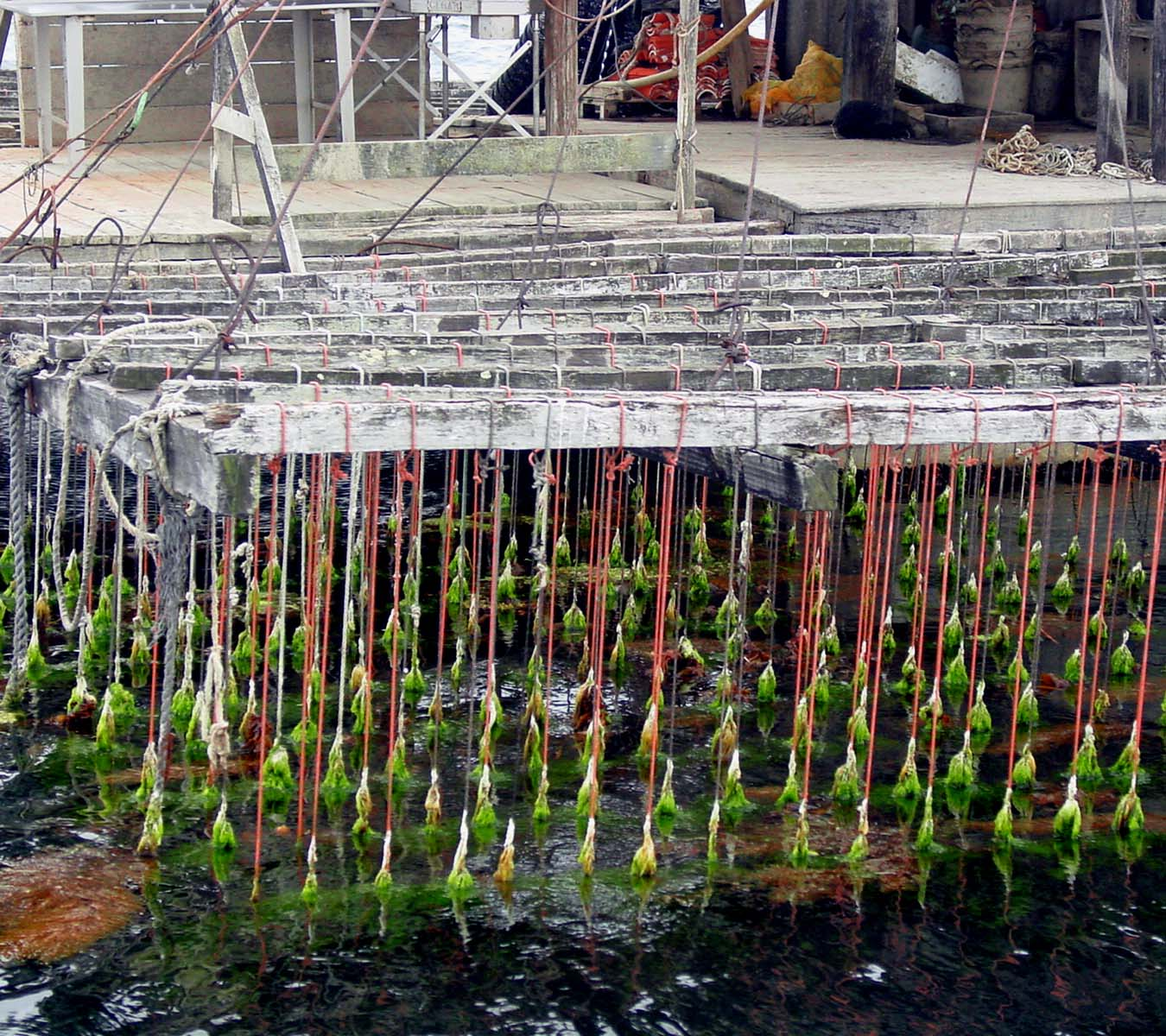
Nurserie d'huîtres et moules dans les Rías Baixas, un des plus importants sites d'élevage d'huîtres en Europe, Galice, Espagne
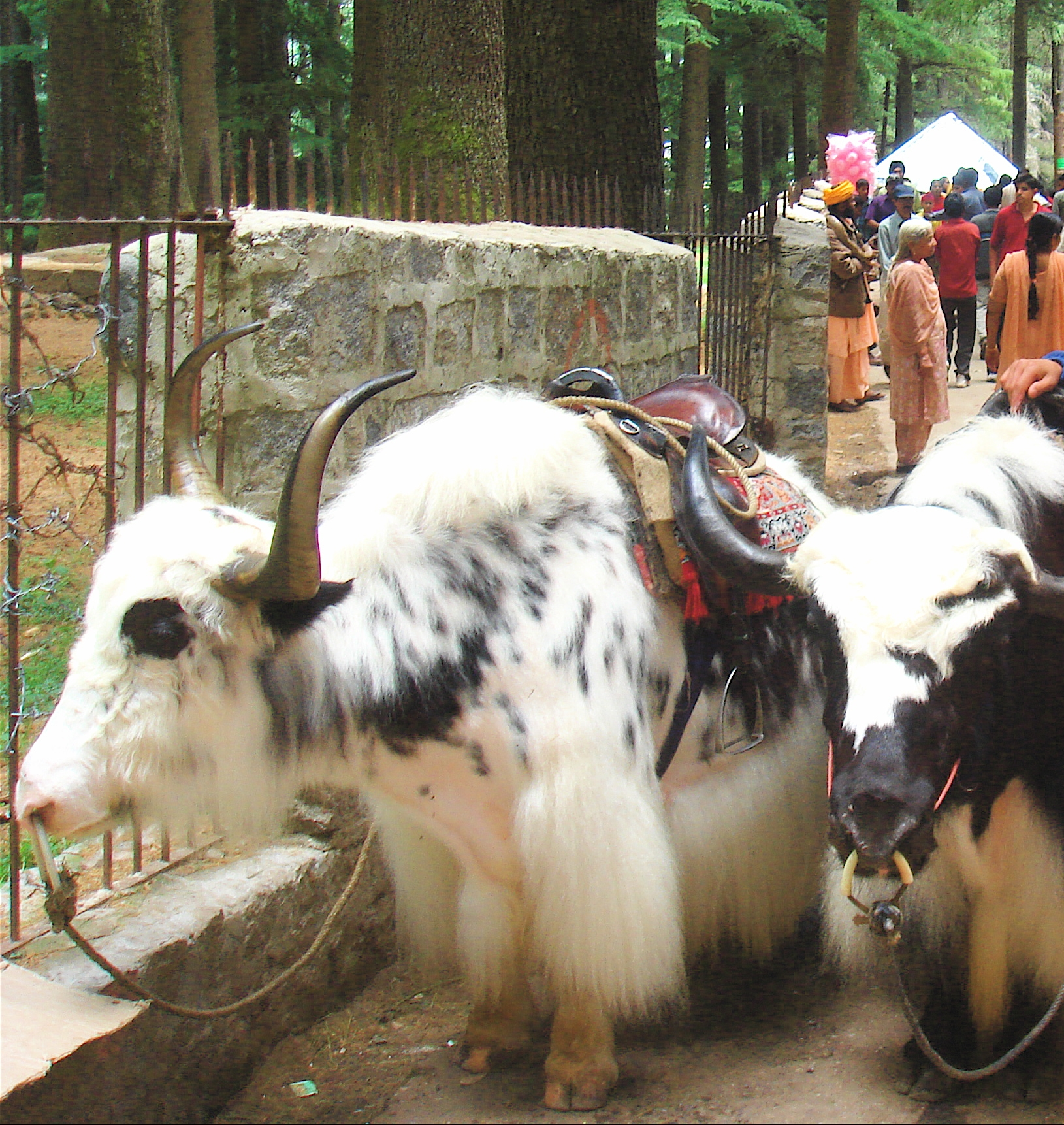
Les yacks produisent une laine de très grande qualité, le khullu, utilisé au Tibet, et aussi en haute couture (Kim Yeshi)
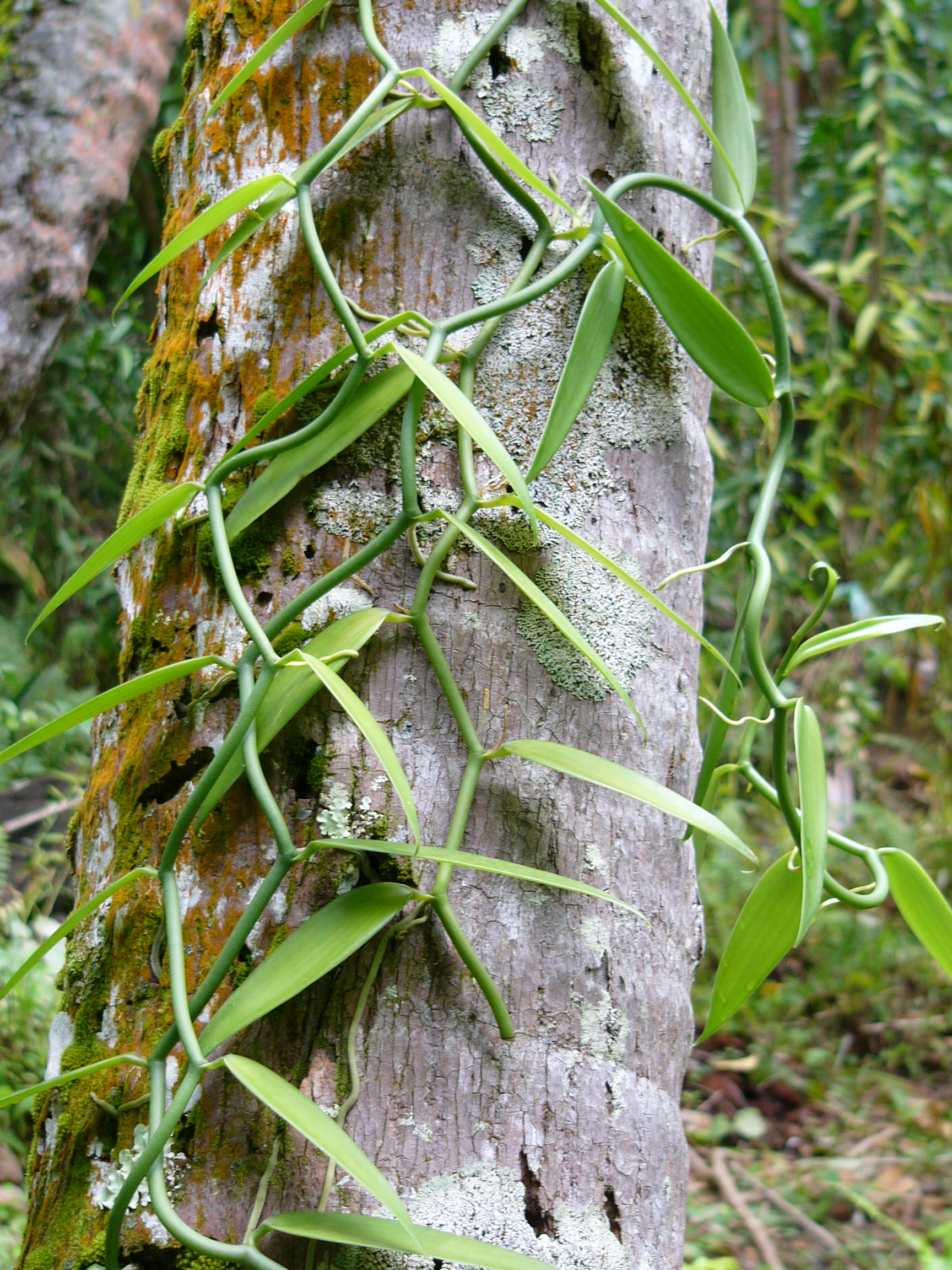
Vanille de Tahiti, île de Huahine (Polynésie française)

Ces productions peuvent être protégées par des marques déposées, des labels, des appellations d'origine.
Lorsque la production est traditionnellement issue de la pêche, de la chasse ou de la cueillette et que celle-ci ne suffit plus à la demande, elle peut faire l'objet d'une nouvelle domestication. C'est le cas de l'esturgeon de Sibérie pour la production de caviar, de l'arganier pour l'huile d'argane, de la truffe noire. Le chinchilla a été domestiqué en 1923 et fait depuis l'objet d'un élevage controversé pour sa fourrure dans certains pays. Le Danemark est le premier pays producteur de fourrures (élevage des animaux à fourrure).
Les productions de luxe agricoles se portent plutôt bien, ainsi pour le Champagne AOC, produit emblématique du secteur, le chiffre d'affaires mondial atteint 4,9 milliards d'euros en 2017 soit 1 milliard de plus qu'en 2005 pour un vignoble de seulement 34 000 ha.

## De nouvelles révolutions vertes

### Changements de lieux de production
L'augmentation sans précédent des populations, due entre autres aux progrès agricoles, surtout depuis 1850 fait que de nombreuses terres fertiles sont abandonnées pour la construction de logements, d'infrastructures industrielles, de transport et de loisirs. Parallèlement, les dernières grandes forêts du globe comme l'Amazonie sont défrichées. Défrichements et constructions peuvent favoriser des phénomènes d'érosion entraînant des pertes supplémentaires de sols agricoles. Le développement des mégalopoles entraîne l'artificialisation peut-être définitive de surfaces immenses. Face à cette situation, de nouvelles possibilités commencent à être utilisées. Ce sont, par exemple, l'agriculture urbaine, les productions sur support naturel recyclé (terreau de compostage et bois raméal fragmenté, littoral marin) ou sur support artificiel : l'hydroponie et ses variantes.

### Évolution historique de la production agricole mondiale 1961-2021
Parmi ses missions, l'Organisation des Nations unies pour l'alimentation et l'agriculture doit fournir des statistiques, synthétiser les informations et harmoniser les normes dans les domaines de la nutrition, l’agriculture, les forêts et la pêche, notamment par le biais de ses publications (par exemple : rapports périodiques sur l'agriculture, la pêche et les forêts), et de ses bases de données.
Les statistiques d'indices de production de l'Organisation des Nations unies pour l'alimentation et l'agriculture sur les cultures et le bétail sont enregistrées pour 278 produits et couvrent les catégories suivantes :
Cultures primaires, Cultures transformées, Animaux vivants, Élevage primaire et Productions dérivées du bétail.
Elles couvrent la période 1961-2021. Entre 1961 et 2021, la surface mondiale de terres cultivables par personne a été presque divisée par 4 (1,6ha/personne en 1961, 0,6 en 2021 et seulement 0,4 en Europe), alors que l’indice de production agricole mondiale a été multiplié par 3 (28,86 en 1961, 103,16 en 2021). L’indice de productivité par unité de surface et par personne a donc été multiplié par 10 (18 en 1961, 173 en 2021). Ce « miracle » tient essentiellement à deux facteurs : la mécanisation (production, transport) et l’utilisation d'engrais et de pesticides issus de la pétrochimie. Le pic de production pétrolière intervenu en 2007 selon l'agence internationale de l'énergie, constitue l'amorce de la diminution progressive et inexorable de la production mondiale de pétrole. La production agricole mondiale étant très fortement dépendante de la production de pétrole, la contraction progressive des approvisionnements en pétrole (la production mondiale de pétrole va être divisée par 2 d’ici 2050) devrait provoquer une mutation majeure.

### Nouvelles technologies: génie génétique, agriculture de précision, robotique, valorisation des déchets
Ces nouvelles technologies pourraient changer considérablement l'agriculture. L'une de leurs premières réussites est la mise sur le marché de la variété de triticale Lasko en 1982. Le triticale est en effet une espèce artificielle, hybride de blé tendre et de seigle, obtenue, entre autres techniques, par l'action de la colchicine. Aujourd'hui, les perspectives offertes par la création d'organismes génétiquement modifiés sont immenses et âprement débattues (OGM).

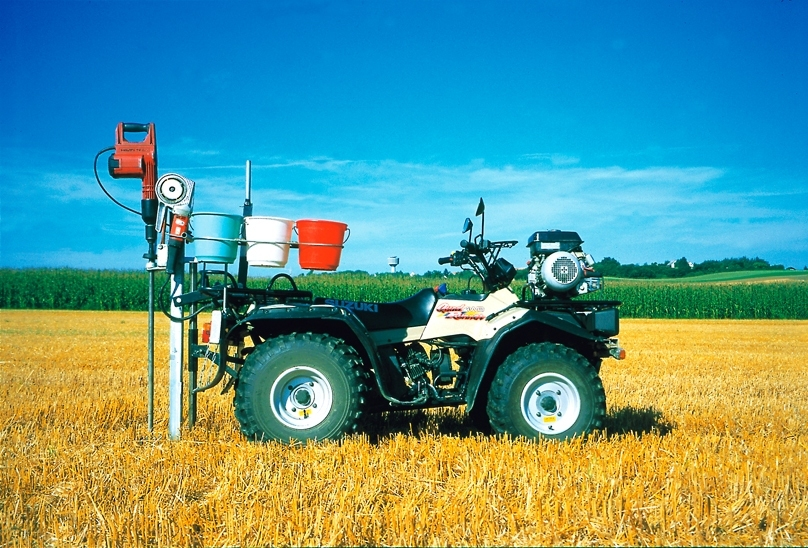
Véhicule permettant la collecte semi-automatisée d'échantillons de sol géolocalisés, à plusieurs niveaux de profondeur.

L'agriculture de précision commence avec la généralisation des observations agronomiques et météorologiques, la multiplication des analyses de terre et l'amélioration des semoirs (semoir monograine pneumatique monosem en 1973). Depuis les années 1980 des méthodes d'observation sophistiquées et des réponses adaptées sont développées. Ces méthodes font appel aux technologies de l'information et de la communication : observations par satellites et drones, géolocalisation, échantillonnage automatisé, etc.

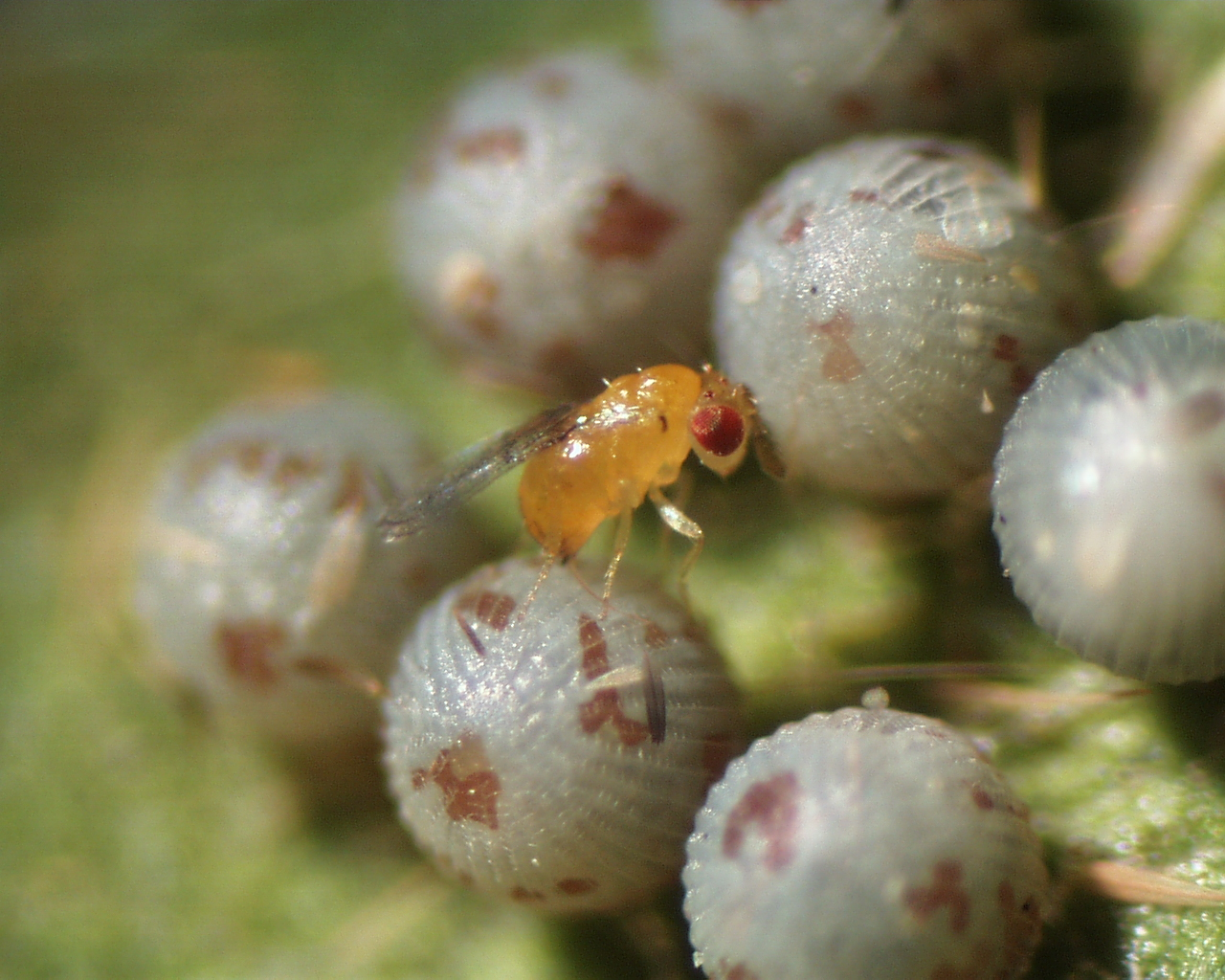
Femelle de trichogramme s'apprêtant à pondre dans des œufs de noctuelles (exemple de lutte biologique)

La lutte biologique permet parfois d'éviter le recours aux pesticides. Par exemple, les trichogrammes sont utilisés pour lutter contre la pyrale du maïs depuis 1980.
L'élevage d'insectes sur déchets permettrait de fournir de la nourriture pour poissons d'élevage carnivores au lieu de les alimenter avec des protéines « nobles » que l'on réserverait à l'alimentation humaine.
Les premières installations de méthanisation de déchets organiques datent de la fin du XIXe siècle (gazomètre de la Ferme de la Briche puis tank Imhoff (de), 1906). La méthanisation agricole se développe lentement mais régulièrement.

## Agriculture, bien-être et environnement

Deux personnalités politiques attachées à la défense des petits paysans et de l'agriculture paysanne : Evo Morales et José Bové en 2002

Un des défis majeurs de l'agriculture moderne est aujourd'hui de concilier performance, bien-être du consommateur, protection de l'environnement et pérennité.
En 1909, l'invention du procédé Haber-Bosch, qui permet de produire des engrais azotés à un prix très avantageux, laisse envisager le développement d'une agriculture différente, totalement déconnectée des limitations naturelles.
Un des problèmes les plus importants est celui de la qualité de l'eau qui a amené de nombreux états à légiférer (directive Nitrates, CEE, 1991) et qui y est maintenant l'objet d'une surveillance continue.

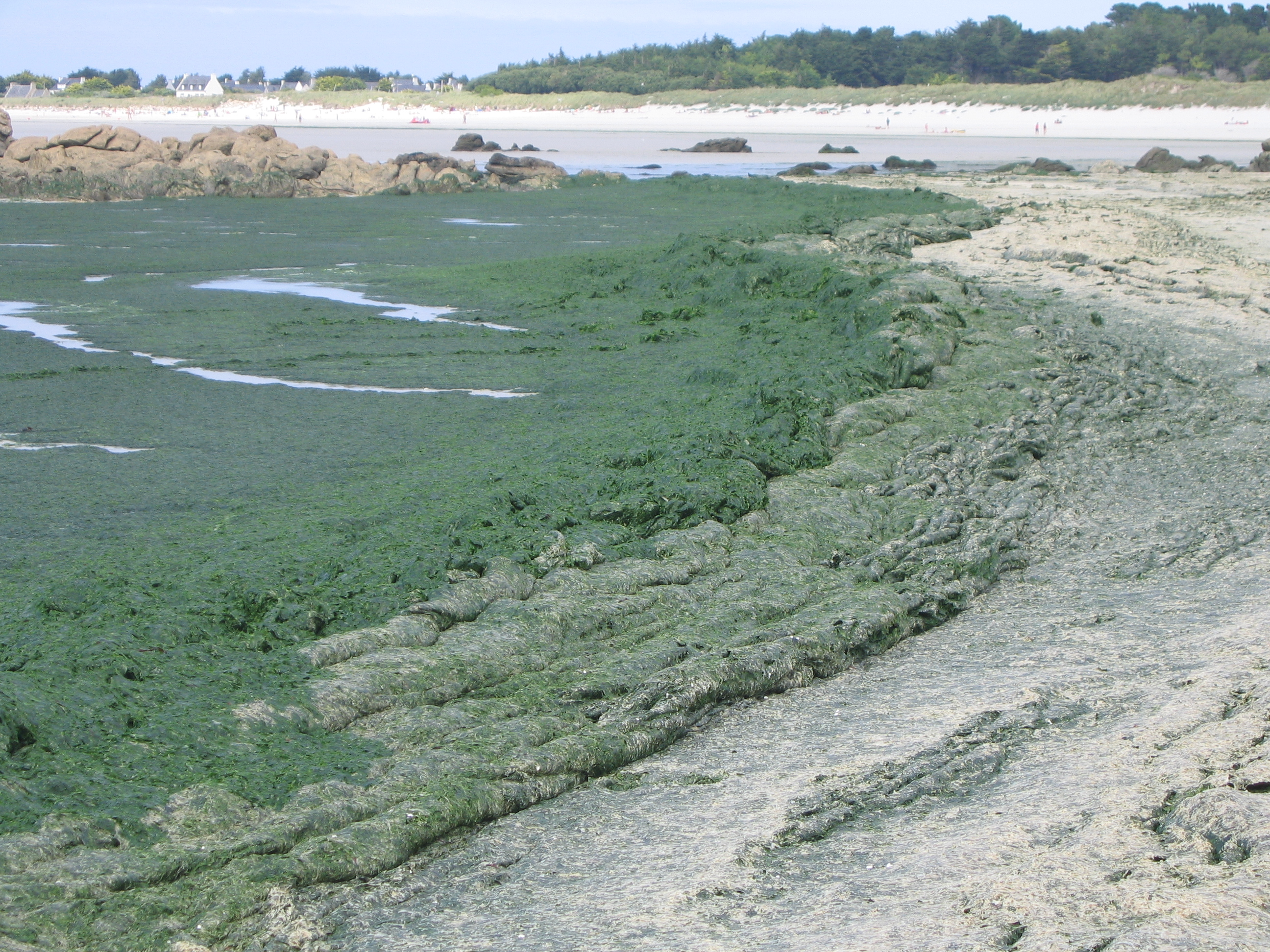
Marée verte avec laisses de mer, août 2009, Finistère, France

Ces problèmes sont imputables en partie à l'agriculture intensive et certaines de leurs manifestations comme les marées vertes sont spectaculaires. D'autres problèmes sont apparus. Des analyses toujours plus fines peuvent mettre en évidence des résidus de pesticides dans les aliments provoquant l'inquiétude des consommateurs et parfois des législations de limitation. L'agriculture industrielle est aussi perçue comme une des causes du réchauffement climatique et une menace envers la biodiversité, en particulier dans les zones tropicales où la déforestation s'accélère mais aussi d'une façon plus générale par le contrôle qu'exercent, de fait, les grandes firmes sur la reproduction des semences et leur diversité.
C'est dans ce contexte qu'apparaissent, à contre-courant, des types d'agriculture à faible empreinte écologique et en particulier l'agriculture biologique poussée par des consommateurs et des agriculteurs déterminés recherchant la protection de l'environnement, refusant les excès de l'agriculture intensive, en particulier l'utilisation de produits chimiques de synthèse jugés dommageables pour la santé des êtres vivants. Ils désirent pérenniser la fertilité des sols, en conservant certaines méthodes traditionnelles, tout en s'assurant un bon revenu économique.
Un cas extrême est l'agriculture naturelle de Masanobu Fukuoka qui tend à se rapprocher de l'économie de cueillette. La permaculture peut être considérée comme une évolution de l'agriculture naturelle tant du point de vue philosophique que technique.
Dès ses débuts, l'agriculture biologique est influencée par les travaux de penseurs occultistes, en particulier Rudolf Steiner, mais aussi par des travaux de botanistes comme Gabrielle et Albert Howard ou d'agronomes comme F.H. King (en). Depuis 1990 certaines thèses de l'agriculture biologiques sont confortées par les études réalisées sur les organismes du sol, particulièrement bactéries et champignons mycorhyziens. La glomaline produite par les champignons endomycorhyziens et qui stabilise la structure du sol est découverte en 1996 par Sara F. Wright.
Bien que sémantiquement incorrecte, l'expression « agriculture biologique » (on peut en effet dire que toute agriculture a un rapport avec les sciences biologiques) s'est indiscutablement imposée dans les pays francophones, néerlandophones (biologishe landbouw) et dans d'autres. Elle rend compte du choix fait par ses partisans de refuser l'artificialisation à outrance de l'agriculture. On parle désormais d'agriculture bio et même simplement de bio. Dans les pays anglophones, on a toujours parlé d'organic farming. Cette expression a été popularisée par l'influent Lord Northbourne qui déclarait que « Le sol, ses micro-organismes et les plantes qui poussent dessus forment ensemble une entité organique ». Cependant dans beaucoup d'autres pays, on emploie, de plus en plus, l'expression agriculture écologique moins ambivalente.
Les partisans des agricultures naturelles optent aussi souvent (comme d'ailleurs nombre de producteurs de denrées de haute qualité) pour des formes de commercialisation alternatives : vente à la ferme, magasins de producteurs ou coopératives de consommateurs, circuits courts (ex. : La Ruche qui dit Oui ! en France),
Une innovation notable est la création d'associations locales fortement impliquées dans le soutien aux producteurs. En retour les producteurs se conforment aux souhaits des consommateurs (autant que possible) et expliquent leurs méthodes. Ce sont les teikei japonais depuis les années 1970, les « community-supported agriculture farms » en Amérique du Nord depuis les années 1980, les AMAP (Association pour le maintien de l'agriculture paysanne et/ou de proximité) en France depuis 2003.
Aujourd'hui, l'agriculture biologique évolue, majoritairement, vers un certain pragmatisme : prise en compte renouvelée des consommateurs avec l'élaboration de chartes de qualité, recours accru au machinisme et aux techniques de l'informatique, retour aux fondamentaux scientifiques de l'agronomie incluant la mise en place d'essais soigneusement contrôlés avec, par exemple en France, le concours de l'ITAB. Elle reste un monde très divers.
Au début du XXIe siècle, l’agriculture mondiale est « soumise à un triple défi : produire plus, développer de nouvelles cultures et, surtout, produire autrement pour répondre aux attentes d’un public de plus en plus sensibilisé à sa santé et aux risques environnementaux. Selon les spécialistes mondiaux en la matière, les agriculteurs devront inévitablement s’adapter à des contraintes que l’on voit déjà se profiler : la hausse des prix de l’énergie, l’ouverture des marchés internationaux, le retrait du marché de plusieurs fongicides à large spectre, les changements climatiques et l’émergence de nouvelles maladies ». On peut y rajouter la nécessité de réduire le gaspillage des sols arables et le gaspillage alimentaire. En 2020 le contrôle effectif des ressources en eau et le retrait de nombreux pesticides, déjà bien engagé, obligent tous les agriculteurs à des changements sensibles de méthodes.